# Liste von Denkmälern für Frauen in Deutschland

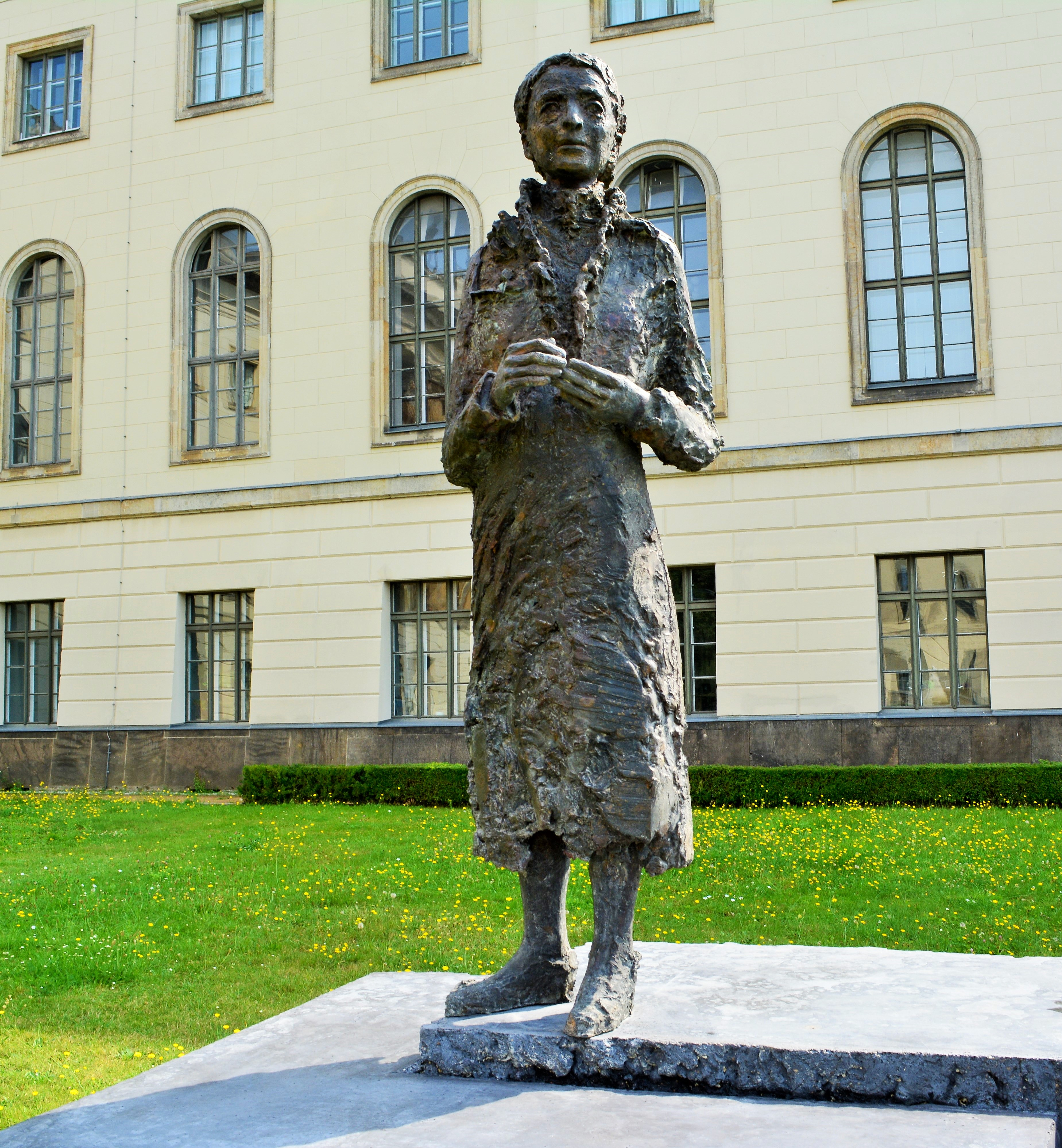
Denkmal für Lise Meitner, 2014, im Ehrenhof der Humboldt-Universität zu Berlin

Die Liste von Denkmälern für Frauen in Deutschland gibt einen Überblick über Denkmäler im engeren Sinne, also über Bauwerke, Skulpturen, Plastiken und dergleichen, die in Deutschland an bestimmte Frauen oder Frauengruppen erinnern. Weibliche Persönlichkeiten wurden in Deutschland wenig mit Denkmälern gewürdigt. Die wenigen Frauen-Denkmäler zeigen vor allem Frauen aus dem Adel oder Herrscherhäusern oder Heilige. Die Abwesenheit von Frauen als Darstellung eines Individuums im öffentlichen Denkmal wird schon seit Jahrzehnten thematisiert.

## Hintergrund
Bis zu Beginn des 19. Jahrhunderts war es dem Adel oder Repräsentanten der Kirche vorbehalten, als Individuen bildlich im öffentlichen Raum präsent zu sein. Stand und Herkunft und nicht individuelle Leistungen und Verdienste bestimmten, ob ein Mensch eines Denkmals würdig betrachtet wurde. Nach 1800 wandelte sich das Denkmal vom aristokratischen Herrschaftsinstrument zum demokratischen Erinnerungsmedium. Verdienste für die Allgemeinheit und individuelle Leistungen kamen als Kriterium für Denkmalwürdigkeit hinzu. Entsprechend wurde dann auch Künstlern, Wissenschaftlern, Politikern, Technikern und Unternehmern Denkmäler gesetzt (Beispiele sind Luther 1819 in Wittenberg, Gutenberg 1837 in Nürnberg, Schiller 1839 in Stuttgart). Das Bürgertum kämpfte mit den Denkmälern um die zentralen Plätze im öffentlichen Raum und damit um öffentliche Sichtbarkeit und Anerkennung, wie gerade die Errichtung des Stuttgarter Schillerdenkmals 1839 belegt. Es kam zu einem Denkmalboom. Nach der Zählung eines Kunsthistorikers gab es um 1800 18 Standbilder in Deutschland, achtzig Jahre später waren es bereits 800.

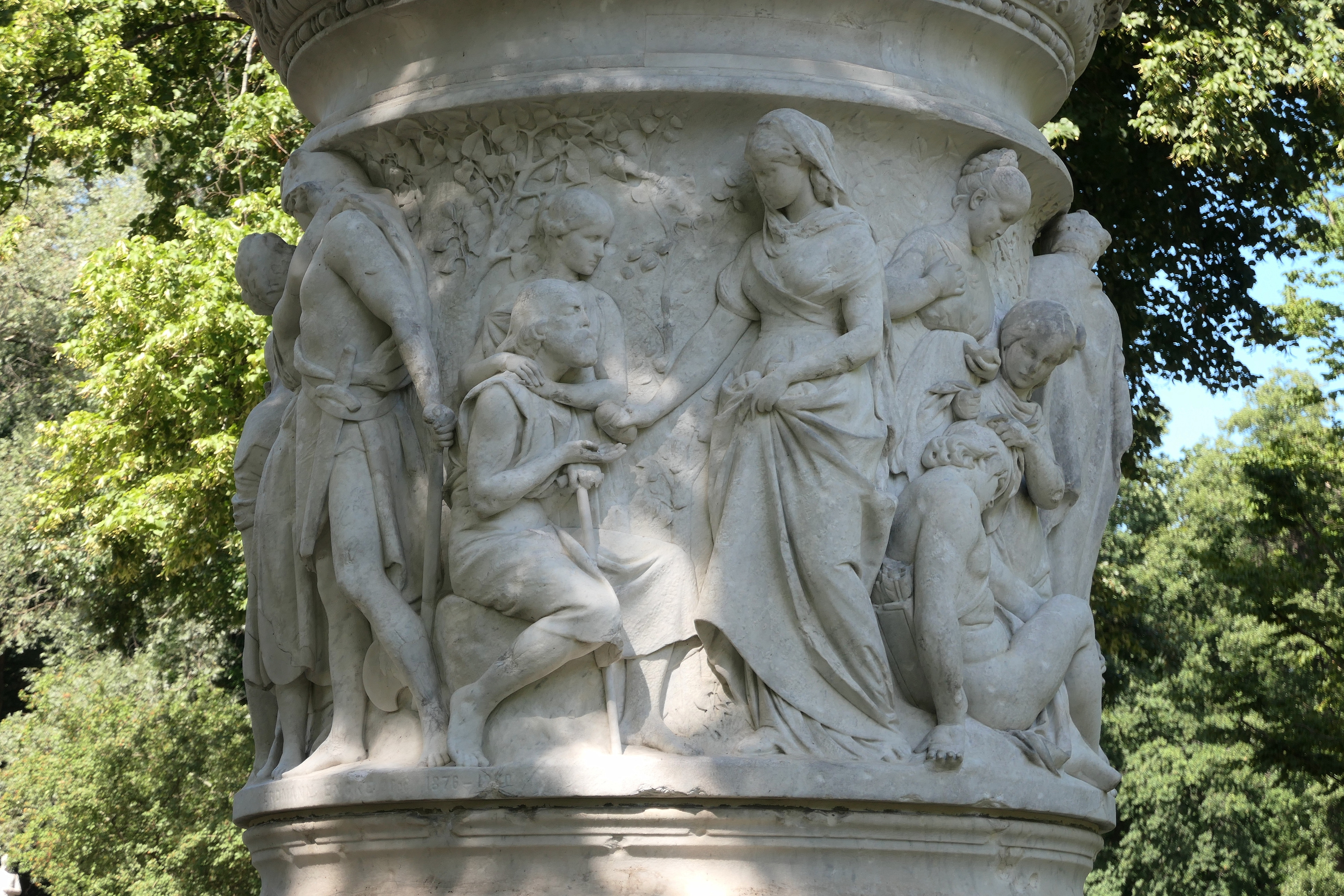
Sockelrelief des Königin-Luise-Denkmals auf der Luiseninsel von 1880

Weibliche Persönlichkeiten wurden im Rahmen des aus dem Bürgertum vorangetriebenen Booms dagegen als „Individualdarstellungen“ wenig bedacht. Dagegen waren Frauen als Allegorie, Göttin, Muse, Fabelwesen, Personifikation, Mädchen oder Mutter als Denkmal oder Skulptur im öffentlichen Raum durchaus präsent. Doch wie die Kunsthistorikerin Silke Wenk feststellte: „Das Bild des weiblichen Körpers in der allegorischen Personifikation verweist auf Frauen, aber meint sie nicht.“ Gerade das, was mit Bildern des Weiblichen bezeichnet würde, wäre Frauen (im 19. Jahrhundert) meist verschlossen gewesen, nämlich der gesamte öffentliche Raum wie Politik, Wissenschaft, Kunst, Militär und vieles mehr. Walter Benjamin sagte über das Allegorische, dass es genau das Nichtsein dessen bedeute, was es vorstelle. Frauen dienten also der Verkörperung von etwas nicht Darstellbarem, wie Minerva als Vertreterin der Kriegskunst, Justitia als Vertreterin der Gerichtsbarkeit, Germania als nationale Personifikation oder Victoria als Repräsentation des Sieges.

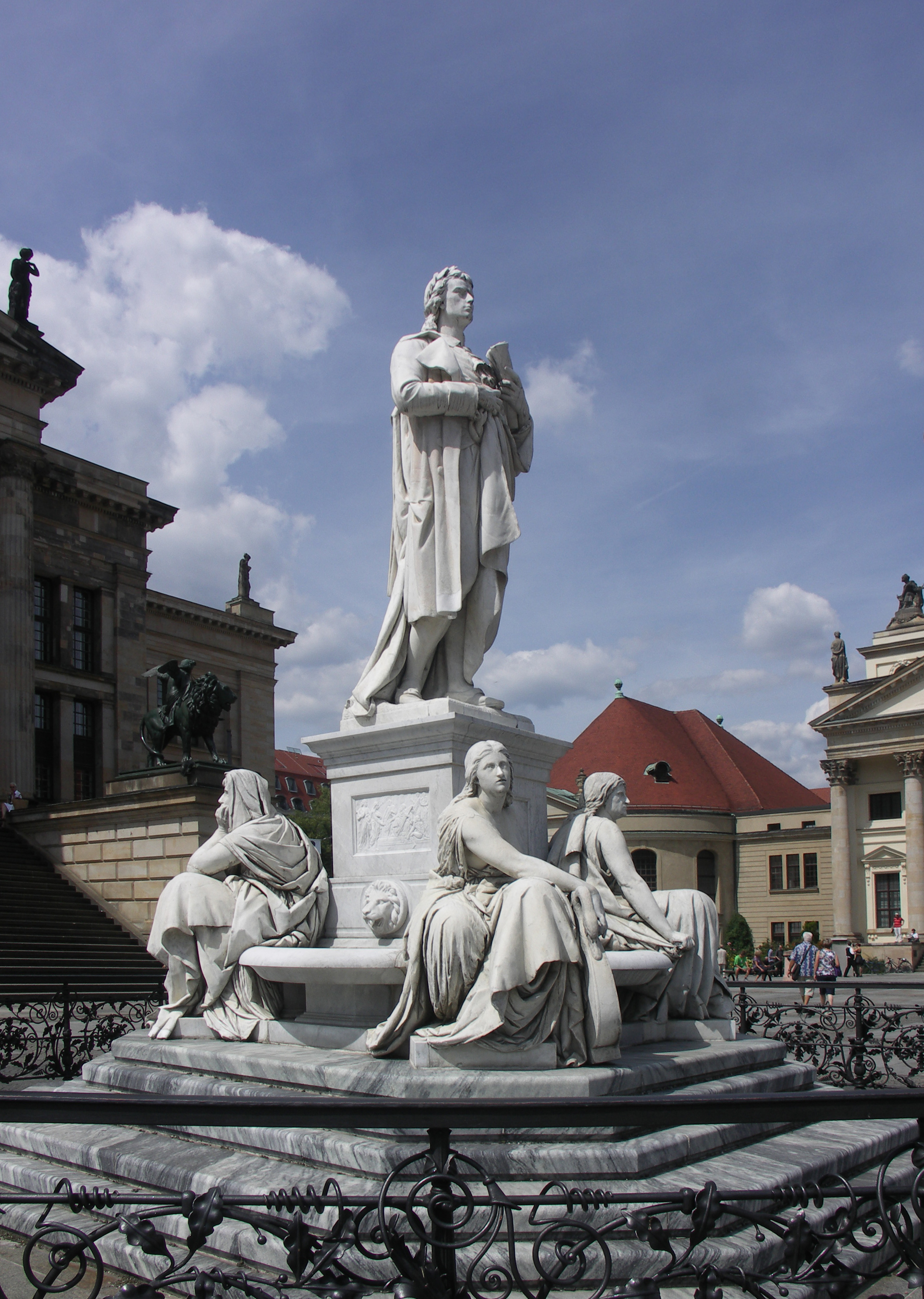
Schillerdenkmal von 1871 in Berlin mit weiblichen Allegorien als „Assistenzfiguren“

Wie bereits in den Jahrhunderten davor, waren es im 19. Jahrhundert in der Regel Frauen aus den Herrscherhäusern, die auf den Denkmalsockel gelangten, wobei dynastische Gesichtspunkte entscheidend waren. Vor allem Vertreterinnen des preußischen Herrscherhauses kamen zum Zuge (Königin Luise, Kaiserin Victoria, Kaiserin Augusta). Auch die Frauen des Adels und aus den Herrscherhäusern wurden nicht für ihre „Leistungen“ oder ihre „Macht“ gewürdigt, wie das Beispiel der Rahmung des Denkmals für Königin Luise von 1880 auf der Luiseninsel zeigt. Es stellt sie in ihrer Rolle als „Frau, Mutter und Gattin“ und als „Muster der reinsten Weiblichkeit“ dar. Ihr Wirken als Gegnerin Napoleons fand dagegen keinen Niederschlag. Insofern ist dieses Denkmal kein Beispiel für die Inklusion von Frauen, sondern diente dazu, für Frauen geltende bürgerliche Funktionszuschreibungen und Moralkodizes hervorzuheben. In anderen Ländern war dies nicht unbedingt so. Zum Beispiel gab es in Paris, so Helke Rausch, eine „monumentale Reminiszenz an weibliches Personal“, obwohl viele dieser Projekte letztendlich scheiterten, so zum Beispiel ein Denkmal für die Autorin und anarchistische Sozialistin Louise Michel, das 1907 initiiert wurde.
In wenigen Fällen wurde auch nicht-aristokratischen Frauen ein Denkmal gesetzt. Sie weisen dann, so die Historiker Ute Scherb, auch weitere „Abweichungen“ von den üblichen Regeln für Denkmäler auf. So wurde das Denkmal für die Schauspielerin Friederike Caroline Neuber nicht, wie sonst üblich, als Standfigur gestaltet, sondern als architektonische Konstruktion. Die Beteiligte am Freiheitskampf Johanna Stegen wurde im Denkmal nicht als mündige Frau, sondern nur als unschuldiges Mädchen dargestellt, die „Mädchendienst“ für die Krieger leistete. Die Soldaten wurden an ihrem Denkmal deutlich prominenter dargestellt als die angeblich Geehrte. Die Unternehmerin Barbara Uthmann wurde weniger als Geschäftsfrau geehrt, sondern für ihre Förderung des Spitzenklöppelns und als Gründerin eines Verlagswesens für Bortenerzeugnisse.
Die Stifter der wenigen Denkmäler für Frauen sind im 19. Jahrhundert fast immer Männer. Nur drei Denkmäler wurden von Frauen gestiftet: das 1887 errichtete Ottilie-Wildermuth-Denkmal in Tübingen, die 1891 von ihrer Tochter, der Großherzogin Luise, gestiftete Kaiserin-Augusta-Bank in Baden und das 1896 errichtete Louise-Otto-Peters-Denkmal in Leipzig. Die Historikerin Ute Scherb konstatierte, dass das Stiften von Denkmälern als Erinnerungszeichen von Frauen kaum angestrebt wurde, da diese – wie die Einwände gegen das Wildermuth-Denkmal belegten – als kaum nützlich angesehen wurden. Andere Arten von Stiftungen entsprachen dem damaligen weiblichen Selbstverständnis eher. Frauen, die über genügend Geld verfügten, über das sie frei bestimmen konnten, riefen stattdessen Stiftungen ins Leben, die auf die Verbesserung der Lebensverhältnisse abzielten, meist über Bildungsprogramme. Für die von Männern initiierten Denkmalstiftungen engagierten sich Frauen allerdings durchaus, wie anhand des Hermannsdenkmals im Teutoburger Wald nachgewiesen wurde. Die Frauen beteiligten sich an Spendensammlungen und gründeten Frauenvereine für die Errichtung des Denkmals, die so genannte „Damenlotterien“ organisierten und Flugblätter verfassten. Auch bei der Gestaltung der aufwändig ausgerichteten Einweihungsfeierlichkeiten waren sie beteiligt. Bei den Festen zur Denkmaleinweihung traten Frauen allerdings höchstens in der Begleitung von Männern in Erscheinung, die Festreden hielten ausschließlich Männer.
Für spätere Jahrzehnte gibt es bisher keine übergreifenden Untersuchungen zu Frauen-Denkmälern in Deutschland. Eine Ausnahme ist eine 2024 veröffentlichte Studie, die feststellte, dass für Menschen, die gegen den Nationalsozialismus Widerstand geleistet haben, um die 1120 Denkmäler errichtet wurden. Davon ehrten um die 150 einzelne Frauen oder Frauen als Teil eines Ehepaares, wobei der überwiegende Teil der Frauen-Denkmäler erst ab 1980 entstand. Ab den 1980er Jahren gab es parallel zu einer Wende in der Rezeption des Widerstands vermehrt Denkmäler, die der Kategorie „Stille Heldinnen und Helden“ zugeordnet wurden. Hierbei wurden Frauen stärker berücksichtigt als in den Jahrzehnten davor.
Die Abwesenheit von weiblichen Persönlichkeiten im öffentlichen Denkmal wird schon lange thematisiert, zum Beispiel bereits 1908 in der Zeitschrift Die Woche. Im Laufe der Jahrzehnte gab es eine Vielzahl von Aktionen, die wiederholt auf den Mangel hinwiesen oder dagegen protestierten, wenn bei neuen Denkmälern die Nichtbeachtung von Frauen fortgeschrieben wurde.

## Listendefinition
Die Liste enthält Denkmäler im engeren Sinne, die historisch verbriefte Frauen darstellen und ihren Standort in Deutschland haben. Auch verlorene oder zerstörte Denkmäler werden aufgeführt, soweit Informationen zum ursprünglichen Denkmalzweck noch vorliegen.
Die Seite enthält nicht:
- Kunstwerke, die nicht dem Gedenken an bestimmte, namentlich genannte Frauen oder Frauengruppen dienen (zum Beispiel Trümmerfrau-Denkmal (Berlin-Neukölln) oder Denkmal für Rosenstraßen-Protest in Berlin),
- Gedenktafeln, Informationstafeln oder Grabmale,
- Gedenksteine, die von Familien und Freunden für die persönliche Erinnerung aufgestellt wurden (z. B. nach einem tödlichen Unfall),
- Stolpersteine,
- Skulpturen biblischer Gestalten, wie z. B. Maria,
- Skulpturen oder Objekte, bei denen kein Kontext eines dauerhaften öffentlichen Gedenkens ermittelbar ist, wie zum Beispiel
  - bei Skulpturen aus römischer Zeit, die im Rahmen archäologischer Grabungen auf deutschem Gebiet gefunden wurden,
  - oder Personenbüsten, die in nicht öffentlich genutzten Räumen aufgestellt wurden,
  - oder nach Personen benannte Einrichtungen, die nicht primär als Gedenkort errichtet wurden,
- Reliquienbüsten, Altarfiguren und ähnliche Objekte, die vor allem religiösen Zwecken dienen,
- Gemälde oder andere ähnliche zweidimensionale Darstellungen in Innenräumen, auch wenn diese öffentlich sind,
- Denkmäler, für die keine adäquaten Quellen vorliegen.

Die Liste stellt neben den Rahmendaten der geehrten Persönlichkeit insbesondere Informationen zum Denkmal selbst vor, neben dem Aufstellungsort also zum Beispiel wer es initiiert und aufgestellt hat, wer es gestaltet hat und in welchem Rahmen es eingeweiht wurde.

## Liste

### Vor 1800
| Aufgestellt                                                                                 | Geehrte Person                                                              | Standort                                                                              | Geschaffen von | Anmerkungen | Bild |
| ------------------------------------------------------------------------------------------- | --------------------------------------------------------------------------- | ------------------------------------------------------------------------------------- | --- | --- | ---- |
| um 1235                                                                                     | Kunigunde von Luxemburg, auch Heilige Kunigunde, (um 980–1033), Kaiserin    | Bamberg, an der Adamspforte des Bamberger Doms                                        | | Das Adamsportal war im Mittelalter der Haupteingang für die Gläubigen. Geplant war es ursprünglich ohne plastischen Schmuck, doch schon während der Bauzeit des Doms wurde es mit sechs Figuren ausgestattet: der Heilige Petrus, Adam und Eva, der Heilige Stephanus und das heiliggesprochene Sachsenkaiserpaar, Kaiser Heinrich II. und Kaiserin Kunigunde, die den ersten Bamberger Dom gegründet hatten. Das Kaiserpaar ist einerseits dem sündigen ersten Menschenpaar, andererseits dem Gründer der Katholischen Kirche und dem ersten christlichen Märtyrer gegenübergestellt. Die sechs Figuren sind Säulenfiguren, das heißt, sie sind aus einem Block mit einer Säule im Rücken gemeißelt. Die Figur Kunigunde ist in einem ungegürtetem Gewand dargestellt, was vielleicht ein Hinweis auf die ihr zugeschriebene Jungfräulichkeit ist. Sie hält ein Kirchenmodell in den Händen, das oft als Modell der von ihr gestifteten Bamberger Stephanskirche interpretiert wurde. Wahrscheinlicher ist, dass es den Bamberger Dom selbst repräsentiert, obwohl es nicht den tatsächlichen Bau darstellt. Ihre Geste weist auf ihren Ehemann Heinrich II., der damit als wichtige Person gewürdigt wird. Zum Schutz vor weiterer Verwitterung wurden die Skulpturen 1937 abgebaut. Seit 1966 befinden sie sich im Diözesanmuseum Bamberg. Rechtzeitig zur Landesausstellung 2002 „1002–1024 Kaiser Heinrich II.“ wurden Abgüsse der Skulpturen aus gefärbter, kunstharzgebundener Steinersatzmasse des Kaiserpaares gemacht und an der Adamspforte des Doms aufgestellt. 2004 wurden auch die Skulpturen von Adam und Petrus wieder ergänzt. |      |
| Mitte 13. Jahrhundert                                                                       | Berchta (11. Jahrhundert), Gräfin oder Gepa (11./12. Jahrhundert), Gräfin   | Naumburg (Saale), Naumburger Dom, Westchor                                            | Naumburger Meister | Siehe Figurenensemble Naumburger Stifterfiguren Für die Deutung dieser Figur gibt es drei Vorschläge: Berchta, die Mutter der Stifter Dietrich und Wilhelm von Camburg, Gepa, die mit Wilhelm von Camburg verheiratet war, und Adelheid, eine Äbtissin von Gernrode. Letztere Deutung wird nur selten genannt. Die Figur steht nicht vor einer Säule, sondern unter einem hoch aufragenden Baldachin vor einer Wandplatte. Laut dem Kunsthistoriker Gerhard Straehle erscheint die Figur „in ihre[m] mächtigen Mantel wie eingemauert, nur Gesicht, Hände und Fußspitze schauen heraus“. In beiden Händen hält die Figur ein aufgeschlagenes Buch, ihr linker Mittelfinger liegt zwischen den Seiten, mit dem Zeigefinger ist sie dabei, eine Lage zurückzublättern. Ihr Mund ist ein wenig geöffent, sie scheint leise zu sprechen, wie im Gebet. Das Gebende umschließt das Gesicht nicht straff, so dass sich der Stoff an Wangen und Kinn wellt. Auf dem Stirnband trägt sie einen Schleier. Im Halsausschnitt trägt die Figur einen schildförmigen Fürspan mit einem von Perlen gefassten Stein. |      |
| Mitte 13. Jahrhundert                                                                       | Gerburg (11. Jahrhundert), Gräfin                                           | Naumburg (Saale), Naumburger Dom, Westchor                                            | Naumburger Meister | Siehe Figurenensemble Naumburger Stifterfiguren Die Figur Gerburg ist in einer Dreiergruppe neben ihrem Ehemann Dietrich III. von Brehna und neben dem Stifter Konrad platziert. Die Figur ist als elegante Erscheinung dargestellt, die im Fortgehen begriffen ist. Sie ist in ein langes Kleid und einen umhangartigen Tasselmantel gehüllt. Mit ihrer rechten Hand zieht sie den Mantelsaum nach vorn, wodurch sich eine lange Röhrenfalte bildet. In ihrer vom Mantel bedeckten linken Hand hält sie ein schweres Buch. Der Mantel ist an den Schultern mit runden, mit Sternen besetzten Tasseln ausgestattet. Zwischen den beiden Mantelsäumen verläuft locker das Tasselband. Der Kopf ist von einem Gebende umschlossen, das sich an Schläfen, Wangen und Kinn etwas wellt. Darüber sitzt eine Haube, auf der ein schmaler mit Steinen, Perlenschnüren und palmettenförmigen Aufsätzen besetzter Reifen sitzt. Das Gesicht, so der Kunsthistoriker Gerhard Straehle, wirkt verdrossen und kummervoll. |      |
| Mitte 13. Jahrhundert                                                                       | Reglindis (um 989–1016), Markgräfin                                         | Naumburg (Saale), Naumburger Dom, Westchor                                            | Naumburger Meister | Siehe Figurenensemble Naumburger Stifterfiguren Die Figur Reglindis ist neben der Figur ihres Ehemanns Hermann, Markgraf von Meißen, platziert. Sie ist als lebhafte, fröhlich lächelnde junge Frau gestaltet. Ihre Darstellung repräsentiert ein höfisches Frauenideal der Zeit. Dem Kunsthistoriker Gerhard Straehle zufolge folgt die Gestaltung der Figur der Beschreibung Isoldes in Gottfried von Straßburgs Tristan. Wie sie mit zwei Fingern den Mantel hält, ist ein Musterbeispiel einer eleganten Hand in den Vorstellungen des Mittelalters. Der Kopf wird von einem eng anliegenden Gebende umhüllt und einer das Haar bedeckenden festen Hauben bedeckt, worauf ein schmaler mit Perlschnüren und Edelsteinen verzierter Kronreif sitzt. Reglindis strahlt Selbstbewusstsein und Energie aus und ist damit als Gegensatz zu ihrem Ehemann dargestellt. |      |
| Mitte 13. Jahrhundert                                                                       | Uta von Ballenstedt (um 1000–1046), Markgräfin                              | Naumburg (Saale), Naumburger Dom, Westchor                                            | Naumburger Meister | Siehe Figurenensemble Naumburger Stifterfiguren Die Stifterfigur wird allgemein als Uta von Naumburg bezeichnet. Die Figur Uta ist neben der Figur ihres Ehemannes Ekkehard, Markgraf von Meißen, platziert. Ihre Haltung und ihre Blickrichtung, die der des Markgrafen entspricht, verbindet sie mit der anderen Figur und lassen sie gemeinsam als herrschaftliches Paar erscheinen. Doch schirmt sich die Uta-Figur durch den zur Wange hochgeführten Mantel, der Arm und Hand verhüllt, von der Ekkehard-Figur ab. Die Röhrenfalten des Mantels wirken wie eine Trennmauer zum Ehegatten, während der Mantel auf ihrer anderen Seite in welligen Säumen und Glockenfalten bis zu den Füßen fällt. Die Uta-Figur zeigt den Schmuck einer Fürstin mit prächtiger Brosche auf der Brust und blütenförmiger Tassel auf der Schulter. Das Gesicht der Figur wird beschrieben mit „klein, oval, ziermlich, mit einem Anflug von Wehmut, dabei pausbäckig mit Schmollmund und aufgestülpten Lippen, feiner gerade Nase, hochgeschwungenen Augenbrauen und vorgewölbter glatter Stirn.“ Um den Kopf trägt Uta ein eng anliegendes Gebende mit fester Haube, auf der ein Stirnreifen in Form einer Krone mit Lilienzacken aufsitzt. Die Darstellung, so der Kunsthistoriker Gerhard Straehle, verbindet „Sinnlichkeit mit herrschaftlicher Distanz“. Für moderne Sehgewohnheiten stellt die Uta-Figur das Idealbild der mittelalterlichen höfischen Frau dar. Doch entspricht ihre Gestaltung keineswegs den mittelalterlichen Konventionen, sondern stellt vielmehr eine einzigartige Ausnahme dar. So trägt sie den Mantel, anders als die Stifterfiguren Gerburg und Reglindis, die ihre Mäntel in „höfischer Perfektion“ tragen, verrutscht bzw. asymmetrisch. Nur durch das Raffen des Stoffbausches mit der linken Hand verhindert sie, dass der Mantel abrutscht und ihre rechte Schulter freigibt, was im Mittelalter als männliche Geste und eventuell als „unordentlich“ aufgefasst worden wäre. Die Uta-Figur ist heute die bekannteste und beliebteste der Stifterfiguren. Das starke Interesse an den Stifterfiguren entwickelte sich erst ab 1914. Die Figuren wurden nun als beispielhaft für deutsches Volkstum und Kunst präsentiert. Im Laufe der folgenden zwanzig Jahre wurden sie für nationales Denken immer mehr vereinnahmt, wobei dieses sich immer mehr auf die Figur Uta konzentrierte. |      |
| um 1260–1270                                                                                | Adelheid von Burgund (931/32–999), Kaiserin                                 | Meißen, Meißner Dom, Hoher Chor                                                       | Naumburger Meister | Im Hohen Chor des Meißner Doms stehen auf Konsolen vor glatten Wandflächen vier überlebensgroße Sandsteinfiguren, die nach den Naumburger Stifterfiguren vom gleichen Meister geschaffen wurden: Kaiser Otto I. und Kaiserin Adelheid an der Nordseite, der Evangelist Johannes und Donatus an der Südseite. Der Hintergrund des Bildprogramms war wahrscheinlich ein Streit zwischen dem Hochstift Meißen und Markgraf Heinrich dem Erlauchten in den Jahren zwischen 1250 und 1252, bei dem der Markgraf das Recht des Meißner Bischofs in Frage stellte, in den Stiftsgebieten den Zehnten zu erheben und die Gerichtsbarkeit auszuüben. Der Bischof berief sich im Streit auf die vom Kaiser erhaltenen Privilegien. Letztendlich musste der Markgraf einlenken. Mit den Bildwerken von Otto und Adelheid verwies das Hochstift auf die ihm gewährten kaiserlichen Privilegien. Die Stilsprache der Naumburger Stifterfiguren wurde in Meißen in neuer Qualität weiterentwickelt. In Form und Ausdruck sind die Figuren stärker bewegt als ihre Vorgänger und ihre Lebensnähe noch weiter gesteigert. Baldachine mit kleinen gotischen Architekturen bekrönen die Figuren. Die in kostbare Gewänder gekleideten Figuren des Kaiserpaars wenden sich einander zu. Die Adelheid-Figur neigt ihr Haupt und lächelt leicht. „Mit ihrem eindringlichen, freundlichen Blick und der Gestk ihrer Hände beginnt sie den Dialog“, Otto scheint darauf zu antworten, so beschreibt es der Kunsthistoriker Matthias Donath. Die Figuren weisen eine reiche Farbigkeit auf. Das Kaiserpaar trägt goldene Untergewänder, die mit aufgelegtem Preßbrokat besonders verziert waren. Ihre Mäntel sind in leuchtendem Blau und Rot gehalten, auf der Innenseite sind Hermelinmuster aufgemalt. Um 1500 wurden die Figuren neu gestaltet und dabei die ursprünglichen Farben übermalt. Die heutige Farbigkeit stammt von 1771. 2001/02 wurden die Figuren gereinigt und restauriert. |      |
| vermutlich Ende der 1370er Jahre (Datierungen schwanken zwischen „nach 1360“ und „um 1380“) | Elisabeth von Pommern (1345–1393), Kaiserin                                 | Mühlhausen/Thüringen, Marienkirche, Südportal des Querhauses                          | | Auf dem Scheinaltan in der Mitte des Portals stehen vier überlebensgroße Figuren, gekleidet nach der Mode der zweiten Hälfte des 14. Jahrhunderts, die leicht über die Brüstung gebeugt auf den Platz vor der Kirche hinabblicken, als ließen sie sich huldigen. Sie stellen Kaiser Karl IV., seine Gemahlin Elisabeth von Pommern, sowie eine Hofdame und einen Höfling dar. Die bildliche Einbeziehung zeitgenössischer weltlicher Personen in das liturgische Bildprogramm der Epiphanie, die sich oberhalb der Figuren am Portal befindet, ist außergewöhnlich. Ebenso ohne bekannte Parallele sind die Huldigungsgesten des Kaiserpaars. Die Figuren dienten durchaus einem politischen Zweck. Wie eine spätere Quelle berichtete, pflegte sich nun der jährlich neukonstitutionierende Rat der Reichsstadt vor dem Südeingang der Kirche, also unterhalb der Statuen, zu versammeln, um dem Kaiser in steinerner Gestalt den Huldigungseid zu leisten. |      |
| um 1410–1420                                                                                | Barbara von Nikomedien (3. Jahrhundert), Märtyrin / Heilige                 | Erfurt, Erfurter Dom, Außenfassade, Strebepfeiler des Chors                           | Meister i | Drei Standfiguren – Madonna mit Kind, heilige Barbara und heilige Katharina – mit abgeflachter Rückseite, jede von ihnen mit einer Konsole und unter einem Baldachin an einem Strebepfeiler des Chors, gehören zusammen. Sie wurden im gleichen Zeitraum von einer Hand gefertigt. An den Sockeln hat der betreffende Meister sein Monogramm i aufgebracht, weshalb er als Meister i in die Kunstgeschichte eingegangen ist. Die Figur der Barbara hält in der linken Hand einen dreigeschossigen Turm, den sie mit der Rechten stützt. Auf dem Haupt trägt sie eine Krone, ihr Blick ist geradeaus gerichtet. Das Gesicht zeigt eine hohe, gewölbte Stirn, volle, weiche Wangen, großen Augen mit schweren Lidern und eine gerade Nase. Ihr Gewand ist – typisch für Meister i – mit stark ondulierenden Faltenbündeln und Schüsselfalten von einer zur anderen Hüfte gestaltet. Die Gewandsäume breiten sich auf dem Boden glockenförmig aus. Es wird wegen ihres guten Erhaltungszustands davon ausgegangen, dass die Figuren am Dom nicht mehr die Originale sind. |      |
| um 1410–1420                                                                                | Katharina von Alexandrien (3./4. Jahrhundert), Heilige                      | Erfurt, Erfurter Dom, Außenfassade, Strebepfeiler des Chors                           | Meister i | Drei Standfiguren – Madonna mit Kind, heilige Barbara und heilige Katharina – mit abgeflachter Rückseite, jede von ihnen mit einer Konsole und unter einem Baldachin an einem Strebepfeiler des Chors, gehören zusammen. Sie wurden im gleichen Zeitraum von einer Hand gefertigt. An den Sockeln hat der betreffende Meister sein Monogramm i aufgebracht, weshalb er als Meister i in die Kunstgeschichte eingegangen ist. Die Figur der Katharina hält in der rechten Hand das Rad, das sie mit der Linken stützt. Auf dem Haupt trägt sie eine Krone, ihr Blick ist geradeaus gerichtet. Das Gesicht zeigt eine hohe, gewölbte Stirn, volle, weiche Wangen, großen Augen mit schweren Lidern und eine gerade Nase. Ihr Gewand ist – typisch für Meister i – mit stark ondulierenden Faltenbündeln gestaltet. Die Gewandsäume breiten sich auf dem Boden glockenförmig aus. Es wird wegen ihres guten Erhaltungszustands davon ausgegangen, dass die Figuren am Dom nicht mehr die Originale sind. Vermutlich wurden sie schon bei der Restaurierung 1856 bis 1864 durch Kopien ersetzt. 1899 trat in der Figur der Katharina ein Spalt von oben nach unten auf, weshalb sie durch eine Kopie ersetzt wurde. |      |
| 1524                                                                                        | Elisabeth von Thüringen, genannt Heilige Elisabeth, (1207–1231), Prinzessin | Marburg, Rathaus, über dem Eingang zum Treppenturm                                    | Ludwig Juppe (Bildhauer), Johann von der Leyten (farbliche Fassung)                                                                                | Die Vorlage für das hochrechteckige Sandsteinrelief (165 × 80 cm) war eine Albus-Münze des Landgrafen Philipp von Hessen, die Ludwig Juppe vielleicht selbst geschaffen hatte. Es wurde 1524 als einziger Schmuck an dem zwischen 1511 und 1527 errichteten Marburger Rathaus angebracht. Dafür wurde ein Teil des schon fertiggestellten Treppenturms herausgebrochen, um das Portal mit dem Relief einzubauen. Das Relief zeigt die gekrönte Elisabeth von Thüringen ohne Heiligenschein. In ihrer linken Hand hält sie ein Modell der Marburger Elisabethkirche, in ihrer rechten einen großen Wappenschild, der das Wappen des Landgrafen Philipp zeigt. Das Wappen steht im Zentrum des Reliefs, die Figur der Elisabeth tritt dahinter zurück, das heißt sie hat die Funktion der Schildträgerin. Der weite Mantel der Heiligen fällt auf beiden Seiten herab und schafft eine Verbindung zu den seitlich dargestellten Bettlern, die auf die Barmherzigkeit der Heiligen hinweisen sollen. Im unteren Bildfeld sitzt ein Löwe, der zwei Wappenschilde in seinen Pranken hält, die Symbole der Stadt Marburg zeigen. Das Relief wie ihre Münzvorlage spiegeln den Blickwinkel des Landgrafen und sind nicht als Zeichen der Verehrung der Heiligen durch das Volk zu deuten. Stattdessen sind sie Symbol des Fürstenhauses, Herrschaftspräsentation und Staatsprogramm. |      |
| 1587                                                                                        | Elisabeth von Thüringen, genannt Heilige Elisabeth, (1207–1231), Prinzessin | Kassel, am Steinweg Ecke Oberste Gasse, an der Fassade des Elisabethhospitals         | | Das Gebäude, in dessen Fassade die Sandsteinstatue platziert ist, stammt aus dem Jahr 1587. Das Original der Statue befindet sich heute im Stadtmuseum. Am Gebäude befindet sich heute eine Kopie. |      |
| 1596                                                                                        | Anna von Hessen, (1529–1591), Prinzessin, Pfalzgräfin                       | Heidelberg, Bergfriedhof (Heidelberg), Nr. 13 von Rundweg III                         | | Name: Anna-Stein Die Pfalzgräfin stiftete 1590, kurz vor ihrem Tod, den St. Anna-Kirchhof in Heidelberg und die St. Anna-Kapelle. Sechs Jahre später wurde ihr zu Ehren auf dem Kirchhof ein Steindenkmal mit der Inschrift „Anna / Stifterin dieses Kirchhofs / 1596“ errichtet. Als der St. Anna-Kirchhof 1845 geschlossen wurde, wurde das Steindenkmal zum Bergfriedhof versetzt. Um 1920 wurden die Grabmäler, die 1845 vom St. Anna-Kirchhof zum Bergfriedhof versetzt worden waren, gemeinsam mit dem Anna-Stein in einer überschaubaren Gruppe aufgestellt. Der Anna-Stein sticht wegen seiner Größe aus der Gruppe heraus. Er ist in der Form eines an die Renaissance gemahnenden Portals gestaltet: mit karnelierten Pilastern mit ionischen Kapitellen, die in der Gebälkzone durch toskanische Kapitellprofile fortgesetzt werden. Diese rahmen ein rechteckiges Wandfeld mit darin eingespannten Rundbogen ein. Die Wand wird von einem dreigegliederten Gebälk aus Architrav, Fries und Deckplatte abgeschlossen. Die Inschrift stammt dem Schriftbald nach aus dem 19. Jahrhundert. |      |
| 1639                                                                                        | Katharina von Alexandrien (3./4. Jahrhundert), Heilige                      | Hamburg, Außenfassade von Hauptkirche Sankt Katharinen, Katharinenkirchhof 1          | | Eine Sandsteinfigur der Namenspatronin ist an der Außenfassade der Hauptkirche St. Katharinen angebracht. Die lebensnahe und detaillierte Figur trägt eine Krone und ist mit den klassischen Attributen der Heiligen ausgestattet: Palmzweig, Rad und Schwert als Zeichen ihres Martyriums. Über den Künstler ist nichts bekannt. |      |
| 17. Jahrhundert                                                                             | Adelheid von Vilich (ca. 970–1015), Äbtissin                                | Bonn, Vilich, St. Peter (Vilich), oberhalb Eingangstür                                | | Oberhalb des Westportals der Kirche findet sich eine Muschelnische mit einer Ganzfigur der Heiligen Adelheid aus Stein. Die Figur hält ein Modell der Kirche in der Rechten. Die Nische wird von zwei Fenstern gleicher Größe und Form gerahmt. |      |
| Anfang des 18. Jahrhunderts                                                                 | Bilhildis von Altmünster (im 7. Jahrhundert-734), Äbtissin                  | Mainz, am Erthaler Hof                                                                | | Die Sandsteinfigur, die die heilige Bilhildis als Äbtissin mit Ordensstab und dem Modell des Altmünsterklosters umgeben von Nonnen zeigt, entstand Anfang des 18. Jahrhunderts. Sie stand ursprünglich bei den Altmünsterhäusern und wurde nach dem Bau des Erthaler Hofs Mitte des 18. Jahrhunderts an der Südwand der Anräume des Hofs als Teil eines Brunnenensembles platziert. |      |
| 1711                                                                                        | Walburga (710–779), Äbtissin                                                | Eichstätt, Kloster St. Walburg, Abteitrakt, Eingang                                   | Matthias Seybold (Entwurf), Franz Thaddäus Lang (Ausführung)                                                                                       | Der dreigeschossige Abteitrakt des Klosters wurde 1711 erbaut. wei toskanische Pilaster tragen ein Gebälk, dessen Sprenggiebel Der Sprenggiebel des Eingangsportals ist von einer bunt gefassten Steinfigur der heiligen Walburga durchbrochen. In den Fries wurde die folgende Inschrift gesetzt: „ANNA BARBARA ABBATISSA EX FVNDAMENTIS RESTAURATRIX MDCCXI“. |      |
| 1716                                                                                        | Barbara von Nikomedien (3. Jahrhundert), Märtyrin / Heilige                 | Mainz, Höfchen, Treppenturm des Hauses zur Nähkiste                                   | | Inschrift: „sanCta VIrgo / BarbarasisCVs / ?osDOMVs nostra“ (enthält Chronogramm für 1716) Die Figur hält einen Kelch in der rechten Hand. Im Hintergrund ist ein Turm dargestellt. |      |
| um 1721                                                                                     | Scholastika von Nursia (um 480 – um 542), Klosterschwester / Heilige        | Prüm, Sankt-Salvator-Basilika, auf Giebel rechts                                      | Johann Georg Judas | Der Giebel der Basilika wird bekrönt von drei Steinfiguren, die Jesus Christus (Mitte), den heiligen Benedikt (links) und die heilige Scholastika (rechts) darstellen. |      |
| 1738                                                                                        | Scholastika von Nursia (um 480 – um 542), Klosterschwester / Heilige        | Paderborn, Gaukirchkloster                                                            | | Inschrift: „SVB PATERNA / IGITVR MATERNAQVE FILIæ / TVTELA RETROLATITANT DEO / SOLITRINO VNIQVE / SPONSO SVO“ (enthält Chronogramm für 1738) Die Steinstatue stellt die Heilige Scholastika mit einem Buch mit einer Taube darauf dar. Das Portal, über dem die Statue steht, gehörte ursprünglich zum Gaukirchkloster, das seit dem 16. Jahrhundert ein Kloster der Benediktinerinnen war. |      |
| 1738–1746                                                                                   | Agnes von Rom (um 237 – ca. 250), Märtyrin / Heilige                        | Dresden, Außenfassade der Katholischen Hofkirche, Südwestseite                        | Lorenzo Mattielli | Siehe Figurenensemble Mattielli-Statuen der Katholischen Hofkirche in Dresden Agnes von Rom wurde als Patronin der Sterbenden in das Bildprogramm der Außenfassade der Katholischen Hofkirche aufgenommen. Die Figur hat den linken Arm erhoben, im rechten Arm hält sie eine Palme. Als Attribut ist an ihrer Seite ein Lamm.[Beleg?] |      |
| 1738–1746, Kopie Mitte 1950er                                                               | Apollonia von Alexandria (3. Jahrhundert)                                   | Dresden, Außenfassade der Katholischen Hofkirche, Nordseite                           | Lorenzo Mattielli, Kopie Albert Braun | Siehe Figurenensemble Mattielli-Statuen der Katholischen Hofkirche in Dresden Apollonia von Alexandria wurde als Märtyrin der alten Kirche und Schutzheilige der polnischen Gebiete aufgenommen. Die Figur hält in der erhobenen rechten Hand eine Zange und fasst mit der linken Hand eine Mantelfalte.[Beleg?] Sie wurde bei den Bombenangriffen 1945 vollständig zerstört. In der Werkstatt der Zwingerbauhütte wurde eine Kopie der Figur Mitte der 1950er Jahre erstellt und 1968 aufgestellt. |      |
| 1738–1746                                                                                   | Barbara von Nikomedien (3. Jahrhundert), Märtyrin / Heilige                 | Dresden, Außenfassade der Katholischen Hofkirche, Nordwestseite                       | Lorenzo Mattielli | Siehe Figurenensemble Mattielli-Statuen der Katholischen Hofkirche in Dresden Barbara von Nikomedien wurde als Patronin mehrerer habsburgischer Provinzen und der Befestigungsanlagen in das Figurenensemble aufgenommen. Die Figur hält mit der linken Hand ein Mantelende und einen Palmzweig, die rechte Hand ist auf einen Turm gestützt. |      |
| 1738–1746                                                                                   | Cäcilia von Rom (angeblich 3. Jahrhundert), Märtyrin / Heilige              | Dresden, Außenfassade der Katholischen Hofkirche, Nordseite                           | Lorenzo Mattielli | Siehe Figurenensemble Mattielli-Statuen der Katholischen Hofkirche in Dresden Es wird angenommen, dass die Heilige Cäcilia, Patronin der Musik und der Künste, wegen der Liebe zur Musik und Malerei des Stifters Friedrich August II. aufgenommen wurde. Die Figur zeigt mit der rechten Hand auf die neben ihr stehende Orgel und trägt einen wehenden Mantel.[Beleg?] |      |
| 1738–1746                                                                                   | Ida von Toggenburg (ca. 1140 – ca. 1226), Heilige                           | Dresden, Außenfassade der Katholischen Hofkirche, oberhalb des dritten Turmgeschosses | Lorenzo Mattielli | Siehe Figurenensemble Mattielli-Statuen der Katholischen Hofkirche in Dresden Gemeinsam mit zwei weiteren Schutzheiligen der Jäger bildet Ida von Toggenburg eine Gruppe. Der Stifter Friedrich August II. verehrte diese aufgrund seiner Jagdleidenschaft besonders. Die Figur wird von einem Hirsch als Attribut begleitet.[Beleg?] |      |
| 1738–1746                                                                                   | Irene von Thessaloniki (3. Jahrhundert, gestorben 304), Märtyrin / Heilige  | Dresden, Außenfassade der Katholischen Hofkirche, Nordwestseite                       | Lorenzo Mattielli | Siehe Figurenensemble Mattielli-Statuen der Katholischen Hofkirche in Dresden Irene von Thessaloniki wurde als Patronin von Lecce in Kalabrien in das Figurenensemble aufgenommen. Kalabrien war die Heimat des Paters Ignaz Guarinis, der die Königin beim Bildprogramm beriet. Die Figur hat die rechte Hand mit einem Schlüssel erhoben, die linke Hand zeigt auf die Flamme, die neben ihr aufsteigt. An ihrer Seite liegt auf einem Postament Buch und Palme.[Beleg?] |      |
| 1738–1746                                                                                   | Katharina von Alexandrien (3./4. Jahrhundert), Heilige                      | Dresden, Außenfassade der Katholischen Hofkirche, Südseite                            | Lorenzo Mattielli | Siehe Figurenensemble Mattielli-Statuen der Katholischen Hofkirche in Dresden Katharina von Alexandrien wurde als Märtyrin der alten Kirche und Schutzheilige der sächsischen Lande aufgenommen. Die Figur hält in der rechten Hand Schwert und Ölzweig, der linke Fuß steht auf einem Stück Rad.[Beleg?] |      |
| 1738–1746                                                                                   | Klara von Assisi (1193/94 – 1253), Ordensgründerin                          | Dresden, Außenfassade der Katholischen Hofkirche, Nordseite                           | Lorenzo Mattielli | Siehe Figurenensemble Mattielli-Statuen der Katholischen Hofkirche in Dresden Klara von Assisi, Stifterin des weiblichen Zweiges der Franziskaner, gehört im Figurenensemble zu einer Gruppe von Vertreterinnen und Vertretern des Ordensstandes. Die Figur hält in der linken Hand eine Monstranz und ist mit einem Klarissengewand mit Schleier bekleidet.[Beleg?] |      |
| 1738–1746                                                                                   | Lucia von Syrakus(um 283 – 304), Heilige                                    | Dresden, Außenfassade der Katholischen Hofkirche, Südseite                            | Lorenzo Mattielli | Siehe Figurenensemble Mattielli-Statuen der Katholischen Hofkirche in Dresden Lucia von Syrakus wurde als Patronin von mehreren spanisch-habsburgischen Provinzen aufgenommen. Die Figur hält in der rechten Hand eine Schüssel, in der zwei Augen liegen. Die linke Hand umfasst einen Mantelzipfel sowie eine Palme. [Beleg?] Die Figur wurde beim Bombenangriff 1945 teilweise zerstört. Der Originalkopf der Figur befindet sich in der Domschatzkammer St. Petri in Bautzen. An der Kirchfassade ist eine Kopie aufgestellt. |      |
| 1738–1746                                                                                   | Maria Magdalena von Pazzi (1566–1607), Karmelitin                           | Dresden, Außenfassade der Katholischen Hofkirche, Nordseite                           | Lorenzo Mattielli | Siehe Figurenensemble Mattielli-Statuen der Katholischen Hofkirche in Dresden Maria Magdalena von Pazzi, eine bekannte Karmelitin, gehört im Figurenensemble zu einer Gruppe von Vertreterinnen und Vertretern des Ordensstandes. Die Figur erhebt mit beiden Händen ein Kreuz. Sie ist als Nonne gekleidet und trägt eine Dornenkrone.[Beleg?] |      |
| 1738–1746                                                                                   | Rosalia (um 1130 – 1166), Eremitin / Heilige                                | Dresden, Außenfassade der Katholischen Hofkirche, Westseite                           | Lorenzo Mattielli | Siehe Figurenensemble Mattielli-Statuen der Katholischen Hofkirche in Dresden Rosalia, Schutzpatronin gegen Pest und Krankheit, gehört zu einer Gruppe aus Schutzpatronen gegen Krankheit, leibliche und seelische Not an der Fassade. Die Figur stützt sich mit dem linken Arm auf einen Felsen und hält mit beiden Händen ein Kruzifix. Im Haar trägt sie einen Rosenkranz, die linke Brust und die Arme sind entblößt.[Beleg?] |      |
| 1738–1746                                                                                   | Teresa von Ávila (1515–1582), Ordensbegründerin                             | Dresden, Außenfassade der Katholischen Hofkirche, Südseite                            | Lorenzo Mattielli | Siehe Figurenensemble Mattielli-Statuen der Katholischen Hofkirche in Dresden Teresa von Ávila, Reformatorin des Karmel und Patronin Spaniens, gehört im Figurenensemble zu einer Gruppe von Vertreterinnen und Vertretern des Ordensstandes. Die Figur hat einen Pfeil im Herzen und trägt ein Nonnengewand.[Beleg?] |      |
| 1746                                                                                        | Walburga (710–779), Äbtissin                                                | Eichstätt, Kloster St. Walburg, Turmspitze                                            | Matthias Seybold (Entwurf), Franz Thaddäus Lang (Ausführung)                                                                                       | Die Klosterkirche erhielt 1746 einen Kirchturm, bekrönt von einer in in Kupfer getriebenen, feuervergoldeten Figur der heiligen Walburga. |      |
| um 1747 (1652 geschaffen)                                                                   | Luise Henriette von Oranien (1627–1667), Kurfürstin                         | Potsdam, Sanssouci, Park, Östlicher Lustgarten, Oranienrondell                        | François Dusart | Siehe Figurenensemble Oranierrondell Friedrich der Große ließ im Oranierrondell acht Büsten von Personen aufstellen, die alle im verwandtschaftlichen Verhältnis zu seiner Großmutter Luise Henriette von Oranien standen. Das Oraniermodell diente so als dynastischer Verweis und politische Allegorie. Die Büste von Luise Henriette für das Rondell schuf Dusart bereits 1652 während seines Aufenthalts in Berlin. |      |
| um 1747                                                                                     | Amalie zu Solms-Braunfels (1602–1675), Prinzessin                           | Potsdam, Sanssouci, Park, Östlicher Lustgarten, Oranienrondell                        | | Siehe Figurenensemble Oranierrondell Friedrich der Große ließ im Oranierrondell acht Büsten von Personen aufstellen, die alle im verwandtschaftlichen Verhältnis zu seiner Großmutter Luise Henriette von Oranien standen. Amalie zu Solms-Braunfels war Luise Henriettes Mutter und die Urgroßmutter Friedrich des Großens. Das Oraniermodell diente so als dynastischer Verweis und politische Allegorie. Es ist nicht bekannt, wie die Büste entstanden ist. Zur Entstehung der Amalie-Büste ist nichts bekannt. Amalies Büste wurde 1855 von Eduard Stützel kopiert. Das Original ist verloren. |      |
| um 1747 (um 1750 geschaffen)                                                                | Maria Henrietta Stuart (1631–1660), Prinzessin                              | Potsdam, Sanssouci, Park, Östlicher Lustgarten, Oranienrondell                        | François Dusart | Siehe Figurenensemble Oranierrondell Friedrich der Große ließ im Oranierrondell acht Büsten von Personen aufstellen, die alle im verwandtschaftlichen Verhältnis zu seiner Großmutter Luise Henriette von Oranien standen. Maria Henrietta Stuart war die Schwägerin Luise Henriettes. Das Oraniermodell diente so als dynastischer Verweis und politische Allegorie. Die Büste von Maria Henrietta für das Rondell wird Dusart zugeschrieben. |      |
| 1750                                                                                        | Kunigunde von Luxemburg, auch Heilige Kunigunde, (um 980–1033), Kaiserin    | Bamberg, untere Brücke                                                                | Johann Peter Benkert | 1739 wurde die untere Brücke, die aus fünf Bögen bestand, gebaut. Die sechs Brückenpfeiler wurden 1750 jeweils mit einer Statue versehen, nämlich Heilige Maria, Kaiser Heinrich II., Kaiserin Kunigunde, Bischof Friedrich von Utrecht, Karl Borromäus und Johannes von Nepomuck. Johann Peter Benkert gestaltete sie im von Bernini geprägten Stil. Bei späteren Überschwemmungen, besonders 1784, wurde die Brücke so schwer geschädigt, dass die zwei mittleren Bögen samt Statuen ganz zerstört wurden. 1813 riss man zwei weitere Bögen mit Pfeiler und Statue ab. So blieb nur noch die Statue der Heiligen Kunigunde übrig. 1992 wurde die Statue durch eine Kopie ersetzt. Das Original befindet sich in der St. Jakobskirche. |      |
| 1766–67                                                                                     | Adelheid von Burgund (931/32–999), Königin                                  | München, Theatinerkirche, Fassade, Obergeschoss                                       | Roman Anton Boos, (Ausführung)Franz Ignaz Günther (Entwurf der Skulptur)                                                                           | [ 64 ] [ 65 ] [ 66 ] |      |
| 1771–73                                                                                     | Wilhelmine von Preußen (1709–1758), Markgräfin                              | Potsdam, im Park von Sanssouci                                                        | Johann Lorenz Wilhelm Räntz (Statue), Carl von Gontard (Pavillon)                                                                                  | Name: Freundschaftstempel Den kleinen Rundtempel ließ der preußische König Friedrich II. zum Andenken an seine 1758 verstorbene Lieblingsschwester, die Markgräfin Wilhelmine von Bayreuth, errichten. In einer Rundbogennische an der rückwärtigen schmalen Wandfläche des Tempels ist ein überlebensgroße Sitzstatue von ihr dargestellt. Johann Lorenz Wilhelm Räntz schuf die Figur ab nach einem Gemälde von Antoine Pesne. Für keine andere Persönlichkeit hat der König im Park Sanssouci ein Denkmal aufgestellt. Tatsächlich ist diese Sitzstatue einer Regentin für die betreffende Zeit einmalig. Im Tempel sind an den Säulen paarweise Marmorreliefs von Helden aus dem Trojanischen Krieg aufgehängt, die allesamt berühmte Freundespaare darstellen. Die Gegenüberstellung tugendhafter männlicher Freundschaften mit Wilhelmine drückt die höchste Wertschätzung aus, die Friedrich der Große je einer Frau gegenüber zeigte. Aus konservatorischen Gründen kam die Sitzstatue 1977 ins Depot. Im Freundschaftstempel wurde eine 1994–97 von Peter Flade geschaffene Marmorkopie aufgestellt. |      |
| 1776                                                                                        | Friederike Caroline Neuber, genannt Neuberin, (1697–1760), Schauspielerin   | Dresden, Laubegast, Fährstraße                                                        | Friedrich August Krubsacius (Entwurf des Obelisken), Johann Christian Feige der Jüngere (Gestaltung des Obelisken), Leopold Armbruster (Medaillon) | Das Denkmal, ein Obelisk aus Pirnaischen Stein, noch ohne Porträtmedaillon, aber mit ausführlicher Inschrift, wurde von den Mitgliedern der Dresdener Gesellschaft Patrioten der Künste gestiftet. Die Inschrift stammte vom Schriftsteller und Satiriker Gottlieb Wilhelm Rabener und lautete: „Dem verdienten Andenken \| einer Frau voll männlichen Geistes, \| der berühmtesten Schauspielerin ihrer Zeit, \| der Urheberin des guten Geschmacks \| auf der teutschen Bühne, \| Carolinen Friedericken Neuberin \| geb. Weissenbornin aus Zwickau \| welche \| nachdem sie Dreyßsig Jahre hindurch \| sich in Teutschland Ehre gemacht \| endlich zum Lohne ihrer Arbeiten \| Zehn ganze Jahre lang \| alle Beschwerlichkeiten des Alters und der Armuth \| nur von wenig Freunden unterstützt \| mit christlicher Grossmut \| gelassen ertragen hatte \| aus dem durch Bomben eingeäscherten Dreßsden \| mit schon kranken Leibe flüchtend \| hier in Laubegast elend stark \| und in Leuben armselig begraben ward \| widmeten diesen Stein \| einige Kenner ihrer Verdienste \| und Liebhaber der Kunst \| in Dreßsden \| im Jahre 1776“ Die Ecken des Obelisken sind mit Lorbeergehängen verziert, an der Rückseite befindet sich ein Lorbeerkranz und ein Eichenzweig am Bande. Die anderen beiden Seiten des Obelisken zeigen Symbole ihrer Kunst: Maske und Dolch der Komödianten und Tragöden und die Doppelflöte der Musikanten und Poeten. Am 17. September 1852 wurde Friederike Neuber auf dem Leubener Friedhof ein zweites Mal beigesetzt, direkt nach ihrem Tod hatte sie ein Armengrab bekommen. Zu diesem Anlass wurde das Denkmal erneuert. 1897 wurde das Denkmal neu gestaltet und dabei das Porträtmedaillon aus Bronze an einer Seite angebracht. Neue Inschrift: „Zur Ehrung einer Frau voll männlichen Geistes, der berühmtesten Schauspielerin ihrer Zeit, der Urheberin des guten Geschmacks auf der deutschen Bühne wurde dieser Denkstein errichtet von ihren Freunden und Verehrern im Jahre 1776.“ Bei einer Metallsammelaktion für Rüstungszwecke wurde das Medaillon 1944 eingeschmolzen. 1952 wurde eine Kopie angebracht. 1994 wurde das Neuberindenkmal wiederum komplett saniert. |      |
| 1782                                                                                        | Corona Schröter (1751–1802), Schauspielerin                                 | Schloss Tiefurt, Park                                                                 | Martin Gottlieb Klauer | Name: Amor als Nachtigallenfütterer Inschrift: Dich hat Amor gewiss, o Saengerin / fuetternd erzogen Kindisch reichte der / Gott dir mit dem Pfeile die Kost / Schluerfend saugtest du Gift in die unschuldige Kehle / Und mit der Liebe Gewalt trifft / Philomele das Herz. Im Rahmen der Ausgestaltung des Parks ließ die Herzogin Anna Amalia von Braunschweig-Wolfenbüttel 1782 den lauschig gestalteten Sitzplatz mit der Inschriftentafel anlegen. Die Inschrift stammte von Johann Wolfgang von Goethe und waren der Schauspielerin Corona Schröter gewidmet, die das von Laien getragenen Liebhabertheater der Herzogin unterstützte. Zwei Jahre später kam die von Martin Gottlieb Klauer gestaltete Statue des kleinen Amor, der eine Nachtigall mit seinem Pfeil füttert, hinzu. |      |
| um 1783                                                                                     | Anna Louisa Karsch (1722–1791), Dichterin                                   | Halberstadt, Gleimhaus                                                                | J.C. Stubinitzky | Der Schriftsteller Johann Wilhelm Ludwig Gleim, der Anna Louisa Karsch schätzte, regte einen wohlhabenden Adeligen an, das Denkmal in Auftrag zu geben. Es wurde im Landschaftspark Spiegelsberge bei Halberstadt aufgestellt. Es war das allererste Standbild, das einem deutschsprachigen Dichter öffentlich errichtet wurde. 1900 wurde der verloren gegangene Kopf des Denkmals ersetzt. 2008 wurde dieser, da zu sehr abgenutzt und vandaliert, wiederum ersetzt. Zu Beginn des 20. Jahrhunderts wurde die Sandsteinstatue in das Gleimhaus überführt. |      |
| 1784 (1775 entworfen)                                                                       | Caroline Mathilde von Hannover (1751–1775), Königin                         | Celle, Französischer Garten                                                           | Adam Friedrich Oeser | Inschrift: CAROL(ina) MATH(ildis) DAN(iae) ET NORWEG(iae) REG(ina) NAT(a) D(ies) XXII. JUL. MDCCLI, DEN(ata) D(ies) X. MAI MDCCLXXV. O(rdo) E(questris) L(uneburgensis) P(oni) C(uravit). (deutsch: Caroline Mathilde, Königin von Dänemark und Norwegen, geboren am 22.07.1751, gestorben am 10.05.1775. Die Lüneburger Ritterschaft hat dieses Denkmal setzen lassen.) Die Lüneburger Land- und Ritterschaft ließ das Denkmal errichten. Den Vorschlag dafür richteten sie bereits 1775 an den englischen König Georg III. Die Umsetzung durch den Bildhauer Adam Friedrich Oeser zog sich bis 1784 hin, da Georg III. einzelne geplante Elemente nicht genehmigte. Die Gesamtkosten des Denkmals betrugen 6.000 Taler. Das Denkmal zeigt eine Allegorie. Eine Frauengestalt, die auf Wolken ruht, krönt eine mit dem Bild Caroline Mathildes versehene Urne mit Lorbeerkranz und Palmenzweigen, die Tugend und Ruhm symbolisieren sollen. Diese Attribute stehen für die Unschuld der Königin entgegen den gegen sie vorgebrachten Anschuldigungen. Daneben ist eine Mutter mit ihren Kindern dargestellt, die die Liebe des Volks von Hannover zu der verbannten Königin repräsentieren. Das Denkmal war bei den Zeitgenossen umstritten. |      |
| Ende 18. Jahrhundert                                                                        | Caroline Mathilde von Hannover (1751–1775), Königin                         | Celle, Prinzengarten des Palais Mecklenburg                                           | | Zum Gedenken an Caroline Mathilde ließ der Prinz Ernst zu Mecklenburg einen Gedenkstein in Form einer Urne im Garten seines Palais aufstellen. Der Gedenkstein wurde im Prinzengarten mehrfach versetzt. Genauere Angaben zum Künstler wie auch zum genauen Datum sind nicht bekannt. |      |

### Von 1800 bis zur Reichsgründung 1871
| Aufgestellt | Dargestellte Person                                                       | Standort | Geschaffen von                                                                                         | Anmerkungen | Bild |
| --- | ------------------------------------------------------------------------- | --- | --- | --- | ---- |
| Frühjahr 1800 | Christiane Becker-Neumann (1778–1797), Schauspielerin                     | Weimar, Original im Historischen Friedhof, hinter Goethes letzter Ruhestätte in der Weimarer Fürstengruft, Kopie im Park an der Ilm, nahe der Grundstücksgrenze von Goethes Gartenhaus | Friedrich Wilhelm Eugen Döll (Ausführung), Johann Heinrich Meyer (Entwurf)                             | Name: Euphrosyne-Denkmal Eine der letzten Rollen, die Christiane Becker-Neumann vor ihrem frühen Tod spielte, war die Euphrosyne in der Oper Petermännchen von Joseph Weigl. Goethe schrieb eine nach dieser Figur benannte Elegie auf Becker-Neumann und beauftragte den Maler Johann Heinrich Meyer mit einem Entwurf für ein Denkmal zu ihrem Gedenken. Das vom Gothaer Hofbildhauer Döll verwirklichte Denkmal wurde 1800 am Osthang des Ilmtals, auf dem sogenannten Rosenhügel im Rothäuser Garten, aufgestellt. Es besteht aus einem Rundaltar, der sich nach oben leicht verjüngt, der auf einem Kubus über doppelstufiger Basis ruht. In Versalien ist die Inschrift „Euphrosynen“ auf dem Kubus eingetragen. Auf dem Rundaltar sind als Relief tanzende Horen mit Attributen zu den vier Jahreszeiten dargestellt, die wohl auf Goethes Elegie anspielen („Jahre folgen auf Jahre, dem Frühlinge reichet der Sommer, / Und dem reichlichen Herbst traulich der Winter die Hand“). Den oberen Abschluss bilden eine komische und eine tragische Maske, denen Theaterrequisiten beigegeben sind und die durch einen umlaufenden Schleier verbunden sind, der sowohl bühnenmäßige Verwandlung als auch Trauer symbolisiert. In diesem Denkmal drückte sich Goethes Auffassung über die Trennung von Natur und Kunst und die oszillierende Bewegung zwischen beiden aus. Ernst von Wildenbruch stiftete 1912 das Aufstellen einer Kopie des Denkmals im Park an der Ilm. Die Kopie erstellte Gottlieb Elster. Das Original steht seit Mitte/Ende der 1940er Jahre auf dem Historischen Friedhof. |      |
| um 1804 (1778 geschaffen)                                                                                        | Marianne von Schmettau (1720–1771), Feldmarschallsehefrau                 | Berlin, Köpenicker Schlossinsel, südwestliche Seite | | Inschrift: „Marianne, Gemalin des Feldmarschalls Graf von Schmettau, geborene von Rüffler, geboren am 24.04.1720, gestorben 23. April 1771 zu Berlin“ Der Wittwer der Gräfin Marianne von Schmettau erwarb das Schloss mit Park 1804. Damals ließ er wohl ds Erinnerungsmal für seine Frau im Zuge der Umgestaltung des Parks aufstellen. |      |
| 1805 | Helena Pawlowna Romanowa (1784–1803), Erbprinzession                      | Ludwigslust, Schlosspark, auf Insel im Louisenteich | Franz Pettrich                                                                                         | Inschrift: „Dem Andenken zweier geliebten Töchter geweiht“ gefolgt von den Namen Die Herzogin Luise von Sachsen-Gotha ließ das Denkmal auf der Insel im Louisenteich im Park des Schlosses Ludwigslust in Erinnerung an ihre Tochter Luise Charlotte zu Mecklenburg und ihre Schwiegertochter Helena Pawlowna, die beide früh verstorben waren, errichten. Das Fundament des insgesamt um die 3 Meter hohen Denkmals besteht aus Sandsteinplatten, woraus ein vierseitiger, mit weißen Marmorplatten verkleideter Pfeiler steht und darauf wiederum eine Vase aus weißen Marmor mit zwei vergoldeten Kupferhenkeln steht. Auf der Vase sieht man in Relief zwei weibliche Gestalten mit Schmetterling und Palmenzweig und um den Rand der Vase einen Perlenkranz. Die Vase des Denkmals stammte von Franz Pettrich, dem kurfürstlich sächsischen Hofbildhauer. 2014 wurde das Denkmal restauriert. Bei einem Sturm im September 2018 wurde das Denkmal durch eine umgestürzte Esche zerstört. Es wurde 2019 wiederhergestellt. |      |
| 1805 | Luise Charlotte zu Mecklenburg (1779–1801), Erbherzogin                   | Ludwigslust, Schlosspark, auf Insel im Louisenteich | Franz Pettrich                                                                                         | Inschrift: „Dem Andenken zweier geliebten Töchter geweiht“ gefolgt von den Namen Die Herzogin Luise von Sachsen-Gotha ließ das Denkmal auf der Insel im Louisenteich im Park des Schlosses Ludwigslust in Erinnerung an ihre Tochter Luise Charlotte zu Mecklenburg und ihre Schwiegertochter Helena Pawlowna, die beide früh verstorben waren, errichten. Das Fundament des insgesamt um die 3 Meter hohen Denkmals besteht aus Sandsteinplatten, woraus ein vierseitiger, mit weißen Marmorplatten verkleideter Pfeiler steht und darauf wiederum eine Vase aus weißen Marmor mit zwei vergoldeten Kupferhenkeln steht. Auf der Vase sieht man in Relief zwei weibliche Gestalten mit Schmetterling und Palmenzweig und um den Rand der Vase einen Perlenkranz. Die Vase des Denkmals stammte von Franz Pettrich, dem kurfürstlich sächsischen Hofbildhauer. 2014 wurde das Denkmal restauriert. Bei einem Sturm im September 2018 wurde das Denkmal durch eine umgestürzte Esche zerstört. Es wurde 2019 wiederhergestellt. |      |
| 19. Oktober 1811                                                                                                 | Luise von Mecklenburg-Strelitz (1776–1810), Königin                       | Gransee, Schinkelplatz (ehemaliger Markt) | Karl Friedrich Schinkel                                                                                | Name: Luisendenkmal Das Denkmal ist in Berliner Eisenkunstguss nach Entwürfen von K. F. Schinkel 1811 geschaffen worden. Es sollte an die Aufbahrung der Königin Luise im Jahre 1810 in der Stadt Gransee während der Überführung des Leichnams vom Schloss Hohenzieritz nach Berlin erinnern. Das Denkmal wurde 1981 und 1995/6 restauriert. |      |
| 1814 | Auguste von Preußen (1780–1841), Kurfürstin                               | Marburg, Augustenruhe | Johann Jakob Dauber                                                                                    | Marburger Bürger stifteten 1814 zu Ehren der Kurfürstin einen Obelisk auf der Anhöhe mit der Inschrift „Am 13ten Mai 1814 weilte sinnend an dieser Stätte sich freuend des Anblicks der Grossen und schönen Natur unsere hochverehrte Kurprinzessin von Hessen, Friederike Auguste Christiane. Der Erinnerung dieses schönen Tages weihen einige Bewohner Marburgs diesen Gedenkstein.“ Der Obelisk wird dem Denkmaltyp des Fürsten-Denkmals in der freien Natur zugerechnet. Dieser Denkmaltyp entwickelte sich, ausgehend von England, im späten 18. Jahrhundert und steht für das Zeitalter der „Empfindsamkeit“. |      |
| 1823 | Luise von Anhalt-Bernburg (1799–1882), Prinzessin                         | Harzgerode, Stadtteil Alexisbad | Johann Philipp August Bunge                                                                            | Name: Luisentempel Inschrift (in goldener Farbe): „LUISEN. GEWIDMET.“ auf einer Seite, „MDCCCXXIII.“ auf der anderen. Der Vater der Prinzessin, Herzog Alexius Friedrich Christian von Anhalt-Bernburg, ließ von 1812 bis 1815 an ihrem Lieblingsplatz den Gedenktempel errichten. 1823 wurde er in Luisentempel umbenannt. Der Tempel ist im Stil eines klassischen Pavillons des frühen 19. Jahrhunderts gebaut, doch wurden seine sechs Säulen nicht aus Naturstein gefertigt, sondern in der Eisenhütte von Mägdesprung gegossen. 1987 wurde der Säulentempel durch eine vom Sturm gefällte Fichte zerstört. Mehrere der Säulen waren danach schwer beschädigt. Die Stadt Harzgerode unterstützte die vom Harzclubzweigvereins Harzgerode durchgeführte professionelle Restaurierung mittels eines Förderantrags in Höhe von 80.000 DM. Die Säulen, aus denen Stücke herausgebrochen waren, mussten zu einer Spezialfirma in Stuttgart zum Schweißen gebracht werden, was wegen des Transports der etwa 1,5 Tonnen schweren Säulen dorthin eine Herausforderung war. 1992 wurde der Luisentempel wieder am ursprünglichen Standort aufgebaut. |      |
| 1823 aufgestellt, 1822 geschaffen, 1867 gestohlen, 1876 nachgegossen, 1987 neu gegossen, 1989 erneut aufgestellt | Luise von Mecklenburg-Strelitz (1776–1810), Königin                       | Berlin, Schlosspark Charlottenburg, Luiseninsel, nördliche Spitze | Christian Daniel Rauch, Nachguss 1876 von Friedrich Ochs                                               | Königin Luise hatte dem Bildhauer Christian Daniel Rauch für die Büste 1804 Modell gesessen. 1816 schuf der Künstler eine Marmorausführung und erstellte davon 1822 einen Bronzeguss. 1823 wurde die braun patinierte Bronzebüste im Schlosspark aufgestellt. Nachdem sie 1867 gestohlen worden war, wurde 1876 ein Nachguss aufgestellt, der verschollen ist. Anlässlich des Lenné-Jahres 1987 wurde ein Neuguss aufgestellt. |      |
| 1829 | Luise von Mecklenburg-Strelitz (1776–1810), Königin                       | Berlin, auf Pfaueninsel in der Havel | Albert Dietrich Schadow (Tempelbau), Heinrich Gentz (Sandsteinfassade), Christian Daniel Rauch (Büste) | Name: Luisentempel 1829 wurde der Architekt Albert Dietrich Schadow beauftragt, auf der Pfaueninsel, auf der sich die verstorbene Königin Luise gerne aufhielt, eine Gedächtnishalle zu gestalten. Schadow verwendete für den Bau eine Sandsteinfassade, die ursprünglich Teil eines Mausoleums war, das 1810–12 im Park von Schloss Charlottenburg nach Plänen von Heinrich Gentz errichtet worden war. Die Fassade des Mausoleums wurde 1827 durch eine haltbarere Granitfassade ersetzt. Die ursprüngliche Sandsteinfassade wurde auf dem Wasserweg zur Pfaueninsel gebracht und in den neuen Bau integriert. Auf der Rückwand der offenen Halle ist eine Konsole montiert, auf der eine Hermenbüste der Königin in antikisierender Kleidung aus Gips platziert ist. Die Vorlage für diese Büste war eine Porträtbüste Luisens, die Christian Daniel Rauch 1816 auf Basis der Totenmaske Luises geschaffen hatte. Die Königin ist mit einem Asternkranz auf dem Kopf dargestellt, der als Symbol von Apotheose und Auferstehung gedacht war. Die heutige Büste ist ein Nachguss aus den 1960er Jahren. |      |
| 1842, 1817 geschaffen                                                                                            | Amalie Elisabeth von Hanau-Münzenberg (1602–1651), Landgräfin             | Donaustauf, Walhalla, Büsten obere Reihe rechts vom Standbild Ludwigs I. | Christian Friedrich Tieck                                                                              | siehe Figurenensemble Walhalla Der Schweizer Historiker Johannes von Müller hatte König Ludwig I. vorgeschlagen, Amalie Elisabeth von Hanau-Münzenberg in die Walhalla aufzunehmen. Sie war eine von nur vier Frauen, die noch zu Lebzeiten Ludwigs für die Walhalla berücksichtigt wurden. Ludwig beschrieb die Landgräfin in seinem Werk Walhalla’s Genossen so: „Eifrige Protestantin, unerschrocken, ausgezeichnet klug, doch ohne politische Treue, aber beharrlich in ihrem Vorhaben, auch bey scheinbarem Gegentheil, auf des Landes Vergrößerung bedacht.“ |      |
| 1842, 1831 geschaffen                                                                                            | Katharina II. (1729–1796), Zarin                                          | Donaustauf, Walhalla, Büsten untere Reihe links vom Eingang | August Wredow                                                                                          | siehe Figurenensemble Walhalla Der Schweizer Historiker Johannes von Müller hatte König Ludwig I. 1809 vorgeschlagen, Katharina die Grosse in die Walhalla aufzunehmen. Möglicherweise war sie aber bereits vorher zur Aufnahme vorgesehen. Sie war eine von nur vier Frauen, die noch zu Lebzeiten Ludwigs für die Walhalla berücksichtigt wurden. Ludwig ließ 1812 den Bildhauer Christian Daniel Rauch eine Büste der jugendlichen Katharina anfertigen. Rauchs Büste wurde jedoch nie in Walhalla aufgestellt, sondern kam in die Glyptothek in München. 1831 ließ Ludwig eine weitere Büste von Katharina fertigen, diesmal in reiferem Alter, die heute noch in Walhalla steht. Die Hermenbüsten waren sonst nackt gestaltet. Aus Gründen der Schicklichkeit wurde bei den weiblichen Büsten in der Regel darauf verzichtet. Katharinas Büste trägt trotzdem kein Gewand, die freie Hals- und Schulterpartie wird nur durch die langen Locken etwas bedeckt. |      |
| 1842, 1811/12 geschaffen                                                                                         | Maria Theresia (1717–1780), Kaiserin                                      | Donaustauf, Walhalla, Büsten obere Reihe rechts vom Standbild Ludwigs I. | Konrad Eberhard                                                                                        | siehe Figurenensemble Walhalla Der Schweizer Historiker Johannes von Müller hatte König Ludwig I. 1809 vorgeschlagen, die Kaiserin Maria Theresia in die Walhalla aufzunehmen. Doch schon 1807 stand für Ludwig ihre Aufnahme fest. Sie war eine von nur vier Frauen, die noch zu Lebzeiten Ludwigs für die Walhalla berücksichtigt wurden. Ludwig beschrieb die Landgräfin in seinem Werk Walhalla’s Genossen so: „es war eine gute Zeit, Maria Theresia liebte ihr Volk. [...] Hohe weibliche Tugend vereinigte Sie, die äußerst fromm, mit großem Herrschergeiste; ihre ausgedehnten Reiche enthielten keinen Mann, der standhaft wie sie“. Konrad Eberhard stellte Maria Theresia stark idealisiert dar – sie erinnert eher an eine Kopie der Juno Ludovisi –, so dass sie wenig Porträtähnlichkeit mit den zeitgenössischen Darstellungen der Kaiserin aufweist. Damit entsprach er der Erwartungshaltung Ludwig I., die Walhalla-Geehrten entsprechend ihrer Rolle als unsterbliche Geisteshelden zu idealisieren und ihnen den „bedeutenden Ausdruck einer stillen ruhigen Seelengröße“ zu verleihen. |      |
| 1852 aufgestellt, 1851 geschaffen                                                                                | Élisa Rachel (1821–1858), Schauspielerin                                  | Berlin, auf Pfaueninsel in der Havel | Bernhard Afinger                                                                                       | Die Schauspielerin Elisa Rachel gab 1850 in Berlin ein Gastspiel, König Friedrich Wilhelm IV. war von ihr so beeindruckt, dass er den Bildhauer Bernhard Afinger beauftragte, eine Statuette von ihr zu schaffen. Die Statuette von Afinger hat in der Pose Ähnlichkeiten mit einer 1848 von Jean Auguste Barre geschaffenen halb so großen Statuette aus Elfenbein, die ebenfalls Rachel darstellt, doch gilt Afingers Marmorskulptur als selbständige Arbeit. Insbesondere hat er den Kopf Rachels „nach der Natur“ gestaltet. Die 68 cm große Figur trägt ein faltenreiches und hoch gegürtetes antikisierendes Kostüm. Die Statuette gilt als eine der besten Arbeiten Afingers. Bei einem erneuten Berliner Gastspiel zwei Jahre später gab Rachel unter anderem am 13. Juli 1852 auch eine exklusive Vorstellung für eine königliche Gesellschaft auf der Pfaueninsel anlässlich der 54. Geburtstagsfeier der Zarin Alexandra Feodorowna, geb. Prinzessin Charlotte von Preußen. Danach wurde die Statuette an der betreffenden Stelle auf der Pfaueninsel aufgestellt. 1993 wurde die Statuette, um sie vor Witterungseinflüssen zu schützen, in das Vestibül des Schlosses versetzt. Am ehemaligen Aufstellungsort vor dem Schloss steht nun eine Kopie. |      |
| 18. Juni 1858 | Luise Henriette von Oranien (1627–1667), Kurfürstin                       | Oranienburg, Schlossplatz | Friedrich Wilhelm Wolff                                                                                | Der Pfarrer Friedrich Ballhorn gab 1850, 200 Jahre nach der Übereignung des damaligen Amtes Bötzow (Oranienburg) an die junge Kurfürstin Louise Henriette, die erste gedruckte Geschichte der Stadt Oranienburg heraus. Er drang zur gleichen Zeit darauf, ein Denkmal für die erste Frau des Großen Kurfürsten in der Stadt zu errichten. Noch im gleichen Jahr, am 27. September 1850, wurde der Grundstein am Schlossplatz gelegt. Im Verlauf der feierlichen Grundsteinlegung versenkte man eine Zinkhülse mit Urkunden, Druckschriften und Münzen im Sockel. Friedrich Wilhelm IV. wohnte der Zeremonie als Mitglied des Königshauses bei. Der erste Standort befand sich 34 Meter vor dem Schlosspark-Tor auf dem Schlossplatz. Die Stadtverordneten beauftragten den Bildhauer Wilhelm Wolff, ein Modell für das Standbild der Kurfürstin anzufertigen. Sein Entwurf fand die ungeteilte Zustimmung des preußischen Königshauses. Es sollte ein Denkmal werden, welches die Wiederbegründerin der Stadt als Fürstin, als Landesmutter und als Wohltäterin zeigte. Von dem Gipsmodell wurden Zinkabgüsse genommen. Die überlebensgroße, 2,5 Meter große Figur, die im Innern von einem Eisengestell gestützt wurde, wurde aus vielen kleinen Segmente zusammengefügt und verlötet. Dann wurde die Figur mit einer Haut aus Kupfer überzogen. Erst an ihrem 191. Todestag, am 18. Juni 1858 wurde das Denkmal eingeweiht. Der Tag erinnerte dazu an den Sieg über Schweden im brandenburgischen Fehrbellin 1675 und die Sieges von Belle Alliance (Waterloo) 1815. An der aufwändigen Einweihungsfeier nahm die gesamte Bürgerschaft der Stadt teil, die das Denkmal auch durch Bürgerspenden finanziert hatte. Bereits am Vortag gab es eine Vorfeier, bei der die Schützengilde einen großen Zapfenstreich in den Straßen der Stadt abhielt. Der Festtag selbst begann mit Tropetenstößen, einem einstündigen Läuten der Kirchenglocken und einen dreifachen Salut mit den Kanonen der Schützengilde. Weiß gekleidete Ehrenjungfrauen und Kinder des Waisenhauses überreichten Festgedichte. Der Bürgermeister hielt die Weiherede, bei der er die Kurfürstin als Frau hervorhob, welche eine Zierde der Throne und einen Segen der Völker bilden. Der Platz des Denkmals erhielt den Namen Luisen-Platz. Die Kreuzzeitung verklärte die Denkmalenthüllung in ihrem Bericht zu einer Epiphanie, Luise hätte die „Schule des Kreuzes durchlaufen müssen“, bevor sie nun „wiedererscheine“, ihr Todesdatum könne künftig als ihr „Auferstehungstag“ begangen werden. 1936 wurde das Denkmal in den Park versetzt und bekam dabei einen kleineren Sockel. 1999 wurde das Denkmal restauriert, wobei sie im Innern ein neues Stützgerüst und außen eine neue bräunliche Bronzierung bekam. Danach wurde sie wieder vor dem Schloss aufgestellt. Der Restaurator Gottfried Grafe hatte die Vorlage für den neuen, originalgetreuen Sockel aus Sandstein gezeichnet. 2011 wurde die Figur erneut von Grafe restauriert und mehrere Schutzanstriche aufgebracht. |      |
| 16. Juli 1860 | Stephanie von Hohenzollern-Sigmaringen (1837–1859), Königin               | Düsseldorf, Hofgarten | Julius Bayerle (erneuert durch Johannes Tüshaus)                                                       | Schon kurz nach ihrem Tod wurde in den Zeitungen für ein Denkmal geworben. Das Denkmal in Form einer schlanken korinthische Säule mit einer Marmorbüste der Königin darauf wurde ein Jahr später im damaligen Botanischen Garten hinter dem heutigen Opernhaus aufgestellt. 1890 wurde die Büste durch den Bildhauer Johannes Tüshaus erneuert. 1958 wurde das Denkmal auf Antrag des Düsseldorfer Schützenvereins St. Sebastianus in den Hofgarten zwischen Reit- und Seufzerallee versetzt. |      |
| 5. August 1862                                                                                                   | Juliane zu Hessen-Kassel (1773–1860), Äbtissin                            | Itzehoe, ehemaliges Zisterzienser-Nonnenkloster Sankt Maria, Klosterhof | C. Schröder Tischlermeister (Entwurf)                                                                  | Inschrift: „Hochgestellt von Gott, aber demütigen Sinnes, ein leuchtendes Vorbild im Glauben und Leben, in guten Tagen dankbar und in bösen unverzagt, den Witwen und Waisen Trost, der Notleidenden Zuflucht, lebte sie, von allen verehrt, und starb, von allen beweint.“ Die „dankbare“ Stadt Itzehoe ließ 1862 der frisch verstorbenen Äbtissin auf dem Klosterhof ein Denkmal in Form eines etwa neun Meter hohen gotischen Türmchen aus Eisenguss errichten. |      |
| 8. Oktober 1869                                                                                                  | Anna von Dänemark (1532–1585), Kurfürstin von Sachsen (auch: Mutter Anna) | Dresden, an der Annenkirche, Annenstr. / Freiberger Platz | Robert Henze                                                                                           | Name: Mutter-Anna-Denkmal, eine Bronzestatue auf einem Steinsockel, ursprünglich: Mutter-Anna-Brunnen an der Annenkirche, am 22. April 1892 abgetragen, später mit Ortswechseln als Standbild ohne Brunnen wieder aufgestellt. Am 20. Mai 2011 wurde das Denkmal nach der Restaurierung vor dem Nordausgang der Annenkirche neu eingeweiht. |      |

### Deutsches Kaiserreich 1871 bis 1918
| Aufgestellt                                                                        | Dargestellte Person                                                                   | Standort | Künstler                                                                         | Anmerkungen | Bild |
| ---------------------------------------------------------------------------------- | ------------------------------------------------------------------------------------- | --- | -------------------------------------------------------------------------------- | --- | ---- |
| vermutlich 1877                                                                    | Maria Crescentia Höss (1682–1744), Oberin und Heilige                                 | Kaufbeuren, Obstmarkt 5, Kloster Kaufbeuren, Fassade                                                                                      | Hugo Linderath                                                                   | Der neugotische Umbau der Klosterkirche erfolgte 1877. In der Inschrift unter dem Relief mit eine Taube, die den Heiligen Geist symbolisieren soll, ist „Anno 187?“ vermerkt. Das genaue Jahr ist nicht erkennbar. |      |
| 1878                                                                               | Sophie von der Pfalz (1630–1714), Kurfürstin                                          | Großer Garten Hannover-Herrenhausen | Wilhelm Engelhard                                                                | 1706/7 wurden am Südrand des Parterrebereichs des Großen Garten zwei gleichartige hölzerne Pavillons nach dem Entwurf von Tomaso Giusti errichtet. Sie stellten in den seitlichen Wegachsen des Parterres den räumlichen Gegenpol zur Grotte und Großen Kaskade und boten den Besucherinnen und Besuchern schattige Rastplätze. 1714 starb Kürfürstin Sophie, unter deren Leitung der Garten neu gestaltet worden war, plötzlich im östlichen der beiden Pavillons. Wegen Baufälligkeit wurde dieser 1817 abgerissen. Hofbaurat Georg Heinrich Schuster rekonstruierte 1864 den Pavillon in Stein an der gleichen Stelle, der aber deutlich mächtiger ausfiel als das Original. 1878 wurde dort das von Wilhelm Engelhard überlebensgroß gestaltete Denkmal aus Carrara-Marmor aufgestellt, das die Kurfürstin sitzend zeigt. Engelhard strebte einen Mittelweg zwischen monumentaler Haltung und natürlicher Erscheinung an, die er aber durch „Detailbesessenheit“ gefährdet. Da als Standort der Gartenpavillon gesetzt war, musste der Künstler bei der Gestaltung keine Rücksicht auf die Witterung nehmen. Bei der Erneuerung des Gartens 1936/37 wurde der Pavillon abgerissen. Das Denkmal steht nun ohne Überdachung an der gleichen Stelle. |      |
| 10. März 1880                                                                      | Luise von Mecklenburg-Strelitz (1776–1810), Königin                                   | Berlin, Großer Tiergarten, Große Luiseninsel, am Ahornsteig                                                                               | Erdmann Encke                                                                    | Name: Königin Luise-Denkmal Verehrerinnen und Verehrer der Königin Luise, die im „Verein der Conservativen der Luisenstadt von Alt-Cölln und St. Jakoby“ zusammengeschlossen waren, und eine städtische Initiatorengruppe beauftragten Erdmann Encke 1876, für sie ein Denkmal zu schaffen. Es sollte das Gegenstück zum Denkmal Friedrich Wilhelms III. im Tiergarten darstellen. Encke hat sich besonders bei der Gestaltung des Sockels an die Vorgabe gehalten. Die Sockelreliefs stellen insbesondere die Rolle der Frau, Mutter und Braut im Zusammenhang mit dem Wohle des staatlichen Gemeinwesens und des Krieges heraus. Königin Luise wird mit dem Denkmal nicht als Gegnerin Napoleons gewürdigt, sondern sie wird in ihrer Rolle als „Frau, Mutter und Gattin“ und als „Muster der reinsten Weiblichkeit“ geehrt. Das Denkmal ist kein Beispiel für die Inklusion von Frauen, sondern diente dazu, für Frauen geltende bürgerliche Funktionszuschreibungen und Moralkodizes hervorzuheben. Das Denkmal wurde dem Sohn Luises, Wilhelm I., zu seinem 80. Geburtstag am 22. März 1877 gewidmet. Am 10. März 1880, dem 104. Geburtstag der Königin, wurde es eingeweiht. Auf Anordnung des Kaisers wurde die Einweihungsfeier ohne übermäßigen „königlichen Prunk“, eher wie ein Familienfest abgehalten. Die Zeitungsberichte überhöhten die Einweihung quasi-religiös: „Die Kaiser-Mutter tritt in unverwüstlicher Gestalt in das Volk zurück (...), sie feiert ein Auferstehen im Glanz der nationalen Größe und lebt mit den Nachkommen, wie sie mit den Vorfahren gelebt hat.“ Wie beim Denkmal für die Stammmutter des Kaiserhauses stilisierten die Berichte die Denkmaleinweihung zur Epiphanie, stifteten aber auch genealogische Kontinuität zwischen dem noch jungen Reich und dem Preußen des frühen Jahrhunderts. Da durch Vandalismus stark gefährdet, wurde das Monument 1982 in ein Depot gebracht und am Standort durch eine Zementkopie ersetzt. Am 13. Juni 2013 wurde das originale Standbild wieder im Großen Tiergarten aufgestellt. |      |
| 26. August 1880                                                                    | Kunigunde von Luxemburg, auch Heilige Kunigunde, (um 980–1033), Kaiserin              | Bamberg, am Maximiliansbrunnen | Ferdinand von Miller                                                             | Schon 1824, bei seinem 25-jährigen Regierungsjubiläum, verpflichtete sich die Stadt Bamberg gegenüber Maximilian I. ihm in der Stadt ein Denkmal zu errichten. Doch erst fünfzig Jahre später bat die Stadt bei der bayrischen Staatsregierung um finanzielle Unterstützung für die Errichtung eines Brunnens zu Ehren des verstorbenen Königs. Ein Zuschuss wurde 1875 unter der Bedingung gewährt, dass die Stadt den Restbetrag selbst aufbrachte. 1878 wurde ein Wettbewerb ausgeschrieben mit der Vorgabe, dass der Brunnen der Geschichte Bambergs durch das Figurenprogramm (in Kelheimer Kalkstein oder in Bronze) Rechnung tragen sollte. Vorgegeben waren eine zentrale Figur von Maximilian I. und untergeordnet Statuen von Kaiser Heinrich II., Kaiserin Kunigunde, Kaiser Konrad III. und Bischof Otto. Letztendlich wurden sie in Bronze ausgeführt. Der Auftrag ging schließlich an Ferdinand von Miller, der den Brunnen bis zum 1. Mai 1880 fertigstellen sollte. Zum 700-jährigen Regierungsjubiläums des Hauses Wittelsbach, im August 1880, wurde der Brunnen im Beisein des Prinzregenten Luitpold enthüllt. Die Kunigunde-Figur trägt wie die Heinrich-Figur eine Krone, doch ihr Gewand ist einfacher gehalten als seines. Ihr langes Haar fällt lose den Rücken hinab. In ihrer linken Hand hält sie als Zeichen ihrer Frömmigkeit ein Gebetbuch, der rechte Arm ist vorgestreckt, ihr Kopf ist leicht geneigt. Das Gebetbuch war nach einem Original-Gebetbuch modelliert, das in der Staatsbibliothek aufbewahrt wird. Auf dem Sockel der Figur steht: „modelliert und gegossen v. Miller München 1880“ Miller hatte berichtet, er hätte die Geschichte des Brunnens auf Pergament geschrieben und dieses in das Gebetbuch der Kunigunde-Figur gelegt. Doch nach seinem Tod fand sich dort lediglich eine Urkunde über die Enthüllungsfeierlichkeiten. |      |
| geschaffen 1879–1881                                                               | Christina von Stommeln, auch Christina Bruso, (1242–1312), Begine                     | Köln, Kölner Dom, Nordportal (Bahnhofsseite), westlicher Seiteneingang, Maternusportal (äußerste Archivolte links, dritte Figur von oben) | Peter Fuchs                                                                      | Das Maternusportal zeigt die Entstehung der Kölner Kirchenprovinz. 1878 legte der Dombildhauer Peter Fuchs dafür eine Entwurfszeichnung mit einer Versammlung Kölner Heiliger vor, die Christina von Stommeln umfasste. |      |
| 1884                                                                               | Katharina von Bora (1499–1552), Zisterzienserin                                       | ursprünglich Zöllsdorf, heute Neukieritzsch                                                                                               |                                                                                  | Das gemeinsame Denkmal für das Reformatoren-Ehepaar wurde in Zöllsdorf errichtet, wo Martin Luther 1540 ein Gut für Katharina von Bora als Witwensitz gekauft hatte. Bevor Zöllsdorf 1990 dem Braunkohlenabbau zum Opfer fiel, wurde das Denkmal nach Neukieritzsch versetzt. |      |
| Juni 1886                                                                          | Hilda von Nassau (1864–1952), Großherzogin                                            | Freiburg im Breisgau, Lorettoberg, auf dem Bergsporn nördlich des Gipfels, Kapellenweg 8c                                                 |                                                                                  | Name: Hildaturm, etwa 22,6 Meter hoch. In den Sommermonaten kann die 19,86 Meter hohe Aussichtsplattform an ausgewählten Wochentagen bestiegen werden. Der Anlass für die Errichtung des Turms im Stil eines mittelalterlichen Bergfrieds war die Heirat von Hilda von Nassau mit dem badischen Erbgroßherzog Friedrich II. Das Paar ließ sich in Freiburg nieder und erhielt den Aussichtsturm von der Stadt als Hochzeitsgeschenk, für das die Freiburger Bürger und Bürgerinnen mit Sach- und Handwerksleistungen oder Geld beitrugen. Das Paar bestieg den Turm erstmalig ein Jahr nach der Eröffnung. Die Benennung eines Denkmals nach einer lebenden Person ist ungewöhnlich, noch dazu bei einem Denkmaltypus, der für Wehrhaftigkeit, Stärke und Macht steht. Die Historikerin Ute Scherb meinte, dass der Hildaturm nur deswegen diesen Namen erhielt, weil Friedrich II. den gleichen Namen wie sein noch herrschender Vater hatte und die Benennung deswegen nicht eindeutig gewesen wäre. Während des Zweiten Weltkriegs diente er als Stützpunkt zur Luftbewachung und -beobachtung. |      |
| 10. November 1886, eingeschmolzen im August 1943, neu errichtet am 2. Oktober 2002 | Barbara Uthmann (1514–1575), Unternehmerin                                            | Annaberg, Markt | Robert Henze                                                                     | Im 19. Jahrhundert setzte die Legendenbildung zu der Unternehmerin ein. Die Gartenlaube feierte sie 1870 als „Wohltäterin und gütige Fee des Erzgebirges“. Mehrere Honoratioren der Stadt setzten sich dafür ein, ihr in Annaberg ein Denkmal zu errichten. Nach dreijähriger Entstehungszeit wurde das 18.000 Reichsmark teure Denkmal 1886 eingeweiht. Der Bildhauer stand bei der Gestaltung vor dem Problem, dass es keinerlei authentische Bildnisse Uthmanns gab. Laut der Überlieferung durch Annaberger Heimatforscher konnte sich Henze lediglich an einer nur wenige Zentimeter großen Elfenbeinfigur orientieren, die er im Dresdner Grünen Gewölbe gesehen hatte, die im Sockel die Inschrift „Eine Klöpplerin“ trug. Henze schuf danach für Annaberg eine Statue, die sich in der Formgebung eng an sein Dresdner Werk „Mutter Anna“ anlehnte. Er stellte Uthmann einen Klöppelstock zur Seite, von dem ihre linke Hand einen Streifen geklöppelter Spitze anhebt, während die Rechte mit ausgestrecktem Zeigefinger darauf weist. Sowohl die Haltung der Figur als auch die perlenbesetzten Haube weisen starke Ähnlichkeiten mit „Mutter Anna“ auf. Der Akademische Rat zu Dresden lobte, dass „die Ausführung dieses Kunstwerkes eine so treffliche und der hiesigen Bildhauerschule zur Ehre gereichende Leistung“. Dagegen war das Urteil der Jury zur Internationalen Kunst-Ausstellung 1888 in München kühler: „Robert Henze in Dresden stellt die Begründerin der Spitzenklöppelei im Erzgebirge, Barbara Uttmann, in gediegener, etwas nüchterner Weise dar“. Nach einem tödlichen Unglück in der 2. Hälfte der 1930er Jahre wurde der Brunnen durch einen Blumenkübel ersetzt.[Beleg?] Im August 1943 wurde die Bronzefigur zum Zwecke der Rüstungsproduktion im Zweiten Weltkrieg demontiert und eingeschmolzen. Bereits zu DDR-Zeiten gab es Pläne für ein neues Denkmal, wofür die Stadt Kupfer sammelte. Es kam jedoch nicht dazu, da Uthmann als „Ausbeuterin“ gesehen wurde, was nicht zur Kulturpolitik der SED passte. Ende der 1990er Jahre bildete sich ein Förderverein, der für die Rekonstruktion des historischen Denkmals warb und dafür rund 40.000 Euro sammelte. 1998 sprachen sich bei einer Umfrage unter den Einwohnern Annabergs 80 Prozent aller Befragten für die „Uthmannin“ aus. Daraufhin entschied der Annaberger Stadtrat im November 1998, wieder einen Barbara-Uthmann-Brunnen aufzustellen und dafür Henzes Denkmal von 1886 nachzubauen. Mit einem Kostenaufwand von 73.000 Euro wurde nach Originalzeichnungen aus dem Stadtarchiv die Bronzestatue Henzes nachempfunden. Gegenüber dem Original sind dabei auf Veranlassung des Fördervereins Gesichtszüge und Details der Kleidung leicht modifiziert worden. Die 5,20 Meter hohe Brunnenfigur wurde in Speicher gegossen. 2002 wurde die Rekonstruktion aufgestellt. Bei einer Kunstauktion im Jahr 2013 wurden in Annaberg die Denkmäler von Martin Luther und Uthmann von dem südkoreanischen Künstler Sung Hern Lee für einen Monat in riesige rote Stoffbahnen gehüllt. Dabei hatte der Künstler Uthmanns linke Schulter anders als bei Luther unverhüllt gelassen, was auf einen alten chinesischen Brauch zurückging. Dabei nutzten Mittelständige und Adelige ihre linke Schulter um ein gemeinsames Vorhaben zu signalisieren, Menschen aus niedrigen Milieus und Sträflinge verwendeten ihre recht Schulter. Die frei gelassene linke Schulter Uthmanns sollte also den Aufstieg der Frau in der Gesellschaft symbolisieren. |      |
| 10. August 1887                                                                    | Ottilie Wildermuth (1817–1877), Schriftstellerin                                      | Tübingen, auf der Neckarinsel in der Nähe der Alleenbrücke                                                                                | Wilhelm Rösch                                                                    | Inschrift: „Ottilie Wildermuth – gewidmet von deutschen Frauen 1887“ 1885 gründeten mehrere Tübinger Frauen ein Komitee, um ein Denkmal für Ottilie Wildermuth zu errichten. Dafür veröffentlichten sie einen Spendenaufruf in der Tübinger Chronik, was ein anonymer Leserbriefschreiber damit beantwortete, dass eine soziale Einrichtung passender wäre. Letztendlich spendeten Frauenvereine aus vielen Teilen der Welt. |      |
| 1889–1891                                                                          | Anna von Dänemark (1532–1585), Kurfürstin von Sachsen (auch: Mutter Anna)             | Zwickau, an der Nordfassade des Doms St. Marien                                                                                           |                                                                                  | siehe auch Figurenensemble Reformationsfiguren an Nordfassade von Dom St. Marien Kurfürstin Anna wurde in das Figurenprogramm aufgenommen, so Silvia Teichert, da sie das Ideal des neuen Frauenbildes des 16. Jahrhunderts verkörperte: „eine untadelige Landesherrin, vorbildliche Ehefrau und Mutter, kluge und umsichtige Haushälterin, erfolgreiche Unternehmerin und geschickte Diplomatin“. |      |
| 1889–1891                                                                          | Margarete Blarer (1494–1541), Patrizierin                                             | Zwickau, an der Nordfassade des Doms St. Marien                                                                                           |                                                                                  | siehe auch Figurenensemble Reformationsfiguren an Nordfassade von Dom St. Marien Margarete Blarer stand zu Lebzeiten in keiner Beziehung zu Zwickau, wurde aber in das Figurenprogramm als Sinnbild für christliche Nächstenliebe und Wohltätigkeit aufgenommen. |      |
| 1889–1891                                                                          | Katharina von Bora (1499–1552), Zisterzienserin                                       | Zwickau, an der Nordfassade des Doms St. Marien                                                                                           |                                                                                  | siehe auch Figurenensemble Reformationsfiguren an Nordfassade von Dom St. Marien Margarete Blarer stand zu Lebzeiten in keiner Beziehung zu Zwickau, wurde aber in das Figurenprogramm als Sinnbild für christliche Nächstenliebe und Wohltätigkeit aufgenommen. Die Skulptur stellt Katharina von Bora dar, die ihren Sohn in den Armen hält. |      |
| 1889                                                                               | Eleonore Prochaska (1785–1813), Soldatin                                              | Potsdam, Alter Friedhof |                                                                                  | Inschrift: „Der Heldenjungfrau zum Gedächtniss 1889 / Erzogen im Königlich grossen Militär Waisenhaus / Freiwilliger Jäger im Lützowschen Korps / zum Tode verwundet im Gefecht an der Göhrde / Eleonore Prochaska * 11.03.1785 Potsdam † 05.10.1813“ |      |
| 1889–1891                                                                          | Barbara Uthmann (1514–1575), Unternehmerin                                            | Zwickau, an der Nordfassade des Doms St. Marien                                                                                           |                                                                                  | siehe auch Figurenensemble Reformationsfiguren an Nordfassade von Dom St. Marien Barbara Uthmann stand zu Lebzeiten in keiner Beziehung zu Zwickau, wurde aber in das Figurenprogramm als Verkörperung des neuen Bilds der Frau in der reformatorischen Gesellschaft aufgenommen. Ihr Bildnis repräsentiert die Arbeit, den der Protestantismus als den Bereich ansah, in dem Christen ihre Sittlichkeit zu betätigen hatten. |      |
| 1891                                                                               | Luise von Mecklenburg-Strelitz (1776–1810), Königin                                   | Schlosspark Neustrelitz | Bernhard Sehring                                                                 | Name: Luisentempel Der Luisentempel wurde als Gedächtnisstätte errichtet. Der aktuelle Bau ersetzte einen an gleicher Stelle bereits 1829 aus Holz erbauten achteckigen Tempel. |      |
| 1892                                                                               | Augusta von Sachsen-Weimar-Eisenach (1811–1890), Kaiserin                             | Baden-Baden, Lichtentaler Allee | Joseph von Kopf (Büste), Friedrich von Thiersch (Granitsockel)                   | Name: Kaiserin-Augusta-Denkmal Inschriften: „Kaiserin Augusta“ (am oberen Ende), „Gewidmet von der dankbaren Stadt Baden“ (am unteren Ende) Kaiserin Augusta war die Mutter der badischen Großherzogin Luise. Zwischen 1850 und ihrem Tod war sie regelmäßig in Baden zur Kur gewesen, was maßgeblich zur Popularität Badens als Kurort beigetragen hatte. Nur wenige Tage nach ihrem Tod wurde in einem Leserbrief im Badischen Anzeiger die Stiftung eines Denkmals für sie gefordert. Der Auftrag der Stadt für das Denkmal ging an den Bildhauer Josef von Kopf, dem der Großherzog Friedrich I. seit 1890 ein Atelier in Baden bot. Die Aufstellung erfolgte in enger Absprache mit dem Großherzogspaar. Insbesondere Luise prüfte das Modell des späteren Denkmals sorgfältig, bevor mit der Ausführung begonnen werden konnte. Zudem bestimmte sie den Standort in der Lichtentaler Allee, bewusst nicht in unmittelbarer Nachbarschaft den Denkmals ihres Ehemannes, des Kaisers Wilhelm I., das vor der Trinkhalle stand. Der Oberbürgermeister Albert Gönner hatte die Büste dagegen in oder am Gebäude des Kaiserin-Augusta-Bades aufstellen wollen. Heute wird an der Büste kritisiert, dass es dem Künstler nicht gelungen sei, eine gealterte Frau lebensnah darzustellen. Als die Stadtratsmitglieder das Modell 1891 begutachteten, forderten sie, dass bei der Ausführung der schmerzliche Gesichtsausdruck abgemildert werden sollte und kritisierten die vorgesehene Umhüllung des Halses. Kopf verteidigte dies damit, dass es bei alten Damen „immer etwas gewagt“ sei, „den Hals durchsichtig erscheinen zu laßen.“ Es wurde bestimmt, dass die Büste der Kaiserin exakt die gleiche Größe wie die Büste ihres Ehemannes erhalten sollte. Der Architekt Friedrich Thiersch gestaltete den Denkmalsockel mit einem Wappenschild samt Kaiserkrone sowie einem Relief, das die Caritas bei der Speisung zweier Kinder zeigt, womit auf die Gründung des Vaterländischen Frauenvereins durch Augusta sowie ihr karitatives Engagement im Bereich der Krankenpflege Bezug genommen wurde. Dagegen wurde weder ihre umfassende Bildung noch ihre Einflussnahme auf die kaiserliche Politik thematisiert. Das Denkmal wurde 1892 von Prinz Hermann von Sachsen-Weimar enthüllt. Es wurde beim Bau des Museums Frieder Burda leicht versetzt. |      |
| 21. Oktober 1895                                                                   | Augusta von Sachsen-Weimar-Eisenach (1811–1890), Kaiserin                             | Berlin, Opernplatz (siehe auch Straubeplan von 1910 mit dem Opernplatz)                                                                   | Fritz Schaper                                                                    | Inschrift: „Der Kaiserin und Königin / Augusta / in Liebe und Ehrfurcht / Das dankbare deutsche Volk / 1895“ Für das Denkmal wurde ein Wettbewerb ausgeschrieben. Fritz Schaper gewann diesen im Februar 1893. Schon im November 1892 hatte er die ersten Skizzen dafür gemacht. Die Figur und die Reliefs waren in Carrara-Marmor ausgeführt, das Postament aus rotem Kalkstein. Das Denkmal zeigte die Kaiserin auf einem Thronsessel. Über die Sessellehne war der faltenreiche Krönungsmantel aus Hermelin gefaltet. Mit ihrer Rechten hielt sie ihren Schleier vor der Brust zusammen. Ihre linke Hand hielt eine Schriftrolle im Schoß. Die Reliefs zeigten eine Szene der Mädchenerziehung sowie eine Szene mit einem verwundeten Soldaten, um den sich Krankenpfleger und -schwester bemühen, die das Wirken des Roten Kreuzes veranschaulichte. Während der Entstehung des Denkmals besuchte Kaiser Wilhelm I. das Atelier und lobte, dass die Kaiserin anders als in Moests Koblenzer Marmorstatue jugendlicher dargestellt würde und auch ihr soziales Wirken herausstellte. Die Kosten für das Denkmal in Höhe von 15.000 Mark wurden über Spenden abgedeckt. Fünf Jahre nach dem Tod der Kaiserin wurde das Denkmal zentral und repräsentativ auf dem Opernplatz eingeweiht. An der Einweihung nahmen neben dem Kaiser Staatsminister, Vertreter der städtischen Behörden, Militärs, protestantische und katholische Geistliche sowie ein Rabbiner teil. Am Ende der Feier formierte sich die Infanterie zu einem abschließenden Parademarsch. Der Kaiser verließ den Festplatz im Vierspänner über die Linden Richtung Brandenburger Tor. Durch beides bekam die Feier ein triumphales Gepräge. Es ist neben dem Luisen-Denkmal von ? im Tiergarten das zweite Denkmal einer fürstlichen Frau in Berlin. In Vorbereitung auf die Olympischen Spiele 1936 wurde 1928 die Sitzfigur in den Park von Schloss Monbijou versetzt, was einer Degradierung gleichkam. Dem Denkmal wurde noch musealer aber kein Gegenwartswert mehr zugeschrieben. Im Zweiten Weltkrieg gehörte es nicht zu den geschützten Denkmälern und wurde zerstört. |      |
| 25. Juni 1895, um 1944 zerstört                                                    | Olga Nikolajewna Romanowa (1822–1892), Königin                                        | Stuttgart, Schlossgarten | Ernst Curfeß, Heinrich Halmhuber                                                 | Name: Karl-Olga-Denkmal Nach dem Tod des Ehemanns von Königin Olga, König Karl I., 1892 gründete der Stuttgarter Verein zur Förderung der Kunst ein Komitee zur Errichtung eines Denkmals. Als ein Jahr später Olga starb, beschloss das Komitee 1893, die Konzeption des Denkmals, dessen Planung noch in den Anfängen steckte, auf ein gemeinsames Erinnerungszeichen zu erweitern. Es sollte nun nicht mehr am stark frequentierten Friedrichsplatz, sondern im Stuttgarter Schlossgarten aufgestellt werden. Der Denkmalforscher Friedemann Schmoll hat es deshalb als Gartenkulisse mit minimalen Denkmalcharakter bezeichnet. Das Denkmal bestand aus einer halbrunden, weit geschwungenen steinernen Parkbank, deren Armenden mit einem Löwen beziehungsweise Hirsch schlossen. Die Rückseite der Bank war als Pilasterarchitektur gestaltet. In der Mitte waren in einem Podest Doppelporträt-Medaillons des Königspaars angebracht. Darüber erhob sich die Württembergia. Das Denkmal wurde im kleinen höfischen Kreis eingeweiht. Das Denkmal wurde während eines Luftangriffs im Zweiten Weltkrieg zerstört. |      |
| Juni 1896                                                                          | Louise von Bose (1813–1883), Wohltäterin, Förderin von Kunst und Wissenschaft         | Kassel, Luisenstraße | Joseph von Kopf                                                                  | Louise von Bose stiftete in den 1880er Jahren der Stadt Kassel das Bose-Museum, das 1896 eröffnet wurde. In einem offenen Vestibül in der Mitte der Rückfront des neu erbauten Museums wurde ein Relief von Louise von Bose und ihrem Mann Carl August von Bose (1814–1887) aufgestellt. Das Relief war eine Kopie des Reliefs der Grabmal-Stele des Ehepaars in Baden-Baden. Das Relief zeigt den Schriftzug „Erkenne Dich selbst.“ In den 1950er Jahren war fast vergessen, wen das Relief darstellte. Viele Kasselanerinnen und Kasselaner dachten, es handele sich um Mitglieder eine Familie der Fabrik, die das Gebäude ab den 1940er Jahren nutzte. Das Gebäude des ehemaligen Bose-Museums wurde 1960 abgerissen und eine Schule für körperbehinderte Kinder auf dem Grundstück errichtet. Das Relief des Ehepaars Bose wurde rechts vom Eingang der Schule aufgestellt. |      |
| 18. Oktober 1896                                                                   | Augusta von Sachsen-Weimar-Eisenach (1811–1890), Kaiserin                             | Koblenz, Rheinanlagen | Karl Friedrich Moest (Skulptur) und Bruno Schmitz (Denkmal)                      | Name: Kaiserin-Augusta-Denkmal |      |
| 9. November 1896                                                                   | Annette von Droste-Hülshoff (1797–1848), Schriftstellerin                             | Münster, an der Kreuzschanze am sogenannten Liebeshügel                                                                                   | Anton Rüller                                                                     | Schon kurz nach dem Tod der Schriftstellerin brachte der Journalist Levin Schücking wiederholt die Idee eines Droste-Denkmals ins Gespräch. Der Gedanke, Denkmäler für verdiente Persönlichkeiten zu errichten, wurde an ihrem Geburtsort Münster erst ab den 1870er Jahren aufgegriffen. Zunächst errichtete die Bürgerschaft 1875 ein Denkmal für den Universitätsgründer Franz von Fürstenberg. Danach entstand der Wunsch ein Denkmal für die Schriftstellerin, die inzwischen als Repräsentantin der deutschen Literatur galt, zu errichten. Im November 1875 erschien der erste öffentliche Spenden-Aufruf zur Errichtung eines Denkmals in Münster. Der Aufruf wurde während des Kulturkampfs von katholischer Seite wegen einiger der Unterstützer (z. B. Freimaurer) negativ gesehen. Nur ein geringer Betrag kam zusammen. Es dauerte Jahrzehnte, bis der Streit abflute. Schließlich wurde das Denkmal 1896 mit einer von Anton Rüller geschaffenen Bronzebüste zum 100. Geburtstag von Annette von Droste-Hülshoff am Kanonengraben in Münster feierlich enthüllt. Die Bürgerschaft hatte sich gegen den Entwurf eines großen, mit Allegorien ausgeschmückten Denkmals aufgesprochen. Rüller schuf mit der Büste ein Amalgam aus dem Droste-Porträt von Johann Joseph Sprick und dem Miniaturbildnis ihrer Schwester. Abgesehen von Haartracht und der ovalen Gesichtsform hat die Büste keine äußere Ähnlichkeit mit dem authentischen Porträts der Autorin. Der Zeitgeschmack von 1896 bestimmte das Hinzufügen der christlichen Attribute Kreuzkette und Rose sowie ein Lorbeer am Fuß des Sockels. Rüller schuf kleinere preiswertere Gipsabgüsse der Büste und verkaufte diese. Er schuf auch Varianten in Marmor und Alabaster. Eine kleine, im Details abweichende Alabasterbüste ist heute im Besitz der Droste-Gesellschaft. 1905 wurde das Denkmal an die Kreuzschanze versetzt. |      |
| 1896                                                                               | Annette von Droste-Hülshoff (1797–1848), Schriftstellerin                             | Burg Hülshoff, Park | Anton Rüller und Heinrich Fleige                                                 | |      |
| 1896                                                                               | Gertrud von Nivelles (626–659), Äbtissin                                              | Berlin, Gertraudenbrücke, Kleine Kurstraße, Ecke Oberwasserstraße                                                                         | Rudolf Siemering                                                                 | Das Denkmal für Gertrud von Nivelles wurde 1896 auf der neu errichteten Gertraudenbrücke aufgestellt und zwar in der Nähe des nicht mehr existierenden Gertraudentores aus dem Mittelalter. Das Denkmal soll an die heilig gesprochene Äbtissin als auch an die verschwundenen mittelalterlichen Bauten erinnern. Das Denkmal zeigt die „Schutzheilige der Landstraße“ mit einem Wanderburschen, dem sie einen Krug reicht. Attribute der Figur sind Gans, Mäuse, Ratten und Spinnrocken. Am Sockelblock sind zwei Inschriften in Reimform angebracht. Das Denkmal wurde 1943 demontiert und sollte für die Waffenproduktion eingeschmolzen werden. Es wurde jedoch versteckt und 1954 nach einer Restaurierung durch Hans Füssel (1897–1989) wieder aufgestellt. 2017/18 wurde sie während der Sanierung der Brückenbrüstung zeitweilig abgebaut und in dieser Zeit gesäubert und konserviert. |      |
| 24. Mai 1898                                                                       | Annette von Droste-Hülshoff (1797–1848), Schriftstellerin                             | Meersburg, vor der Burg | Emil Stadelhofer                                                                 | 1896 startete in Meersburg eine Initiative für ein Droste-Denkmal, angeregt vom Denkmal für die Schriftstellerin in Münster. Im Juni 1896 wurde ein entsprechender Aufruf verbreitet und 1897 der Künstler Emil Stadelhofer beauftragt. Wie bereits beim Münsteraner Denkmal für die Schriftstellerin entschied man sich gegen einen Entwurf eines großen mit Allegorien ausgeschmückten Denkmals. Auch hier wurde als Denkmal eine Büste errichtet, auf dem von Anton Rüller und Heinrich Fleige geschaffenen Denkmal von 1896 basiert. Das Denkmal wurde zum 50. Todestag der Droste auf dem Platz vor dem Neuen Schloss enthüllt. Später wurde es unmittelbar vor dem alten Schloss aufgestellt. |      |
| 1899                                                                               | Maria von Jever, auch bekannt als Fräulein Maria oder Froichen, (1500–1575), Regentin | Jever, in der Nähe des Schlosses zu Jever                                                                                                 | Harro Magnussen                                                                  | Das Denkmal wurde zu ihrem 400. Geburtstag errichtet. |      |
| 10. Juni 1900                                                                      | Louise Otto-Peters (1819–1895), Schriftstellerin                                      | Leipzig, Rosental | Adolf Lehnert                                                                    | Das Denkmal, das mit vielen kleinen Spenden und einer Lotterie finanziert wurde, wurde ursprünglich in den Anlagen des Alten Johannisfriedhofs in Leipzig errichtet. Es wurde am 10. Juni 1900 mit einer großen Feier eingeweiht, zu der Frauen aus allen Teilen Deutschlands kamen. Bei der Einweihung sprachen Auguste Schmidt, Henriette Goldschmidt, Helene Lange und der Leipziger Oberbürgermeister Bruno Tröndlin. Das Denkmal ist seit damals in der Obhut der Stadt Leipzig. Bei Baubeginn für das Grassimuseum wurde es 1925 auf seinen heutigen Platz im Rosental versetzt. Zum 100. Jahrestag der Einweihung beging die Louise-Otto-Peters-Gesellschaft e.V. mit einer Ausstellung und einer Festveranstaltung. 2001 erschien die Schrift „Das Denkmal für Louise Otto-Peters in Leipzig. Eine hundertjährige Geschichte“. |      |
| 28. August 1900                                                                    | Elisabeth von Bayern-Landshut (1383–1442), Königin                                    | Berlin, Siegesallee im Tiergarten | Karl Ludwig Manzel                                                               | Siehe Figurenensemble Siegesallee Die Kurfürstin Elisabeth als einzige Frau aufgenommen – als Relief in der Bank am Denkmal Friedrichs I., betend zu Füßen ihres Ehemannes. Es wird angenommen, dass die Ausnahme in der besonderen Verehrung für die Stammmutter der Hohenzollern begründet war. Das Relief wurde während des Zweiten Weltkriegs zerstört. |      |
| 1900/01                                                                            | Ida (1025–1060), Äbtissin                                                             | Köln, Kölner Ratsturm, Westseite, 2. Reihe von unten, Nr. 20                                                                              | 1900/01 wahrscheinlich Peter Kürten, 1991 von Serban Rusu wieder zusammengesetzt | Siehe Figurenensemble Kölner Ratsturmfiguren Die Skulptur, die ursprünglich die Heilige Ursula darstellte, besteht aus Heilbronner Sandstein. Wahrscheinlich hat sie Peter Kürten geschlagen. Die Statue war teil des Figurenensembles des Kölner Ratsturm und überstand den Zweiten Weltkrieg mit Beschädigungen. Mit der Neugestaltung des Figurenensembles um 1990 soll die Figur nun die Äbtissin Ida darstellen. Der Bildhauer Serban Rusu setzte die Figur aus den verbliebenen Teilen zusammen und ergänzte Kopf und rechte Hand aus Steinersatzmaterial nach historischen Fotos. Die Krone der Figur zeigt ihre königliche Herkunft und der Pfeil das Martyrium, das sie mit ihrer Gefolgschaft in Köln erlitt. 1992 stifteten Sigrid Schmalen, Dagmar Figge, Christine Heimann und Christine Jankolow die Figur für den Turm. |      |
| 1901                                                                               | Luise von Mecklenburg-Strelitz (1776–1810), Königin                                   | Magdeburg, Geschwister-Scholl-Park | Johannes Goetz                                                                   | Name: Luisendenkmal Das Denkmal wurde auf Initiative eines Bürgerkomitees im damaligen Luisengarten aufgestellt, das dafür 40.000 Gold-Mark gesammelt hatte. 1963 wurde es von „Bilderstürmern“ aus dem Bereich der damaligen Technischen Hochschule „Otto von Guericke“ geschleift. 1990 wurde es originalgetreu wiederhergestellt und am ursprünglichen Platz aufgestellt. |      |
| 12. September 1902                                                                 | Alice von Großbritannien und Irland (1843–1878), Großherzogin                         | Darmstadt, Wilhelminenplatz, nördlich der katholischen Hauptkirche St. Ludwig                                                             | Ludwig Habich, Adolf Zeller (Ausführung Franz Rank)                              | Name: Alice-Denkmal oder Alice-Obelisk Inschrift: „Der Unvergesslichen Großherzogin von Hessen und bei Rhein In Verehrung Liebe und Dankbarkeit Gewidmet von Frauen und Jungfrauen Hessens Errichtet im Jahre 1902“ Die Freifrau Heyl zu Gernsheim richtete nach dem frühen Tod der Großherzogin einen Aufruf an „alle hessischen Frauen“, ihr ein Denkmal zu setzen. 33.530 Mark wurden gespendet. Dazu kamen 5.000 Mark aus England und 14.000 Mark aus dem Überschuss des Ludwigdenkmals. Der Enthüllung im September 1902, für die die Wilhelminenstraße mit venetianischen Masten, Wappen und Fahnen festlich geschmückt worden war, wohnte der Oberbürgermeister Adolf Morneweg bei. Die Festrede hielt Ella Mensch, Redakteurin des Darmstädter Tagblatts. Sie würdigte Alice von Großbritannien und Irland als „eine ihrer Zeit weit voraus denkende Trägerin eines neuen humanitären Kulturideals“, die mit der Gründung des „Alice-Hospitals“ dem pflegerischen Frauenberuf eine neue Grundlage gegeben hätte. |      |
| 1902                                                                               | Victoria von Großbritannien und Irland (1840–1901), Kaiserin                          | Bad Homburg vor der Höhe, Paul-Ehrlich-Weg, Schmuckplatz                                                                                  | Joseph Uphues                                                                    | Auf dem Schmuckplatz sind die Brustbildnisse von Kaiserin Victoria und Kaiser Friedrich III. einander gegenüber aufgestellt. Das Denkmal für Friedrich III. wurde bereits 1892 aufgestellt. Ihr Denkmal wurde erst nach ihrem Tod umgesetzt und 1902 aufgestellt. Ursprünglich sollte stattdessen eine Büste des Kaisers Wilhelm I. diesen Platz einnehmen. Es waren die ersten Denkmale für das Kaiserpaar in Deutschland. Die Bürgerschaft stellte die finanziellen Mittel für die Denkmale bereit. Die Büsten sind überlebensgroß und aus Tiroler Marmor gehauen. Der Bildhauer stellte die Kaiserin jugendlich idealisiert dar, in ein höfisches Gewand gekleidet, mit einem Diadem auf dem Kopf und eine Rose haltend. Der Granitsockel ist, in einen Kranz von Rosen und Passionsblumen gefasst, mit „Viktoria Kaiserin Friedrich“ beschriftet. |      |
| 1. Oktober 1903, 1943 zerstört                                                     | Augusta von Sachsen-Weimar-Eisenach (1811–1890), Kaiserin                             | Köln, Kaiser-Wilhelm-Ring, Südende | Franz Dorrenbach (Büste), Heinrich Stockmann (Sockel)                            | Die Idee zu dem Denkmal war unmittelbar mit dem Denkmal ihres Ehemanns am Kaiser-Wilhelm-Ring verbunden. Die Planungen begannen bereits 1897. Der teils städtische, teils durch bürgerliche Spenden finanzierte Auftrag für die Marmorstatue wurde Februar 1899 reichsweit ausgeschrieben, wobei ein Kostenrahmen von 60.000 Mark gesetzt wurde. Die Preisrichter Rudolf Siemering, Karl Friedrich Moest und die Kölner Bauräte Pflaume, Stübben und Heimann entschieden sich für die Entwürfe der Kölner Bildhauer Stockmann und Dorrenbach. Der Entwurf zeigte Kaiserin Augusta als Sitzfigur in einem „schweren stilisierten Sessel, dessen Füße Löwenklauen bilden“. Die seitlichen Reliegs des Postaments stellten „das Wirken der hohen Frau durch die Barmherzigkeit und das von ihr organisierte Rote Kreuz auf dem Schlachtfeld einerseits und Wissenschaft, Kunst und Mildthätigkeit im privaten Leben andererseits“ dar. Die Züge der Kaiserin des Kölner Denkmals ähnelten denen des Koblenzer Denkmals, aber in abgemilderter Weise. Im Mai 1900 wurde ein großes Modell am künftigen Standort provisorisch aufgestellt. Nach diesem zufriedenstellenden Test wurde das Monument endgültig in Auftrag gegeben. Das Denkmal für Kaiserin Augusta wurde im gleichen Abschnitt des Kaiser-Wilhelm-Rings wie das Kaiser-Wilhem-Monument aufgestellt. Die Monumente waren von einem typisch neubarocken Gartenensemble mit Springbrunnen umgeben. Das Denkmal wurde 1943 von Bomben getroffen und zerstört. Der Kopf blieb erhalten und befindet sich nun im Kölnischen Stadtmuseum. |      |
| 18. Oktober 1903                                                                   | Victoria von Großbritannien und Irland (1840–1901), Kaiserin                          | Berlin, vor dem Brandenburger Tor | Fritz Gerth                                                                      | siehe Siegesallee in Berlin (1901) Das Denkmal wurde als Ergänzung zur Siegesallee vor dem Brandenburger Tor errichtet, zählt aber nicht vollwertig zur Allee. Das Standbild wurde 1936 in Vorbereitung auf die Olympischen Spiele umfangreich restauriert. Im Zweiten Weltkrieg gehörte es nicht zu den geschützten Denkmälern und wurde zerstört. |      |
| 1903                                                                               | Friederike Oeser (1748–1829), Tochter eines Zeichenlehrers                            | Leipzig, Naschmarkt | Carl Seffner                                                                     | Das Goethedenkmal auf dem Naschmarkt wurde zur Erinnerung an Goethes Studienzeit in Leipzig von 1765 bis 68 aufgestellt. Am Sockel wurden Proträtmedaillons von Goethes Leipziger Freundinnen Kätchen Schönkopf und Friederike Oeser (im Profil) aufgebracht. |      |
| 1903                                                                               | Anna Katharina Schönkopf (1746–1810), Tochter eines Zinngießers und Weinhändlers      | Leipzig, Naschmarkt | Carl Seffner                                                                     | Das Goethedenkmal auf dem Naschmarkt wurde zur Erinnerung an Goethes Studienzeit in Leipzig von 1765 bis 68 aufgestellt. Am Sockel wurden Proträtmedaillons von Goethes Leipziger Freundinnen Kätchen Schönkopf (Frontalsicht) und Friederike Oeser aufgebracht. |      |
| 20. Juni 1904                                                                      | Luise Henriette von Oranien (1627–1667), Kurfürstin                                   | Moers, Mitte, Kastell | Heinrich Baucke                                                                  | Inschrift: „Geschenk des Kaisers Wilhelm II. an die getreue Grafschaft Moers“. Die Kurfürstin Luise Henriette von Oranien war nie in Moers, doch zu ihren Lebzeiten waren die niederländischen Oranier die Herrscher über die Grafschaft Moers. Das reichte als Grund, damit der Kaiser Wilhelm II. für seine Ahnherrin 1904 das Denkmal errichten ließ. Es wurde in Anwesenheit von Prinz Eitel Friedrich von Preußen eingeweiht. In der Festschrift zur Einweihung heißt es: „Wir wollen ihr […] im Hinblick auf ihre Lebensgeschichte für das danken, was sie in schweren politischen Tagen einem unserer größten Fürsten (ihrem Gatten, dem Großen Kurfürsten) aus dem Hohenzollernhause gewesen ist. Auch dafür sind wir ihr Dank schuldig, dass sie als ein Kind der Fremde sich mit so warmem Herzen unserer damals im Kriegselend schmach- tenden Vorfahren angenommen hat. Sie hat dadurch mitgebaut an der Größe und der Macht unseres Volkes in der Gegenwart.“ |      |
| 20. Mai 1905, 1945 Büste verloren, 2021 Sockel wiederaufgestellt                   | Corona Schröter (1751–1802), Sängerin, Schauspielerin und Komponistin                 | Gubin, Theaterinsel | Karl Donndorf                                                                    | Ursprüngliche Inschrift: „Es gönnten ihr die Musen jede Gunst und die Natur erschuf in ihr die Kunst - Goethe“ Das Denkmal, das aus einer Bronzebüste auf einem Sockel bestand, wurde 1905 auf der Theaterinsel im Geburtsort Guben der Schauspielerin aufgestellt. Die Inschrift zitiert eine Äußerung Goethes über Corona Schröter. Im Zweiten Weltkrieg ging die Büste auf unbekannte Art verloren. Die Theaterinsel gehört nun zum polnischen Gubin. 2021 wurde an der gleichen Stelle ein neuer Granitsockel aufgestellt. Am Fuß des Sockels wurde eine 2015 aus Spenden finanzierte goldene Gedenktafel in deutscher und polnischer Sprache angebracht. |      |
| 9. Juni 1905                                                                       | Auguste Reuß zu Köstritz (1822–1862), Großherzogin                                    | Schwerin, Schlossinsel, Burggarten | Wilhelm Wandschneider                                                            | Die Kinder der Großherzogin ließen ihr im Burggarten des Schlosses Schwerin 1905 einen Gedenkstein mit Porträtrelief in Bronze errichten. |      |
| 25. Oktober 1905                                                                   | Elisabeth von Hessen-Darmstadt (1895–1903), Kind                                      | Darmstadt, Herrngarten | Ludwig Habich                                                                    | An der Einweihung des Gedenksteins nahmen 10.000 Kinder aus Darmstadt teil. |      |
| 30. Juni 1907                                                                      | Anna Hölzel (1756–1840), Baumeisterehefrau und Vermieterin                            | Mannheim, Schlossgarten |                                                                                  | Inschrift: „Zur Erinnerung an Schillers Mannheimer Zeit \| Anna Hölzel \| der Retterin des Dichters aus schwerer Bedrängnis \| Der Kunstgewerbe-Verein Pfalzgau“ Schiller wohnte in Mannheim bei Anton und Anna Hölzel. Als er 1784 in finanzielle Schwierigkeiten geriet, gewährten sie ihm ein großzügiges Darlehen. Gellhaus sonst |      |
| 25. August 1907                                                                    | Alexandrine von Preußen (1803–1892), Großherzogin                                     | Schwerin, Ostorf, Grünhausgarten | Hugo Berwald                                                                     | [ 180 ] |      |
| 1907                                                                               | Stéphanie de Beauharnais (1789–1860), Großherzogin                                    | Mannheim, Lindenhof, Stephanienufer | Konrad Taucher                                                                   | Name: Stephaniedenkmal Der Mäzen Carl Reiß stiftete seiner Heimatstadt Mannheim das Denkmal, das an die Großherzogin Stéphanie de Beauharnais erinnert, die er persönlich gekannt hatte. Sie ließ den Schlossgarten umgestalten und für die Bevölkerung öffnen. Der Bildhauer schuf es nach einem Gemälde von François Gérard. Reiß stimmte alle Details allein mit dem Landesherrn, Großherzog Friedrich I., ab, der den Standort im Schlosspark (damals im großherzoglichen Besitz) bestimmte. Die Historikerin Ute Scherb bewertete deswegen das Denkmal nicht als öffentlich-repräsentatives Erinnerungszeichen, sondern als private Stiftung in Form einer Zierfigur. Bei der Stadtbevölkerung stieß das Denkmal bei der Einweihung auf wenig Resonanz. An der Enthüllung nahmen die Schülerinnen des Großherzoglichen Instituts und des Luisen-Stephanienhauses teil, die beide auf Betreiben Stephanie von Beauharnais’ gegründet worden waren. Das Denkmal steht an dem seit 1919 nach Stephanie de Beauharnais benannten Stephanienufer. |      |
| 12. August 1908                                                                    | Elisabeth von Großbritannien, Irland und Hannover (1770–1840), Landgräfin             | Bad Homburg vor der Höhe, Ferdinandstraße 16, vor der Englischen Kirche                                                                   | Fritz Gerth                                                                      | Name: Denkmal Landgräfin Elizabeth Das Denkmal entstand auf Anregung von Kaiserin Victoria hin, die bei ihren Kuraufenthalten in Bad Homburg beeindruckt war vom Wirken ihrer verstorbenen Großtante auf künstlerischem, architektonischen und urbanen Gebiet. Ihr Sohn Kaiser Wilhelm II. ließ ihren Wunsch aber erst nach ihrem Tod umsetzen. Das Denkmal wurde 1908 in Anwesenheit des deutschen Kaisers und des britischen Königs Edward VII. eingeweiht. Die Porträtbüste zeigt die Landgräfin in ihrer Jugend, gekleidet nach der Mode des Empire. Der Sockel ist von Voluten flankiert und so im Stil des Barock. |      |
| 27. August 1908                                                                    | Alexandrine von Baden (1820–1904), Herzogin                                           | Coburg, Alfred-Sauerteig-Anlage 1, neben dem verbliebenen Portikusbau des Ernst-Alexandrinen-Volksbades                                   | Otto Poertzel (Büste), Paul Naumann (Wasserbecken), Max Böhme (Anlage)           | Name: Alexandrinenbrunnen Alexandrine von Baden hatte der Stadt Coburg ein Legat in Höhe von 120.000 Mark hinterlassen mit der Auflage, für dieses Geld ein Volksbad zu bauen. Das Ernst-Alexandrinen-Volksbad wurde 1907 eröffnet. 1908 stifteten der Geheime Staatsrat Julius Meßmer und seine Frau Olga 10.000 Mark zur Errichtung eines Denkmals für die Stifterin des Bades. Nach dem Abbruch des Volksbades im November 1977 wurde die Brunnenanlage 1978 im Rahmen der Neugestaltung der Grünanlage an die Grundstücksgrenze zur Rückertschule versetzt. |      |
| 1908/09                                                                            | Gertrud von Nivelles (626–659), Äbtissin                                              | Münster, Lambertikirche, Außenbau | Richard Lobenberg                                                                | siehe Figurenensemble Skulpturen am Außenbau der Lambertikirche in Münster Die Äbtissin ist mit Krummstab und aufgeschlagenem Buch dargestellt. Die Figur weist bis zur Schräghaltung des Kopfes eine leichte Schwingung auf, was vor allem durch die senkrechten Gewandfalten unterstrichen wird, die ab Kniehöhe bogenförmig auslaufen und das linke Spielbein betonen. Die Statue weist große Ähnlichkeiten im Aufbau mit der von Peter Fuchs vor 1880 geschaffenen Annenstatue in der Kölner Domfassade auf. |      |
| 1908/09                                                                            | Ida von Herzfeld (um 770/775 – 825), Heilige                                          | Münster, Lambertikirche, Außenbau, seitlich des nördlichen Langhausportals                                                                | Richard Lobenberg                                                                | siehe Figurenensemble Skulpturen am Außenbau der Lambertikirche in Münster Die Figur Ida von Herzfeld weist den gleichen Grundtyp wie die Figuren der Heiligen Gertrud und der Heiligen Klara an der gleichen Kirche auf. |      |
| 1908/09, Figur aus 17. Jahrhundert                                                 | Katharina von Alexandrien (3./4. Jahrhundert), Heilige                                | Münster, Lambertikirche, Außenbau, südliche Langhausseite                                                                                 |                                                                                  | siehe Figurenensemble Skulpturen am Außenbau der Lambertikirche in Münster Die Figur der Katharina von Alexandrien, Patronin der Lambertikirche, stammt noch aus der Barockzeit und ist eine der wenige erhaltenen des damaligen Skulpturenzyklus der Kirche. |      |
| 1908/09                                                                            | Klara von Assisi (1193/94 – 1253), Ordensgründerin                                    | Münster, Lambertikirche, Außenbau, an der südlichen Chorkapelle                                                                           | Richard Lobenberg                                                                | siehe Figurenensemble Skulpturen am Außenbau der Lambertikirche in Münster Die Figur Klara von Assisi weist im Aufbau Ähnlichkeiten mit der Figur der Heiligen Gertrud an der gleichen Kirche auf. Bei beiden Figuren handelt es sich um eine mit Schleier versehene weibliche Gewandstatue. Die Figur Klara hat ein Gefäß in der linken Hand, auf das ihre rechte hinweist. Doch die Gewandbehandlung dieser Figur ist lebhafter und erinnert an die Katharinen-Figur der gleichen Kirche, die noch aus der Barockzeit stammt. |      |
| 1908/09                                                                            | Kunigunde von Luxemburg, auch Heilige Kunigunde, (um 980–1033), Kaiserin              | Münster, Lambertikirche, Außenbau, Ostseite                                                                                               | Wilhelm Bolte                                                                    | siehe Figurenensemble Skulpturen am Außenbau der Lambertikirche in Münster Anders als viele der anderen Figuren am Außenbau der Lambertikirche folgte der Bildhauer bei den Statuen des Kaiserpaares Heinrich II. und Kunigunde nicht der am Kölner Dom in den Jahrzehnten zuvor etablierten künstlerischen Richtung für Großfiguren. Stattdessen griff Wilhelm Bolte einen im Mittelalter gebräuchlichen Typus von Herrscherdarstellungen auf. |      |
| 1909                                                                               | Sophie Charlotte von Hannover (1668–1705), Kurfürstin, Königin                        | Berlin-Charlottenburg, Charlottenburger Tor, Nordseite                                                                                    | Heinrich Baucke                                                                  | 1907 wurde das Charlottenburger Tor als Pendant zum Brandenburger Tor und zu Repräsentationszwecken errichtet, nachdem die Planungen bereits 1900 begonnen hatten. Das Tor wurde 1907 erbaut. Die nach Osten gerichteten Plastiken Friedrichs I. und seiner Gemahlin Sophie Charlotte am linken und rechten Pfeiler folgten 1909. Beide grün patinierten, majestätisch wirkenden Plastiken sind von einem Baldachin überdacht, welcher als Halbrelief ins Tor eingemeißelt ist. Der Blick der Figur Sophie Charlottes ist zu ihrem Pendant gerichtet. In der linken Hand hält sie eine Feder, mit der rechten deutet sie auf ein kleines Modell des nach ihr benannten Charlottenburger Schlosses. Die Säule zeigt ihre Initialen S, C und R. Wie ihr Ehemann ist sie in pompöser Kleidung dargestellt. Die Fachwelt kritisierte die beiden Figuren. So schrieb das Zentralblatt der Bauverwaltung: „Beide erscheinen unter den hoch über ihnen schwebenden Baldachinen sehr gedrungen, der Umriss der dunklen Bronzemassen von weitem fast unförmlich durch die bauschig und breit herabfallenden Mäntel.“ Während der Zeit des Nationalsozialismus wurde das Tor komplett abgebaut, um die Straße zu verbreitern. Außerdem wurde eine Stromversorgung zur Beleuchtung eingebaut, der Zugang zur Wartungstreppe befindet sich hinter der Figur Sophie Charlottes. Ab 1968 wurden die Kriegsschäden am Tor behoben. Das Tor wurde zwischen 2004 und 2007 erneut restauriert. |      |
| 19. Juli 1910                                                                      | Friederike zu Mecklenburg (1778–1841), Königin                                        | Hannover, am Rande der Eilenriede | Johann Gottfried Schadow (Original), Valentino Casal (Kopie)                     | Name: Königinnendenkmal oder Prinzessinnen-Denkmal Anlässlich des 100. Todestages der Königin Luise von Preußen und zum Zeichen der Versöhnung zwischen dem Haus Hohenzollern und den Welfen machte der spätere deutsche Kaiser Wilhelm II. 1910 ein Geschenk an die Stadt Hannover. Er ließ den Bildhauer Valentino Casal eine überlebensgroße Kopie der Berliner Prinzessinnengruppe von 1797 erstellen. Die Skulptur zeigt eine Königin von Preußen und die erste Königin von Hannover in geschwisterlicher Eintracht, was dem propagandistischen Zweck der Geste des Kaisers voll entsprach. |      |
| 19. Juli 1910                                                                      | Luise von Mecklenburg-Strelitz (1776–1810), Königin                                   | Hannover, am Rande der Eilenriede | Johann Gottfried Schadow (Original), Valentino Casal (Kopie)                     | Name: Königinnendenkmal oder Prinzessinnen-Denkmal Anlässlich des 100. Todestages der Königin Luise von Preußen und zum Zeichen der Versöhnung zwischen dem Haus Hohenzollern und den Welfen machte der spätere deutsche Kaiser Wilhelm II. 1910 ein Geschenk an die Stadt Hannover. Er ließ den Bildhauer Valentino Casal eine überlebensgroße Kopie der Berliner Prinzessinnengruppe von 1797 erstellen. Die Skulptur zeigt eine Königin von Preußen und die erste Königin von Hannover in geschwisterlicher Eintracht, was dem propagandistischen Zweck der Geste des Kaisers voll entsprach. |      |
| 24. Juli 1910                                                                      | Barbara Uthmann (1514–1575), Unternehmerin                                            | Elterlein, Markt | Felix Pfeifer                                                                    | Name: Barbara-Uttmann-Denkmal Inschriften, Vorderseite: „Barbara Uttmann zum Gedächtnis“, Rückseite: „Barbara Uttmann / geb. von Elterlein / führte 1561 die / Spitzenklöppelei / im Erzgebirge ein“ Honoratioren Elterleins, der ehemalige Pfarrer Meyer und der frühere Bürgermeister Glöckner von Weinböhla hatten einen Fond für ein Denkmal für Barbara Uthmann eingerichtet. Unterstützt vom ehemaligen Amtmann Annabergs, Freiherrn von Welck, wurde das Königliche Innenministerium dafür gewonnen, aus dem Sächsischen Kunstfonds 6000 Mark dafür bereitzustellen, so dass die Pläne realisiert werden konnten. Zur Einweihung kam am Ort des Denkmals eine große Festversammlung zusammen, in der alle Vereine der Stadt vertreten waren. Auch zahlreiche auswärtige Gäste waren anwesend, unter anderem der Annaberger Amtshauptmann Max Weißwange und der Unternehmer und ehemalige Landtagsabgeordnete Gustav Zschierlich. In der Weiherede wies der Pfarrer von Elterlein, Paulinus, darauf hin dass das Denkmal an die Wahrheit des Spruchs „Sich regen, bringt Segen“ erinnern sollte. Es folgten dann eine vom Kirchengesangverein vorgetragene Motette und ein Festzug mit zehn Wagen durch das mit Flaggen und Girlanden geschmückte Stadtschloss. Die Klöppelschule des Ortes war geöffnet, wo Kinder das Klöppeln demonstrierten. Das Brunnendenkmal aus Sandstein ist 3,5 m hoch. Auf den eigentlichen Brunnen ist ein Aufbau aufgesetzt, der in einer Nische ein 1,35 m hohes und 0,76 m breites Bronzerelief enthält. Das Relief zeigt Barbara Uthmann in einer lebensgroßen Halbfigur mit zwei Kindern, einem Mädchen und einem Jungen, die beide auf ein Klöppelkissen blicken. |      |
| 1910                                                                               | Auguste Viktoria von Schleswig-Holstein-Sonderburg-Augustenburg (1858–1921), Kaiserin | Bad Homburg vor der Höhe, Kisseleffstraße 35                                                                                              | Louis Jacobi                                                                     | Name: Kaiserin-Auguste-Viktoria-Brunnen Inschrift: „Augustae Victoriae Matri Patriae Bingnissimae A.D.MXMXI“ Der in Buntsandstein ausgeführte Brunnenbau entstand auf Initiative von Kaiser Wilhelm II. als Auftakt für verschiedene Architekturen im Homburger Kurpark. Die Inschrift im Gebälk verwies auf den angestrebten Kult um Kaiser und Kaiserhaus. Der Bau ist als Monopteros gestaltet. Die Kuppel trägt als Krone einen Pinienzapfen. Die Wasserzapfstelle im Innern ist wie ein Altar gestaltet. |      |
| 1911                                                                               | Charlotte zu Schaumburg-Lippe (1864–1946), Königin                                    | Stuttgart, Rotenwaldstraße, bei der Bismarckeiche                                                                                         | Melchior von Hugo (Bronzerelief)                                                 | Anlässlich seines 50-jährigen Bestehens gestaltete der Verschönerungsverein Stuttgart die Anlage oberhalb des Westbahnhofs zu einer neuen Aussichtsplatte um. Im gleichen Jahr feierten Wilhelm II., der Schirmherr des Vereins, und Charlotte zu Schaumburg-Lippe Silberhochzeit. Deswegen stellte der Verein einen etwa vier Meter langen und fast 17 Tonnen schweren Findling aus Buntsandstein aus dem Forstbezirk Neuenbürg im württembergischen Schwarzwald auf und brachte ein Bronzerelief des Königspaares darauf an. |      |
| 1911                                                                               | Pauline Christine Wilhelmine zur Lippe (1769–1820), Regentin                          | Lemgo, Am Lindenhaus |                                                                                  | Gedenkstein mit Bronzerelief |      |
| 1912 (1909–11 geschaffen)                                                          | Auguste Viktoria von Schleswig-Holstein-Sonderburg-Augustenburg (1858–1921), Kaiserin | Berlin, Großer Tiergarten, im Rosengarten (ursprünglich)                                                                                  | Karl Begas                                                                       | Der Bildhauer Karl Begas schuf zwischen 1904 und 1906 die erste Marmorfassung der Statue, die im Rosengarten der Kaiserin beim Neuen Palais in Potsdam-Sanssouci aufgestellt wurde. Zwischen 1909 und 1911 entstand eine zweite Marmorfassung, die 1912 im Rosengarten im Berliner Tiergarten aufgestellt wurde. Die Statue zeigt die Kaiserin in der zeittypischen Mode der europäischen Oberschicht um 1905. In der rechten Hand des herabhängenden Arms hält sie eine Rose. 1936 wurde die Statue versetzt, im Zweiten Weltkrieg oder unmittelbar danach wurde sie beschädigt und nach 1950 vergraben. Die beschädigte Figur wurde 1979 wieder ausgegraben und der abgebrochene Kopf wieder aufgesetzt, allerdings falsch. 1980/81 wurde die Statue restauriert und dann im Lapidarium der Berlinischen Galerie am Landwehrkanal aufgestellt. 1999/2000 erfolgte eine weitere Restaurierung im Auftrag des Vivantes Auguste-Viktoria-Klinikum. Im Juni 2000 wurde die Statue im Foyer des Altbaus des Klinikums aufgestellt. |      |
| 1912                                                                               | Luise von Mecklenburg-Strelitz (1776–1810), Königin                                   | Saarbrücken, Alt-Saarbrücken, Altneugasse 24–28                                                                                           | Ludwig Nobis (Entwurf), August Kuhn (Ausführung)                                 | Name: Luisenbrunnen Inschrift: „Dem Andenken Preussens edler Königin Luise“ 1876 wurde in Saarbrücken ein Landschaftsgarten angelegt, der Luisenanlage genannt wurde. 1912 wurde dort der Luisenbrunnen errichtet. Als die Luisenanlage 1962/63 der Stadtautobahn zum Opfer fiel, wurde der Luisenbrunnen zunächst in der Schmollerschule zwischengelagert und 1959 in der Talstraße, an der Himmelsleiter am sogenannten Kornschen Berg aufgestellt. 1986/1987 wurde der Brunnen an seinen heutigen Ort umgesetzt. |      |
| 2. April 1913                                                                      | Johanna Stegen (1793–1842), Dienstbotin                                               | Lüneburg, am Liebesgrund | Karl Gundelach                                                                   | Schon kurz nach ihrem mutigen Einsatz am 2. April 1813 in einem Gefecht zwischen preußischen und französischen Truppen entwickelte sich ein Kult um Johanna Stegen, der zu Beginn des 20. Jahrhunderts wieder auflebte. Zunächst wurde 1908 ein Monument für ihr Grab in Berlin gestiftet. Dies stieß ähnliche Aktivitäten in Lüneburg an, unter anderem auch, weil sich in Lüneburg kein anderer Fokus für ein Denkmal zum 100. Jahrestag der Völkerschlacht bei Leipzig anbot. Zum 1. November 1911 riefen Lüneburger Honoratioren zu Spenden für ein Denkmal für die „Heldenjungfrau Johanna Stegen“ auf. Zum 100. Jahrestag des Gefechts bei Lüneburg wurde das Denkmal eingeweiht. Die Einweihung wurde als großes kommunales Ereignis inszeniert und sogar gefilmt. Die Historikerin Ute Scherb sah den Schlüssel für die Glorifizierung von Stegen in dem Umstand, dass sie nie als mündige Frau, sondern immer nur als unschuldiges Mädchen dargestellt und rezipiert wurde, die – ein wichtiger Aspekt – nicht selbst zum Gewehr griff, sondern, wie Friedrich Rückert es in seinem Gedicht über Stegen bezeichnete, „Mädchendienst“ für die Krieger leistete. Scherb wies auch darauf hin, dass sich das Porträtrelief der Geehrten zwar im Zentrum des Denkmals befindet, doch die Figuren der beiden Soldaten zu beiden Seiten des Reliefs deutlich augenfälliger sind. Die Inschrift auf dem Denkmal („Johanna Stegen. 2ten April 1913“) informiert auch nicht, weshalb Stegen mit einem Denkmal geehrt wurde. |      |
| 5. Oktober 1913 und erneut 5. Dezember 1992                                        | Eugenie John (1825–1887), Schriftstellerin unter dem Pseudonym E. Marlitt             | Arnstadt, Alter Friedhof | Victor Seifert (Ausführung), Paul Bandorf (Konzept)                              | eine breitere Stele in einem Säulenhalbkreis aus Kirchheimer Muschelkalk, auf dieser eine Bronzereliefplakette mit einem Büstenporträt Marlitts. Die Gesamtkosten (mit Fundamentierung) betrugen 4000 Mark. 1951 heimliche Zerstörung und Flächenberäumung auf Betreiben der FDJ-Kreisleitung; doch ein Bürger rettete das Bronzeplakette. Nahezu baugleiche Wiederaufstellung am fast gleichen Platz 1992 auf Beschluss der Stadtverordnetenversammlung; Finanzierung durch die Stadt, Privatleute und Firmen; der neue Baukörper ist aus Beton, die Plakette wurde nach der Bronzevorlage aus Spezialporzellan gefertigt; erhabener Schriftzug auf der Plakette: E. MARLITT, darunter in die Betonstele gemeißelte Inschrift: EUGENIE JOHN. MARLITT. 1825-1887 (Das Denkmal ist nicht zu verwechseln mit Marlitts Grab auf dem gleichen Friedhof) |      |
| 1913                                                                               | Luise von Mecklenburg-Strelitz (1776–1810), Königin                                   | Berlin, Bondickstr. 14, Königin-Luise-Kirche, Nische über dem Hauptportal                                                                 | Joseph Breitkopf-Cosel                                                           | Die Kirche wurde am 9. Oktober 1913 eingeweiht. Sie wurde nach der Königin Luise benannt, um zum 100-jährigen Jubiläum der Befreiungskriege an ihren vergeblichen Einsatz um Erleichterungen der Besatzung bei Kaiser Napoleon in Tilsit zu erinnern. Der Bildhauer Joseph Breitkopf-Cosel machte bei der Gestaltung des Standbilds Anleihen an Darstellungen der Königin von Johann Gottfried Schadow und Christian Daniel Rauch. |      |
| 1913                                                                               | Sophie von der Pfalz (1630–1714), Kurfürstin                                          | Hannover, Neues Rathaus, umlaufender Geschichtsfries                                                                                      | Karl Gundelach                                                                   | Das Skulpturenprogramm der Außenfassade des Neuen Rathauses in Hannover sollte die Zugehörigkeit Hannovers zum Deutschen Reich verherrlichen. Dieses Ziel setzte der nationalliberale Stadtdirektor Heinrich Tramm gegen anders gesinnte städtische Kollegen durch. In einem in Stein gehauenen Relief (das Geschichtsfries) wurden historische Szenen aus dem Stadtleben festgehalten. Auf rechten Seite der Ratslaube kommt (nach einer leer gelassenen Platte) die sechste gestaltete Platte des Frieses, die Kurfürstin Sophie zeigt, wie sie 1680 dem Philosophen Gottfried Wilhelm Leibniz einen Lorbeer aufs Haupt drückt. Der Kurfürstin ist zu verdanken, dass Leibniz 1680 am Hof in Herrenhausen blieb. |      |
| 15. November 1914                                                                  | Angelika Hartmann (1829–1917), Pädagogin                                              | Köthen, Bernburger Straße | Paul Stuckenbruck                                                                | Name: Angelika-Hartmann-Denkmal Ungewöhnlich ist, dass das Denkmal noch zu Lebzeiten der geehrten Angelika Hartmann errichtet wurde. Es war ein Geschenk Leipziger Eltern und Kindergärtnerinnen an die Stadt Köthen. Die aufwändige Denkmalanlage ist in Marmor ausgeführt. Auf einem hohen Sockel sitzt Angelika Hartmann umgeben von Kleinkindern und jungen Frauen. |      |
| 1914                                                                               | Anna Reiß (1871–1910), Kammersängerin                                                 | Rheingönheim, Eingangsbereich des Tierparks                                                                                               |                                                                                  | Widmung: „Reiss Ruhe / Dem edlen Geschwisterpaar / Karl und Anna Reiss / errichtet von der dankbaren / Gemeinde Rheingönheim.“ Der Unternehmer Carl Reiß, der jahrelang eine Jagdpacht in Rheingönheim besaß, hinterließ der Gemeinde in seinem Testament eine Schenkung von 10000 Mark, die seine ältere Schwester Anna Reiß nach seinem Tod Anfang 1914 Rheingönheim auszahlte. Für die kleine Gemeinde stellte der Betrag ein Vermögen dar. Der Gemeinderat beschloss umgehend, Carl und Anna Reiß ein „dauerndes Denkmal“ in Form eines Naturgranitblocks mit Widmung zu errichten. Der Historiker Martin Furtwängler wertete es als Höflichkeit, dass Anna Reiß beim Gedenkstein mitberücksichtigt wurde. Die Wahl eines Findlings spiegele das „bürgerliche Bestreben an germanische Mythen und Traditionen anzuknüpfen“ wider. |      |
| 1914                                                                               | Anna Sutter (1871–1910), Opernsängerin                                                | Stuttgart, Oberer Schlossgarten zwischen Oper und Schauspiel                                                                              | Karl Donndorf zusammen mit Richard und Willy Schönfeld                           | Name: Schicksalsbrunnen Inschrift: „Aus des Schicksals dunkler Quelle rinnt das wechselvolle Los / Heute stehst Du fest und gross Morgen wankst Du auf der Welle“ Anna Sutter wurde 1910 von ihrem Liebhaber ermordet. Der Brunnen wurde zu ihrem Gedenken geschaffen. 1963 wurde der Schicksalsbrunnen an seinen heutigen Standort versetzt. |      |
| 1915 aufgestellt, bis 1910 geschaffen                                              | Catharina Elisabeth Goethe (1731–1808), Bürgersfrau                                   | Frankfurt am Main, Palmengarten Frankfurt, Goethegarten                                                                                   | Joseph Kowarzik, von Bernhard Hoetger fertiggestellt                             | Name: Märchenerzählerin oder Mutter Goethe Zum 100. Todestag von Catharina Elisabeth Goethe 1908 gab eine Initiative wohlhabender Frankfurter Frauen die Skulptur zu Ehren von Catharina Elisabeth Goethe in Auftrag. Der Bildhauer Joseph Kowarzik begann mit der Figur, hatte sie aber vor seinem Tod noch nicht fertiggestellt. Dies übernahm Bernhard Hoetger. Die Skulptur aus Muschelkalk ist 1,40 Meter groß und zeigt eine Frau, die auf einem Sockel sitzt. Ein Kind, das sie liebevoll anschaut, lehnt sich an sie. Die Plastik wurde 1915 im Palmengarten aufgestellt, 1932 zog sie in den Rosengarten um, später wurde sie in den Bereich des Kinderspielplatzes versetzt und zuletzt in den Goethegarten. |      |

### Zwischenkriegszeit 1918 bis 1939
| Aufgestellt  | Dargestellte Person                                                         | Standort                                                                                      | Geschaffen von         | Anmerkungen | Bild |
| ------------ | --------------------------------------------------------------------------- | --------------------------------------------------------------------------------------------- | ---------------------- | --- | ---- |
| Oktober 1924 | Sophie Henschel (1841–1915), Unternehmerin und Mäzenin                      | Kassel, Sophie-Henschel-Platz                                                                 | Franz Heise            | 1924 wurde auf dem Sophie-Henschel-Platz vor dem Rot-Kreuz-Krankenhaus in Kassel-Wehlheiden eine Brunnenanlage zur Erinnerung an Sophie Henschel eingeweiht. Teile des Brunnens sowie die Inschrift wurden bei der Neugestaltung 1954 entfernt. 2013 rief das Henschel-Museum zu Spenden auf, um den Brunnen wieder herzurichten, damit er wieder an die Unternehmerin erinnert. Der Brunnen ist nicht zu verwechseln mit dem von Sophie Henschel 1910 für ihren verstorbenen Mann Oskar Henschel gestifteten Brunnen, der in der Oberen Königstraße in Kassel steht.        |      |
| 1928         | Elisabeth von Thüringen, genannt Heilige Elisabeth, (1207–1231), Prinzessin | Eisenach, Schillerstraße 8                                                                    | Franz Heise            | In der Fassade des früheren St. Elisabeth-Krankenhauses sind Statuen der Heiligen Elisabeth und des Heiligen Josephs angebracht. |      |
| um 1929/30   | Gertrud von Nivelles (626–659), Äbtissin                                    | Berlin, Sankt-Gertrauden-Krankenhaus, Paretzer Straße 12, mittig oberhalb des Eingangsportals |                        | Die weit überlebensgroße Terrakotta-Figur der heiligen Gertrud steht auf einer Konsole oberhalb des Eingangsportals des Krankenhauses in Höhe des dritten Obergeschosses. |      |
| 1932         | Emma zu Waldeck und Pyrmont (1858–1934), Königin                            | Bad Arolsen, Schloßstraße                                                                     |                        | Name: Emma-Baum Inschrift: „Mich Wellingtonia sandte 1932 der teuern Heimat Emma Königin Mutter der Niederlanden geb. Prinzessin zu Waldeck und Pyrmont“ Der Gedenkstein steht neben einem Riesenmammutbaum, den Königin Emma beim letzten Besuch ihres Geburtsortes 1932 der Stadt Arolsen schenkte. |      |
| 1937         | Charlotte Müller (1840–1935), Straßenhändlerin                              | Göttingen, Bahnhofsvorplatz                                                                   | Katharina Hobson-Kraus | Inschrift: „Zum Andenken an Frau Charlotte Müller – die älteste Straßenhändlerin der Welt“ Charlotte Müller saß 1932 der Bildhauerin, die damals in Göttingen lebte, für die Bronzefigur Modell. Das Denkmal wurde anlässlich des 200-jährigen Jubiläums der Universität Göttingen von der Stadt vor dem Bahnhof aufgestellt. In den 1990er Jahren wurde das Denkmal während der Umgestaltung des Bahnhofsvorplatzes auf dem städtischen Bauhof zwischengelagert. 1997 wurde es wieder aufgestellt. Es steht in der Nähe des damaligen Verkaufsstandes der Straßenhändlerin. |      |

### Geteiltes Deutschland 1945 bis 1990

#### Bundesrepublik Deutschland
| Aufgestellt                         | Dargestellte Person                                                                               | Standort                                                                                   | Künstler                                                  | Anmerkungen | Bild |
| ----------------------------------- | ------------------------------------------------------------------------------------------------- | ------------------------------------------------------------------------------------------ | --------------------------------------------------------- | --- | ---- |
| 1951 aufgestellt (1889 erstellt)    | Lina Hähnle (1851–1941), Naturschützerin                                                          | Stuttgart, Lina-Hähnle-Weg                                                                 | Johannes Fuchs                                            | Name: Lina-Hähnle-Brunnen Der Gedenkstein wurde 1951/52 aufgestellt. Der Stein stammte aus der im Zweiten Weltkrieg zerstörten Stuttgarter Villa der Hähnles. Er zeigt das Wappen der Familie Hähnle. |      |
| 1954                                | Katharina Heinroth (1897–1989), Zoodirektorin                                                     | Berlin, westlich des Eingangs zum Aquarium vom Zoologischen Garten aus                     | Else Fraenkel-Brauer                                      | Der Gedenkstein für das Ehepaar Katharina und Oskar Heinroth besteht aus einem Sandstein des zerstörten Elefantenportal des Zoologischen Gartens. Auf dem Gedenkstein ist ein Porträtrelief Oskar Heinroths im Profil angebracht. |      |
| 1955                                | Louise Dumont (1862–1932), Schauspielerin                                                         | Düsseldorf, Hofgarten                                                                      | Ernesto de Fiori                                          | Inschrift: „Louise Dumont / Warum sucht ich den Weg / so sehnsuchtsvoll / wenn ich ihn nicht den / Brüdern zeigen soll / Gewidmet von Heimatverein Düsseldorfer Jonges / 1955“ Die 40 Zentimeter hohe Bronzeskulptur wurde vom Heimatverein Düsseldorfer Jonges und der Stadt Düsseldorf beauftragt. Zunächst wurde sie an der Louise-Dumont-Straße aufgestellt. Das Denkmal besteht aus einem sich nach oben konisch verjüngenden Block roten Neckarsandstein. Auf einer Konsole im oberen Drittel ist ein Bronzeporträtkopfs Louise Dumonts vor einer nimbusartigen Eintiefung im Stein platziert. 1988 wurde das Denkmal in den Hofgarten versetzt. Im Dezember 2012 wurde die Büste von Metalldieben gestohlen. Sie wurde durch einen Abguss der im Museum befindlichen Büste ersetzt. |      |
| 1955                                | Elly Heuss-Knapp (1881–1952), Sozialreformerin                                                    | Stuttgart-Sillenbuch, Eichenhain                                                           | Lore Doerr-Niessner (Entwurf), Ausführung Willy Schönfeld | Inschrift: „Weiße Margritten / wenn ihr wie fromme Kinder / steht im Feld / lasst uns um Ernte und um / Frieden bitten / E Heuss-Knapp / Elly Heuss-Knapp / zum / Gedenken / 25.1.1881 - 19.7.1952“ Der Auftraggeber des Denkmals war Paul Reuschler von der Gute-Hoffnungs-Hütte. Es besteht aus einer Stele mit eingetieftem Porträtrelief in Halbprofil. Bei der Einweihung 1955 nahmen Elly Heuss-Knapps Ehemann, der damalige Bundespräsident Theodor Heuss, der Stuttgarter Oberbürgermeister Arnulf Klett, der Landesbischof Haug sowie mehrere Herausgeber von Stuttgarter Zeitungen teil. Oberbürgermeister Arnulf Klett würdigte Heuss-Knapp in seiner Gedenkrede als kluge und gütige Frau. |      |
| 1956                                | Pauline Christine Wilhelmine zur Lippe (1769–1820), Regentin                                      | Detmold, Schlossplatz                                                                      | Ilse Stahl                                                | Bronzeplatte mit Porträt |      |
| 1957                                | Agnes Heineken (1872–1954), Pädagogin                                                             | Bremen, Mitte, beim Berufsbildungszentrum Bremen                                           | Kurt Lettow                                               | Name: Agnes-Heineken-Denkmal Das vom Senat der Freien Hansestadt Bremen beauftragte Denkmal hat die Form einer Steinstele aus grünem Sauerländer Dolomit mit in Hochrelief ausgeführtem Porträtkopf. Auf der Rückseite findet sich eine Flachrelief-Darstellung zweiter Gestalten, stark abstrakt dargestellt, die sich einander zuwenden. |      |
| 1958                                | Sigena (11. Jahrhundert), Freigelassene                                                           | Nürnberg, Georg-Wieszner-Platz                                                             | Leo Smigay                                                | Nürnberg wurde 1050 in der Freilassungsurkunde der Leibeigenen Sigena aus Norenberc erstmals erwähnt. Die Stadt Nürnberg beauftragte Leo Smigay mit einem Denkmal für die Freigelassene, nach der das Sigena-Gymnasium (ehemalige Mädchenoberrealschule) 1958 benannt wurde. Smigay formte die überlebensgroße Figur aus fünf Muschelkalkblöcken, die aus den Ruinen des Nürnberger Parteitagsgebäude stammten, walzenförmig abstrahierend ohne jede individuelle Artikulation. |      |
| 4. Oktober 1959 (1862 geschaffen)   | Florence Nightingale (1820–1910), Krankenschwester / Statistikerin                                | Düsseldorf-Kaiserswerth, im Park hinter der Kaiserpfalz                                    | John Steell                                               | Das Denkmal wurde von der britischen Gemeinde Düsseldorf und Angehörigen der britischen Einheiten gestiftet. Es handelt sich um einen Nachguss der 1862 geschaffenen Büste von John Steell, die sich in der National Gallery in London befindet. Zur Enthüllung kamen hochrangige Gäste der Stadtverwaltung, der britische Generalkonsul, englische, kanadische und US-amerikanische Schwestern der alliierten Streitkräfte und Diakonissen in ihren Trachten. Das Denkmal gehört zu einer Reihe von Plastiken anderer verdienter Persönlichkeiten, die mit Kaiserswerth in Verbindung standen. |      |
| 1959                                | Stilla von Abenberg (gest. um 1040), Kirchenstifterin                                             | Abenberg, Stillaplatz                                                                      | Hermann Schorer                                           | Im Auftrag der Stadt Abenberg gestaltete der Bildhauer das Denkmal als lebensgroße Sitzfigur, die die von Stilla erbaute Peterskirche in der Hand hält. |      |
| 1960                                | Therese Schedlbauer, genannt Taubenmutterl, Taubentheres (1853–1940), Hausfrau                    | München, Amirahof/Fünf Höfe/Salvatorstraße                                                 | Josef Henselmann                                          | Name: Tauben-Marie-Brunnen. Nach dem Ersten Weltkrieg zog die verwitwete Therese Schedlbauer zu ihrer verheirateten und aufgrund einer Kriegsverletzung pflegebedürftigen Tochter nach München. Sie wurde zu einer stadtbekannten Erscheinung, da sie die frei lebenden Tauben Münchens fütterte. Im Münchner Faschingszug 1934 wurde sie als „Taubenmutterl“ parodiert, in einer Kino-Wochenschau wurde über sie berichtet und sie wurde oft fotografiert. Die Bayerische Vereinsbank stiftete anlässlich der 800-Jahr-Feier der Stadt München den Brunnen mit der Schedlbauer darstellenden Figur aus Majolika. Er wurde ursprünglich in der Maffeistraße 5/Ecke Weinstraße, im sogenannten Schäfflerblock, errichtet. 1999 wurde der Brunnen wegen des Neubaus des Schäfflerblocks abgebaut und 2003 am heutigen Ort wiederaufgestellt. |      |
| 1961                                | Liesl Karlstadt (1892–1960), Schauspielerin                                                       | München, Viktualienmarkt                                                                   | Hans Osel                                                 | Der Münchner Textilkaufmann Gustl Feldmaier hatte Liesl Karlstadt ein Denkmal nach ihrem Tod versprochen. Er bewegte den Freundeskreis der Münchener Volkssänger und Volksschauspieler dazu, die unterlebensgroße plastisch detaillierte Bronzefigur zu beauftragen. Die Inschrift am Brunnenrand lautet „Münchner Bürger der Volksschauspielerin Liesl Karlstadt“. |      |
| 1962                                | Elly Heuss-Knapp (1881–1952), Sozialreformerin                                                    | Stuttgart, am Aufgang zur Karlshöhe, beim Spielplatz hinter der Allianz                    | Fritz Nuss                                                | Name: Elly Heuss-Knapp-Brunnen Inschrift: „Dem Gedächtnis Elly Heuss-Knapp Dankbar Deutsche Mütter“ Das Denkmal in Form eines Brunnens wurde von Kurgästen des Muttergenesungsheims in Stuttgart gestiftet. Auf dem kastenartigem Unterbau sitzen wie auf einer Bank an einem Brunnenbecken drei lebensgroße Bronzefiguren. |      |
| 1962                                | Hrotsvit, auch bekannt als Roswitha von Gandersheim (um 935-nach 973), Dichterin                  | Bad Gandersheim, vor dem Chor der Stiftskirche                                             | Siegfried Zimmermann                                      | Name: Roswitha-Gedenkstein Die Denkmalstele aus Solnhofer Stein mit einem Enface-Reliefbild (Bruststück) in eingetiefter Nische wurde im Auftrag der Stadt Gandersheim aufgestellt. |      |
| 1963 aufgestellt, 1887/1925 (Figur) | Sappho (zwischen 630 und 612 v. Chr. – um 570 v. Chr.), Dichterin                                 | Köln, Kleiner Offenbachplatz, zwischen Oper und Schauspielhaus                             | Antoine Bourdelle                                         | Die Bronzefigur wurde 1925 nach einem Entwurf von 1887 in einer Auflage von 5 Exemplaren gegossen. Das Kölner Exemplar ist Gussnummer 3. Es wurde 1963 vom Bourdelle-Museum in Paris durch die Stadt Köln erworben. |      |
| 1965                                | Käthe Kollwitz (1867–1945), Bildhauerin                                                           | Hamburg-Langenhorn, vor Daniel-Schutte-Stift, Holitzberg 89                                | Gustav Seitz                                              | Der Berliner Magistrat erteilte 1956 den Auftrag an Gustav Seitz, der bis 1958 ein Gipsmodell fertig stellte und übergab. Bronzeguss und Aufstellung erfolgten in Abwesenheit des Bildhauers, der im Herbst 1958 nach Hamburg übergesiedelt war. 1965 wurde eine weitere Fassung geschaffen und vor dem Stift in Hamburg-Langenhorn aufgestellt. Sie ist kleiner als die Berliner Figur und formal stärker reduziert. |      |
| 1965                                | Walburga (710–779), Äbtissin                                                                      | Merzig, Vorplatz der St.-Peter-Kirche                                                      | Werner Bauer                                              | Auf dem Vorplatz der heutigen Kirche St. Peter stand bis 1750 eine Kirche, die der heiligen Walburga geweiht war. An diesem Ort wurde die Bronzestatue (Maße 1,70 × 1,40 × 0,80 m) 1965 aufgestellt. Die in einer Schiff-ähnlichen Struktur stehende Figur hält ein Kreuz in den Armen. |      |
| 1967 aufgestellt, 1872 geschaffen   | Margarete von Schaeffer-Voit (1820–1894), Verlegerehefrau                                         | Berlin, Ruhwaldpark, Arkaden des ehemaligen Kavaliershauses (klären ob BRD oder DDR)       | Karl Ludwig Cauer (1828–1885)                             | Die Büsten des Ehepaares von Schaeffer-Voit wurden 1872 geschaffen und im Mausoleum der Familie auf dem II. Friedhof der Luisen-Gemeinde in Berlin-Charlottenburg-Westend aufgestellt. Beim Bau der Stadtautobahn in den 1960er Jahren wurde das Mausoleum abgerissen. Die Originalbüsten wurden in der Ludwig-Cauer-Schule aufgestellt. 1967 wurden sie dann, zusammen mit dem Sockel, in weißem Kunststein kopiert und von der Stadt im Ruhwaldpark, der auf eine im Auftrag von Ludwig von Schaeffer-Voit geschaffene Gartenanlage zurückgeht, einander gegenüber aufgestellt. |      |
| 1960er                              | Sophie von La Roche (1730–1807), Schriftstellerin                                                 | Offenbach am Main, Büsing-Park                                                             | Karlgeorg Hoefer                                          | Stele am Standort des 1960 abgerissenen ehemaligen Wohnhauses von Sophie von La Roche |      |
| 1. Mai 1971                         | Melli Beese (1886–1925), Fliegerin                                                                | Berlin, Ecke Storkwinkel/Schwarzbacher Straße, Melli-Beese-Anlage (klären ob BRD oder DDR) | Annelies Rudolph                                          | Das Denkmal besteht aus einer Betonsäule mit Aluminium-Skulptur. Der runde, säulenförmige Betonsockel bildet den Standfuß für die abstrakte Aluminiumskulptur, die die Form zweier ausgebreiteter gespreizter Flügel hat. Die Oberfläche ist teilweise glatt poliert, an einigen Stellen schraffiert. Auf einer Verdickung im oberen Teil der Betonsäule ist eine Aluminiumplatte mit folgender erhabener Inschrift montier: „Melli Beese - Anlage / Amelie Beese - Erste deutsche Fliegerin - 1886–1925“. |      |
| 1973                                | Hrotsvit, auch bekannt als Roswitha von Gandersheim (um 935-nach 973), Dichterin                  | Bad Gandersheim, in der Stiftskirche                                                       | Klaus Wallner                                             | Name: Roswitha-Fenster |      |
| 1976                                | Gertrud von le Fort (1876–1971), Schriftstellerin                                                 | Oberstdorf, Oberstdorf-Haus, Foyer                                                         | Walter Kalot                                              | Der Bildhauer Walter Kalot war mit Gertrud Le Fort, die von 1939 bis zu ihrem Tod in Oberstdorf lebte, persönlich bekannt und schuf die Bronzebüste von ihr. 1976 wurde sie im Foyer des Kurhauses (genannt Oberstdorf-Haus) aufgestellt. |      |
| 1976                                | Franziska Schervier (1819–1876), Ordensschwester                                                  | Aachen, Lindenplatz, Jakobstraße 42, an Kirche St. Paul                                    | Hubert Löneke                                             | Inschrift auf Sockel: „Franziska Schervier / Eine Tochter der Paulspfarre / 1819–1876“ Das Bronzedenkmal entstand zu Franziska Scherviers 100. Todesjahr und zwei Jahre, nachdem sie seliggesprochen wurde. Es zeigt die Ordensschwester, wie sie einen Kranken begrüßt, der unbekleidet, in gebeugter und gekrümmter Haltung, wie gebrochen, vor ihr steht. |      |
| 23. September 1977                  | Elise Aulinger (1881–1965), Volksschauspielerin                                                   | München, Viktualienmarkt                                                                   | Anton Rückel                                              | Der Brunnen wurde von dem damals 91-jährigen ehemaligen Lokomotivführer Eugen Kiesel aus München, der die Künstlerin verehrte, initiiert. Die unterlebensgroße Bronzefigur zeigt Elise Aulinger mit einem Buch in der Hand in lebhafter Erzählposition. |      |
| 23. September 1977                  | Ida Schumacher (1894–1956), Theaterschauspielerin                                                 | München, Viktualienmarkt                                                                   | Marlene Neubauer-Woerner                                  | Initiiert von Gustl Feldmeier beauftragte der Freundeskreis der Münchener Volkssänger und Volksschauspieler das Denkmal in Form eines Trogbrunnens auf Muschelkalksockel. Auf dem Brunnen ist Ida Schumacher beim „Ratsch im Treppenhaus“ dargestellt, entsprechend einer ihrer Paraderollen als Komödiantin. |      |
| 8. Oktober 1977                     | Elisabeth Scheuring (1897–1971), Mundartdichterin / Zeichnerin                                    | Würzburg-Grombühl, Grombühlstraße Ecke Grombühlbrücke                                      | Otto Sonnleitner                                          | Das Denkmal wurde bei einem Volksfest für den Stadtteil Grombühl eingeweiht, wobei der Vorstand des Bürgervereins Ernst Döller die Begrüßungsansprache hielt. Das Denkmal, das 16.000 DM kostete, wurde durch Spenden und durch Beiträge der Stadt und eines Bruder Scheurings finanziert. Es besteht aus einem erhöhte Steinsockel mit einem Bronzemedaillon und dem Bildnis der Grombühler Mundartdichterin, darunter der Aufschrift „Leut’ und Kinner“ (Titel eines Buches von Scheuring) und der Name Elisabeth Scheuring. Auf dem Sockel steht eine Figurengruppe, die eine Szene aus dem Gedicht „Namestags-Göker“ der Autorin darstellt. |      |
| 1977                                | Emma von Lesum (975/980–1038), Gutsbesitzerin                                                     | Bremen, Schwachhausen, H.-H.-Meier-Allee / Emmastraße                                      | Thomas Recker                                             | Name: Gräfin Emma und Herzog Benno Die erste Fassung der Skulpturengruppe, die 1977 aufgestellt wurde, bestand aus Betonwerkstein. Finanziert von Spenden der Bremer Bevölkerung wurde sie 1988 durch eine überarbeitete Zweitfassung in Bronze ersetzt. |      |
| 1977                                | Anna Wolf verh. Klein (17. Jahrhundert), Müllerstochter                                           | Schwabach, Rathaus, Nordpfeiler der Rathausarkaden                                         | Max Renner (Entwurf), Ausführung Heinrich Weiß            | Anna Wolf hatte im Dreißigjährigen Krieg den Bürgermeister der Stadt Christoph Driller vor Wallensteins anrückenden Truppen in ihrer Mühle versteckt und ihm so das Leben gerettet. Der Geschichts- und Heimatverein Schwabach e.V. gab die Figurengruppe in Auftrag. Sie zeigt die junge Frau und einen sich hinter ihr und einem Mühlrad verbergenden Mann aus Naturstein. Eine Inschrift weist auf das traditionelle Solidaritätsbewußtsein der Schwabacher Bevölkerung hin, die sich auch in der jüngeren Vergangenheit gezeigt habe, als Schwabacher Bürer durch den selbstlosen Einsatz ihres Lebens ihre Stadt davor berwahrten, von den heranrückenden Amerikanern zerstört zu werden. |      |
| 23. Juni 1978                       | Hrotsvit, auch bekannt als Roswitha von Gandersheim (um 935-nach 973), Dichterin                  | Bad Gandersheim, vor der ehemaligen Abtei                                                  | Siegfried Zimmermann                                      | Name: Roswitha Brunnen Das Denkmal zeigt eine Figurengruppe am Rand eines Brunnens. Die Figur Hrotsvits kniet vor dem Kaiser Otto I. und überreicht ihm ihre Werke. Das Motiv dieser Darstellung ist von einem Holzschnitt Albrecht Dürers übernommen. Das Denkmal wurde im Rahmen der 20. Domfestspiele von Bundespräsident Walter Scheel enthüllt. |      |
| 1978                                | Felicitas (2. Jahrhundert-um 166), Märtyrin                                                       | Vreden, Kirchplatz                                                                         | Gertrud Wedemeyer                                         | [ 268 ] |      |
| 16. September 1979                  | Lieschen Hoffmann (1792–1834), Handschuhmacherstochter                                            | Marburg, Stadtteil Weidenhausen                                                            | Hanna Korflür                                             | Name: Hoffmanns-Lieschen-Brunnen Die Tochter eines Handschuhmachsers und Säcklermeisters Lieschen Müller gehörte zu einer Bürgerdelegation, die 1811 nach Kassel zu König Jerôme reiste. Die Delegation wollte erwirken, dass ein Rechtsstreit über das Weidenhäuser Grabenland im Sinne der Stadt Weidenhausen entschieden wurde, was auch gelang. Lieschen Hoffmann überreichte dem König die Bittschrift persönlich, weshalb sie von da an als „Retterin des Grabenlandes“ gefeiert wurde. Seit damals feiert Weidenhausen alle fünf Jahre sein „Grabenfest“ mit Lieschen Hoffmann als Symbolfigur. Die Stadt Marburg setzte ihr 1979 mit dem von der Sparkasse gestifteten Hoffmanns-Lieschen-Brunnen ein Denkmal. Das Bronzedenkmal zeigt Mädchen, die sich an den Händen fassen und über einen über das Brunnenbecken gespannten Brückensteg tanzen. Sie sollen daran erinnern, dass Lieschen Hoffmann bei ihrer Heimkehr aus Kassel von tanzenden Kindern empfangen wurde. |      |
| 1979                                | Cosima Wagner (1837–1930), Festspielleiterin                                                      | Bayreuth, Kurpark                                                                          | Arno Breker                                               | Arno Breker schuf bereits 1939 eine Porträtbüste aus Marmor von Richard Wagner, die zunächst vor dem Rathaus in Bayreuth aufgestellt wurde. 1955 wurde sie Gesellschaft der Freunde Bayreuths angekauft und der Stadt geschenkt (1986 durch eine Bronzebüste ersetzt). 1976 schuf Breker im Auftrag der Stadt Bayreuth eine Büste von Franz Liszt von Breker aufgestellt und 1979 schließlich auch eine Bronzebüste von Cosima Wagner. Alle drei Büsten sind im Park der Bayreuther Festspiele aufgestellt. 2009 entschied der Kulturausschuss des Bayreuther Stadtrats, dass die drei von Breker geschaffenen Büsten Brekers im Festspielpark in Abstimmung mit den Bayreuther Festspielen und der Gesellschaft der Freunde von Bayreuth durch Hinweistafeln ergänzt, die Informationen zu Brekers Werk und Biographie enthalten. Darin wird darauf hingewiesen, dass Breker und sein Stil vor allem von den Machthabern in der Zeit des Nationalsozialismus geschätzt wurde. Als „gestaltete Gesinnung“ und „formgewordene Weltanschauung“ repräsentierten seine Werke die Kunstauffassung des Dritten Reichs ähnlich wie die Architektur Albert Speers. Dennoch hätte er auch nach 1945 zahlreiche Aufträge erhalten und vor allem Porträtbüsten prominenter Persönlichkeiten geschaffen. |      |
| 1980                                | Elly Ney (1882–1968), Pianistin                                                                   | Tutzing, an der Brahmspromenade                                                            | Käthe Krakow                                              | Die Pianistin Elly Ney hatte 30 Jahre in Tutzing gelebt. Zwölf Jahre nach ihrem Tod bestellte und bezahlte der Freundeskreis der Musikerin die Büste. 1980 wurde sie in einem kleinen Festakt im Beisein des damaligen Landtagspräsidenten Rudolf Hanauer und des Bürgermeisters von Tutzing französischer Partnerstadt, Bagnère de Bigorre, enthüllt. Später wurde die Büste an die Brahmspromenade versetzt. 2008 regte der neue Bürgermeister der Gemeinde, Stephan Wanner, eine kritische Auseinandersetzung mit Elly Ney und den Ehrungen an, die sie durch Tutzing erfahren hatte, da sie eine glühende Hitler-Anhängerin, Antidemokratin und überzeugte Antisemitin gewesen sei. Nach einer leidenschaftlichen Debatte beschloss der Gemeinderat am 9. Februar 2009, das Denkmal an der Brahmspromenade zu belassen, doch eine zusätzliche informierende Tafel anzubringen. Der Berichterstatter der Süddeutschen Zeitung kommentierte dies mit: „Eine distanzierte Ehrung jedenfalls gibt es nicht – entweder man steht zu jemanden oder nicht.“ |      |
| Januar 1981                         | Lale Andersen (1905–1972), Sängerin                                                               | Bremerhaven, Lehe, Lutherstraße 3                                                          |                                                           | Name: Lale-Andersen-Laterne Als Hommage an Lale Andersen und vor allem an ihr Lied Lili Marleen restaurierte die Bundesmarine in Bremerhaven in Eigenarbeit eine alte Straßenlaterne und stellte sie im Januar 1981 in der Linzer Straße auf. Auf Initiative der Eigentümerstandortgemeinschaft Lehe wurde die Laterne am 22. Oktober 2015 in die Lutherstraße 3 vor dem Geburtshaus von Andersen versetzt. Dabei wurde die Laterne, die nachts schwach leuchtet, mit einem LED-Leuchtmittel ausgestattet. Bei der Einweihung der versetzten Laterne sang die Mezzosopranistin Carolin Löffler als Lale Andersen verkleidet das Lied Lili Marleen. |      |
| 1981                                | Hildegard von Bingen (1098–1179), Universalgelehrte                                               | Bingen am Rhein, Speisemarkt                                                               | Karl-Heinz Klein                                          | Name: Geschichts-Brunnen Zum 25-Jahre-Jubiläum seiner Firma NSM schlug dessen Gründer Gert Schulze Ende der 1970er Jahre der Stadt vor, einen Brunnen auf dem Speisemarkt zu stiften. Die Stadt gab vor, dass die Geschichte der Stadt in der Brunnengestaltung zum Ausdruck kommen sollte. Ein erster Wettbewerb mit örtlichen Bildhauern führte nicht zum gewünschten Ergebnis und über persönliche Kontakte der Bildhauer Karl-Heinz Klein angesprochen. Sein 1:10-Modell und Vorstudien überzeugte die Binger Stadtverwaltung. Der Brunnen wurde schließlich 1981 von Oberbürgermeister Erich Naujack eingeweiht. Der Brunnen besteht aus einer Wasserschale, in der ein Säulenschaft steht, der von einem Relief umgeben ist. Das Relief zeigt auf einzelnen Tafeln Motive aus der Geschichte der Stadt im Wechsel mit bekannten Persönlichkeiten der Stadt, darunter Hildegard von Bingen. Eines der Reliefs zeigt, wie Hildegard vor Gläubigen und Wallfahrenden predigt. |      |
| 1982                                | Katharina von Ossendorf, genannt Schnüsse-Tring, 19. Jahrhundert, Köchin                          | Köln, Ossendorf, am Joseph-Roesberg-Platz                                                  | Heinrich Esser                                            | Der vor der Rochus-Kirche in Köln-Ossendorf aufgestellte „Schnüsse-Tring-Brunnen“ soll an Katharina von Ossendorf, eine Tochter des ehemaligen Gutsherrn „Om Wissel“, erinnern. Da die junge Frau recht schlagfertig gewesen sein soll, erhielt sie den Spitznamen „Schnüsse Tring“ (Schnüss = Mund, Tring = Kurzform von Katharina). |      |
| 1984 (1905 geschaffen)              | Auguste Viktoria von Schleswig-Holstein-Sonderburg-Augustenburg (1858–1921), Kaiserin             | Marl, Hülsstraße                                                                           | Karl Begas                                                | Der Bildhauer Karl Begas schuf zwischen 1904 und 1906 die erste Marmorfassung der Statue, die im Rosengarten der Kaiserin beim Neuen Palais in Potsdam-Sanssouci aufgestellt wurde. Parallel dazu führte er das Modell in Bronze aus, die zunächst im Schloss Urville in Lothringen aufgestellt wurde, der Sommerresidenz des Kaiserpaares. Von dort kam es in die Sammlungen des Pariser Louvre. 1984 kam die Bronzestatue in den Besitz der RAG Aktiengesellschaft, die die Statue zunächst auf der Schachtanlage AV 1/2 und später vor dem Verwaltungsgebäude auf AV 3/7 der Zeche Auguste Victoria aufstellte. Nach Schließung der Schachtanlage übergab die RAG die Statue der Stadt Marl. Am Barbaratag (4. Dezember) 2016 wurde die Statue in die Hülsstraße versetzt, wo sie nun in Richtung der geschlossenen Schachtanlage AV 1/2 blickt. Sie soll dort an die Bergbaugeschichte der Stadt erinnern. |      |
| 1984                                | Margarete von der Provence (um 1222–1295), Königin                                                | Berlin, Ludwigkirchplatz, Grünanlage vor der St. Ludwigs-Kirche                            |                                                           | Die 1897 errichtete St. Ludwigs-Kirche ist dem heiligen König Ludwig IX. von Frankreich geweiht. Als die Grünanlage in den 1980er Jahren wieder hergestellt wurde, setzte sich der Pfarrer der Gemeinde, Benno Fahlbusch, dafür ein, dass ein Denkmal aufgestellt wurde. Als Vorlage diente eine im Pfarrhaus aufbewahrte Holzgruppe, die auf ein um 1260 entstandenes Steinbildwerk im Straßburger Münster zurückgeht. Das Denkmal aus Sandstein zeigt zwei Figuren – das Ehepaar Ludwig der Heilige und Margarete von der Provence – in mittelalterlicher Herrscherrobe auf einem mehrfach gestuften Sockel. Der König ist dem Betrachter frontal zugewandt, die ihm rechts zur Seite stehende Königin wendet sich ganz dem König zu. |      |
| 1985                                | Else von Carlberg (1883–1970), Künstlername Sent M'Ahesa, Ägyptologin und Ausdruckstänzerin       | Dortmund-Hörde, Schildplatz                                                                | Bernhard Hoetger                                          | Name: Die Tänzerin (gleich mit der Statue vor der Worpsweder Kunsthalle) Der Abguss der Bronzeganzfigur in Dortmund ist eine Schenkung Hoetgers an das Museum Ostwall in Dortmund aus dem Jahr 1929 und steht auf einem Ziegelsockel mit Metallplakette. Der Entwurf stammt von 1922, als Hoetger in Worpswede lebte. Bekannt sind drei Abgüsse. Die Bronzestatue hat eine Größe von 156 × 70 × 47 cm und ist unsigniert. Der Körper der Tänzerin Sent M'Ahesa ist nur wenig modelliert und leicht nach links gerichtet. Der rechte Arm liegt eng am Körper, der linke ist abgewinkelt nach hinten geführt, wobei die Hand leicht auf der Hüfte liegt. Der Kopf ist etwas erhoben, sodass M'Ahesa in die Ferne zu schauen scheint. Hintergrund: Else von Carlberg lebte ab 1917 etwa acht Jahre bei den Hoetgers in Worpswede. |      |
| 1985                                | Lucia von Syrakus (um 283–304), Märtyrin                                                          | Straelen, Gelderner Straße                                                                 |                                                           | Name: Lucia-Pumpe Die Heilige wird seit dem Mittelalter als Patronin des Stadtviertels verehrt. Ihr zur Erinnerung wurde eine Statue auf einer der früher typischen Nachbarschaftspumpen angebracht. |      |
| 6. Dezember 1986                    | Henriette Johanne Marie Müller, genannt Zitronenjette, (1841–1916), Straßenhändlerin              | Hamburg, Ludwig-Erhard-Straße, in nächster Nähe zum Hamburger Michel                       | Hansjörg Wagner                                           | Inschrift: „Dien Leben wer suur as de Zitronen, sall sick dat Erinnern an di lohnen? Dien Schiksol wiest op all de Lüüd, for de dat Glück het gor keen Tiet“ (auf Hochdeutsch: „Dein Leben war sauer wie die Zitronen, soll sich das Erinnern an dich lohnen? Dein Schicksal erinnert an all die Leute, für die das Glück gar keine Zeit hat“) Nach ihrem Tod in der Irrenanstalt Friedrichsberg ist die Zitronenjette als „Hamburger Original“ im kollektiven Gedächtnis der Stadt geblieben. Das Denkmal wurde anlässlich des 200-jährigen Jubiläums der Universität Göttingen aufgestellt. Die Bronzefigur wurde von dem damaligen Hamburger Hafendirektor Karl-Ludwig Mönkemeier enthüllt. |      |
| 1986                                | Margarethe Pape („Mutter Flint“), (1861–1952), Fischhändlerin                                     | Stade, Westkai des alten Hansehafens                                                       | Frijo Müller-Belecke                                      | Name: Fischfrau oder „Mutter Flint mit dem Stint“ Die in Steinkirchen geborene Margarethe Pape kam 1883 mit einem unehelichen Kind nach Stade, wo sie zunächst als Schneiderin ihren Lebensunterhalt verdiente. Insgesamt heiratete sie dreimal und bekam sechs Kinder, die sie in schlechten Zeiten ins Armenhaus bringen musste. Mit ihrem dritten Mann, Ludwig Flint, eröffnete sie 1906 ein Fischgeschäft. Zusätzlich hatte sie einen Verkaufsstand auf dem Stader Fischmarkt, wo sie Stinte und Aale feilbot. Das von der Stadt-Sparkasse Stade gestiftete Bronze-Denkmal zeigt die Fischhändlerin mit einem großen Fisch in ihren Händen. Hinter ihr steht ein Korb mit Fisch, an den sich eine Katze schmiegt. |      |
| 1986                                | Christina von Schweden (1626–1689), Königin                                                       | Zeven, vor Königin-Christinen-Haus                                                         | Klaus-Jürgen Luckey                                       | Inschrift: vorne: „Königin Christine von Schweden 1626–1689“; links: „Man soll seinem Nächsten niemals zufügen, was man selbst nicht ertragen könnte. Welch glückliche Welt, wenn diese Regel üblich wäre“; Rückseite: „Nach dem dreißigjährigen Kriege wurde Zeven schwedisch. Christine von Schweden, die 1654 auf den Thron verzichtet hatte und vorwiegend in Rom lebte, hielt sich auf ihren Reisen nach Deutschland und Schweden auch im Zevener Amtshaus auf, um die Bewirtschaftung ihrer Güter zu leiten. Deshalb wurde dieses um 1650 erbaute Haus im Volksmund das Christinenhaus genannt. Renov. 1986“; rechts: „In unserer Zeit ist weder Krieg noch Friede – die ganze Welt steht gerüstet – man bedroht, man fürchtet einander“ Bronzestatue |      |
| 1986                                | „Stutentrine“ (1865–1908), Straßenhändlerin                                                       | Rendsburg, vor der Sparkasse, Röhlingsplatz 1                                              | Frauke Wehberg                                            | Name: Stutentrine und Markgraf Im 19. Jahrhundert verkaufte die unter den Namen „Stutentrine“ bekannte Marktfrau süßes Gebäck (Stuten). Sie wird bis heute als ein Rendsburger Original und als Repräsentantin eines Teils der Stadtgeschichte angehen. Dazu trugen Kolumnen in der Schleswig-Holsteinischen Landeszeitung in den 1960er und 1970er Jahren bei, die sie sowie den als „Markgraf“ bekannten Oberpolizeidiener wieder in Erinnerung rief. Das führte dazu, dass 1986 am Röhlingplatz Bronzeplastiken, die Stutentrine und Markgraf darstellen, aufgestellt wurden. Die Marktfrau wird freundlich schauend, mit Handarbeiten in den Händen, auf einem Hocker gezeigt. Sie trägt ein Kopftuch und einen langen Umhang, vor ihr steht ein Korb mit Stuten. |      |
| 12. Oktober 1987                    | Metta Cordes (1815–1905), Gemüsehändlerin                                                         | Bremen, Knochenhauerstraße                                                                 | Christa Baumgärtel                                        | Der Urenkel von Metta Cordes, ein Bauunternehmer, gab das Bronzedenkmal in Auftrag. |      |
| Dezember 1987                       | Rosa Luxemburg (1871–1919), Aktivistin                                                            | Berlin, unter der Lichtensteinbrücke                                                       | Ralf Schüler, Ursulina Schüler-Witte                      | Inschrift auf zugehöriger Gedenktafel: „Im Kampf gegen Unterdrückung, Militarismus und Krieg starb die überzeugte Sozialistin Rosa Luxemburg / als Opfer eines heimtückischen politischen Mordes. / Die Mißachtung des Lebens und die Brutalität gegen den Menschen / lassen die Fähigkeit der Menschen zur Unmenschlichkeit erkennen. / Sie kann und darf kein Mittel irgendeiner Konfliktlösung sein und bleiben. / Berlin 1987“ Das Architekten-Ehepaar Ralf Schüler und Ursulina Schüler-Witte wurde Ende der 1970er Jahre beauftragt, eine Fußgängerbrücke über den Landwehrkanal zu bauen. Die Brücke war der Ersatz für die im Krieg zerstörte Lichtenstein-Brücke, von der Freicorpssoldaten die tödlich verwundete oder schon tote Rosa Luxemburg ins Wasser gestoßen hatten. Im Rahmen der Recherche zu dem Ort las das Paar Biographien über die Politikerin und verschafften sich Zugang zu den originalen Gerichtsakten über ihren Tod. Es beschloss, das Denkmal zu stiften. Nach langwieriger Debatte genehmigte das Berliner Stadtparlament das Denkmal. Die Schülers entwarfen das Denkmal und ließen die gusseisernen Elemente mit Formen, die in West-Berlin gefertigt wurden, in der DDR, im VEB Lauchhammer, gießen. Nachdem ihr Engagement bekannt wurde, erhielten die Schülers Morddrohungen und anonyme Briefe. Deswegen versuchten sie, Publizität so weit wie möglich zu vermeiden und verzichteten bei der Gestaltung auf jedes Pathos. Außerdem fand die Einweihung nur im kleinen Kreis statt. Das Luxemburg-Denkmal, das dort steht, wo ihre Leiche ungefähr in den Kanal geworfen worden sein soll, besteht aus einem Namens-Schriftzug am Ufer, dessen Buchstaben sich wie eine Rutsche bis ins Wasser hinein verlängern. |      |
| 1987 (1764–66 geschaffen)           | Maria Theresia (1717–1780), Kaiserin                                                              | Bad Saulgau, Kreuzgasse 2                                                                  | Franz Xaver Messerschmidt                                 | Die Kaiserin beauftragte Franz Xaver Messerschmidt, eine überlebensgroße Statue von ihr im ungarischen Krönungsornat zu schaffen. Die ursprüngliche Intention war wohl, die Statue der Reihe von 13 Figuren ihrer Ahnen hinzuzufügen, die Peter und Paul Strudel geschaffen hatten. Das Gussmodell schuf der Künstler 1764. 1765 wurde die Figur in Zinn gegossen (Höhe 202 cm). Nach dem Tod ihres Ehemannes Franz I. beauftragte Maria Theresia eine Statue von ihm als Pendant. Beide Statuen lieferte Messerschmidt nach einer aufwändigen, von ihm selbst durchgeführten Kaltbearbeitung 1766 ab. Die Kaiserin ließ sie in der Gemäldegalerie der Stallburg aufstellen. Von der Maria Theresia-Figur wurde 1980 von Dombildhauer W. Leitner für die Ausstellung „Maria Theresia und ihre Zeit“ ein Abguss in dunklem Kunststoff vorgenommen. 1986 strebte die Stadt Saulgau an, den Platz an der Kreuzgasse 2 neu zu gestalten. Die Verwaltung schlug vor, dort den Neuguss der Statue der Kaiserin Maria Theresia aufzustellen. Sie war durch glückliche Umstände kostengünstig zu einem Bronze-Abguss der Statue von Messerschmidt gekommen. Der Gegenvorschlag war eine Statue des Demokraten Georg Conrad Caspar Neidlein, der von 1848 bis 1874 Bürgermeister in Saulgau gewesen war. Trotz Widerspruch, unter anderem vom Stadtarchivar, entschied sich der Gemeinderat für die Statue der Kaiserin, die 1987 zur Erinnerung an die vorderösterreichische Zeit Saulgaus von 1299 bis 1806 und dem aus Saulgau stammenden Leibarzt Anton Störck Maria Theresias in der Kreuzgasse 2 aufgestellt wurde. |      |
| 9. Mai 1988 (Relief von 1647)       | Luise Henriette von Oranien (1627–1667), Kurfürstin                                               | Berlin, Schloss Glienicke, Park                                                            | François Dusart                                           | Inschrift: „Am 300. Todestag ihres Gemahls gestiftet von den Vorständen der Vereine »Nederland en Oranje« und »Hollandia« in Berlin nach dem Original im Rijksmuseum Huis Doorn, NL.“ Die Reliefs des Barock-Bildhauers François Dusart gehörten zu den Habseligkeiten, die das ehemalige deutsche Kaiserpaar 1918 in das holländische Exil nach Huis Doorn bei Utrecht mitnahmen. Das Relief am Schloss Glienicke ist eine Abformung dieses Reliefs. |      |
| 20. Juni 1988                       | Lilo Herrmann (1909–1938), Widerstandskämpferin                                                   | Stuttgart, Stadtgarten                                                                     |                                                           | Die Vereinigung der Verfolgten des Naziregimes (VVN) bemühte sich viele Jahre um eine Gedenktafel für Lilo Herrmann an der Universität Stuttgart, wo sie studiert hatte. Der Stadtjugendring und Teile des Stuttgarter Gemeinderats schlossen sich der Forderung an. Die Universität sträubte sich. Sie wies Vorwürfe zurück, sie wäre gegen eine Ehrung Herrmanns, weil diese Kommunistin gewesen sei und in der DDR viel geehrt würde. Stattdessen spielte sie Herrmanns Studienzeit in Stuttgart herunter. Der Historiker Eberhard Jäckel sprach sich in einem Gutachten für die Universität gegen die Ehrung aus mit der Begründung, „daß Lilo Herrmann im Sinne einer Bewegung wirkte, die die Freiheit von Forschung und Lehre wie die Freiheit und die Menschenrechte allgemein zu unterdrücken beabsichtigte.“ Am 50. Todestag enthüllten VVN und Stadtjugendring schließlich einen Gedenkstein im Stadtgarten, der Teil des Campus der Universität ist, sich aber im Besitz des Landes befindet. Der Stein trägt die Widmung „Der ersten von den Nazis am 20. Juni 1938 hingerichteten Widerstandskämpferin.“ |      |
| 1988 (Reliefs von 1647)             | Luise Henriette von Oranien (1627–1667), Kurfürstin                                               | Berlin-Halensee, Henriettenplatz, Nordseite                                                | François Dusart                                           | Die Reliefs des Barock-Bildhauers François Dusart gehörten zu den Habseligkeiten, die das ehemalige deutsche Kaiserpaar 1918 in das holländische Exil nach Huis Doorn bei Utrecht mitnahmen. Zur 750-Jahr-Feier Berlins wurde der gesamte Henriettenplatz im Rahmen eines städtebaulichen Wettbewerbs neu gestaltet. Dabei spendeten niederländische Unternehmen eine Gedenkstele in Form eines obeliskenartigen Pfeilers über dreieckigem Grundriss inklusive Abformungen der barocken Marmorreliefs. |      |
| 1988                                | Anne Frank (1929–1945), Opfer des Holocaust                                                       | Duisburg, Kuhlenwall                                                                       | Heinz Mack                                                | Maße: 257 × 115 × 80 cm Ein Besuch im Anne-Frank-Haus in Amsterdam löste bei dem Bildhauer Heinz Mack die Frage aus, ob es für das Holocaust-Opfer in Deutschland bereits ein Mahnmal gibt. Das war nicht der Fall. Er konnte den damaligen Ministerpräsidenten des Landes Nordrhein-Westfalen Johannes Rau dazu bewegen, die Finanzierung für den Kauf des Steins in Höhe von 100.000 € zu besorgen, den Entwurf und die Bearbeitung machte Mack kostenlos. Daraufhin schuf er zwischen 1980 und 1986 ein Mahnmal aus Nero Assoluto, nach Macks Aussage „der schwärzeste Granit, den man überhaupt auf der Welt bekommt“, der zudem den Vorteil hat, dass er sich gut polieren und schleifen lässt. Das Mahnmal wurde 1988 an der Restmauer der zerstörten Synagoge in Duisburg in der Grünanlage am Rabbiner-Neumarkt-Weg errichtet, in der direkten Nachbarschaft des damaligen Anne-Frank-Lyceums. Bei der Einweihung des Mahnmals Duisburg im Rahmen der 12. Duisburger akzente zum Thema „Der Gefährdung zum trotz“ war die Direktorin des Amsterdamer Anne-Frank-Haus anwesend sowie weitere wichtige Persönlichkeiten wie der niederländische Botschafter. Das Mahnmal aus schwarzem Granit hat durch seine Politur eine beinahe gläserne und doch undurchdringliche Tiefe erhalten. Diese soll, wie Heinz Mack bei der Enthüllung des Werks 1988 erklärte, den Betrachter mit seinem eigenen Spiegelbild konfrontieren. Mack polierte den Stein bewusst nicht an allen Stellen. Diese Spuren bildhauerischer Tätigkeit symbolisieren Verletzungen. Man soll mit seinem eigenen, gebrochen wirkenden Spiegelbild konfrontiert. Das Mahnmal steht inmitten eines Schotterfeldes, das nicht betreten werden soll und Distanz schaffen soll, auf dem der Name Anne Frank geschrieben steht. 2008 wurde das Mahnmal durch beschädigt. Zuerst wurde von einem Säureanschlag ausgegangen. Doch die Aufklärung ergab, dass ein Mitarbeiter der Wirtschaftsbetriebe das Mahnmal säubern wollen und dabei zum falschen Reinigungsmittel gegriffen hatte. Dadurch wurde die empfindliche Oberfläche angegriffen. Die Tatsache, dass die Beschädigung in zeitlicher Nähe zum Gedenktag an die Reichspogromnacht stattfand, hatte den Verdacht genährt, dass die Tat von Neonazis begangen worden war. Das Mahnmal wurde an den Kuhlenwall versetzt, nachdem es nochmal neu poliert worden war. |      |
| 12. Mai 1989                        | Katharina Henot (1570/80–1627), Patrizierin, Postmeisterin, Opfer der Hexenverfolgungen           | Köln, Kölner Ratsturm, Westseite, 3. Reihe von unten, Nr. 54                               | Marianne Lüdicke                                          | Siehe Figurenensemble Kölner Ratsturmfiguren Die Kölner Stadtkonservatorin Hiltrud Kier stiftete diese Figur. Die Figur zeigt auf die Flammen zu ihren Füßen und visualisiert damit den Tod der als vermeintliche Hexe verbrannten Katharina Henot. |      |
| 16. Juni 1989                       | Else Lasker-Schüler (1869–1945), Dichterin                                                        | Wuppertal, Herzogstraße 29                                                                 | Stephan Huber                                             | Die Stadt Wuppertal beauftragte das Denkmal für Else Lasker-Schüler. Ursprünglich hatte sich die Bauverwaltung der Stadt für einen Entwurf des Künstlers Bert Gerresheim entschieden, doch Heinz Theo Jüchter, dem damaligen Kulturdezernent, war der Entwurf „zu anekdotisch, zu erzählend“. Er setzte eine zweite Ausschreibung durch, die Stephan Huber gewann. Das Kulturdezernat konnte auch den heutigen Standort in der Nähe des Geburtshauses von Lasker-Schüler erreichen. Das Denkmal besteht aus zwei Granit-Stellen, die jeweils ein Porträt Else Lasker-Schülers aus dem Jahr 1920 zeigen. Jedes Porträt ist aus 2.800 Mosaiksteinchen in 19 Grauabstufungen zusammengesetzt, eines wie im Original, das andere spiegelverkehrt. Das Denkmal mit den beiden sich gegenseitig anblickenden Porträts interpretiert das Wort „Meinwärts“ aus Lasker-Schülers Gedicht „Weltflucht“. |      |
| 11. September 1989                  | Agrippina die Jüngere (15/16–58), Angehörige der julisch-claudischen Dynastie, Frau eines Kaisers | Köln, Kölner Ratsturm, Nordseite, unterste Reihe, Nr. 3                                    | Heribert Calleen                                          | Siehe Figurenensemble Kölner Ratsturmfiguren Die Agrippina-Versicherung AG, Köln, stiftete diese Figur. Der Bildhauer Heribert Calleen nahm die Gesichtszüge eines antiken Bildnisses Agrippinas zum Vorbild, das sich in Kopenhagen befindet. Die Figur ist hinter einer Säule dargestellt, auf der der Adler als Sinnbild des Jupiters auf dem Schriftzug SPQR (Senatus Populusque Romanus, deutsch „Senat und Volk Roms“). Sie schiebt einen Knaben, ihren Sohn Nero, vor, der teilweise von ihrem Gewand verborgen ist. An der Säulenplinthe steht die Inschrift CCAA, was auf Kölns antiken Namen Colonia Claudia Ara Agrippinensium verweist. |      |
| 24. Oktober 1989                    | Maria Clementine Martin (1775–1843), Klosterfrau, Erfinderin                                      | Köln, Kölner Ratsturm, Nordseite, 3. Reihe von unten, Nr. 62                               | Elisabeth Perger                                          | Siehe Figurenensemble Kölner Ratsturmfiguren Die Vertriebsgesellschaft mbH Maria Clementine Martin Klosterfrau, Köln, stiftete diese Figur. Die Bildhauerin Elisabeth Perger verwendete mehrere Symbole, um das Wissen der Klosterfrau über die Heilkunde darzustellen: die Kittelschürze, die Kräuter, die die Figur in der rechten Hand hält, und der Apothekermörse in der linken Hand. |      |
| 1. November 1989                    | Hannah Höch (1889–1972), Malerin                                                                  | Berlin-Tegel, Großer Malchsee, Seglerkopf                                                  | Siegfried Kühl                                            | Name: Der archaische Erzengel von Heiligensee Siegfried Kühl, der die Malerin persönlich gekannt hatte, schuf als Hommage an Hannah Höch ein Collage-Kunstwerk aus Fundstücken aus dem See. Er arbeitete mehr als sechs Jahre an dem Kunstwerk. Bootsplanken und Holzbohlen verwendete er als Flügel und Körper und ein Stellrad von der S-Bahn als Kopf. Das Kunstwerk schenkte Kühl 1988 dem Bezirksamt Reinickendorf und schlug vor, es in Bronze gießen zu lassen und zum 100. Geburtstag der Künstlerin aufzustellen. Das Bezirksamt folgte dem Vorschlag und übernahm die Kosten. |      |
| 1989                                | Helena Curtens (1722–1738), als Hexe Hingerichtete                                                | Düsseldorf, Helena-Curtens-und-Agnes-Olmans-Platz                                          | Gabriele Tefke                                            | Name: Gerresheimer Hexenstein Die Kreuzung, an der der Hexenstein seit 1989 steht, wurde 2012 in Helena-Curtens-und-Agnes-Olmans-Platz umbenannt. |      |
| 1989 (1979 geschaffen)              | Katharina Heinroth (1897–1989), Zoodirektorin                                                     | Berlin, Zoologischer Garten, Dreisternpromenade, am kleinen Hirschhaus                     | Heinz Spilker                                             | Im Berliner Zoo wird an der Dreisternpromenade den Direktoren des Zoos mit Bronzebüsten gedacht. Die Büste von Katharina Heinroth wurde bereits 1979 von Heinz Spilke geschaffen, der sich an den Porträts der Zoodirektoren Heinrich Bodinus und Ludwig Heck von 1954 orientierte. Sie wurde 1989 nach Heinroths Tod aufgestellt. |      |
| 1989                                | Agnes Olmans (1690–1738), als Hexe Hingerichtete                                                  | Düsseldorf, Helena-Curtens-und-Agnes-Olmans-Platz                                          | Gabriele Tefke                                            | Name: Gerresheimer Hexenstein Die Kreuzung, an der der Hexenstein seit 1989 steht, wurde 2012 in Helena-Curtens-und-Agnes-Olmans-Platz umbenannt. |      |
| 1989                                | Sophie von Brabant (1224–1275), Herzogin                                                          | Marburg, Marktplatz                                                                        | Ivan Theimer                                              | Die Sparkasse der Stadt Marburg stiftete das Denkmal anlässlich ihres 150-Jahre-Jubiläums. Es zeigt die Herzogin gemeinsam mit „Heinrich dem Kind“, dem sie in einem 16-jährigen, teils kriegerischen Rechtsstreit sein Erbe sicherte, womit sie die territoriale Selbständigkeit Hessens begründete. |      |
| 1980er                              | Hildegard von Bingen (1098–1179), Universalgelehrte                                               | Berlin, Marienfelde, im Foyer der Katholischen Schule Sankt Hildegard                      |                                                           | Ein Kunst- und Werklehrer der Schule soll die Figur in den 1980er Jahren angefertigt haben. Das aufgeschlagene Buch der Figur ist mit „Wisse die Wege“ beschriftet, was die Kurzform „Scivias“ des Namens des Hauptwerkes „Scivias Domini“ („Wisse die Wege des Herrn“) Hildegards von Bingen ist. |      |
| 16. Januar 1990                     | Theophanu (um 960–991), Kaiserin                                                                  | Köln, Kölner Ratsturm, Westseite, unterste Reihe, Nr. 10                                   | Elisabeth Baumeister-Bühler                               | Siehe Figurenensemble Kölner Ratsturmfiguren Der Greven Verlag Köln GmbH stiftete diese Figur. Sie ist aus Muschelkalk gearbeitet, um mit Figuren in unmittelbarer Nähe übereinzustimmen, die noch aus dem Jahr 1925 stammen. Die Figur ist wegen der Aufstellung nahe beim Filialenwerk der Portale betont schlank. Die Bildhauerin Elisabeth Baumeister-Bühler hat die Figur hieratisch streng gestaltet, um an Theophanus Herkunft aus dem oströmisch-byzantinischen Kunstkreis zu erinnern. Für die Draperie studierte sie die zeitgenössische Buchmalerei. Das Emblem des Löwen oberhalb des Stiers auf dem Medaillon entnahm sie der Hochzeitsurkunde der Dargestellten. |      |
| 22. Oktober 1990                    | Anna Maria de Heers (um 1610–1666), Ursuline                                                      | Köln, Kölner Ratsturm, Westseite, 3. Reihe von unten, Nr. 56                               | Paul Nagel                                                | Siehe Figurenensemble Kölner Ratsturmfiguren Die Schulpflegschaften des Gymnasiums und der Realschule der Ursulinenschule, Köln, stifteten diese Figur. Der Bildhauer Paul Nagel zeigt die Figur in der Tracht der Ursulinen. Die kleine Assistenzfigur an ihrer Seite trägt ein aufgeschlagenes Buch unter dem Arm und ist barfuß, was das Engagement der Ordensfrau für die Ausbildung von Mädchen sowie ihr karitatives Engagement allgemein darstellt. |      |

#### DDR
| Aufgestellt                                 | Dargestellte Person                                                         | Standort                                                                                               | Künstler                                    | Anmerkungen | Bild |
| ------------------------------------------- | --------------------------------------------------------------------------- | --- | ------------------------------------------- | --- | ---- |
| 8. März 1953 aufgehängt (1927 erstellt)     | Käthe Kollwitz (1867–1945), Grafikerin, Malerin und Bildhauerin             | Güstrow, Dom, Südschiff                                                                                | Ernst Barlach                               | Name: Der Schwebende, auch Schwebender Engel oder Güstrower Ehrenmal Da das Werkmodel 1943 oder 1944 bei einem Bombenangriff in Berlin zerstört wurde, diente der Zweitguss noch vor seinem Transport nach Köln als Vorlage für eine neue Gussform. Diese ermöglichte 1952, wiederum bei Noack, einen Bronze-Drittguss des Barlachschen Engels, der am 4. Juni 1952 nach Güstrow kam und nach zahlreichen Probehängungen am 8. März 1953 im westlichen Joch des Südschiffes im Güstrower Dom aufgehängt wurde. |      |
| 1956                                        | Käte Duncker (1871–1953), Lehrerin, Politikerin                             | Friedrichroda, Kurpark                                                                                 |                                             | Kurz nach ihrem Tod wurde 1956 im Kurpark von Friedrichroda ein Denkmal für Käte Duncker aufgestellt, das sie als Lehrerin mit Kindern zeigt. Duncker hatte in ihrer Jugend und wiederum von 1935 bis 1938 in Friedrichroda gelebt, bevor sie in die USA emigrierte. Im Zuge der Umgestaltung des Kurparks wurde das Denkmal 2009 entfernt und in einer Steinmetzerei gelagert. Zum 150. Geburtstag sollte es 2021 nach erfolgter Restaurierung wieder im Kurpark aufgestellt werden, wozu es wegen der Corona-Pandemie nicht kam. Stattdessen wurde das Denkmal am 4. September 2022 im Beisein ihrer Enkeltochter eingeweiht. |      |
| 1956                                        | Marianne Grunthal (1896–1845), Lehrerin                                     | Schwerin, Paulsstadt, südlich des Bahnhofsgebäudes                                                     |                                             | Gedenkstein mit Inschrift „Sie wollte den Frieden. Marianne Grunthal. Lehrerin. * Zehdenick 31. Januar 1896. † Schwerin 2. Mai 1945“ |      |
| 1957                                        | Clara Zetkin (1857–1933), Politikerin                                       | Dresden, Löbtau, Clara-Zetkin-Str./Bonhoefferplatz                                                     | Johannes Friedrich Rogge                    | Das Denkmal aus Büste, Sandsteinstele und Unterbau wird als charakteristisches DDR-Bildwerk der Frühphase des „Sozialistischen Realismus“ angesehen. |      |
| 30. April 1959                              | Rosa Luxemburg (1871–1919), Aktivistin                                      | Weimar, Schöndorf, Rosa-Luxemburg-Platz                                                                | Siegfried Tschierschky, Franz Dospiel       | Errichtet von der Stadt Weimar Das Projekt „Nachschlag 1999“ der Weimarer Bauhaus-Universität beschäftigte sich Ende der 90er Jahre mit dem Denkmal und seinem Umfeld. Neben dem Obelisken liegt ein großer Findling als Negativ-Abdruck eines Teils des Denkmals. Komplementär zu Stele und deren Inschrift trägt der Findling die verblassende Schrift: „Ich träume davon, daß wir in freien Augenblicken Kunst studieren“. |      |
| 1950er Jahre                                | Elsa Fenske geb. Classen (1899–1946), Politikerin                           | Dresden, im Garten des Alten- und Pflegeheim Elsa Fenske, Freiberger Straße 18                         | Eva Schwager (1899–2015)                    | Die von Eva Schwager geschaffene Sandsteinbüste befindet sich im Park des 1952 nach Elsa Fenske benannten Alten- und Pflegeheims. |      |
| 1960                                        | Anne Frank (1929–1945), Opfer des Holocaust                                 | Berlin, Dusekestraße 14–22                                                                             | Gerhard Geyer                               | Anne Frank ist als Standbild dargestellt. Die lebensgroße Bronzefigur hält den Kopf gesenkt, sie blickt zu Boden. In der rechten Hand hält sie einen Stift, in der linken Hand ein Heft. Beides verweist auf das von Anne Frank geführte Tagebuch. |      |
| 1961 aufgestellt, 1956–58 erstellt          | Käthe Kollwitz (1867–1945), Grafikerin, Malerin und Bildhauerin             | Berlin, Kollwitzplatz                                                                                  | Gustav Seitz                                | Name: Käthe-Kollwitz-Denkmal Der Berliner Magistrat erteilte 1956 den Auftrag an Gustav Seitz, der bis 1958 ein Gipsmodell fertig stellte und übergab. Bronzeguss und Aufstellung erfolgten in Abwesenheit des Bildhauers, der im Herbst 1958 nach Hamburg übergesiedelt war. Die Bronzefigur trägt ein langes Kleid mit langen Ärmeln. Ihr Rücken ist gekrümmt und ihr Kopf nach vorne gestreckt. Ihr Blick ist starr geradeaus, die Mine ernst und konzentriert. Die linke Hand hält eine große Zeichenmappe zusammen. Zeigefinger und Daumen der rechten Hand umschließen einen Kohlestift oder ein Stück Kreide. |      |
| 3. Juli 1967                                | Clara Zetkin (1857–1933), Politikerin                                       | Leipzig, Johannapark                                                                                   | Walter Arnold                               | Anlässlich des 110. Geburtstages von Clara Zetkin wurde das Denkmal im Clara-Zetkin-Park an der Stelle errichtet, an der ein 1946 zerstörtes Bismarck-Denkmal stand. Der Standort gehörte damals zum Clara-Zetkin-Park. Der Bildhauer hatte die Politikerin mit „verhaltenem Pathos als mütterlich-warmherzige Persönlichkeit“ dargestellt. Der Platz um das Denkmal bestand aus einer Betonplatte mit 50 m Durchmesser, die zu DDR-Zeiten für „repräsentative politische Meetings“ genutzt wurde. 2001 wurde die Fläche entsiegelt und durch eine Grünfläche ersetzt. 2010 wurde der Clara-Zetkin-Park in Johannapark rückbenannt. |      |
| 1969                                        | Käthe Kollwitz (1867–1945), Grafikerin, Malerin und Bildhauerin             | Nordhausen, Wilhelm-Nebelung-Straße 44, vor der Käthe-Kollwitz-Schule                                  | Anke Besser-Güth                            | 1967 wurde in Nordhausen eine neue Schule gebaut, die nach Käthe Kollwitz benannte werden sollte, die 1943/44 in Nordhausen lebte. Als „Kunst am Bau“ schuf Anke Besser-Güth eine Bronzestatue, die sie auf Basis einer grafischen Selbstdarstellung von Kollwitz gestaltete. Die Figur zeigt ein ernstes Gesicht mit halbgeschlossenen Augen und schaut leicht nach oben in die Ferne gerichtet. Die lange fließende Kleidung ist im oberen Teil nur angedeutet. Die Plastik wurde ursprünglich vor einer halbrunden Mauer des Eingangsbereiches zum Schulgelände aufgestellt. 1971 wurde die Plastik abgebaut und bei der 7. Kunstausstellung der DDR 1972 in Dresden ausgestellt. Ein Jahr später kehrte sie zurück. Auf Besser-Güths Vorschlag hin war die halbrunde Mauer mit dem von Käthe Kollwitz geliebten Goethespruch „Saatfrüchte sollen nicht vermahlen werden“ in Metallbuchstaben verziert worden. Die Bronzestatue wurde jedoch nicht vor der Mauer platziert, sondern freistehend auf einer Grasfläche in der Nähe. |      |
| 1970/80?                                    | Elisabeth von Thüringen, genannt Heilige Elisabeth, (1207–1231), Prinzessin | Eisenach, Wartburg, auf Elisabethplan                                                                  | Hans Dammann                                | Der Wartburgarchitekt Hugo von Ritgen gestaltete 1851, in den Anfangsjahren der Wartburgrestaurierung den mittelalterlichen Elisabethbrunnen zu einer kleinen Gedenkstätte für die Heilige Elisabeth um. Bis zum Bau der Wartburg-Wasserleitung war der Elisabethbrunnen die wichtigste Trinkwasserquelle der Burg. 1970 / 80 stiftete ein Kölner Bürger die Bronzestatue, die die Heilige Elisabeth darstellen sollte, die am Elisabethbrunnen aufgestellt wurde. Die Statue ist die Bronzefassung einer Marmorstatue, die von Hans Dammann für ein Grab auf dem Friedhof Berlin-Grunewald gestaltet wurde und an die Heilige Elisabeth und die Legende vom Rosenwunder erinnerte. [bessere Quelle / Beleg finden] https://vanderkrogt.net/statues/object.php?webpage=ST&record=deth096 |      |
| 5. März 1971                                | Rosa Luxemburg (1871–1919), Aktivistin                                      | Leipzig, Hochschule für Telekommunikation Leipzig                                                      | Hans Eickworth                              | Am 13. Oktober 1954 erhielt die seit 1952 bestehende Fachschule für das Post- und Fernmeldewesen den Namen „Rosa Luxemburg“. 1958 wurde die Schule zu einer Ingenieurschule aufgewertet (heute Hochschule für Telekommunikation Leipzig). |      |
| 5. Oktober 1971                             | Clara Zetkin (1857–1933), Politikerin                                       | Neubrandenburg, Südstadt, Clara-Zetkin-Straße                                                          | Eberhard Bachmann                           | Ab 1957 wurde in Neubrandenburg der neue Stadtteil Südstadt gebaut. Ab 1958 konnten in der neuen Clara-Zetkin-Straße die ersten Wohnungen bezogen werden. 1968 entstand der Plan, die Clara-Zetkin-Straße einheitlich mit Rosen zu bepflanzen und dort ein Denkmal für Zetkin aufzustellen. 1971 wurde das Denkmal in unmittelbarer Nachbarschaft zum ersten Hochhaus des Stadtteils enthüllt. Das Denkmal wird bei den Veranstaltungen zum Internationalen Frauentag regelmäßig einbezogen, unter anderem durch Kranzniederlegungen. |      |
| 1971                                        | Käthe Kollwitz (1867–1945), Grafikerin, Malerin und Bildhauerin             | Berlin, Dunckerstraße 65, vor dem Käthe-Kollwitz-Gymnasium                                             | Rolf Winkler                                | Vor der seit 1951 bestehenden Erweiterten Oberschule Käthe Kollwitz wurde 1971 die von Rolf Winkler geschaffene Bronzefigur der Künstlerin aufgestellt. Kollwitz ist sitzend dargestellt, in ihrem rechten Arm hält sie ein Mädchen. Ihre rechte Hand umfasst ein Zeichenblatt oder Skizzenbuch, das auf ihren Knien liegt. 1991/92 zog die Schule in die Dunckerstraße 65 um. 1993 zog auch die Plastik um und wurde im ersten Schulhof aufgestellt. Am 21. Juni 1993 wurde sie dort eingeweiht. |      |
| Juni 1974                                   | Rosa Luxemburg (1871–1919), Aktivistin                                      | Erfurt, Andreasvorstadt, Rosa-Luxemburg-Platz / Talknoten                                              | Anke Besser-Güth                            | Anke Besser-Güth erstellte die Statue bereits 1971 und stellte Rosa Luxemburg reflektierend mit einem Buch in der Hand dar, das die Freiheit des Denkens und Andersdenkens symbolisieren sollte. Ursprünglich sollte die Statue in der Bezirksparteischule der SED aufgestellt werden, doch die Parteiführung stieß sich an der Darstellung und Interpretation Besser-Güths. So kam das Denkmal stattdessen an seinen heutigen, recht versteckten Standort. |      |
| 4. Juli 1975                                | Clara Zetkin (1857–1933), Politikerin                                       | Wiederau (Ortsteil von Königshain-Wiederau), am Museum „In der alten Dorfschule“ (Geburtshaus Zetkins) | Harald Stephan                              | Die 1975 aufgestellte Bronzestatue wurde während der Renovierung des Hauses entfernt. Seit 2021 steht sie wieder an ihrem Platz. |      |
| 1975                                        | Gerda Boenke (1913–1944), Arbeiterin                                        | Berlin, Koppenstraße, Ecke Singerstraße                                                                | Werner Richter                              | Inschrift: Namen mit Lebensdaten der Geehrten mit der Aussage „Sie wurden ermordet“ auf der einen Seite, auf der anderen Seite steht: „Zum Gedenken an die heldenhaften Widerstandskämpfer / gegen faschistische Barbarei“. Diese Inschrift wurde ursprünglich fortgesetzt mit „Ihr Vermächtnis hat sich erfüllt / in der sozialistischen DDR“, doch wurde dieser Teil der Inschrift wohl um 1933 entfernt. In den 1970er Jahren wurden die Häuser im Gebiet um die Koppenstraße abgerissen und durch eine Neubausiedlung in Plattenbauweise ersetzt. Vorher hatte es schon eine ältere Gedenktafel an dezentralem Ort für die sieben Menschen gegeben, die im Widerstand gegen den Nationalsozialismus ermordet wurden. Neben Gerda Boenke waren dies Herbert Häberlein, Alfred Jung, Ernst Perzel, Albert Reuschler, Gustav Staats und Emmerich Schaper. Diese wurde nun durch eine zentraler platzierte Gedenkstele, die von Werner Richter entworfen wurde, ersetzt.                                                             |      |
| 4. November 1977                            | Soja Anatoljewna Kosmodemjanskaja (1923–1941), Partisanin                   | Dresden, Südvorstadt                                                                                   |                                             | Der Gedenkstein, ein Sandsteinblock, wurde anlässlich der Namensverleihung an die damalige 46. Polytechnische Oberschule gesetzt. |      |
| 1977                                        | Rosa Luxemburg (1871–1919), Aktivistin                                      | Berlin, Weinstraße 1–2, vor Rosa-Luxemburg-Gymnasium                                                   | Günter Junge                                | Inschrift: „Hier / stand das / Frauengefängnis / in dem / Rosa Luxemburg / wegen ihrer / revolutionären / Gesinnung / inhaftiert / war“ Nachdem die Pläne der DDR für ein repräsentatives Standbild für Rosa Luxemburg gescheitert waren, errichtete man stattdessen 1977 eine schlichte Gedenkstele, die daran erinnern sollte, dass die Politikerin in dem gegenüberliegenden Frauengefängnis von Februar 1915 bis Februar 1916 inhaftiert war. Das Denkmal besteht aus sieben Vierkant-Eisenstäben in der Form eines stilisierten Gittertores. Darauf ist eine runde Kupferscheibe mit der Inschrift befestigt. |      |
| 1978                                        | Olga Körner (1887–1969), Politikerin                                        | Dresden, vor dem Feierabendheim in Dresden-Strehlen                                                    |                                             | Sandsteinstele mit Bronzebüste |      |
| 5. Oktober 1979                             | Rosa Luxemburg (1871–1919), Aktivistin                                      | Zwickau, Platz der deutschen Einheit                                                                   | Jo Harbort                                  | Inschrift: „Freiheit ist immer Freiheit des anders Denkenden“ |      |
| 1979, 2005 restauriert                      | Käthe Kollwitz (1867–1945), Grafikerin, Malerin und Bildhauerin             | Weimar, Zeppelinplatz                                                                                  | Anke Besser-Güth                            | Das Denkmal wurde ursprünglich auf dem Zeppelinplatz, unmittelbar an der Röhrstraße aufgestellt. Bei der Neugestaltung des Zeppelinplatzes 2005 durch das Planungsbüro Dane wurde es von Benito Sellin restauriert und an anderer Stelle in den Platz integriert. |      |
| 22. November 1984                           | Henriette Schulze (1835–1900) (Wasserjette), Wasserfahrerin                 | Zerbst/Anhalt, Alte Brücke                                                                             | Joachim Sendler (1984), Sergej Musat (2021) | Henriette Schulze verdiente ihren Lebensunterhalt durch Wasserfahren. Sie schöpfte frisches Trinkwasser aus der Nuthe und transportierte das Wasser in einem Fass auf einem Handwagen nach Zerbst, wo sie es an die Einwohner verkaufte. Sie galt als Original. 1984 wurde in Zerbst eine Brunnenanlage in der Nähe der Stelle errichtet, wo sie immer Wasser geschöpft hatte. Eine 85 cm hohe Sandsteinfigur, die die Wasserjette darstellte, zierte den Brunnen. Anfang Mai 2020 schlugen unbekannte Täter der Figur den Kopf ab, der seitdem verschwunden ist. Der Rotary Club sammelte mehr als 10.000 Euro Spenden und Sponsorengelder ein und beauftragte den russischen Künstler Sergej Musat anhand von Fotos eine Kopie der Sandsteinfigur als Bronzeskulptur zu erstellen. 2021 wurde die instandgesetzte Brunnenanlage mit der Bronzefigur enthüllt. |      |
| 1984 (1975 entworfen, 1976–1981 ausgeführt) | Lilo Herrmann (1909–1938), Widerstandskämpferin                             | Berlin, Freiaplatz, Rüdigerstraße                                                                      | Sabina Grzimek                              | Die schwarz-grün patinierte Figurengruppe aus Bronze mit dem Namen „Mutter und Kind“ ist Lilo Herrmann gewidmet. An der Plastik selbst finden sich jedoch keine Hinweise auf die Widmung. Sie besteht aus einem stehenden weiblichen Akt mit einem Säugling auf dem Arm. Die Figur der Mutter steht fest auf beiden Beinen, ihre untere Hälfte ist beinahe symmetrisch. Das Kind in ihren Armen trägt sie mit ihrer rechten Hand, Kopf und Schulter stützt sie mit ihrer linken. Die Bildhauerin Sabina Grzimek hatte 1975, inspiriert durch die Geburt ihres ersten Kindes, einen ersten Entwurf gezeichnet. In den Jahren 1976 bis 1981 arbeitete sie an der Plastik, die 1981 gegossen wurde. 1982 wurde sie im Treptower Park in Berlin bei der Ausstellung „Plastik und Blumen“ gezeigt, 1982/1983 auf der IX. Kunstausstellung der DDR in Dresden. 1983 wurde der Erstguss von der Nationalgalerie erworben. Es ist nicht geklärt, ob auf dem Freiaplatz der Erst- oder ein Nachguss steht.                                    |      |
| 20. Juni 1988                               | Lilo Herrmann (1909–1938), Widerstandskämpferin                             | Großleinungen, Bleichenplatz 3                                                                         |                                             | Der Gedenkstein wurde 1988 vor der damaligen Polytechnischen Oberschule aufgestellt, die damals nach Lilo Herrmann benannt war. |      |
| September 1988                              | Helene Glatzer (1902–1935), Widerstandskämpferin                            | Dresden, Striesen, Barbarossaplatz                                                                     | Vinzenz Wanitschke                          | Das Denkmal, das zum XI. Parteitag der SED errichtet wurde, besteht aus drei aneinandergefügten dreieckigen Steinsäulen, an deren Sichtflächen Bronzetafeln mit Inschriften für die drei Geehrten, neben Helene Glatzer Rosa Menzer und Otto Galle. |      |
| September 1988                              | Rosa Menzer (1886–1942), Arbeiterfunktionärin, Widerstandskämpferin         | Dresden, Striesen, Barbarossaplatz                                                                     | Vinzenz Wanitschke                          | Das Denkmal, das zum XI. Parteitag der SED errichtet wurde, besteht aus drei aneinandergefügten dreieckigen Steinsäulen, an deren Sichtflächen Bronzetafeln mit Inschriften für die drei Geehrten, neben Rosa Menzer, Helene Glatzer und Otto Galle. |      |
| 1988 aufgestellt, 1956–58 erstellt          | Käthe Kollwitz (1867–1945), Grafikerin, Malerin und Bildhauerin             | Magdeburg, Skulpturenpark Magdeburg                                                                    | Gustav Seitz                                | Name: Käthe-Kollwitz-Denkmal 1988 wurde für das Kunstmuseum Magdeburg ein erneuter Bronzeguss nach dem originalen Gipsmodell von Gustav Seitz von 1958 angefertigt. |      |
| Juni 1989                                   | Eva Schulze-Knabe (1907–1976), Malerin / Grafikerin                         | Dresden, Plauen, Coschtzer Str. 34 / Hoher Stein                                                       | Wilhelm Landgraf                            | Der Gedenkstein für das Malerehepaar Eva Schulze-Knabe und Fritz Schulze steht an dem Ort, wo sich früher ihr Atelier befand. Er wurde im Juni 1989 aufgestellt und ersetzte einen früheren Gedenkstein, der nur an Fritz Schulze erinnerte. |      |

### Vereintes Deutschland

#### 1991 bis 2000
| Aufgestellt                                                   | Dargestellte Person                                                                               | Standort | Künstler                                                | Anmerkungen | Bild |
| ------------------------------------------------------------- | ------------------------------------------------------------------------------------------------- | --- | ------------------------------------------------------- | --- | ---- |
| 4. März 1991                                                  | Anna Maria von Schürmann (1607–1678), Universalgelehrte                                           | Köln, Kölner Ratsturm, Westseite, 3. Reihe von unten, Nr. 57                                                   | Elisabeth Perger                                        | Siehe Figurenensemble Kölner Ratsturmfiguren Der Kölner Frauengeschichtsverein stiftete die Figur gemeinsam mit Agrippina-Versicherung AG, Köln, und Otmar Schwab. Die Bildhauerin Elisabeth Perger stellte sie mit Staffelei, Pinsel und Buch dar, um ihre vielfältigen Talente und Wirkungsbereiche zu visualisieren. Zudem wird die Figur von der Eule der Pallas Athene, der Göttin der Künste und Wissenschaften, begleitet. |      |
| 8. Juni 1991                                                  | Bertha Benz (1849–1944), Automobil-Pionierin                                                      | Wiesloch, Oberen Hauptstraße gegenüber der historischen Stadtapotheke (an der Bertha Benz Memorial Route)      | Pit Elsasser                                            | Das mehrteilige Denkmal aus Bronze mit Edelstahl wurde im Auftrag der Stadt Wiesloch erstellt. Es erinnert an die historische erste Autofahrt von Bertha Benz mit ihren Söhnen. Sponsoren waren die Mercedes-Benz AG und die Firma HeidelbergCement AG. |      |
| 1990 gefertigt, am 1. September 1991 enthüllt                 | Cläre Prem (1899–1988), Dichterin                                                                 | Trier, Hauptmarkt, an der Außenseite des Palais Walderdorff                                                    | Willi Hahn                                              | Das von der Karnevalsgesellschaft Heuschreck Trier anno 1990 gestifteten Bronzerelief zeigt die Trierer Mundartdichterin, wie sie aus einem geöffneten Sprossenfenster über den Hauptmarkt blickt. Auf dem Fenstersims sind ihr Name, ihre Lebensdaten und die Bezeichnung „Mundartdichterin“. Im Giebelfeld des Fensters sind die von Cläre Prem ersonnenen Figuren Koorscht und Kneisjen dargestellt. |      |
| 1. Oktober 1991                                               | Irmgard Keun (1905–1982), Schriftstellerin                                                        | Köln, Kölner Ratsturm, Südseite, 4. Reihe von unten, Nr. 101                                                   | Marieluise Schmitz-Helbig                               | Siehe Figurenensemble Kölner Ratsturmfiguren Die Gemeinschaft Kölner Buchhändler (Initiator Fridolin Hemmes) stiftete die Figur. Die Bildhauerin Marieluise Schmitz-Helbig gab der Figur als Hinweis auf ihre während des „Dritten Reiches“ verfemten Schriften und ihre erzwungene, erst äußere, dann innere Emigration ein aufgeschlagenes Buch in die Hand, das halb vom Mantel verborgen ist. Der Blick ist dagegen betont frei und selbstbewusst. Die elegante Kleidung aus Kostüm und Mantel mit Pelzkragen entsprechen dem bekannten Auftreten Irmgard Keuns. |      |
| 1. Oktober 1991                                               | Christine Teusch (1882–1950), Politikerin                                                         | Köln, Kölner Ratsturm, Nordseite, 4. Reihe von unten, Nr. 96                                                   | Klaus Kampert                                           | Siehe Figurenensemble Kölner Ratsturmfiguren Die Firma Muehlens KG, Köln, stiftete die Figur. Die Figur legt eine übergroße Faust auf ein Rednerpult, was Karft und Überzeugungswillen ausdrücken soll. Sie trägt ein Kreuz um den Hals, was auf die christliche Grundhaltung der Politikerin verweisen soll. |      |
| Oktober 1991                                                  | Rosa Luxemburg (1871–1919), Aktivistin                                                            | Dresden, Rosa-Luxemburg-Platz                                                                                  |                                                         | 1991 wurde der damalige Köbisplatz in Rosa-Luxemburg-Platz umbenannt. Am Übergang zur Albertbrücke wurde Luxemburg ein Denkmal gesetzt, etwa einen Meter davon entfernt ist ihr bekannter Satz „Freiheit ist immer Freiheit der Andersdenkenden“ in einen Geländerabschluss eingebracht. |      |
| 10. Dezember 1991                                             | Sela Jude, auch Syardis Jude (1180–1230), Patrizier-Ehefrau, Gründerin eines Konvents             | Köln, Kölner Ratsturm, Westseite, 2. Reihe von unten, Nr. 25                                                   | Petra Astrid Kroll                                      | Siehe Figurenensemble Kölner Ratsturmfiguren Die Karstadt AG, Köln, stiftete diese Figur. Die Bildhauerin Petra Astrid Kroll stellte Sela Jude in einem Nonnenhabit gekleidet dar, da sie Stifterin eines Konvents und Begründerin einer religiösen Bewegung war. Die kleine Assistenzfigur und das angedeutete Gebäude sollen an die Beginen und ihre Konvente erinnern. Die Gabenschale der kleinen Figur verweist darauf, dass die Frauenkonvente auf Gaben angewiesen waren und sich vor allem karitativ betätigten. |      |
| 1991                                                          | Marie Blanc (1833–1881), Spielbankdirektorin                                                      | Bad Homburg vor der Höhe, am Eingang der Spielbank Bad Homburg                                                 | Otto Weber-Hartl                                        | Zum 150. Jahrestag des Casinos in Bad Homburg wurde vor der Spielbank eine Büste von Marie Blanc eingeweiht. Damit sollte sie als großherzige Spenderin und diskrete Wohltäterin gewürdigt werden. Es handelt sich um das letzte Werk, das Otto Weber-Hartl geschaffen hat, der ihr Ebenbild „künstlerisch frei“ wiedergab. |      |
| 1991 aufgestellt (1984–1989 geschaffen)                       | Rosa Luxemburg (1871–1919), Aktivistin                                                            | Berlin, Spichernplatz, Bundesallee, Hohenzollerndamm, auf dem Mittelstreifen                                   | Igael Tumarkin                                          | Name: Von der Dicken Berta zur Roten Rosa Das Denkmal besteht aus drei rosa gefassten Betonsockeln, die rosa gefasste Eisenbahnschienen tragen, auf denen ein Wagen mit technischem Apparat (Schienenwagen) steht. Aus einer Fläche des Schienenwagens wurde die Form eines Eisernen Kreuzes ausgestanzt und an anderer Stelle wieder aufgeschweißt. Der Name des Denkmals ist auf einer der Schienen aufgebracht. Der rosa gestrichene Schattenriss des Kopfes von Rosa Luxemburg ist in Stahl ausgeführt und quer zu den Schienen angeschweißt. Er wird von ihnen durchstoßen und ist mit dem Schienenwagen durch ein Stahlseil verbunden. Der Schienenwagen steht für die „Dicke Bertha“, womit ein nach Bertha Krupp von Bohlen und Halbach benanntes Mörser-Geschütz gemeint ist. 2017 stimmte der Künstler einer Sanierung des Denkmals zu, die im Juni 2018 noch ausstand. |      |
| 1991                                                          | Maria Zanders (1839–1904), Papierfabrikantin                                                      | Bergisch Gladbach, Fußgängerzone, am Trotzenburgplatz                                                          | Rudolf Steudel                                          | Name: Heimatdenkmal Der Verschönerungsverein Bergisch Gladbach schenkte das 1991 errichtete Denkmal der Stadt. Es zeigt fünf Persönlichkeiten als Bronzebüsten auf Betonwänden, die für Bergisch Gladbach wichtig waren, darunter Maria Zanders. Bei der Umgestaltung der Fußgängerzone im Jahr 2012 gab es Bestrebungen der Stadt, die Anordnung der Figuren abzuändern, was der Künstler ablehnte. |      |
| 29. Januar 1992                                               | Hertha Kraus (1882–1950), Sozialwissenschaftlerin                                                 | Köln, Kölner Ratsturm, Nordseite, 4. Reihe von unten, Nr. 99                                                   | Majka Wichner                                           | Siehe Figurenensemble Kölner Ratsturmfiguren Die Koerfer'sche Verwaltungsgesellschaft mbH, Köln, stiftete die Figur. Die Bildhauerin Majka Wichner nahm sich für die Gesichtszüge der Figur Porträtfotos Hertha Kraus' zum Vorbild. Die Figur trägt ein mit „RIEHL“ beschriftetes Dokument. Zu ihren Füßen ist ein Gebäude beschriftet mit „HEIM“ dargestellt. Beide Attribute verweisen auf die Umwandlung ehemaliger Kasernen in die Riehler Heimstätten. |      |
| 11. Februar 1992                                              | Fygen Lutzenkirchen (um 1450 – nach 1515), Seidenunternehmerin                                    | Köln, Kölner Ratsturm, Ostseite, 1. Reihe von unten, Nr. 38                                                    | Wolfgang Reuter                                         | Siehe Figurenensemble Kölner Ratsturmfiguren Das Modehaus Jacobi, Köln, stiftete diese Figur. Der Bildhauer Wolfgang Reuter schuf sowohl die Figur Fygen Lutzenkirchen als auch deren unmittelbaren Nachbarn Heinrich Agrippa von Nettesheim. Gestalterisch wurden sie aufeinander abgestimmt. Er zeigte die Figur in zeitgenössischer Kleidung – mit großer Kopfhaube und langem Kleid, das von einer Brosche gefasst ist. Als Attribute ihrer Tätigkeit als Meisterin der Seidenweberzunft trägt die Figur Tuchrolle und Schere. Der Geldbeutel verweist auf ihren unternehmerischen Erfolg im Handel und der Schlüssel auf ihre Rolle als Hausbesitzerin und Hausmutter. |      |
| 25. Februar 1992                                              | Mathilde von Mevissen (1848–1924), Bildungspolitikerin, Frauenrechtlerin                          | Köln, Kölner Ratsturm, Westseite, 4. Reihe von unten, Nr. 85                                                   | Sepp Hürten                                             | Siehe Figurenensemble Kölner Ratsturmfiguren Die BAB-Immobiliengruppe, Köln/Bonn, stiftete diese Figur. Der Bildhauer Heribert Calleen nahm die Gesichtszüge eines antiken Bildnisses Agrippinas zum Vorbild, das sich in Kopenhagen befindet. Mathilde von Mevissen wird in einem an ein Reformkleid erinnerndes Kostüm gezeigt. In der Rechten trägt die Figur ein geöffnetes Buch, in dem der Text „Erstes Gymnasium für Mädchen in Cöln“ und dessen Gründungsjahr 1903 erkennbar ist. |      |
| 12. Mai 1992                                                  | Edith Stein (1891–1942), Philosophin                                                              | Köln, Kölner Ratsturm, Nordseite, 5. Reihe von unten, Nr. 124                                                  | Paul Nagel                                              | Siehe Figurenensemble Kölner Ratsturmfiguren Das Erzbistum Köln stiftete die Figur. Der Bildhauer Paul Nagel stellte die Figur im Nonnenhabit ihrer Ordensgemeinschaft, der Karmelitinnen, dar. Das Kreuz symbolisiert ihr Glaubensbekenntnis, auch in Zeiten der Verfolgung. |      |
| 13. Mai 1992                                                  | Plektrudis (Bliktrud) (vor 660 – nach 717, vermutlich 725), Ehefrau des karolingischen Hausmeiers | Köln, Kölner Ratsturm, Ostseite, unterste Reihe, Nr. 7                                                         | Thomas Torkler                                          | Siehe Figurenensemble Kölner Ratsturmfiguren Der Kölner Brauerei-Verband e.V. stiftete diese Figur. Der Bildhauer Thomas Torkler bezog sich bei der Figur auf ein im frühen 14. Jahrhundert entstandenes Relief in St. Maria im Kapitol, auf dem Plektrudis dargestellt ist. Die Figur hält ein Kirchenmodell in der Hand, das sie als Stifterin ausweist. |      |
| 2. Juni 1992                                                  | Mathilde Franziska Anneke (1817–1884), Schriftstellerin, Journalistin                             | Köln, Kölner Ratsturm, Ostseite, 3. Reihe von unten, Nr. 74                                                    | Katharina Hochhaus                                      | Siehe Figurenensemble Kölner Ratsturmfiguren Die Arbeitsgemeinschaft sozialdemokratischer Frauen, SPD-Unterbezirk Köln, gemeinsam mit der Sparkassen-Stiftung zur Förderung rheinischen Kulturgutes, Köln, stiftete diese Figur. Mathilde Anneke ist im zeittypischen Kostüm dargestellt. Gesprengte Ketten sowie die im Arm gehaltene Zeitung symbolisieren ihre Tätigkeit als Journalistin und ihren Widerstand gegen Pressezensur. Der Helm zu ihren Füßen steht für Annekes Beteiligung bei den Kämpfen der Reichsverfassungskampagne 1849. |      |
| 26. Juni 1992                                                 | Katharina von Bora (1499–1552), Zisterzienserin                                                   | Ludwigshafen am Rhein, auf dem Platz der ehemaligen Lutherkirche                                               | Gernot Rumpf und Barbara Rumpf                          | Name: Lutherbrunnen Der Brunnen ist das einzige Denkmal, das Martin Luther gemeinsam mit seiner Frau Katharina von Bora zeigt. Nach Aussage von Gernot Rumpf hat er selbst Martin Luther geschaffen und Barbara Rumpf die Figur der Katharina von Bora. Die sechs Küken auf dem Rücken der Figur sollen die sechs Kinder Boras repräsentieren. Die Figur ist zudem mit Kochlöffel und Lauch dargestellt, womit ihre Rolle als Managerin des Lutherhaushalts herausgestellt werden soll, in dem zahlreiche Menschen beherbergt und verköstigt wurden. |      |
| 1992                                                          | Bally Prell (1922–1982), Volkssängerin                                                            | München, vor dem Haus Leopoldstr. 77                                                                           | Wolfgang Sand                                           | Der Brunnen wurde von Bally Prells Freundin Hedwig Gösswein gestiftet. Er wurde 1989 geschaffen und 1992 aufgestellt. Die Brunnenfigur zeigt Prell in ihrer erfolgreichsten Rolle, als Die Schönheitskönigin von Schneizlreuth. Die Gestaltung erinnert ironisch an Botticellis Gemälde Geburt der Venus. Das Wasser entspringt zwischen den Beinen der Figur. |      |
| 1992                                                          | Sophie Scholl (1921–1943), Widerstandskämpferin                                                   | München, Katholische Akademie in Bayern, Mandlstraße, und vor Geschwister-Scholl-Studentenheim, Steinickeweg 7 | Christine Stadler                                       | 140 cm hohe Bronzeplastik von Sophie und Hans Scholl |      |
| 26. Februar 1993                                              | Amalie Lauer (1882–1950), Schulleiterin, Sozialpolitikerin                                        | Köln, Kölner Ratsturm, Nordseite, 4. Reihe von unten, Nr. 94                                                   | Katharina Hochhaus                                      | Siehe Figurenensemble Kölner Ratsturmfiguren Der Katholische Deutsche Frauenbund, Köln, stiftete die Figur gemeinsam mit dem Arbeitskreis der katholischen Frauenverbände in Köln. Die Bildhauerin Katharina Hochhaus übernahm die Gesichtszüge der Figur von einem Porträtfoto Amalie Lauers. Die Figur hält ein Buch in den Händen, auf denen ein Gebäude ruht, das eine kleine Figur verlässt. Diese Symbole stehen für das theoretische Fundament ihrer praktischen Tätigkeit und verweisen auf ihren Einsatz in der Bildungsarbeit. |      |
| 1993 aufgestellt, 1986–1990 geschaffen                        | Dorothea Christiane Erxleben (1715–1762), Ärztin                                                  | Quedlinburg, Kornmarkt                                                                                         | Bernd Göbel                                             | Name: Denkmal für die Persönlichkeiten der Quedlinburger Geschichte 1986 beauftragte der Stadtrat von Quedlinburg den Bildhauer Bernd Göbel aus Halle einen Brunnen vor dem ehemaligen Gasthaus „Buntes Lamm“ zu gestalten. Der Standort wird heute dem Kornmarkt zugeordnet. Bis 1989 hatte Göbel die Bronzefiguren gestaltet und gießen lassen. Die Aufstellung zog sich unter den veränderten politischen Rahmenbedingungen bis 1993 hin. Das Brunnenensemble besteht aus mehreren Figurengruppen: dem Hund Quedel, der historischen Säule mit Darstellungen des Ehepaars Heinrich I. der Vogler und Mathilde und deren Enkelin Mathilde, einer Stele mit der Darstellung von Dorothea Erxleben, die die Töchter und Söhne der Stadt repräsentiert, und einer Stele, die symbolisch auf die Bedeutung Quedlinburgs in der Saat- und Samenzucht verweist. An Erxlebens Stele sind Plaketten für die anderen Größen der Stadt angebracht: Friedrich Gottlieb Klopstock, Johann Christoph Friedrich GutsMuths und Carl Ritter. |      |
| 1993 aufgestellt, 1986–1990 geschaffen                        | Mathilde (um 896–968), Königin / Heilige                                                          | Quedlinburg, Kornmarkt                                                                                         | Bernd Göbel                                             | Name: Denkmal für die Persönlichkeiten der Quedlinburger Geschichte 1986 beauftragte der Stadtrat von Quedlinburg den Bildhauer Bernd Göbel aus Halle einen Brunnen vor dem ehemaligen Gasthaus „Buntes Lamm“ zu gestalten. Der Standort wird heute dem Kornmarkt zugeordnet. Bis 1989 hatte Göbel die Bronzefiguren gestaltet und gießen lassen. Die Aufstellung zog sich unter den veränderten politischen Rahmenbedingungen bis 1993 hin. Das Brunnenensemble besteht aus mehreren Figurengruppen: dem Hund Quedel, der historischen Säule mit Darstellungen des Ehepaars Heinrich I. der Vogler und Mathilde und deren Enkelin Mathilde, einer Stele mit der Darstellung von Dorothea Erxleben, die die Töchter und Söhne der Stadt repräsentiert, und einer Stele, die symbolisch auf die Bedeutung Quedlinburgs in der Saat- und Samenzucht verweist. An Erxlebens Stele sind Plaketten für die anderen Größen der Stadt angebracht: Friedrich Gottlieb Klopstock, Johann Christoph Friedrich GutsMuths und Carl Ritter. |      |
| 1993 aufgestellt, 1986–1990 geschaffen                        | Mathilde (955–999), Äbtissin                                                                      | Quedlinburg, Kornmarkt                                                                                         | Bernd Göbel                                             | Name: Denkmal für die Persönlichkeiten der Quedlinburger Geschichte 1986 beauftragte der Stadtrat von Quedlinburg den Bildhauer Bernd Göbel aus Halle einen Brunnen vor dem ehemaligen Gasthaus „Buntes Lamm“ zu gestalten. Der Standort wird heute dem Kornmarkt zugeordnet. Bis 1989 hatte Göbel die Bronzefiguren gestaltet und gießen lassen. Die Aufstellung zog sich unter den veränderten politischen Rahmenbedingungen bis 1993 hin. Das Brunnenensemble besteht aus mehreren Figurengruppen: dem Hund Quedel, der historischen Säule mit Darstellungen des Ehepaars Heinrich I. der Vogler und Mathilde und deren Enkelin Mathilde, einer Stele mit der Darstellung von Dorothea Erxleben, die die Töchter und Söhne der Stadt repräsentiert, und einer Stele, die symbolisch auf die Bedeutung Quedlinburgs in der Saat- und Samenzucht verweist. An Erxlebens Stele sind Plaketten für die anderen Größen der Stadt angebracht: Friedrich Gottlieb Klopstock, Johann Christoph Friedrich GutsMuths und Carl Ritter. |      |
| 1993                                                          | Bianca Maria Sforza (1472–1510), Kaiserin                                                         | Konstanz, Marktstätte, am Kaiserbrunnen                                                                        | Gernot Rumpf und Barbara Rumpf                          | 1897 wurde der Kaiserbrunnen in Konstanz eingeweiht. In den vier Nischen des Brunnens standen Figuren von Kaisern mit Bezug zu Konstanz. Sie wurden während des Zweiten Weltkriegs abmontiert und eingeschmolzen. 1993 gestalteten Gernot und Barbara Rumpf im Auftrag des Gemeinderates den Brunnen neu und versahen ihn – in Anlehnung an die Geschichte Konstanzs, darunter das Konstanzer Konzil von 1414 bis 1418 – mit karikaturistischen Figuren. In drei der Nischen wurden erneut Kaiserfiguren platziert, darunter eine Figur von Maximilian I. in der nordseitigen Nische. Mit „herrischer Gebärde“ verweist diese auf die unter ihm auf den Brunnenrand gesetzte Büste seiner Ehefrau Bianca Maria Sforza. Sie hatte ihn 1507 zu einem Reichstag in die Stadt begleitet. Während er in der Bischofspfalz am Münster residierte, wohnte sie im Inselkloster der Dominikaner. Um sie bequem zu besuchen, ließ er eine hölzerne Brücke von der Pfalz hinab zur Insel bauen. |      |
| 8. Juni 1994                                                  | Anna Kramer, genannt Bader-Ann (1619–1680), Opfer der Hexenverfolgung                             | Veringenstadt, vor Strübhaus                                                                                   | Monika Geiselhart                                       | Das Bronzedenkmal wurde von der Fördergemeinschaft Strübhaus Veringenstadt e.V. gestiftet. |      |
| 21. September 1994                                            | Dorothea Christiane Erxleben (1715–1762), Ärztin                                                  | Halle (Saale), Universitätsklinikum, zunächst im Garten, dann im Eingangsbereich                               | Marianne Traub                                          | Anlässlich der 300-Jahrfeier der Universität Halle stiftete die CDU-Frauen-Union eine Bronzebüste der Ärztin Dorothea Erxleben. Die Künstlerin gestaltete die Büste anhand der einzigen bildlichen Darstellung Erxlebens, einer Porträtzeichnung im Profil. Der ursprüngliche Entwurf sah die Erxleben-Figur auf einer Bank sitzend vor, offen für Gespräche, doch die finanziellen Mittel reichten hierfür nicht aus. Stattdessen erfolgte die Ehrung in Form einer Büste. Die Einweihung erfolgte durch die damalige Bundestagspräsidentin Rita Süssmuth im Zusammenhang mit der erstmaligen Vergabe des Dorothea-Erxlebens-Preises durch die Universität. |      |
| 24. September 1994                                            | Maria Rampendahl (1645–1705), als „Hexe“ angeklagt                                                | Lemgo, an der Kirche St. Nicolai                                                                               | Ursula Ertz                                             | Inschrift: „Ich werde keinen Fussbreit weichen“ Zur Erinnerung an Maria Rampendahl 1645–1705 1681 der Hexerei angeklagt, widerstand sie der Folter. Mit ihrer Anklage endeten die Hexenprozesse in der Stadt Lemgo, denen über 200 Frauen und Männer zum Opfer fielen. Ihr Name steht für alle unschuldig Verfolgten dieser Stadt. Mahnung und Ermutigung für uns alle 1990 bildete sich in Lemgo ein Arbeitskreis, der sich zum Ziel setzte, für die Opfer der Lemgoer Hexenverfolgungen ein Denkmal zu errichten. 1994 wurde der Gedenkstein aufgestellt. Am 18. Juni 2012 hat der Rat der Stadt Lemgo bestätigt, dass durch den Ratsbeschluss zur Errichtung des „Steins des Anstoßes“ (Denkmal für Maria Rampendahl) vom 20. Januar 1992 in Lemgo die Opfer der Hexenprozesse rehabilitiert worden sind. |      |
| 31. Oktober 1994, aus öffentlichem Raum entfernt Februar 2015 | Agnes Miegel (1879–1964), Schriftstellerin                                                        | Bad Nenndorf, Kurpark (bis 2015), seitdem Garten des Agnes-Miegel-Hauses                                       | Ernst Hackländer                                        | Das Denkmal wurde 1994 im öffentlichen Kurpark aufgestellt, verblieb aber im Besitz der Agnes Miegel Gesellschaft. Da Miegel zu große Nähe zum Nationalsozialismus vorgeworfen wurde, beschloss der Rat von Bad Nenndorf 2013, das Denkmal aus dem Kurpark zu entfernen. Die Agnes-Miegel-Gesellschaft und andere initiierten ein Bürgerbegehren dagegen, was aber Anfang 2015 scheiterte. |      |
| 1994                                                          | Violeta Parra (1917–1967), Folklore-Musikerin                                                     | Bredenbek, Koppel der Künste, Birkenweg                                                                        | Jörg Plickat                                            | Jörg Plickat schuf die Hommage an die berühmte chilenische Sängerin aus Rosenquartz und stellte die abstrakte Skulptur am Zugang zu der von ihm geschaffenen „Koppel der Künste“ auf. Der aufrecht stehende Stein hat die Proportionen eines menschlichen Körpers. |      |
| 1995                                                          | Rahel Hirsch (1870–1953), Ärztin                                                                  | Berlin, Gartenanlagen des Universitätsklinikums Charité                                                        | Susanne Wehland                                         | Das Denkmal entstand 1995 auf Initiative von zwei Ärztinnen der Charité. Durch eine Verkaufsausstellung von Kunstwerken finanzierten sie 1994 die Anfertigung der Bronze-Figur. Mit der feierlichen Enthüllung im Herbst 1995 sollte zugleich an den 125. Geburtstag von Rahel Hirsch erinnert werden. 2008 restauriert. |      |
| 1995                                                          | Helene Lange (1843–1930), Pädagogin                                                               | Oldenburg, auf dem Cäcilienplatz                                                                               | Udo Reimann                                             | Die Stadt Oldenburg ernannte Helene Lange 1928, kurz vor ihrem Tod, zur Ehrenbürgerin. 1995 wurde ihr zu Ehren ein Denkmal errichtet. Der Bildhauer Udo Reimann sagte dazu: „was mich interessierte, war auch diese Strenge, die sie eigentlich darstellt. Aber das hat mich irgendwo begeistert. Auch ihre Gesichtszüge, ihre Ausstrahlung.“ Eine Vorgabe war, dass Langes Denkmal nicht größer als das nur wenige Meter entfernte Denkmal für Karl Jaspers wurde, das 1983 aufgestellt wurde. |      |
| 1995                                                          | Margarethe Elisabeth Milow (1748–1794), Hausmutter eines Knabeninternats                          | Hamburg, im Altenheim am Amalie-Dietrich-Stieg 2                                                               |                                                         | Die Köster-Stiftung, deren Stifter Verwandte Margarethe Elisabeth Milows sind, ließen beim Neubau des Altenheims eine Statue von ihr aufstellen. |      |
| 1995                                                          | Pauline Christine Wilhelmine zur Lippe (1769–1820), Regentin                                      | Bad Meinberg, im Historischen Kurpark vor Ballsaal                                                             | Jürgen Ebert                                            | Anlässlich des 225-Jahre-Jubiläums der Ernennung Bad Meinbergs zum „Curort“ im Jahr 1992 gab der Vorsitzende des Vereins „1000 Jahre Meinberg“ als Ziel aus, den Ort durch Denkmäler zu verschönern, und rief zu Anregungen auf. Kurz darauf beschloss der Verein, dass Fürstin Pauline ein Denkmal bekommen sollte, wobei dieses von der Lippischen Bevölkerung finanziert werden sollte. Im November 1992 wurde eine aus sieben Mitgliedern bestehende Gestaltungskommission (Jury) gebildet. Die Jury wählte unter 15 Kunstschaffenden drei aus, die Entwürfe für das Denkmal einreichen sollten. Bis März 1993 waren nur 34.000 DM an Spenden zusammengekommen, 150.000 DM wurden benötigt. Einige Verbände gaben dann noch Zuschüsse. Die Jury entschied sich im Mai 1993 für den Entwurf von Jürgen Ebert, der die Fürstin strickend auf einer Bank zeigt. Diese Darstellung wurde allgemein kritisiert, einige hielten dies für ein Herabsetzung der Paulines zur Lippe. Zudem wurde gefragt, ob es richtig sei, einer absolutistischen Fürstin ein Denkmal zu setzen und dafür öffentliche Mittel einzusetzen. Zwei Historiker sagten in einem Interview der Lippischen Landeszeitung: „Es wäre sicherlich sinnvoller gewesen, sie (Pauline) mit Schreibfeder am Schreibtisch abzubilden“ und „Wer jetzt in Bad Meinberg ein weiteres Denkmal errichten [...] und dafür öffentliche Mittel in Anspruch nehmen will, sollte schon genau erklären können, warum er das vorhat. Der Hinweis auf das soziale Engagement allein reicht da nicht aus.“ Trotz dieser Kritik wurde das Denkmal 1995 eingeweiht.                                                |      |
| 1995                                                          | Walburga (710–779), Äbtissin                                                                      | Wolframs-Eschenbach                                                                                            | Ernst Steinacker                                        | Die Statue wurde von mehreren Institutionen und Individuen aus Wolframs-Eschenbach finanziert. |      |
| 25. Februar 1996                                              | Edith Stein (1891–1942), Philosophin                                                              | Münster, Frauenstraße 3–6, im Hof des Collegium Marianum                                                       | Hilde Schürk-Frisch                                     | Mit den ersten Entwürfen des vermutlich vom Bistum Münster initiierten Denkmals begann die Künstlerin bereits 1992. 1996 wurde es eingeweiht. Das auf einem Sockel stehende Denkmal zeigt eine Bronzeskulptur, das den gekreuzigten Christus und eine Ordensfrau darstellt. |      |
| 27. Oktober 1996                                              | Friederike von Schleswig-Holstein-Sonderburg-Glücksburg (1811–1902), Adelige                      | Schloss Ballenstedt, Park                                                                                      |                                                         | Inschrift: „Friederike / Herzogin von Anhalt-Bernburg / Prinzessin zu Schleswig-Holstein Sonderburg-Glücksburg / *9. Oktober 1811 † 10. Juli 1902 / Der Herzogin Friederike / für ihr soziales und kulturelles Wirken / im / Herzogtum Anhalt-Bernburg / gewidmet / Stadt Ballenstedt am Harz 27.10.1996“ |      |
| 1996                                                          | Julia Cohn (1888–1941), Lehrerin                                                                  | Hamburg, Winterhude, vor der Stadtteilschule Winterhude                                                        | Peter Märker (POM) und Christine Schell (Figurengruppe) | Name: Denk-Mal Güterwagen Das Denkmal besteht aus einer Figurengruppe und einem gedeckten Güterwagen. Es soll – stellvertretend für die Opfer des Nationalsozialismus – an die Deportation der beiden Lehrerinnen Hertha Feiner-Aßmus und Julia Cohn erinnern, die an der Hamburger Schule Meerweinstraße unterrichtet haben. Die Installation ist durch die Initiative einer Schüler-Projektgruppe entstanden, die ab 1982 die Vergangenheit ihrer Schule erforschten. |      |
| 1996                                                          | Hertha Feiner-Aßmus (1896–1943), Lehrerin                                                         | Hamburg, Winterhude, vor der Stadtteilschule Winterhude                                                        | Peter Märker (POM) und Christine Schell (Figurengruppe) | Name: Denk-Mal Güterwagen Das Denkmal besteht aus einer Figurengruppe und einem gedeckten Güterwagen. Es soll – stellvertretend für die Opfer des Nationalsozialismus – an die Deportation der beiden Lehrerinnen Hertha Feiner-Aßmus und Julia Cohn erinnern, die an der Hamburger Schule Meerweinstraße unterrichtet haben. Die Installation ist durch die Initiative einer Schüler-Projektgruppe entstanden, die ab 1982 die Vergangenheit ihrer Schule erforschten. |      |
| 1996                                                          | Wiebke Kruse (1605–1648), Mätresse                                                                | Bad Bramstedt, An der Beeckerbrücke                                                                            | Alfred Schmidt                                          | Name: Wiebeke-Kruse-Brunnen Der Legende nach hatte der dänische König Christian IV. seine spätere Mätresse erstmals in Bad Bramstedt an der Beeckerbrücke beim Wäschewaschen gesehen. Der Bürger- und Verkehrsverein Bad Bramstedt beauftragte den Bildhauer Alfred Schmidt mit der ungefähr 170 cm hohen Brunnenskulptur, die an dieses erste Treffen erinnern soll. Das Wasser des Brunnens fließt aus dem Wäschestück, das die Figur auswringt. Bei der Einweihung wurde das Dekolleté der Figur als „zu großzügig“ kritisiert. Der Künstler musste nacharbeiten. |      |
| Juni 1997                                                     | Christiane Nüsslein-Volhard (geb. 1942), Biochemikerin                                            | München, Max-Planck-Haus, Hofgartenstr. 8                                                                      | Mechthild Ehmann                                        | Im Innern des Max-Planck-Hauses befinden sich Büsten von 34 Nobelpreisträgern, darunter eine von Christiane Nüsslein-Volhard. |      |
| 1997 aufgestellt (1996 gegossen)                              | Bettina von Arnim (1785–1859), Schriftstellerin                                                   | Berlin, Arnimplatz, Höhe Paul-Robeson-Straße / Seelower Straße                                                 | Michael Klein                                           | Der Berliner Bezirk Pankow schrieb das Arnim-Denkmal für den neu gestalteten Arnimplatz aus. Die Firma Borchardt erhielt den Zuschlag und engagierte den Bildhauer Michael Klein für dessen Gestaltung. Die monumentale Figurengruppe aus Bronze zeigt das Ehepaar Bettina und Achim von Arnim auf einem Hocker. |      |
| 1997                                                          | Else Eberhard-Schobacher (1887–1955), Heimatdichterin                                             | Kempten (Allgäu), westlich des Allgäu-Gymnasiums Kempten                                                       |                                                         | [ 432 ] |      |
| 15. Januar 1998                                               | Rosa Luxemburg (1871–1919), Aktivistin                                                            | Graal-Müritz, Rosa-Luxemburg-Platz                                                                             | Axel Peters                                             | 1993 wurde die Rosa-Luxemburg-Straße in Graal-Müritz wegen der Werbewirksamkeit für die anliegenden Hotels und Pensionen in Zur Seebrücke umbenannt. Bürgermeister und Gemeindevertretung beschlossen, zum Ausgleich eine Büste an einem angemessenen Ort zu platzieren. Die Büste wurde schließlich über Spenden finanziert. |      |
| 3. September 1998                                             | Karolina Gerhardinger, genannt Mutter Theresia, (1797–1879), Ordensschwester                      | Donaustauf, Walhalla, Büsten untere rechts vom Standbild Ludwigs I.                                            | Wilhelm Uhlig                                           | siehe Figurenensemble Walhalla |      |
| 26. September 1998                                            | Wilhelmine von Preußen (1709–1758), Markgräfin                                                    | Bayreuth, am Schlossberglein                                                                                   | Gabriele Plössner                                       | Die Büste ist ein Geschenk des Vereins Markgräfliches Bayreuth an die Stadt Bayreuth. Sie wurde von Oberbürgermeister i. R. Dieter Mronz und Stadtrat a. D. Heinz Nicklas enthüllt. |      |
| 21. November 1998, 2020 eingelagert                           | Elisabeth von Kleve (gestorben 1361), Klosterstifterin                                            | Dortmund, Hörde, vor der Dortmunder Stifts-Brauerei                                                            | Theodor Sprenger                                        | Die Firma Inpro-Heitkamp übernahm die Dortmunder Stifts-Brauerei und baute sie zum Stiftsforum aus- und um. Zu diesem Anlass wollte sie dem Dortmunder Stadtteil Hörde ein Denkmal stiften. Der Stammtisch „Schlanke Mathilde“ regte stattdessen ein Doppel-Denkmal an: eines für Elisabeth von Kleve und eines für ihren Ehemann Konrad von der Mark. Am Wettbewerb für das Denkmal beteiligten sich fünf Künstlerinnen und Künstler. Die Jury entschied sich für den Entwurf von Christiane Möbius, bei dem sich an den Spitzen von zwei zwölf Meter hohen rostigen Rohren der blaue Buchstabe K für Konrad und der rote Buchstabe E für Elisabeth im Wind drehen sollten. Die Hörder Bürgerschaft wandte sich gegen diesen Entwurf, worauf der Stammtisch den Künstler Theodor Sprenger aus Brilon beauftragte, der das gewünschte Doppel-Denkmal gestaltete. Beide Denkmäler sind 3,30 Meter hoch. Das Denkmal für Elisabeth wurde vor dem Stiftsforum aufgestellt und durch die Firma Inpro-Heitkamp finanziert. Die Denkmäler, die sich am Kreuzungspunkt von Fassstraße, Hermannstraße und Am Stift gegenüberstanden, wurden bei einem Festakt durch den damaligen nordrhein-westfälischen Ministerpräsidenten Wolfgang Clement enthüllt. Beim Abriss der ehemaligen Stifts-Brauerei 2020 wurde das Denkmal Elisabeth von Kleves eingelagert. |      |
| 1998                                                          | Bettina von Arnim (1785–1859), Schriftstellerin                                                   | Berlin, Arnimplatz, Höhe Paul-Robeson-Straße / Seelower Straße                                                 | Michael Klein                                           | Name: Bettinas Bank In einem optisch abgetrennten Bereich des Arnimplatzes wurde als Denkmal für die Schriftstellerin 1998 ein Rieselbrunnen aufgestellt, zu dem eine Bronzeplastik in Form einer Bank gehört. Auf der Bank sind auf einem Kissen ein aufgeschlagenes Buch mit breitem Lesezeichen und ein Paar gekreuzt übereinander liegender Handschuhe arrangiert. An einer Ecke scheint die Bank in den Boden zu versinken, dort liegt zudem ein verdorrter, beschnittener Rosenstock ohne Blätter und Blüten. Die neun Düsen, aus dem das Wasser des Rieselbrunnens austritt, befinden sich am hinteren Teil des Banksockels. |      |
| 1998                                                          | Hildegard von Bingen (1098–1179), Universalgelehrte                                               | Rüdesheim am Rhein, vor der Abtei St. Hildegard                                                                | Karlheinz Oswald                                        | Die Bronzestatue steht auch am Museum Bingen. |      |
| 1998                                                          | Franziska von Hohenheim (1774–1819), Mätresse                                                     | Stuttgart, Hohenheim, Hohenheimer Gärten                                                                       | Markus Wolf                                             | Das Denkmal wurde zum 250. Geburtstag von Franziska von Hohenheim gesetzt. |      |
| 1998                                                          | Olympia Fulvia Morata (1526–1555), italienische Dichterin und humanistische Gelehrte              | Schweinfurt, Brückenstraße 12                                                                                  | Albert Ultsch                                           | Name: Olympia-Morata-Denkmal. Die Bronzefigur steht auf einem Steinsockel. Der Bamberger Künstler Albert Ultsch siegte mit seinem Entwurf bei dem 1997 von der Gesellschaft Harmonie e.V. ausgelobten Kunstwettbewerb zur Ehrung Moratas, die von 1551 bis 1554 in der Brückenstraße 12 mit ihrem in Schweinfurt geborenen Ehemann wohnte. |      |
| 29. Mai 1999                                                  | Karoline Duhnsen (genannt Oma Duhnsen) (1906–2001), Marktfrau                                     | Hannover, am Nordeingang der Markthalle                                                                        | Hans-Jürgen Zimmermann                                  | Die Marktfrau Karoline Duhnsen aus Lindhorst kam über 50 Jahre täglich vom Schaumburger Land und verkaufte an einem Marktstand Fleisch- und Wurstwaren. Sie präsentierte sich in Schaumburger Tracht jährlich beim Ausmarsch der Schützen beim Schützenfest Hannover. 1980 ging sie in den Ruhestand. Ein Standkollege regte an, ihr ein Denkmal zu setzen und sammelte zur Finanzierung Geld bei allen Marktbetreibern. Die 1,30 Meter große Bronzefigur, die sie als junge Frau in ländlicher Bauerntracht mit voller Kiepe auf dem Rücken und mit Korb zeigt, wurde 1999 im Beisein von Duhnsen am Nordeingang der Markthalle enthüllt wurde. Viele Brautpaare, die sich im Standesamt gegenüber der Markthalle trauen lassen, streicheln im Anschluss gemeinsam den Korbgriff der Figur. Diese Geste soll Glück bringen. |      |
| 29. Oktober 1999                                              | Mathilde Jacob (1873–1943), Übersetzerin                                                          | Berlin, Friedrichshain, Franz-Mehring-Platz                                                                    | Ingeborg Hunzinger                                      | Die Rosa-Luxemburg-Stiftung beauftragte die Bildhauerin Ingeborg Hunzinger, für Karl Liebknecht und Mathilde Jacob das Denkmal zu schaffen. Es besteht aus zwei ungefähr 4 Meter hohen Terracottastelen mit Reliefbildwerken, die einander schräg zugewandt sind. Sie bilden den Hintergrund für das Rosa-Luxemburg-Denkmal von Rolf Biebl. Die rechte Stele ist in drei Bereiche unterteilt. Im obersten Bereich ist Mathilde Jacob vor der Kulisse des kriegsgeschädigten Berlins gezeigt. Im mittleren Bereich ist eine weitere, gekrümmte Gestalt zu sehen, die vermutlich Mathilde Jacob nach ihrer Deportation in das KZ Theresienstadt. Im untersten Bereich ist der Name Mathilde Jacob eingeritzt. Auf der linken Stele ist Karl Liebknecht zu sehen. |      |
| 29. Oktober 1999 (1996 geschaffen)                            | Rosa Luxemburg (1871–1919), Aktivistin                                                            | Berlin, Friedrichshain, Franz-Mehring-Platz                                                                    | Rolf Biebl                                              | Rolf Biebl hatte 1996 die Figur im Auftrag der PDS geschaffen, die provisorisch vor der Zentrale der Partei (Karl-Liebknecht-Haus) aufgestellt wurde. Der Bildhauer Biebl orientierte sich an bekannten Photographien, die Luxemburg frontal gehend zeigen. Der 1998 gegründete Initiativkreis „Ein Zeichen für Rosa Luxemburg“ strebte an, auf dem Rosa-Luxemburg-Platz in Berlin ein Denkmal für die Aktivistin zu setzen. Die Bezirksverordnetenversammlung Berlin-Mitte befürwortete das Projekt der Initiative und stimmte am 12. November 1998 einem Zeichen für Luxemburg auf dem Platz zu. Trotzdem wurde die Plastik dort nicht aufgestellt. Stattdessen wurde sie 1999 vor das Gebäude der Zeitung „Neues Deutschland“ am Franz-Mehring-Platz versetzt. Vor dem Bürohaus der Zeitung Junge Welt in der Torstraße steht eine Zweitausführung der Figur. |      |
| 1999                                                          | Edith Stein (1891–1942), Philosophin                                                              | Köln, Gereonstraße / Kardinal-Frings-Straße, vor Priesterseminar                                               | Bert Gerresheim                                         | Das Denkmal zeigt Edith Stein dreifach: als Sitzende, die sich auf einen Davidstern stützt, als Philosophin mit den von ihr verfassten Schriften im Arm und als Karmeliterin, die ein Kreuz vor sich trägt. Die sitzende Figur mit dem Davidstern erinnert an die jüdische Herkunft Steins. Die Figur der Philosophin ist in der Mitte gespalten, womit auf Steins weltanschauliche Auseinandersetzung während ihres Philosophiestudiums und auf ihre Entscheidung, zum katholischen Glauben zu konvertieren, hingewiesen wird. Die Figur der Karmeliterin in Sandalen symbolisiert ihren Eintritt in den Orden. Vor der Figur der Ordensschwester erhebt sich eine ansteigende Rampe, die ihren Weg in den Tod symbolisiert. In die Rampe sind Schuhabdrücke und Häftlingsnummern von Menschen eingraviert, die wie Edith Stein ins Konzentrationslager deportiert und dort ermordet wurden. Das Denkmal ist also auch eine Erinnerung an alle Opfer des nationalsozialistischen Regimes. Die Fußabdrücke, die den Schuhabdrücken auf halber Strecke der Rampe entgegengesetzt wurden, sollen von Jesus Christus stammen. Der letzte Gang Steins, die ihren Blick auf diese Fußabdrücke richtet, wird so als Christusbegegnung charakterisiert. Die weitere Fußspur seitlich von ihr soll die ihrer Schwester Rosa Stein sein. Am Ende der Rampe ist ein Haufen unterschiedlicher Paar Schuhe dargestellt, wie sie 1945 in den Konzentrationslagern von den Alliierten gefunden worden sind. Nach hinten wird der Schuhhaufen durch zwei Tafeln mit den Zehn Geboten gestützt. Dies symbolisiert die Missachtung der göttlichen Gebote durch das Nazi-Regime. |      |
| 29. Oktober 1999                                              | Elisabeth Strupp (?–1599), Opfer der Hexenverfolgung                                              | Gelnhausen, vor Westportal der Marienkirche                                                                    | Fanna Kolarova (Entwurf), Karl Menzen (Fertigung)       | Ab den 1980er Jahren beschäftigten sich mehrere Frauengruppen in Gelnhausen wie auch der Theologinnenkonvent in der evangelischen Kirche von Kurhessen-Waldeck mit der Hexenverfolgung im 16./17. Jahrhundert in der ehemaligen Reichsstadt. Ein erstes Ergebnis war ein von der Künstlerin Eva Gesine Wegner gestaltetes Mahnmal für die Hexenverfolgung mit dem Titel „Die Rufende“, das 1986 am Hexenturm enthüllt wurde. Ab 1992 begann auch die Gelnhausen Kirchengemeinde sich mit ihrem Anteil der Geschichte auseinanderzusetzen. 1998 bildete sich ein Arbeitskreis, um des 400. Todestag des bekanntesten Opfers des Gelnhäuser Hexenwahns angemessen zu gedenken. Die Künstlerin Fanna Kolarova konnte einen Wettbewerb für ein Denkmal für sich entscheiden. Sie entwarf ein Denkmal, das aus einem zwei Meter hohen Metallring besteht, der die Tanzbewegungen einer Frauenfigur begrenzt, die versucht aus dem Gefängnis des Rings auszubrechen. Der Körper der Figur ist einem endlosen Vierkantstahl geformt. Die Umsetzung des Denkmals, für das Spenden in Höhe von 30.000 DM gesammelt worden waren, erfolgte durch den Bildhauer Karl Menzen. Das Denkmal wurde vor dem Westportal der Marienkirche platziert und am 31. Oktober 1999 enthüllt. Es stellt das Gegenstück zum Denkmal für den des Schultheiß Johann Koch, der für den Foltertod Strupps verantwortlich sein soll, im Inneren des Gotteshauses dar. |      |
| 20. Dezember 1999                                             | Katharina von Bora (1499–1552), Zisterzienserin                                                   | Wittenberg, im Lutherhof                                                                                       | Nina Koch                                               | 40 Künstlerinnen und Künstler bewarben sich auf die Ausschreibung der Stiftung Luthergedenkstätten und der Arbeitsstelle „Katharina-von-Bora-Jahr“ bei der Evangelischen Akademie für die Gestaltung des Denkmals. Vorgabe war, dass Katharina von Bora „kenntlich“ dargestellt würde, also nicht in abstrakter Form. Die an ihrem 447. Todestag enthüllte zwei Meter hohe Bronzeplastik zeigt die ehemalige Nonne, wie sie zielbewusst durch einen Rahmen schreitet, was die Bildhauerin kommentierte mit: „Die Bora kann man aus vielen Perspektiven betrachten. Mich hat besonders ihr Schritt aus dem Kloster in eine vollkommen unsichere Zukunft fasziniert. Wir kennen Situationen, die das Leben stark verändern. Der erste Schritt ist immer der schwierigste.“ Das Denkmal, das rund 80.000 DM kostete, war das erste errichtete Standbild für eine Frau des reformatorischen Zeitalters in Deutschland. |      |
| 1999                                                          | Olga von Oertzen, (1875–1961), Damenstift-Vorsteherin                                             | Ribnitz-Damgarten, Kloster Ribnitz                                                                             | Reinhard Dietrich                                       | Die kleine Plastik entstand im Auftrag des Lions-Club Ribnitz-Damgarten. Der Künstler entwickelte sie auf Basis von Gesprächen mit Leuten, die Olga von Oertzen noch persönlich kannten und sie „als sehr originelle, kantige Persönlchkeit beschrieben, die auch mal mit dem Knotenstock aufden Tisch haute, wenn ihr auf den Ämtern etwas zu langsam ging, denn sie hatte sich im und nach dem Krieg vehement für Flüchtlinge eingesetzt“. Ihr Hund Optimus war ihr ständiger Begleiter und sie rachte gern Zigarre . So zeigt die Skulptur die Vorsteherin des Damenstifts mit Hut und Stock, zu ihren Füßen ihren Hund. |      |
| 1999                                                          | Christina von Stommeln, auch Christina Bruso, (1242–1312), Begine                                 | Stommeln, Hauptstraße                                                                                          | Olaf Höhnen                                             | Die Errichtung des Denkmals wurde von J. Dünwald angeregt. |      |
| 1999                                                          | Katharina von Alexandrien (3./4. Jahrhundert), Heilige                                            | Hamburg, auf Ostgiebel von Hauptkirche Sankt Katharinen, Katharinenkirchhof 1                                  | Hans Kock                                               | Auf der Spitze des Ostgiebels der Hauptkirche St. Katharinen steht eine Bronzefigur, die die heilige Katharina von Alexandrien darstellt. Die Turmfigur ist das Pendant zu einer Holzfigur der Heiligen im Inneren der Kirche, die aus der ersten Hälfte des 15. Jahrhunderts stammt. Der Bildhauer Hans Kock hat auf den Blick aus der Ferne konzipiert und die Heilige in reduzierter Form mit schmaler Silhouette dargestellt. Ihr eng anliegendes Gewand scheint genau wie die langen Haare vom Wind bewegt zu werden. Die Figur hält ein goldenes Kreuz vor der Brust, die rechte Hand ist nach vorn gestreckt. Unterhalb der Figur wird am Giebel ein Rad gezeigt, das für das Folterinstrument steht, mit dem sie der Legende nach gequält wurde. |      |
| 1999                                                          | Clara Schumann (1819–1896), Pianistin                                                             | Baden-Baden, Lichtentaler Allee                                                                                |                                                         | [ 462 ] |      |
| 1999 aufgestellt, 1986/7 geschaffen                           | Clara Zetkin (1857–1933), Politikerin                                                             | Berlin, Marzahn                                                                                                | Gerhard Thieme                                          | Die Bronzestature stand ursprünglich vor dem Institut für Lehrerbildung „Clara Zetkin“ am S-Bahnhof Hohenschönhausen. Als das Institutsgelände verkauft und umgestaltet wurde, bewarb sich der Bezirk Marzahn erfolgreich um die Statue für den seit 1983 bestehenden Clara-Zetkin-Park in Marzahn. Am selben Standort gab es zuvor eine überlebensgroße Bronzebüste der Politikerin, die Walter Arnold bereits 1967 geschaffen hatte. Diese Büste wurde zu Beginn der 1990er Jahre gestohlen. |      |
| 1999                                                          | Lena Christ (1881–1920), Schriftstellerin                                                         | Glonn, am Rathaus                                                                                              | Johannes Gottwald                                       | Die Bronzebüste wurde 1999 auf Initiative des Glonner Galeristen und Begründer des Glonner Heimatmuseums Hand Kotzinger geschaffen, der für sich eine weitere Kopie hat anfertigen lassen. Die Kosten der Büste in Höhe von 6000 DM wurden von der Marktgemeinde und des Kultur- und Verschönerungsvereins Glonn getragen. Die Kopie ging nach Kotzingers Tod als Schenkung an das Glonner Heimatmuseum. |      |
| 3. April 2000                                                 | Lena Christ (1881–1920), Schriftstellerin                                                         | München, Ruhmeshalle                                                                                           | Martin Kargruber                                        | siehe Figurenensemble Ruhmeshalle in München Lena Christ und Klara Ziegler waren die ersten Frauen, die mit Büsten in der Münchner Ruhmeshalle geehrt wurden. |      |
| 3. April 2000                                                 | Klara Ziegler (1844–1909), Schauspielerin                                                         | München, Ruhmeshalle                                                                                           | Toni Preis                                              | siehe Figurenensemble Ruhmeshalle in München Lena Christ und Klara Ziegler waren die ersten Frauen, die mit Büsten in der Münchner Ruhmeshalle geehrt wurden. \| |      |
| 1. Mai 2000                                                   | Walburga (710–779), Äbtissin                                                                      | Ehrenbürg, Walberla, vor Walburgis-Kapelle                                                                     | Ernst Steinacker                                        | Die Bronzestatue ist mit den Attributen Äbtissinnenstab, Buch und Ölgefäß versehen. Sie wurde bei einem ökunemischen Gottesdienst eingeweiht, dem eine Gesprächsrunde mit bekannten Frauen folgte. |      |
| Dezember 2000                                                 | Else Lasker-Schüler (1869–1945), Dichterin                                                        | Wuppertal-Elberfeld, Rathaus                                                                                   | Ulle Hees                                               | Name: Das zerbrochene Herz Der Unternehmer Enno Springmann stiftete die 1,65 m hohe Stele. Die Skulptur zeigt ein zerbrochenes Herz, das die drei Begriffe Trauer, Exil und Poesie symbolisieren soll, für die Else Lasker-Schüler steht. Das Denkmal soll an Lasker-Schülers literarisches Schaffen und ihre erzwungene Emigration erinnern. Es stand zuerst im Eingang des Barmer Rathauses eine Heimat gefunden hatte, zog 2001 ins Schauspielhaus um und fand 2014 seinen heutigen Standort im Rathaus Elberfeld. |      |
| 2000                                                          | Erna Berger (1900–1900), Opern- und Konzertsängerin                                               | Dresden, Cossebaude, Erna-Berger-Straße, an der Ecke zur Hauptstraße                                           | Peter Makolies                                          | Die Gemeinde Cossebaude ließ die von Peter Makolies geschaffene Marmorsäule mit der Büste der Kammersängerin anlässlich ihres 100. Geburtstags aufstellen. Der Heimat- und Verschönerungsverein Cossebaude kümmert sich um die Pflege des Denkmals. |      |

#### 2001 bis 2010
| Aufgestellt                                                   | Dargestellte Person                                                                          | Standort                                                                                  | Künstler | Anmerkungen | Bild |
| ------------------------------------------------------------- | -------------------------------------------------------------------------------------------- | ----------------------------------------------------------------------------------------- | --- | --- | ---- |
| 20. April 2001                                                | Maria Wich („Tante Mieze“) (20. Jahrhundert), Heilerin                                       | Westerstede, Peterstraße 21                                                               | Gretel Heidemann | Auf Initiative von Gertrud Otten hin wurde Gretel Heidemann beauftragt, eine Büste zu schaffen, um an das Westersteder Original „Tante Mieze“ zu erinnern. Tante Mieze wurden besondere Heilkräfte zugeschrieben, weshalb sie von vielen Westerstedern sehr geschätzt wurde. |      |
| 19. Mai 2001                                                  | Magdalene Pauli (1875–1970), Schriftstellerin                                                | Bremen, Burglesum, im Knoops Park unterhalb der Villa Lesmona                             | Claus Homfeld | Stifter: Förderverein Knoops Park |      |
| 10. November 2001                                             | Euthymia Üffing (1914–1955), Clemensschwester                                                | Dinslaken, St. Vinzenz-Hospital, Park                                                     | Alfred Grimm | Anlässlich der Seligsprechung der Clemensschwester Euthymia am 7. Oktober 2001 beauftragte der Verwaltungsrat des St. Vinzenz-Hospitals den Künstler Alfred Grimm, zum Gedenken eine Außenplastik an dem Ort zu schaffen, an dem sich früher die Barbara-Baracken befanden. Dort war Schwester Euthymia ab Februar 1943 für die Pflege der ansteckend kranken Kriegsgefangenen und Zwangsarbeiter zuständig gewesen. Die Gedenkstätte wurde am 10. November 2001 von Weihbischof Heinrich Janssen eingeweiht. Das Ziel des Künstlers war, einen Eindruck von dem Ort zu vermitteln, an dem Schwester Euthymia wirkte. Dazu reproduzierte er die ehemalige Baracke als hölzerner Unterstand. In deren Innern sind in Bronze gegossen der Nachttisch der Schwester zu sehen, auf dem persönliche Gegenstände von ihr, die alte Jacke und ein Paar Arbeitsschuhe eines Kriegsgefangen und Operationsbesteck zu sehen sind. Daneben ist in einem Bilderrahmen das Portrait der erwachsenen Clemensschwester in Ordenstracht zu sehen, eingesteckt ein kleines Foto der jungen Emma Üffing. |      |
| 2001                                                          | Margarethe Engelhardt (gestorben 2001), Marktfrau                                            | Nürnberg, Hauptmarkt 12                                                                   | Barbara Kastl-Salaris | [ 479 ] |      |
| 2001                                                          | Else Heimburger, Süßwarenhändlerin                                                           | Boppard, Untere Marktstraße                                                               | Jutta Reiß | Name: Dat Schnuggelelsje Die Bronzeskulptur wurde vom Bopparder Verkehrs- und Verschönerungsverein in Auftrag gegeben. |      |
| 2001                                                          | Alexandra-Sophia Noack (1994–2000), Mordopfer                                                | Filderstadt, Bonlanden, im Bildungszentrum Seefälle                                       | Markus Wolf | Das Mahnmal wurde an der Stelle aufgestellt, an der Alexandra-Sophia Noack zum letzten Mal lebend gesehen wurde. |      |
| 2001                                                          | Lia Wöhr (1911–1994), Schauspielerin, Regisseurin, Tänzerin, Sängerin und Fernsehproduzentin | Frankfurt am Main, Gallus, am Lia-Wöhr-Platz                                              | | Am nach ihr benannten Platz wurde ein Gedenkstein mit Bronze-Relief, gestiftet vom Hessischen Rundfunk, aufgestellt. |      |
| 27. Juni 2002                                                 | Anna Maria Schwegelin (1729–1781), Dienstmagd                                                | Kempten, an der Südostseite des Residenzgebäudes der ehemaligen Benediktinerabtei         | | Die Errichtung des Brunnens als Erinnerungsort für Anna Maria Schwegelin, die 1775 als „Hexe“ verurteilt worden war, wurde durch die Kemptener Frauenliste finanziell unterstützt. Die ursprünglich geplante Gestaltung des Brunnens mit einem stilisierten Flügel (Entwurf der Künstlerinnen Waltraud Funk und Andrea Ziereis) über der Brunnenschale wurde nicht realisiert. Die Brunnenschale selber ist älter. 2018 wurde eine doppelseitige Informationsstelle neben dem Schwegelin-Brunnen enthüllt, auf der Details zum Lebensweg der Schwegelin und zum Prozess zu finden sind. |      |
| 28. August 2002                                               | Trude Herr (1927–1991), Volksschauspielerin, Theaterdirektorin                               | Köln, Trude-Herr-Park                                                                     | Elmar Schulte | Der Trude-Herr-Fanclub beauftragte das Denkmal, nachdem er vier Jahre dafür Spenden gesammelt hatte. Das Denkmal aus Stahl zeigt Trude Herr auf einem Marmorsockel in drei Posen: mit Mikro, wie man sie von der Bühne kannte, als Primaballerina das Tanzbein schwingend und mit erhobenem linken Arm den Klöppel hochhaltend, um auf die große Trommel zu hauen. Mit der Finanzierung in Höhe von mehr 51.000 Euro übernahm sich der Club allerdings. Es kam deshalb zu Streitigkeiten zwischen dem Club und dem Künstler Elmar Schulte sowie zur Schließung der Kleinkunstbühne, die vom Club betrieben wurde. Da das Geld fehlte, wurde der notwendige Schutzanstrich nicht aufgebracht. 2013 sanierte ein ortsansässiger Malermeister auf eigene Kosten das mit Farben beschmierte Denkmal und versah es mit einem Schutzanstrich. |      |
| August 2002                                                   | Bertrada die Ältere (geboren 660; gestorben nach 721), Stifterin                             | Prüm, Dechant-Christa-Weg                                                                 | Valentin Dietzen | Die Prümer Initiative Frauenschuh stiftete das Denkmal mit dem Ziel, die Stadt zu verschönern und an die Geschicht der Stadt zu erinnern. Das Denkmal besteht aus einem im Boden verankerten Thron aus Eisenprofilen un dKupferplatten, der fünf Zentner schwer ist. Auf der Rückenlehne ist die Klostergründerin Bertrada dargestellt. Sie hält die Stiftungsurkunde des Klosters aus dem Jahr 721 in der Hand. Geschaffen wurde der Thron vom Prümer Dachdeckermeister Valentin Dietzen. |      |
| September 2002                                                | Ludovica des Bordes (1787–1854), Stifterin, Mäzenin                                          | Alzenau, Wasserlos, Hahnenkammstraße                                                      | Theophil Steinbrenner | Im Rahmen der Ortskernsanierung wurde die Hahnenkammstraße umgestaltet. Dabei wurde dort das von Theophil Steinbrenner gestaltete Denkmal errichtet. Das Kunstwerk aus Sandsteinstele und Bronzefigur zeigt Ludovica des Bordes, die aus einem geöffneten Gitterfenster herausschaut und den zwei darunter stehenden Kindern etwas aus ihrem Liederbuch vorträgt. |      |
| 17. November 2002                                             | Rosel Heim (1902–1992), Kosmetikerin                                                         | Baden-Baden, Quettigstraße                                                                | Martin Schliessler | Die Stadt Baden-Baden stellte 1992 eine von Martin Schliessler, Schwiegersohn Rosel Heims, geschaffene Bronzebüste vor dem ehemaligen Wohnhaus der Unternehmerin auf. |      |
| 2002                                                          | Karolina Gerhardinger, genannt Mutter Theresia, (1797–1879), Ordensschwester                 | Freising, Korbinianbrücke                                                                 | | Ursprünglich stand nur eine Statue auf der Korbinianbrücke. In den 1990er Jahren entstand die Idee, in jede der acht halbkreisförmigen Ausbuchtungen auf der Brücke eine Statue einer Person mit Bezug zu Freising aufzustellen. 2002 wurde die Bronzestatue von Mutter Theresia eingeweiht. |      |
| 2002                                                          | Anna Elisabeth Luise von Brandenburg-Schwedt (1738–1820), Königin                            | Berlin, Spreeweg 1, Schloss Bellevue                                                      | Burckhart Klöter, Martin Goerres                                                                                               | Die Büste ist Ergebnis eines technischen Versuchs. Das Preußen-Museum Nord-Rhein-Westfalen in Wesel recherchierten Porträtdarstellungen der Prinzessin von Preußen aus dem 18. Jahrhundert. Diese übertrug Burkhard Klöter mittels Lasertechnik auf einen Gipsblock. Martin Goerres fertigte ein Modell davon und übertrug es in Marmor. Am 1. Juni 1999 wurde gemeinsam mit der Büste ihres Ehemannes August Ferdinand von Preußen an das Bundespräsidialamt. Die Büsten wurden auf Wunsch des Bundespräsidenten Johannes Rau 2002 beim Büstenrondell im Park des Schloss Bellevue aufgestellt. In der Nähe befindet sich der 1805 von Johann Gottfried Schadow geschaffene „Hochzeitsgedenkstein“, der zu ihrem 50. Hochzeitjubiläum geschaffen worden war. |      |
| 2002                                                          | Cécile Vogt (1875–1962), Medizinerin, Hirnforscherin                                         | Berlin, Buch, Campus Berlin-Buch, vor dem ehemaligen Institut für Hirnforschung (Haus 58) | Hans Scheib | Maße: 65 × 40 × 40 cm Die Bronze-Büsten für Cécile Vogt und ihren Mann Oskar Vogt wurden vom gleichen Künstler geschaffen und gemeinsam vor dem ehemaligen Institut für Hirnforschung aufgestellt. |      |
| 22. Februar 2003                                              | Sophie Scholl (1921–1943), Widerstandskämpferin                                              | Donaustauf, Walhalla, Büsten untere rechts vom Standbild Ludwigs I.                       | Wolfgang Eckert | siehe Figurenensemble Walhalla Die Büste der Sophie Scholl wurde in Walhalla an den prominenten letzten Platz neben der Tür gestellt. Neben ihr soll keine weitere Büste aufgestellt werden. Eine Gedenktafel auf dem Sockel ihrer Büste ehrt den Widerstand gegen den Nationalsozialismus: „Im Gedenken an alle, die gegen Unrecht, Gewalt und Terror des ‚Dritten Reichs‘ mutig Widerstand leisteten.“ |      |
| 2003                                                          | Alexandrine von Preußen (1803–1892), Prinzessin                                              | Ludwigslust, Alexandrinenplatz                                                            | Andreas Krämmer, Holger Lassen                                                                                                 | Name: Reitende Alexandrine 2002 entwickelten die Architektin Constanze Altemüller und der Architekt Elmar Torinus für Ludwigslust das Projekt „Kunst im Raum“, mit dem in der Stadt Orte des Verweilens geschaffen werden sollten. Das Bronzedenkmal wurde als Teil des Projekts 2003 aufgestellt. In den Reitsteg, auf dem Alexandrine dem Schloss entgegenreitet, ist ein Zitat Heinrich Heines von 1822 über die preußische Prinzessin eingearbeitet: „Aber jenes leuchtende majestätische Frauenbild, das da mit einem buntglänzenden Gefolge auf hohem Rosse vorbeifliegt, das ist unsere Alexandrine. Im braunen festanliegenden Reitkleide, einen runden Hut mit Federn auf dem Haupte und einer Gerte in der Hand gleicht sie jenen ritterlichen Frauengestalten, die uns aus dem Zauberspiegel alter Märchen so lieblich entgegen leuchten und wovon wir nicht unterscheiden können, ob sie Heiligenbilder sind oder Amazonen.“ Das Reiterdenkmal wurde am 12. Mai 2024 durch einen Verkehrsunfall schwer beschädigt. Es soll wieder aufgebaut werden. |      |
| 2003                                                          | Clara Schumann (1819–1896), Pianistin                                                        | Düsseldorf, Tonhalle, Eingang Helmut-Hentrich-Platz                                       | Franz Küster | 2003 wurden am Gebüde vier Büsten von Persönlichkeiten befestigt, die eng mit Düsseldorf verbunden waren. Neben Felix Mendelssohn Bartholdy, Robert Schumann und Norbert Burgmüller eine Büste von Clara Schumann. |      |
| 13. Dezember 2004 (aufgestellt), 23. März 2005 (eingeweiht)   | Lale Andersen (1905–1972), Sängerin                                                          | Langeoog, unterhalb des Wasserturms                                                       | Eva Recker | Name: Lale-Andersen-Denkmal Lale Andersen hielt sich zwischen 1945 und ihrem Tod oft auf Langeoog auf und ist dort auch begraben. |      |
| 2004                                                          | Elisabeth von der Pfalz (1618–1680), Äbtissin                                                | Herford, Elisabethstraße                                                                  | Wolfgang Knorr | Gestiftet von Fritz Streuber |      |
| 2004                                                          | Pauline Viardot (1821–1910), Opernsängerin                                                   | Baden-Baden, Lichtentaler Allee                                                           | Birgit Stauch | [ 462 ] |      |
| 22. Februar 2005                                              | Sophie Scholl (1921–1943), Widerstandskämpferin                                              | München, Ludwig-Maximilians-Universität München, Lichthof                                 | Nikolai Tregor Jr. | Die Einweihung fand im Rahmen der Premiere des Films Sophie Scholl – Die letzten Tage statt. Die Darstellerin der Sophie Scholl, Julia Jentsch, enthüllte die Büste, die vom Bildhauer auf eigene Initiative geschaffen worden war. Die Agentin von Nikolai Tregor hatte die Produzenten des Films auf die existierende Büste aufmerksam gemacht, was schließlich zur Aufstellung führte. Es handelt sich um den zweiten Guß der Büste. Der erste Guß steht im Rathaus von Forchtenberg. |      |
| 31. Oktober 2005                                              | Dorothea Meermann (1547–1619), Opfer der Hexenverfolgung                                     | Bernau, neben dem Henkerhaus                                                              | Annelie Grund | Das Denkmal für die Opfer der Hexenverfolgung in Bernau erinnert an die 25 Frauen und drei Männer, die zwischen 1536 und 1658 in Bernau wegen angeblicher Zauberei verfolgt, gefoltert und hingerichtet wurden. Die Künstlerin Annelie Grund, die das Denkmal anregte und entwarf, wollte mit dem Denkmal eine Art Balance zu den alljährlichen Hussitenfesten in Bernau schaffen, zu dessen beliebtesten Attraktionen das Nachspielen von öffentlichen Hexenverbrennungen gehört. Finanziert wurden die Kosten in Höhe von 15 000 Euro mit Hilfe des Landes Brandenburg, des Berufsverbandes Bildender Künstler, des Landkreises Barnim, der Stadt Bernau und der Spenden von Bernauer Bürgern. Das Denkmal besteht aus zwei fast drei Meter großen Metallstelen, die ein Flügelpaar aus zerbrochenem Glas halten. |      |
| 2005, 1991 geschaffen                                         | Walburga (710–779), Äbtissin                                                                 | Werl, Kirchplatz                                                                          | Jacques Germans | Das Original der Bronzestatue wurde 1991 geschaffen und 1992 in Zutphen, Niederlande, aufgestellt. Zu seinem 100-jährigen Bestehen stiftete der Rotary Club Werl einen Zweitguss der Statue. Sie weist etliche Attribute auf, die sich auf Ereignisse von Leben und Wirken der Heiligen beziehen: Äbtissinnenstab, Buch mit der Benediktinerregel, Ölgefäß, Krone, die auf ihre königliche Herkunft verweist, Schiff, das auf die Überfahrt von England verweist, Ochsenkarren, der auf die Überführung ihrer Gebeine im Jahr 879 nach Eichstätt verweist, und Hund, der sich auf den Hundeangriff auf Walburga bezieht. |      |
| 23. September 2006                                            | Juliana zu Stolberg (1506–1580), Stammmutter                                                 | Stolberg (Harz), auf der Terrasse des Schlosses                                           | Bernd Göbel | Anlässlich ihres 500. Todesjahres feierte Stolberg, initiiert vom Stolberger Traditions- und Geschichtsverein, 2006 ein Juliana-Jahr. Das Denkmal zeigt Juliana zu Stolberg, Stammmutter der niederländischen Königsfamilie, als junges Mädchen, ungefähr in dem Alter als sie Stolberg verließ. Da keine Bildquellen aus den jungen Jahren der Adeligen überliefert sind, hat sich der Bildhauer Bernd Göbel anhand von Briefen ihrem Charakter und ihrer Situation angenähert. Die Bronzefigur trägt ein einfaches Kleid und hat einen Blütenkranz im Haar, was ihre Kindlichkeit symbolisieren soll. Die Kugel, auf der die Figur steht ist, soll den kleinen Ausschnitt der Welt darstellen, den sie vor Verlassen Stolbergs um zu Heiraten nur kannte. In der rechten Hand hält sie ein Buch, mit der linken Hand drückt sie einen kranken Vogel an ihre Brust, was für ihre soziale Ader und ihr stets offenes Ohr für Schutzbedürftige sowie ihre Wissbegierigkeit stehen soll. Die Baufirma Wayss & Freytag, die zu einem niederländischen Konzern gehört, sponsorte das 17.000 Euro teure Denkmal. |      |
| Dezember 2006                                                 | Anna Maria Kröger (gestorben 1697), Opfer der Hexenverfolgung                                | Grimmen, am Verwaltungsgebäude Lange Straße 48                                            | Gisela Krüger | Inschrift: „1697 wurde Anna Kröger als Hexen in Grimmen verbrannt“ Anna Maria Kröger, die Frau des Baders, war die letzte angebliche Hexe, die in Grimmen verbrannt wurde. Das war am 16. März 1697. Insgesamt sieben Hexenprozesse sind für Grimmen nachgewiesen. Der Bürgermeister Benno Rüster initiierte 2006 das Denkmal in Form eines Bronzereliefs. |      |
| 2006                                                          | Theophanu (um 960–991), Kaiserin                                                             | Eschwege, vor Marktkirche St. Dionys                                                      | Karin Bohrmann-Roth | Die Kalkstein-Statue wurde auf Initiative des Lions Clubs Eschwege aufgestellt. |      |
| 2006                                                          | Katharine Well, auch Welle Kättchen, gestorben 1921, Tagelöhnerin                            | Prüm, Stadtteil Duppborn, Ritzstraße / Hahnstraße                                         | Valentin Dietzen | Die Kupfer-Figur stellt die „Welle Kättchen“ und eine ihrer Ziegen an der Tränke dar. Sie wurde auf Initiative und mit Unterstützung von Nachbarn am Duppborn vom Prümer Dachdeckermeister und Künstler Valentin Dietzen geschaffen. |      |
| 28. April 2007                                                | Annette von Droste-Hülshoff (1797–1848), Schriftstellerin                                    | Meersburg, Hafenmole                                                                      | Peter Lenk | Die 13 Meter hohe Plastik „Magische Säule“ besteht aus Metall, die angebrachten Figuren sind aus Beton gegossen. An der Spitze der Plastik ist Annette von Droste-Hülshoff als „freie Möwe“ dargestellt. Der Bildhauer bezog sich dabei auf zwei von ihr in Meersburg verfasste Gedichte, nämlich auf „Am Turme“ von 1841/42, in dem es heißt, dass sie „zischend über das brandende Riff / Wie eine Seemöwe streichen“ möchte, und auf „An Philippa“ von 1843, in dem sie ihren Wunsch nach Metamorphose formulierte: „O, könnte ich der Möwe gleich / Umkreisen es in lust'gen Ringen, / O, wäre mein der Lüfte Reich, / Mein junge, lebensfrische Schingen“. Laut Helmut Weidwase hat die Droste-Möwe „Dynamik in der Haltung und poetische Energie“. Die Säule wurde vom Vorsitzenden des Verschönerungsvereins Meersburg Dieter Baumann initiiert. Der Verein beauftragte Darstellungen der Dichterin und des Hypnotiseurs Franz Anton Mesmer. Doch aus ästhetischen Gründen ergänzte Lenk weitere Figuren mit Bezug zu Meersburg, „weil die Säule sonst zu leer gewesen wäre“, wodurch sich die Kosten um 20.000 € erhöhten. Die Finanzierung der Kosten in Höhe von 100.000 € erfolgte durch den Verschönerungsverein (10.000 €), den Förderverein Hafenmole (70.000 €) und die Stadt Meersburg (20.000 €). |      |
| 1899 (Büste), 20. November 2007 (Denkmal)                     | Paula Modersohn-Becker (1876–1907), Malerin                                                  | Bremen, Wallanlagen                                                                       | Clara Westhoff (Büste), Hawoli (Steinsockel)                                                                                   | Clara Westhoff fertigte die Büste ihrer Freundin Paula Becker ein Jahr nach ihrem Kennenlernen an. Es sollte ein Symbol ihrer Freundschaft und der gemeinsamen Leidenschaft für die Kunst sein. Das Original der Büste wird in der Sammlung der Kunsthalle Bremen ausgestellt. Zum 100. Todestag der Künstlerin wurde das Denkmal eingeweiht. |      |
| 19. Dezember 2007 (Grabstein 1901, Sockel und Medaillon 2007) | Ida Seele (1825–1901), Kindergärtnerin                                                       | Nordhausen, im Garten der Kindereinrichtung „Ida Vogeler-Seele“                           | Peter Genßler | Inschrift: „Hier ruht die erste Kindergärtnerin der Welt - genannt Fröbels Ida.“ 1964 wurde auf Veranlassung der damaligen Leiterin der Kindereinrichtung der Ida Seeles Grabstein vom alten Friedhof geholt und in den Garten der Einrichtung gesetzt. 1975 wurde der Stein restauriert. Nachdem der Grabstein stark verwittert und die Inschriften nicht mehr lesbar waren, wurde er 2007 auf Kosten des Jugendsozialwerks erneut restauriert und mit Sockel und Medaillon zu einem Denkmal für Ida Seele gestaltet. Das Denkmal ist 1,2 m hoch und besteht aus dem sanierten Grabstein sowie aus einem Sockel mit Medaillon. Das Medaillong zeigt Ida Seele und wurde auf Basis von zwei Bildnissen Seeles modelliert. |      |
| 2007                                                          | Elisabeth von Thüringen, genannt Heilige Elisabeth, (1207–1231), Prinzessin                  | Eisenach, Wartburg, Auf der Wartburg 2                                                    | Steffen Ahrens, Karl-Heinz Appelt, Thomas Duttenhoefer, Lutz Hellmuth, Martin Konietschke, Regina Lange, Christoph Reichenbach | In der Wartburg gibt es die Elisabethgalerie, die Moritz von Schwind 1855 mit Bildern der sogenannten Werke der Barmherzigkeit der heiligen Elisabeth ausgeschmückt hat. Gefördert von der Sparkassen-Kulturstiftung Hessen-Thüringen schufen die sieben Kunstschaffenden anlässlich des 800. Geburtstages der Heiligen Elisabeth im Jahr 2007 Skulpturen, die die sieben Werke der Barmherzigkeit darstellen: - Die Hungrigen speisen von Christoph Reichenbach - Die Durstigen tränken von Steffen Ahrens - Die Nackten bekleiden von Thomas Duttenhoefer - Die Heimatlosen beherbergen von Regina Lange - Die Kranken pflegen von Karl-Heinz Appelt - Die Gefangenen trösten von Lutz Hellmuth - Die Toten begraben von Martin Konietschke |      |
| 2007                                                          | Sophie Henschel (1841–1915), Unternehmerin und Mäzenin                                       | Kassel, Mönchebergstr. 3, vor Sophie-Henschel-Haus                                        | Hildegard Jaekel | Das Denkmal aus Stahl hat die Form eines Stehpults. |      |
| 3. Mai 2008                                                   | Bertha Benz (1849–1944), Automobil-Pionierin                                                 | Pforzheim, vor dem CongressCentrum Pforzheim                                              | René Dante | Das Denkmal entstand im Auftrag des Pforzheimer Verkehrsvereins. An der Enthüllung nahmen die Urenkelin von Bertha Benz, Jutta Benz, Repräsentanten der Stadt Pforzheim sowie Vertreter der Daimler AG teil. |      |
| 27. Mai 2008                                                  | Louise von Baden (1779–1826), Zarin                                                          | Baden-Baden, Rathausgarten                                                                | Salavat Aleksandrovich Shcherbakov                                                                                             | Die Statue ist ein Geschenk der „Bank Am Roten Tor AG“ Moskau an die Stadt Baden-Baden auf Initiative der Turgenev Gesellschaft Deutschland. |      |
| 28. Mai 2008                                                  | Katharina Pawlowna (1788–1819), Königin                                                      | Stuttgart, Hohenheim, Hohenheimer Gärten                                                  | Markus Wolf | Zum 220. Geburtstag von Katharina Pawlowna von Russland, Königin von Württemberg, wurde oberhalb des Weinbergs ein Denkmal gesetzt. |      |
| 21. Juni 2008                                                 | Clara Schumann (1819–1896), Pianistin                                                        | Schmorsdorf, unter der 1000-jährigen Linde                                                | Hans Kazzer | Der Maxener Heimatverein gab das Denkmal im Auftrag. Der Künstler, der zehn Jahre bereits eine Büste Robert Schumanns für den Kurpark Kreischas modellierte, verwendete mehrere Zeichnungen, die Clara Schumann als 19-Jährige zeigen, für seinen Entwurf der Bronzebüste. Die Büste steht auf einem Steinsockel. 80 Prozent der Kosten für das Denkmal wurden vom Landkreis übernommen. |      |
| 19. Oktober 2008                                              | Emerenz Meier (1874–1928), Volksdichterin                                                    | Passau, Ort 29                                                                            | Christine Wagner | Zum 80. Todestag der Heimatdichterin wurde in Passau ein Denkmal für die Heimatdichterin errichtet, das vom Soroptimist International Club Passau gestiftet wurde. Das 2 m hohe Denkmal wurde in der Nähe des ehemaligen Wirtshauses Zum Koppenjäger aufgestellt. Auf einem Sockel aus Granit steht eine Bronzebüste, die den Körper Emerenz Meiers vom Kopf bis knapp oberhalb ihrer Taille darstellt. Meier wird im Alter von Anfang 30 gezeigt und ist in einer klassischen Tracht gekleidet, die aus einer langärmeligen, hochgeschlossenen Bluse mit Rüschen vorne und einem figurbetont geschnittenen Oberteil mit angedeutetem Schößchen besteht. Während sie den linken Arm, der sich schräg vor ihrem Bauch befindet, angewinkelt hält, verschwindet ihr rechter Arm unter dem Schößchen des Oberteils. Das Haar der Heimatdichterin ist hinten zusammengebunden und wird durch ein traditionelles Kopftuch verdeckt, welches den Rücken der Frau mit zwei lang gezogenen Enden hinabfällt. |      |
| 2008, 2006 entworfen                                          | Juliane zu Hessen-Kassel (1773–1860), Äbtissin                                               | Itzehoe, Prinzeßhof                                                                       | Anthony Newsom | Als Teil der Bürgerbeteiligung im Rahmen der Umgestaltung der Parkanlage des Prinzeßhofs wurde 2006 ein Gestaltungswettbewerb durchgeführt, in dessen Rahmen Anthony Newsom die Figuren für Juliane zu Hessen-Kassel, Louise von Schleswig-Holstein-Glücksburg und Marie von Schleswig-Holstein-Sonderburg-Glücksburg geschaffen. Die drei Prinzessinnen aus dem Hause Schleswig-Holstein-Sonderburg-Glücksburg hatten nacheinander im Prinzeßhof gelebt und als Äbtissinnen des Adeligenklosters Itzehoe gewirkt. Sie waren aufgrund ihres sozialen Engagements in der Stadt hoch angesehen. Die drei Figuren wurden aus Cortenstahl gefertigt, bei dem sich durch Witterung eine Rostpatina bildet. |      |
| 2008, 2006 entworfen                                          | Louise von Schleswig-Holstein-Glücksburg (1820–1894), Äbtissin                               | Itzehoe, Prinzeßhof                                                                       | Anthony Newsom | Als Teil der Bürgerbeteiligung im Rahmen der Umgestaltung der Parkanlage des Prinzeßhofs wurde 2006 ein Gestaltungswettbewerb durchgeführt, in dessen Rahmen Anthony Newsom die Figuren für Juliane zu Hessen-Kassel, Louise von Schleswig-Holstein-Glücksburg und Marie von Schleswig-Holstein-Sonderburg-Glücksburg geschaffen. Die drei Prinzessinnen aus dem Hause Schleswig-Holstein-Sonderburg-Glücksburg hatten nacheinander im Prinzeßhof gelebt und als Äbtissinnen des Adeligenklosters Itzehoe gewirkt. Sie waren aufgrund ihres sozialen Engagements in der Stadt hoch angesehen. Die drei Figuren wurden aus Cortenstahl gefertigt, bei dem sich durch Witterung eine Rostpatina bildet. |      |
| 2008, 2006 entworfen                                          | Marie von Schleswig-Holstein-Sonderburg-Glücksburg (1859–1941), Äbtissin                     | Itzehoe, Prinzeßhof                                                                       | Anthony Newsom | Als Teil der Bürgerbeteiligung im Rahmen der Umgestaltung der Parkanlage des Prinzeßhofs wurde 2006 ein Gestaltungswettbewerb durchgeführt, in dessen Rahmen Anthony Newsom die Figuren für Juliane zu Hessen-Kassel, Louise von Schleswig-Holstein-Glücksburg und Marie von Schleswig-Holstein-Sonderburg-Glücksburg geschaffen. Die drei Prinzessinnen aus dem Hause Schleswig-Holstein-Sonderburg-Glücksburg hatten nacheinander im Prinzeßhof gelebt und als Äbtissinnen des Adeligenklosters Itzehoe gewirkt. Sie waren aufgrund ihres sozialen Engagements in der Stadt hoch angesehen. Die drei Figuren wurden aus Cortenstahl gefertigt, bei dem sich durch Witterung eine Rostpatina bildet. |      |
| 2008                                                          | Franziska Streitel (1844–1911), Ordensschwester                                              | Mellrichstadt, Rossmarkt                                                                  | Karlheinz Oswald | Die lebensgroße Eisenfigur der Ordensschwester wurde auf dem neu gestalteten Rossmarkt aufgestellt. |      |
| 20. Januar 2009                                               | Margarete Bieber (1879–1978), Archäologin                                                    | Gießen, Plockstraße                                                                       | Henrich Wienecke | Siehe Figurenensemble Gießener Köpfe 2009 ehrte die Stadt Gießen Margarete Bieber mit einem Denkmal in der Plockstraße im Rahmen der Reihe „Gießener Köpfe“. Die Bronzebüste wurde von Bärbel Dieckmann geschaffen. |      |
| 20. Januar 2009                                               | Hedwig Burgheim (1887–1943), Pädagogin                                                       | Gießen, Plockstraße                                                                       | Bärbel Dieckmann | Siehe Figurenensemble Gießener Köpfe 2009 ehrte die Stadt Gießen Hedwig Burgheim mit einem Denkmal in der Plockstraße im Rahmen der Reihe „Gießener Köpfe“. Die Bronzebüste wurde von Bärbel Dieckmann geschaffen. Die Büste wurde in den folgenden Jahren mehrfach vandaliert. |      |
| 20. Januar 2009                                               | Agnes von Zahn-Harnack (1884–1950), Lehrerin                                                 | Gießen, Plockstraße                                                                       | Bärbel Dieckmann | Siehe Figurenensemble Gießener Köpfe 2009 ehrte die Stadt Gießen Agnes von Zahn-Harnack mit einem Denkmal in der Plockstraße im Rahmen der Reihe „Gießener Köpfe“. Die Bronzebüste wurde von Bärbel Dieckmann geschaffen. |      |
| 22. März 2009                                                 | Margarete von Minden, kurz Grete Minde, um 1593–1619, Patriziertochter                       | Tangermünde, vor historischem Rathaus                                                     | Lutz Gaede | An ihrem 390. Todestag wurde die lebensgroße Bronzestatue Grete Mindes enthüllt. Initiiert wurde das Denkmal durch den Museumsvereins Tangermünde, der zur Finanzierung der 20.000 Euro teuren Figur Spenden sammelte. Der Künstler Lutz Gaede hatte sich schon 1996 mit der Geschichte von Grete Minde beschäftigt. Ab Herbst 2008 arbeitete er dann an der Figur, die dann in Berlin gegossen wurde. Sie zeigt eine junge Frau, in Ketten gelegt und mit traurigem Gesichtsausdruck. |      |
| 25. März 2009                                                 | Edith Stein (1891–1942), Philosophin                                                         | Berlin, Moabit, Straße der Erinnerung im Spree-Bogen                                      | Bert Gerresheim | Siehe Figurenensemble Straße der Erinnerung Inschriften: „Alles Abstrakte ist letztlich Teil eines Konkreten. Alles Tote dient letztlich dem Lebendigen. Jede abstrakte Tätigkeit steht darum letztlich im Dienst eines lebendigen Ganzen.“, „Für die äußere Betrachtung ist der Leib als das in die Sinne Fallende das Erste und der Geist das Letzte. Von innen her gesehen ist der selbstbewusste Geist das Erste und der Körper das Entfernteste und Letzte.“ Die Büste Edit Steins war die sechste Skulptur für eine Persönlichkeit, die in der Straße der Erinnerung aufgestellt wurde. |      |
| 23. April 2009                                                | Emmy Noether (1882–1935), Mathematikerin                                                     | München, Ruhmeshalle                                                                      | Matthias Gangkofner | siehe Figurenensemble Ruhmeshalle in München Die Büste wurde gemeinsam mit fünf weiteren in der Ruhmeshalle enthüllt. Die Auswahl der Geehrten hatte eine Expertenkommission unter Federführung des Bayerischen Staatsministeriums für Wissenschaft, Forschung und Kunst getroffen. Dem Vorschlag stimmte der Bayerische Ministerrat am 15. Januar 2007 zu. |      |
| 23. April 2009                                                | Therese von Bayern (1850–1925), Ethnologin                                                   | München, Ruhmeshalle                                                                      | Toni Preis | siehe Figurenensemble Ruhmeshalle in München Die Büste wurde gemeinsam mit fünf weiteren in der Ruhmeshalle enthüllt. Die Auswahl der Geehrten hatte eine Expertenkommission unter Federführung des Bayerischen Staatsministeriums für Wissenschaft, Forschung und Kunst getroffen. Dem Vorschlag stimmte der Bayerische Ministerrat am 15. Januar 2007 zu. |      |
| 25. Juni 2009                                                 | Edith Stein (1891–1942), Philosophin                                                         | Donaustauf, Walhalla, Büsten untere rechts vom Standbild Ludwigs I.                       | Johann Brunner | siehe Figurenensemble Walhalla |      |
| 8. November 2009                                              | Pauline Maier (1877–1942), Krankenschwester                                                  | Baiertal, vor dem Bürgerhaus                                                              | Antal Sándor | Die Bürgerstiftung Kunst für Wiesloch e.V. initiierte und finanzierte das Denkmal für Pauline Maier. Das Bronzedenkmal mit den Maßen 53 × 37 × 25 cm steht auf einem Sockel (112 × 40 × 32 cm) und einer Bodenplatte (50 × 50 cm), beides aus rotem Sandstein. Die Modellierung erfolgte nach einer Fotografie. |      |
| 2009                                                          | Emma von Lesum (975/980–1038), Gutsbesitzerin                                                | Bremen, Burglesum, Lesumer Markt                                                          | Christa Baumgärtel unter Beteiligung von Lothar Rieke                                                                          | Name: Gräfin-Emma-Denkmal Das Bronzedenkmal entstand im Auftrag des Heimat- und Verschönerungsvereins Lesum. |      |
| 2009                                                          | Romy Schneider, 1938–1982, Schauspielerin                                                    | Schönau am Königssee, beim Musikpavillon am Rathaus                                       | Walter Andreas Angerer | Anlässlich ihres 70. Geburtstags beantragte ein Schönauer Bürger beim Gemeinderat, für sie ein Denkmal in Schönau zu errichten, da sie an diesem Ort bis zu ihrem 19. Geburtstag gelebt hatte. Der Künstler Walter Angerer entwarf einen Negativ-Scherenschnitt dafür, der in Stahl ausgeführt wurde und auf einer Säule platziert wurde. |      |
| 2. Juni 2010                                                  | Bertha Klingberg (1898–2005), Blumenbinderin                                                 | Schwerin, Ostorf, Bertha-Klingberg-Platz, Burgseeufer                                     | Bernd Streiter | Die Blumenbinderin und Straßenverkäuferin Bertha Klingberg hatte Anfang der 1990er-Jahre rund 17.000 Unterschriften dafür gesammelt, dass Schwerin die Landeshauptstadt von Mecklenburg-Vorpommern wird. Dafür hatte sie den Ehrenring der Stadt erhalten. Der Förderverein für die Bundesgartenschau 2009 in Schwerin hatte das Denkmal initiiert und dafür Spenden gesammelt. Ein Großteil des Geldes kam durch den Verkauf von 8000 Rosenstöcken aus dem Buga-Rosengarten zusammen. 40.000 Euro wurden benötigt. Die lebensgroße Statue, die Klingberg in ihrer Rehnaer Tracht sitzend und mit einem Blumenstrauß in den Händen zeigt, wurde zum 850-jährigen Stadtjubiläum aufgestellt. |      |
| 9. Juli 2010                                                  | Katharina II. (1729–1796), Zarin                                                             | Zerbst/Anhalt, Schloss Zerbst, im Schlossgarten                                           | Michail Wladimirowitsch Perejaslawez                                                                                           | Die Idee für das Denkmal entstand im August 1995 bei der Eröffnung einer Dauerausstellung zu Leben und Wirken der in Zerbst geborenen Prinzessin, die ein 1992 gegründeter internationaler Förderverein „Katharina II.“ organisiert hatte. Damals wurde die Denkmal-Idee mit dem Bildhauer Michail Perejaslawez diskutiert und als Ziel Katharinas 270. Geburtstag 1999 vereinbart. Der Stadtrat sah in einem Beschluss von 1998 Schlossgarten als Ort des Denkmals vor, doch wegen fehlender Finanzierung entwickelte sich die Idee nicht weiter. 2009 bot ein russischer Geschäftsmann der Stadt an, eine Skulptur Katharinas des deutsch-britisch-israelischen Bildhauers Frank Meisler zu finanzieren, allerdings in anderer Größe und an anderem Ort. Doch diese Offerte scheiterte schließlich auch an der Finanzierung. Danach nahm der Förderverein erneut Kontakt mit Perejaslawez auf, der bereit war, das Denkmal im Wert von 230.000 € der Stadt zu schenken. Am 18. November 2009 stimmten die Stadträte zu, die Schenkung anzunehmen. Daraufhin schuf Perejaslawez die Bronzefigur, die 4,70 m groß ist, in Moskau. Im April 2010 wurde sie nach Zerbst transportiert, was eine Woche dauerte. Nach einem Festakt mit einem Konzert der Anhaltischen Philharmonie am 9. Juli 2010 in der Stadthalle wurde das Denkmal von Perejaslawez, von Sachsen-Anhalts Staatsminister Rainer Robra, von Landrat Uwe Schulze sowie Bürgermeister Helmut Behrendt enthüllt. Auch der Gesandte der Botschaft der Russischen Föderation, Alexander Petrow, nahm teil. Die Ganzkörper-Figur des Denkmals zeigt eine historistische Darstellung Katharinas als junge Frau. Ihre linke Hand schwebt über den Insignien ihrer künftigen Macht. |      |
| 9. September 2010                                             | Tisa von der Schulenburg (1903–2001), Bildhauerin und Malerin                                | Dorsten, Ostgraben, gegenüber dem Gymnasium St. Ursula Dorsten                            | Judit Hölzle und Jugendkunstprojekt des Dorstener Kunstvereins                                                                 | Name: Erinnerungsgarten für Tisa. Auf Basalt-Kleinpflaster sind fünf sandfarbene Betonstelen mit Aluminiumköpfen kreisförmig angeordnet. Die Stelen thematisieren mit jeweils vier Tafeln (Zeichnungen der Künstlerin, Text) Teile aus von der Schulenburgs Leben, ihre Ansichten und Beziehungen der projektbeteiligten Schülerschaft dazu. |      |
| 18. Oktober 2010                                              | Sophie Sabina Apitzsch (1692–1752) alias „Prinz Lieschen“, Hochstaplerin                     | Lunzenau, Markt                                                                           | Konrad Hunger | Name: Prinz-Lieschen-Brunnen Bei der Neugestaltung des Marktes im Jahr 1997 wurde der Brunnen errichtet. Der Lunzenauer Künstler Konrad Hunger regte an, eine Figur zu ergänzen. 2010 wurde die bronzene Brunnenfigur, die Hunger gestaltet hatte, enthüllt. |      |
| 2010                                                          | Bertha Benz (1849–1944), Automobil-Pionierin                                                 | Neulingen, Bauschlotter Anger (an der Bertha Benz Memorial Route)                         | Kurt Tassotti | [ 567 ] |      |
| 2010                                                          | Luise von Sachsen-Gotha-Altenburg (1800–1831), Herzogin                                      | St. Wendel, auf der Treppe des alten Rathauses                                            | Kurt Tassotti | Das Denkmal entstand auf Initiative des St. Wendeler Bürgermeisters. Der Standort, das alte Rathaus, ist der ehemalige Wohnsitz von Luise von Sachsen-Gotha-Altenburg. |      |
| vor 2010 aufgestellt, 2005 geschaffen                         | Loki Schmidt (1919–2010), Lehrerin                                                           | Hamburg, Loki-Schmidt-Garten, Botanischer Garten der Universität Hamburg                  | Manfred Silhe-Wissel | Manfred Sihle-Wissel schuf den bronzenen Porträtkopf 2005. Im Oktober 2012 wurde der Botanische Garten Klein Flottbek in Loki-Schmidt-Garten umbenannt. Der Porträtkopf war noch zu Loki Schmidts Lebzeiten auf einer Granitstele im Botanischen Garten der Universität Hamburg aufgestellt worden. |      |

#### 2011 bis 2020
| Aufgestellt                        | Dargestellte Person                                                                         | Standort                                                                  | Künstler                                                                       | Anmerkungen | Bild |
| ---------------------------------- | ------------------------------------------------------------------------------------------- | ------------------------------------------------------------------------- | ------------------------------------------------------------------------------ | --- | ---- |
| Mai 2011                           | Bertrada die Ältere (geboren 660; gestorben nach 721), Stifterin                            | Prüm, Dechant-Christa-Weg                                                 | Valentin Dietzen                                                               | Die Kupferfigur wurde neben dem schon bestehenden Bertrada-Thron platziert. Sie ist Teil des Karolingerwegs, der die Geschichte der Stadt zeigen soll. |      |
| Juni 2011                          | Helge Pross (1927–1984), Soziologin                                                         | Gießen, am Neuen Schloss                                                  | Thomas Burhenne                                                                | Siehe Figurenensemble Gießener Köpfe Als Geschenk des Soroptimist International Club Gießen an die Stadt wurde als Teil der Reihe „Gießener Köpfe“ eine Büste für Helge Pross auf dem Gelände der Universität Gießen am Neuen Schloss aufgestellt. |      |
| 4. September 2011                  | Heidi Kabel (1914–2010), Volksschauspielerin                                                | Hamburg, Heidi-Kabel-Platz                                                | Inka Uzoma                                                                     | Das Hamburger Abendblatt initiierte ein Denkmal für die beliebte Volksschauspielerin. Die Künstlerin Inka Uzoma nahm für die lebensgroße Bronzestatue eine Theaterszene zum Vorbild, die Heidi Kabel mitten im Gespräch zeigt. Das Denkmal zeigt die Schauspielerin mit Schürze, sie stützt eine Hand in die Hüfte und gestikuliert mit der anderen. Zum Festakt zur Enthüllung des Denkmals am 4. September 2011 kamen 5000 Menschen. Die Stadt benannte gleichzeitig den ehemaligen Hachmannplatz in Heidi-Kabel-Platz um. |      |
| 2011                               | Lotte Zimmer (1813–1879), Zimmerwirtin                                                      | Tübingen, Bursaplatz                                                      | Johannes Kares                                                                 | Zu Friedrich Hölderlins 241. Geburtstag wurde ein Denkmal für Lotte Zimmer, seiner langjährige Pflegerin, eingeweiht. Die Bronzeskulptur ist fast drei Meter hoch und besteht aus drei breiten, beinahe mannshohen Flächen, die ein leicht schräges Gefäß bilden, aus dem ein Stab ragt, was wohl einen dreieckigen Kutter-Eimer mit Stiel darstellt. |      |
| 3. Juli 2012, 2016 versetzt        | Tana Schanzara (1925–2008), Schauspielerin                                                  | Bochum, Tana-Schanzara-Platz                                              | Anselm Weber (Entwurf), Karl Ulrich Nuss (Bronzeguss)                          | Am 15. Juli 2010 benannte die Stadt Bochum zu Ehren der zwei Jahre zuvor verstorbenen Tana Schanzara den bisherigen Westfalenplatz gegenüber dem Schauspielhaus in Tana-Schanzara-Platz um. Im März 2011 kritisierte die Westdeutsche Allgemeine Zeitung (WAZ) die mangelnde Repräsentativität des Platzes und verglich ihn mit einer „unaufgeräumten Hundewiese“. Bei einem von der WAZ durchgeführten öffentlichen Austausch beschlossen Vertreterinnen und Vertreter von Politik, Stadtverwaltung und Schauspielhaus die Errichtung eines Denkmals für Schanzara. Die WAZ rief die Allgemeinheit auf, Ideen für die Gestaltung des Denkmals beizusteuern. Die Jury entschied sich für den Vorschlag einer Leserin, Schanzara auf einer Bank unter dem Kirschbaum auf ihrem Platz zu präsentieren, wobei die Bank neben ihr bewusst Raum für weitere Sitzende lässt. Der Bildhauer Karl Ulrich Nuss machte den Bronzeguss nach einem Entwurf des Intendanten des Schauspielhauses Anselm Weber. Die Kosten für die Fertigung betrugen 45.000 Euro. Die Bronzestatue ist 1,50 m groß. Sie zeigt Tana Schanzara mit einem Buch neben sich, mit einer Baskenmütze auf dem Kopf und einer einladenden Geste. Die Statue stand zunächst auf dem Theaterplatz und zog nach Abschluss von Umbauarbeiten 2016 auf ihren endgültigen Standort auf dem Tana-Schanzara-Platz. |      |
| 2012                               | Else von Carlberg (1883–1970), Künstlername Sent M’Ahesa, Ägyptologin und Ausdruckstänzerin | Worpswede, am Eingang der Worpsweder Kunsthalle, Bergstraße               | Bernhard Hoetger                                                               | Name: Die Tänzerin (gleich mit der Statue auf dem Schildplatz in Dortmund-Hörde) Der Entwurf für die Bronzeganzfigur stammt von 1922, als Hoetger in Worpswede lebte. Bekannt sind drei Abgüsse. Die Bronzestatue hat eine Größe von 156 × 70 × 47 cm und wurde im Zuge der Neugestaltung des Eingangsbereichs auf dem kleinen Vorplatz 2012 aufgestellt. Der Körper der Tänzerin Sent M'Ahesa ist nur wenig modelliert und leicht nach links gerichtet. Der rechte Arm liegt eng am Körper, der linke ist abgewinkelt nach hinten geführt, wobei die Hand leicht auf der Hüfte liegt. Der Kopf ist etwas erhoben, sodass M'Ahesa in die Ferne zu schauen scheint. Hintergrund: Else von Carlberg lebte ab 1917 etwa acht Jahre bei den Hoetgers in Worpswede. |      |
| 2012                               | Helena Demuth (1820–1890), Haushälterin                                                     | St. Wendel, alte Stadtmauer in St. Wendel                                 | Kurt Tassotti                                                                  | Die Bronze-Statue von Lenchen Demuth wurde an dem Ort aufgestellt, an dem zu dem Zeitpunkt der Ort ihres Elternhauses vermutet wurde. Die schwangere Demuth betrachtet ein Bild des mutmaßlichen Kindsvaters Karl Marx. |      |
| 2012                               | Elisabeth von Thüringen, genannt Heilige Elisabeth, (1207–1231), Prinzessin                 | Eisenach, vor dem Elisabeth-Gymnasium                                     | Peter Schäfer gemeinsam mit Schülern und Schülerinnen des Elisabeth-Gymnasiums | Das Denkmal aus Metall wurde innerhalb eines vier Tage dauernden Schulprojekt geschaffen. |      |
| 2012                               | Ida Noddack (1896–1978), Chemikerin                                                         | Wesel, Obrighoven-Lackhausen, Ida-Noddack-Straße                          | Andreas Krämmer                                                                | Die Büste wurde auf Anregung des Bürgerforums Lackhausen und mit Unterstützung der Firma BYK aufgestellt. |      |
| 2012                               | Wilhelmine von Preußen (1709–1758), Markgräfin                                              | Bayreuth, Schlossterrassen                                                | Johann Lorenz Wilhelm Räntz                                                    | Bronzeabguss der Potsdamer Statue von Johann Lorenz Wilhelm Räntz |      |
| 26. Juni 2013                      | Käthe Kollwitz (1867–1945), Bildhauerin                                                     | Berlin, Moabit, Straße der Erinnerung im Spree-Bogen                      | Christine Dewerny                                                              | Siehe Figurenensemble Straße der Erinnerung Inschriften: „Ich will wirken in dieser Zeit, in der die Menschen so ratlos und hilfsbedürftig sind“, „Nie habe ich eine Arbeit kalt gemacht, sondern immer gewissermaßen mit meinem Blut. Das müssen die, die sie sehen, spüren.“ Die Büste Käthe Kollwitz' war die neunte Skulptur für eine Persönlichkeit, die in der Straße der Erinnerung aufgestellt wurde. |      |
| 14. September 2013                 | Agnes Bernauer (1410–1453), Herzogs-Geliebte/Ehefrau                                        | München, Obermenzing, Schloss Blutenburg, Vorbereich                      | Joseph Michael Neustifter                                                      | Name: „Ein Denkmal für die Liebe“ Die Bronze-Stele wurde vom Ehepaar Ursula und Fritz Heimbüchler gestiftet. |      |
| 21. September 2013                 | Bertha von Suttner (1843–1914), Pazifistin                                                  | Bonn, Bertha-von-Suttner-Platz, Gehweg Ecke Sandkaule                     | Sirpa Masalin                                                                  | Inschrift: Bertha von Suttner 1843–1914, Friedensnobelpreisträgerin 1905 Die Edelstahlskulptur entstand aufgrund einer Initiative des Frauennetzwerkes für Frieden e. V. Bonn, die das Projekt ab 2005 vorantrieb. Der Verein finanzierte die Stele durch Spendensammlungen und übergab sie bei einer Feierstunde, an der der Oberbürgermeister Jürgen Nimptsch, die Künstlerin Sirpa Masalin und Heide Schütz, Vorsitzende des Frauennetzwerks teilnahmen, der Stadt Bonn. In seiner Rede betonte Nimptsch, dass der Bertha-von-Suttner-Platz, der 1945 ein Trümmerfeld war und an dem die Zerstörung Bonns durch Krieg und Gewalt deutlich sichtbar wurde, ein guter Ort für die Würdigung Suttners sei. Den Initiatorinnen zufolge handelt es sich um das erste Denkmal für die Friedensnobelpreisträgerin im öffentlichen Raum in Deutschland. Die Skulptur ist 2,50 Meter hoch, 40 Zentimeter dick und rund 600 Kilogramm schwer und hat die Konturen eines stilisierten weiblichen Körpers. Die Stele ist die 200. „Kansa-Skulptur“ der finnischen Künstlerin Masalin. „Kansa“ ist das finnische Wort für „Volk“. Ihre Skulpturen, so die Künstlerin, sollen daran erinnern, dass „wir alle gleich sind“. |      |
| 2013                               | Elisabeth von Thüringen, genannt Heilige Elisabeth, (1207–1231), Prinzessin                 | Eisenach, Sophienstraße                                                   | Markus Gläser                                                                  | Das Denkmal wurde anlässlich des 125-Jahr-Jubiläums der Kirchweihe der St. Elisabeth-Kirche aufgestellt. Elisabeth schreitet darauf von der Wartburg ins Tal zu den Armen und Kranken. Die Treppe ist wie ein Baum gestaltet. |      |
| 2013                               | Edith Stein (1891–1942), Philosophin                                                        | Bad Bergzabern, Ludwigsplatz vor der Kirche                               | Daniel Moritz Lehr                                                             | [ 597 ] |      |
| 5. März 2014                       | Gabriela Mistral (1889–1957), Dichterin                                                     | Stuttgart, Degerloch, Santiago-de-Chile-Platz                             |                                                                                | Die Bronzestature wurde von der Gießerei Fundición El Progreso der Familie Rojas Velozo in Santiago de Chile hergestellt. Weil die Gießerei familiäre Bindungen zu Deutschland hat, spendete sie die Büste der Chilenischen Vertretung in Berlin. Diese wiederum wollte sie Georg Kieferle in Anerkennung für seine 26-jährige Tätigkeit als Honorarkonsul für Chile in Stuttgart schenken. Kieferle spendete sie der Stadt Stuttgart für den Santiago-de-Chile-Platz. |      |
| 11. April 2014                     | Anne Grieben, geb. Goetze (1559–1617) oder (1555/56–1612), Stifterin                        | Lenzen (Elbe), vor dem Rathaus                                            | Bernd Streiter                                                                 | Name: Brezeltante Anne Grieben. Bronzeguss einer stehenden Figur aus der Kunstgießerei Flierl (Berlin) auf einer Granitplatte. Grieben ist in langer Kleidung mit Halskrause und Haube in leicht nach vorn gebeugter Haltung, eine Brezel reichend, dargestellt. An der Hauswand dahinter hängt eine Erklärtafel. Über dem Arm trägt die Figur einen Korb mit Brezeln (auf dem Korbrand sitzt ein kleiner Vogel), aus dem ein Tuch mit Text herausschaut: Anna Grieben. * 1559–1617. Ihre Liebe sey eingebunden in Bündlein der Lebendigen. Hintergrund: Anne Grieben ließ per Stiftung über den Tod hinaus jährlich zum Palmsonntag Brezeln und Papierbögen an Kinder, Lehrer und Geistliche ausgeben. Diese durch andere Menschen ergänzte lokale Tradition endete 1914. Anmerkung: Die Lebensdaten von Figur und Erklärtafel weichen voneinander ab. |      |
| 30. Mai 2014                       | Helene Stöcker (1869–1943), Publizistin, Sexualreformerin, Pazifistin                       | Wuppertal, Auer Schulstraße                                               | Ulle Hees und Frank Breidenbruch                                               | Die Bildhauerin arbeitete in ihrem letzten Lebensjahr an dem Entwurf für ein Denkmal für Helene Stöcker, weil sie an eine der ersten deutschen Frauen mit Doktortitel erinnern wollte. Die Armin-T.-Wegner-Gesellschaft und das Projekt Geschichte Gestalten griffen die Idee auf und organisierten die Finanzierung der Kosten in Höhe von 50.000 Euro über Spenden. Die Stadt stimmte der Aufstellung der Bronze-Stele vor der Volkshochschule zu. Die Stele zeigt eine schmale Figur mit dem Friedenszeichen auf der Brust, die sich auf einen hohen Bücherstapel stützt. Auf dem Kopf sitzt ein Doktorhut. Der Freund und Kollege von Ulle Hees, Frank Breidenbruch, hatte Ulle Hees' Entwurf vollendet. Er gab dem weich-verschwommenen Gesicht die konkreten Züge von Helene Stöcker und arbeitete im Rücken der Statue einen kleinen Gruß „Für Ulle“ ein: Hinter einer Klappe ist als „kleines Geheimnis“ eine Zeichnung versteckt. |      |
| 2014                               | Lise Meitner (1878–1968), Kernphysikerin                                                    | Berlin, Ehrenhof der Humboldt-Universität                                 | Anna Franziska Schwarzbach                                                     | Laut Humboldt-Universität ist dies das erste Denkmal für eine Wissenschaftlerin in Deutschland. |      |
| März 2015                          | Fanny Hensel (1805–1847), Komponistin                                                       | Berlin, Mitte, vor der Mendelssohn-Remise                                 | Lore Plietzsch                                                                 | Die Bronzebüste von Fanny Hensel wurde gemeinsam mit der ihres Bruders Felix Mendelssohn Bartholdy aufgestellt. Die Büsten wurden von der Cornelsen Kulturstiftung gestiftet. |      |
| Mai 2015                           | Marie Steinbecker (1897–1968), Malerin                                                      | Lippstadt, Cappelerstraße / Spielplatzstraße                              | Bärbel Kolberg                                                                 | Die Immobilien- und Standortgemeinschaft (ISG) ließ die bemalte Beton-Skulptur für die Malerin aufstellen, die sie mit ihrer Palette sitzend auf einer Bank zeigt. 2023 wurde anhand von Briefen festgestellt, dass Marie Steinbecker mit den Nationalsozialisten sympathierte. Seitdem wurde ihre Skulptur schon mehrfach zerstört. |      |
| August 2015                        | Adelheid von Vilich (ca. 970–1015), Äbtissin                                                | Bonn, Vilich, vor der Kirche St. Peter (Vilich) zwischen Chor und Brunnen | Elisabeth Perger                                                               | Die Statue der Stadtpatronin wurde im August 2015 eingeweiht. Eine Steuerungsgruppe der Pfarrgemeinde hatte über zweieinhalb Jahre das 35.000 € teure Projekt begleitet. Die Figur aus Anröchter Stein ist circa 2 Tonnen schwer und circa 1,40 Meter hoch und steht auf einem 90 Zentimeter hohen Sockel. Sie zeigt die Äbtissin Adelheid im mittelalterlichen Gewand, die als Zeichen ihrer Würde den Äbtissinnen-Stab hält. Seitlich und rückseitig der Figur davon sind im Halbrelief ein Saiteninstrument und ein mit Brotkorb, Krug und Fisch gedeckter Tisch dargestellt, womit auf die besondere Wertschätzung der Sakralmusik und die Speisung der Armen verwiesen wird. Auf der anderen Seite sieht man, halb unter dem mittelalterlichen Gewand verborgen, eine lesende Schülerin. Diese steht für Adelheid als fördernde und fordernde Lehrerin. Das Denkmal wurde über Spenden finanziert. Die Namen der Sponsoren sind auf einer Pergamentrolle verzeichnet, die in den Sockel der Skulptur eingefügt wurde. |      |
| 13. September 2015                 | Klara von Sachsen-Lauenburg (1518–1576), Prinzessin / Herzogin                              | Wolfsburg, Fallersleben, vor dem Schloss Fallersleben                     | Patric Rottenecker                                                             | Die Bronzestatue entstand im Auftrag des Kultur- und Denkmalvereins, der die Figur aus Eigenmitteln und mit Spenden der Bürgerschaft finanzierte. Als Vorlage diente dem Bildhauer ein Bild der Herzogin in der Gifhorner Schlosskapelle. Die Statue hält eine Schriftrolle in der Hand, weil angenommen wird, dass sie gebildet war. Das Denkmal wurde im Rahmen des Fallersleber Kräutermarktes an einem Sonntag eingeweiht. |      |
| 8. November 2015                   | Edith Stein (1891–1942), Philosophin                                                        | Göttingen, Innenraum der Kirche St. Michael                               | Peter Marggraf                                                                 | Die Edith-Stein-Figur wurde von Bischof Norbert Trelle eingeweiht. Die nicht ganz lebensgroße (125 cm) Figur wurde zunächst aus weichem Ton modelliert und dann in Bronze gegossen. Sie steht auf einem weißen Carrara-Marmor-Kubus (40 × 40 × 60 cm). In einen zweiten Marmorkubus ist eine Schriftplatte aus Bronze eingelassen. Nach Aussagen des Künstlers soll die Bronzeskulptur weder Abbild noch Porträt noch Heiligenbild sein. Durch die verletzte Oberfläche der Plastik würden „Wunden, Schmerzen und Verletzungen der Menschen, die der Edith Stein und aller anderen, damals wie heute sichtbar, spürbar“. Wie Edith Stein nie fertig wurde, sei auch die Bronzeplastik nicht fertig, sondern wäre im intensivsten Moment der Arbeit beendet worden. , sie ist „non finito“, wie diese unfertigen Kunstwerke, etwa eines Michelangelo, in der italienischen Renaissance bezeichnet wurden. |      |
| 2015                               | Utta Keppler (1898–2004), Schriftstellerin                                                  | Tübingen, gegenüber Luise-Wetzel-Stift                                    | Uli Gsell                                                                      | Utta Keppler wohnte die letzten zwanzig Lebensjahren im Seniorenheim Luise-Wetzel-Stift in Tübingen. 2015 errichtete die Stadt Tübingen für die Autorin ein von Uli Gsell geschaffenes Denkmal vor dem Stift. Das Denkmal besteht aus einer 850 kg schweren Marmorsäule mit Kopfrelief auf quadratischen Sockel. |      |
| 1956–58 erstellt, 2015 aufgestellt | Käthe Kollwitz (1867–1945), Bildhauerin                                                     | Müncheberg, vor der Remise von Schloss Trebnitz                           | Gustav Seitz                                                                   | Name: Käthe-Kollwitz-Denkmal Im Zusammenhang mit dem Umzug der Gustav-Seitz-Stiftung von Hamburg nach Müncheberg wurde eine weitere, kleinere Version der Plastik im öffentlichen Raum aufgestellt. Diese Version weicht von der Fassung von 1961 ab: Die Schuhe schauen unter dem Kleid hervor, Käthe Kollwitz hält keine Zeichenkreide in der Hand, das Gesicht hat einen milderen Ausdruck. Sie ist nur 70 cm groß. |      |
| 2015                               | Anna Luise von Schwarzburg (1871–1951), Fürstin                                             | Ruhland, Schönburgsau, am Geschwister-Scholl-Weg                          | Parkaktiv, maßgeblich Barbara Seidl-Lampa, Wilhelm Zimmerling                  | Name: Prinzess-Luisen-Gedenkstein Aufgestellt vom Heimatverein, um an die erste Namensgeberin der Uferpromenade, Prinzessin Luise von Schönburg-Waldenburg, zu erinnern. Die erste Namensgebung war Ausdruck der Dankbarkeit der Bürger gegenüber der Mildtätigkeit der Mutter des Prinzen Ulrich und der Wirtschaftsweise ihrer Gutsherrschaft. |      |
| 15. Juli 2016                      | Sophie Scholl (1921–1943), Widerstandskämpferin                                             | Ruhland, Schönburgsau, am Geschwister-Scholl-Weg                          | Parkaktiv, maßgeblich Barbara Seidl-Lampa (Entwurf)                            | Der Geschwister-Scholl-Gedenkstein am Geschwister-Scholl-Weg wurde vom Parkaktiv 2015 beauftragt und 2016 am Schwarzwasser/Anfang „Heldenhain“ aufgestellt, um an die Namensgeber des Weges und ihren Kampf für Toleranz zu erinnern. Der Stein steht vor einem Hintergrund aus Eiben, die 2015 gepflanzt wurden. Neben dem Gedenkstein befindet sich eine Informationsstele aus schwarzem Granit mit Stiftungsvermerk und einem QR-Code, über welchen sich im mobilen Internet weitere Informationen zu den Geschwistern Scholl in der deutschsprachigen Wikipedia abrufen lassen (siehe auch: QRpedia). |      |
| 22. April 2017                     | Luise Dorothea von Sachsen-Gotha-Altenburg (1710–1767), Prinzessin                          | Gotha, südlich von Schloss Friedenstein, oberhalb der Wasserkunst         | Bernd Göbel                                                                    | Das Denkmal wurde anlässlich des 250. Todestag von Luise Dorothea von Sachsen-Gotha-Altenburg geschaffen. Das Denkmal zeigt die Prinzessin eine Treppe hocheilend. Dabei hat sie das Buch Les annales de l'empire von Voltaire in der Hand. |      |
| 2. Juni 2017                       | Luise Büchner (1821–1877), Schriftstellerin                                                 | Darmstadt, Döngesborngasse                                                | Bärbel Dieckmann (Bronzebüste), Ruth Andres (Sockel)                           | Die Luise Büchner-Gesellschaft und das Frauenbüro der Stadt Darmstadt initiierten die Ehrung für die Frauenrechtlerin. Das mit Spenden finanzierte Bronze-Denkmal wurde am 2. Juni 2017 anlässlich des 150. Jahrestags der Gründung der Alice-Frauenvereine enthüllt. Im April 2020 wurde der Bronzekopf gestohlen. Im November 2020 wurde er ersetzt. |      |
| 20. Juni 2017                      | Marie-Elisabeth Lüders (1878–1966), Politikerin                                             | Berlin, Marie-Elisabeth-Lüders-Haus, Veranstaltungsfoyer                  | Anna Franziska Schwarzbach                                                     | Der Kunstbeirat des Deutschen Bundestags beauftragte 2015 die Bildhauerin Anna Franziska Schwarzbach, eine Porträtbüste der Politikerin zu schaffen. Am 20. Juni 2017 wurde die Büste übergeben und vorläufig im Veranstaltungsfoyer aufgestellt. |      |
| 5. Juli 2017                       | Rhoda Erdmann (1870–1935), Biologin                                                         | Berlin, im Rhoda-Erdmann-Haus der Humboldt-Universität zu Berlin          | Anna Franziska Schwarzbach                                                     | Bronzebüste |      |
| 18. August 2017                    | Marie Juchacz (1879–1956), Sozialreformerin und Politikerin                                 | Berlin-Kreuzberg, Mehringplatz                                            | Gerd Winner                                                                    | Die Arbeiterwohlfahrt (AWO), zu deren Gründerinnen und Gründern Marie Juchacz gehörte, initiierte das über Spenden finanzierte Denkmal, das am 18. August 2017 im Beisein des damaligen SPD-Parteichefs Martin Schulz und Marie Juchacz’ Urgroßnichte Lydia Struck enthüllt wurde. Das Denkmal steht am Mehringplatz, da ganz in der Nähe bis 1933 die AWO-Zentrale ihren Sitz hatte. Das Denkmal besteht aus einer senkrecht stehenden Platte aus korrodiertem Stahl. Die Platte hat die Form eines Dreiecks mit zwei „Knickfalten“. „Freiheit, Gerechtigkeit, Gleichheit, Toleranz, Solidarität“ sind in die Platte gefräst und Juchacz’ Gesicht und ihr Name sind herausgeschnitten. Das Denkmal hat keinen Sockel, sondern ist direkt im Boden verankert. Der Künstler Gerd Winner wollte damit Juchacz’ Bodenständigkeit symbolisieren. Er wollte in der Skulptur die Begriffe des Sozialstaates und des Gedenkens an Juchacz zusammenführen. |      |
| 2017                               | Guste Trahn (1885–1969), Einzelunternehmerin                                                | Grabow (Elde), an der Rehberger Brücke, Kleiner Wandrahm, Marktstraße     | Bernd Streiter                                                                 | Bronzeplastik auf einem Sockel mit Erklärtafel. Guste Trahn in Sakko und Rock vor einem Handwagen mit Schaufel und Besen, auf dem Boden zusammengekehrte Pferdeäpfel, die ihre Handelsware waren. |      |
| 18. Februar 2018                   | Clara Pfänder (1827–1882), Ordensschwester                                                  | Paderborn, Dom, Engelkapelle                                              | Karlheinz Oswald                                                               | Clara Pfänder war kurz vor ihrem Tod wegen angeblichen Fehlverhaltens aus dem Orden ausgeschlossen worden. Nach ihrer Rehabilitierung 2017 wurde, um ihr Lebens- und Glaubenszeugnis zu ehren, am Fastensonntag 2018 ihre Büste von Erzbischof Hans-Josef Becker gesegnet. |      |
| 29. Mai 2019                       | Käthe Kollwitz (1867–1945), Bildhauerin                                                     | Donaustauf, Walhalla, Büsten untere rechts vom Standbild Ludwigs I.       | Uwe Spiekermann                                                                | siehe Figurenensemble Walhalla |      |
| 30. August 2019                    | Emilie Lehmus (1867–1945), Medizinerin                                                      | Fürth, Städtischer Friedhof                                               |                                                                                | Emilie Lehmus’ Grab auf dem Städtischen Friedhof in Fürth war 2019 bereits vor vielen Jahren aufgelassen worden, so dass nichts mehr vor Ort an sie erinnerte. Mit Unterstützung der Deutschen Gesellschaft für Gynäkologie und Geburtshilfe (DGGG) und der Stadt Fürth wurde der Gedenkstein im August 2019 auf dem Friedhof aufgestellt. Initiiert hatte die Veranstaltung der ehemalige Pfarrer der Gemeinde St. Peter und Paul in Poppenreuth, Christian Schmidt-Scheer. Die auf dem Gedenkstein abgebildete Person stellt nicht Emilie Lehmus dar, sondern die jung verstorbene Fürtherin Christel Schuirer (1918–1944), deren Grab ebenfalls vor einigen Jahrzehnten aufgelassen wurde. Allerdings ist der Grabstein Schuirers erhalten geblieben und wurde nun für den neuen Zweck umgewidmet. |      |

#### Ab 2021
| Aufgestellt        | Dargestellte Person                                                                   | Standort                                                | Künstler                   | Anmerkungen | Bild |
| ------------------ | ------------------------------------------------------------------------------------- | ------------------------------------------------------- | -------------------------- | --- | ---- |
| 7. Juli 2021       | Anna von Hessen (1529–1591), Prinzessin                                               | Kassel, Platz der 11 Frauen                             | Linda Cunningham           | siehe Figurenensemble 11 Frauen – 11 Jahrhunderte |      |
| 7. Juli 2021       | Elisabeth von Hessen-Kassel (1596–1625), Prinzessin                                   | Kassel, Platz der 11 Frauen                             | Linda Cunningham           | siehe Figurenensemble 11 Frauen – 11 Jahrhunderte |      |
| 7. Juli 2021       | Gertrude Elisabeth Mara (1749–1833), Opernsängerin                                    | Kassel, Platz der 11 Frauen                             | Linda Cunningham           | siehe Figurenensemble 11 Frauen – 11 Jahrhunderte |      |
| 7. Juli 2021       | Louise von Bose (1813–1883), Wohltäterin, Förderin von Kunst und Wissenschaft         | Kassel, Platz der 11 Frauen                             | Linda Cunningham           | siehe Figurenensemble 11 Frauen – 11 Jahrhunderte |      |
| 7. Juli 2021       | Malwida von Meysenbug (1816–1903), Schriftstellerin                                   | Kassel, Platz der 11 Frauen                             | Linda Cunningham           | siehe Figurenensemble 11 Frauen – 11 Jahrhunderte |      |
| 7. Juli 2021       | Sophie Henschel (1841–1915), Unternehmerin und Mäzenin                                | Kassel, Platz der 11 Frauen                             | Linda Cunningham           | siehe Figurenensemble 11 Frauen – 11 Jahrhunderte |      |
| 7. Juli 2021       | Auguste Förster (1848–1926), Pädagogin                                                | Kassel, Platz der 11 Frauen                             | Linda Cunningham           | siehe Figurenensemble 11 Frauen – 11 Jahrhunderte |      |
| 7. Juli 2021       | Luise Greger (1861–1944), Komponistin und Sängerin                                    | Kassel, Platz der 11 Frauen                             | Linda Cunningham           | siehe Figurenensemble 11 Frauen – 11 Jahrhunderte |      |
| 7. Juli 2021       | Sara Nussbaum (1868–1956), Rot-Kreuz-Schwester                                        | Kassel, Platz der 11 Frauen                             | Linda Cunningham           | siehe Figurenensemble 11 Frauen – 11 Jahrhunderte |      |
| 7. Juli 2021       | Elisabeth Selbert (1896–1986), Juristin                                               | Kassel, Platz der 11 Frauen                             | Linda Cunningham           | siehe Figurenensemble 11 Frauen – 11 Jahrhunderte |      |
| 7. Juli 2021       | Christine Brückner (1921–1996), Schriftstellerin                                      | Kassel, Platz der 11 Frauen                             | Linda Cunningham           | siehe Figurenensemble 11 Frauen – 11 Jahrhunderte |      |
| 10. September 2021 | Susanna Margaretha Brandt (1746–1772), Magd, als Kindsmörderin verurteilt             | Frankfurt am Main, Gutleutviertels, Sommerhoffpark      |                            | 2021 stellte der Ortsbeirat des Frankfurter Gutleutviertels im Sommerhoffpark einen Gedenkstein aus Odenwälder Quarz für Susanna Margaretha Brandt auf. Die Inschrift lautet „Susanna Margaretha Brandt / 1772 als ,Kindsmörderin' verurteilt / und / auf der Hauptwache hingerichtet / Hier im ehemaligen / Friedhof des Gutleuthofes bestattet. / Als / Gretchen / in Goethes Faust unsterblich.“ |      |
| 21. September 2021 | Elisabeth Selbert (1896–1986), Juristin                                               | Kassel, Scheidemannplatz                                | Karin Bohrmann-Roth        | Zum 125. Geburtstag wurde Elisabeth Selbert durch ein Denkmal in ihrer Heimatstadt Kassel geehrt. Die Künstlerin Karin Bohrmann-Roth schuf die vom Soroptimist International Club Kassel gestiftete Bronzestatue. Sie wurde am 21. September 2021 an der Brüderkirche von Bundespräsident Franz-Walter Steinmeier enthüllt und noch am gleichen Tag auf den endgültigen Standort auf dem Scheidemannplatz versetzt. |      |
| 29. April 2022     | Luise Kiesselbach (1863–1929), Armenpflegerin, Frauenrechtlerin und Sozialpolitikerin | München, Luise-Kiesselbach-Platz                        | Roswitha Freitag           | Im rechten Winkel einer Heckenpflanzung steht leicht nach rechts gedreht eine Kiesselbach-Bronzebüste auf einem hohen schlanken Steinsockel, flankiert von zwei Steintafeln, neben diesen jeweils eine Bank. Auf dem Sockel in Gold eingraviert ist Kiesselbachs Unterschrift. Eine Tafel trägt den Text: „Pionierarbeit leisten, der Arbeit / Niveau geben, auch dem Ärmsten / kein Menschrecht versagen“ und dazu Informationen zu Schaffen und Leben Kiesselbachs. Auf der anderen Steinplatte steht der Dank der Luise-Kiesselbach-Stiftung an die Sponsoren und deren Namen. |      |
| 16. September 2022 | Tisa von der Schulenburg (1903–2001), Bildhauerin und Malerin                         | Dorsten, Recklinghäuser Straße (nahe der Agatha-Kirche) | Kastulus Wolf              | Stele mit einem bronzenen Porträt der Künstlerin; von der Stadt zusammen mit der Tisa von der Schulenburg-Stiftung gesetzt. |      |
| September 2022     | Marguerite Vogt (1913–2007), Virologin                                                | Berlin, Buch, Campus Berlin-Buch                        | Anna Franziska Schwarzbach | Die Büsten von Marthe Vogt und ihrer Schwester Marthe Vogt wurden gemeinsam enthüllt. Sie sind Bestandteil des Projektes „Kunst und Wissenschaft im Park“ und wurden mit Mitteln der Lotto-Stiftung Berlin und mit Eigenmitteln des Max-Delbrück-Centrums für Molekulare Medizin in der Helmholtz-Gemeinschaft sowie weiteren Einrichtungen des Campus Berlin-Buch finanziert. |      |
| September 2022     | Marthe Louise Vogt (1903–2003), Pharmakologin                                         | Berlin, Buch, Campus Berlin-Buch                        | Anna Franziska Schwarzbach | Die Büsten von Marthe Vogt und ihrer Schwester Marguerite Vogt wurden gemeinsam enthüllt. Sie sind Bestandteil des Projektes „Kunst und Wissenschaft im Park“ und wurden mit Mitteln der Lotto-Stiftung Berlin und mit Eigenmitteln des Max-Delbrück-Centrums für Molekulare Medizin in der Helmholtz-Gemeinschaft sowie weiteren Einrichtungen des Campus Berlin-Buch finanziert. |      |
| 27. Oktober 2022   | Clara Schumann (1819–1896), Pianistin                                                 | Düsseldorf, auf Südseite des Ratinger Tors              | Markus Lüpertz             | Name: „A Danse À Deux“ / „Ein Tanz zu zweit“ Der Künstler Markus Lüpertz hat der Stadt Düsseldorf das monumentale Denkmal für das Musiker-Ehepaar Clara und Robert Schumann geschenkt. Die klobige, in Bronze gegossene Doppelskulptur mit der für den Künstler typischen Handschrift stellt zwei ineinander verschlungene Figuren dar. Einzelheiten im Sockel erzählen von der Rettung Robert Schumanns aus dem Rhein, ein zerbrochener Stuhl zeugt von unharmonischen Zeiten des Paars. Die Plastik ist rund 2,4 m hoch, der Sockel um die 1,2 m. Die stämmigen Gliedmaßen der Figuren sind verdreht, zwischen ihnen hängt ein Stuhl. Die Plastik ist mit einem bunten Farbauftrag versehen. Der Künstler wolle mit der Skulptur das Lebenswerk von Robert und Clara Schumann würdigen. Die Verschlungenheit der Doppelskulptur soll von der lebenslangen Verbundenheit der Schumanns „mit allen künstlerischen Höhenflügen und alltäglichen Widrigkeiten“ erzählen. Clara Schumann würde zwar in der „skulpturalen Symbiose“ als eigenständige Komponistin und begnadete Pianistin gewürdigt, der Nimbus des Genies kommt in der Darstellung des Künstlers allerdings Robert Schumann zu. |      |
| 27. Oktober 2024   | Barbara (1930–1997), Sängerin                                                         | Göttingen, Rathaus, im Ratssaal                         | Ulrike Visser              | Zum 60. Jahrestag des Liedes „Göttingen“, das die Sängerin am 6. Juli 1964 der Stadt Göttingen widmete und das ein Symbol der deutsch-französischen Freundschaft ist, wurde die Bronzeskulptur von Göttingens Oberbürgermeisterin Petra Broistedt in Anwesenheit von zahlreichen Abgeordnete aus Landtag, Bundestag und Europaparlament enthüllt. |      |

### Unbekanntes Jahr der Aufstellung
In diesen Teil der Liste wurden Denkmäler für Frauen, die nachweislich der verfügbaren Fotos existieren, für die aber das Aufstellungsjahr nicht ermittelt werden konnte.
| Aufgestellt | Dargestellte Person                                                          | Standort                                                                                             | Künstler | Anmerkungen | Bild |
| ----------- | ---------------------------------------------------------------------------- | --- | -------- | --- | ---- |
|             | Maria Barbara Bach (1684–1720), Hausfrau                                     | Gehren                                                                                               |          | Name: Johann-Michael-Bach-Denkmal Inschrift: „Dem Andenken an / Johann Michael Bach / 1673 bis 1694 Organist in Gehren / Seine Tochter Maria Barbara / in Gehren 1684 geboren / erste Ehefrau / Johann Sebastian Bachs.“ |      |
|             | Karolina Gerhardinger, genannt Mutter Theresia, (1797–1879), Ordensschwester | München, Katholische Kloster- und Institutskirche St. Jakob am Anger, Unterer Anger/St.-Jakobs-Platz |          | |      |
|             | Maria Crescentia Höss (1682–1744), Oberin und Heilige                        | Kaufbeuren, Obstmarkt 5, Kloster Kaufbeuren, Fassade                                                 |          | Mehrfarbige Status von St. Maria Crescentia Höss mit einem Kreuz in einer Nische der Fassade des Franziskanerinnenklosters                                                                                               |      |
|             | Luise von Preußen (1838–1923), Großherzogin                                  | Mainau                                                                                               |          | |      |
|             | Edith Stein (1891–1942), Philosophin                                         | Schifferstadt, vor der Laurentiuskirche                                                              |          | |      |
|             | Walburga (710–779), Äbtissin                                                 | Werl, Schulgasse, Pfarrhaus Propsteigemeinde                                                         |          | [ 656 ] |      |

## Figurenensembles

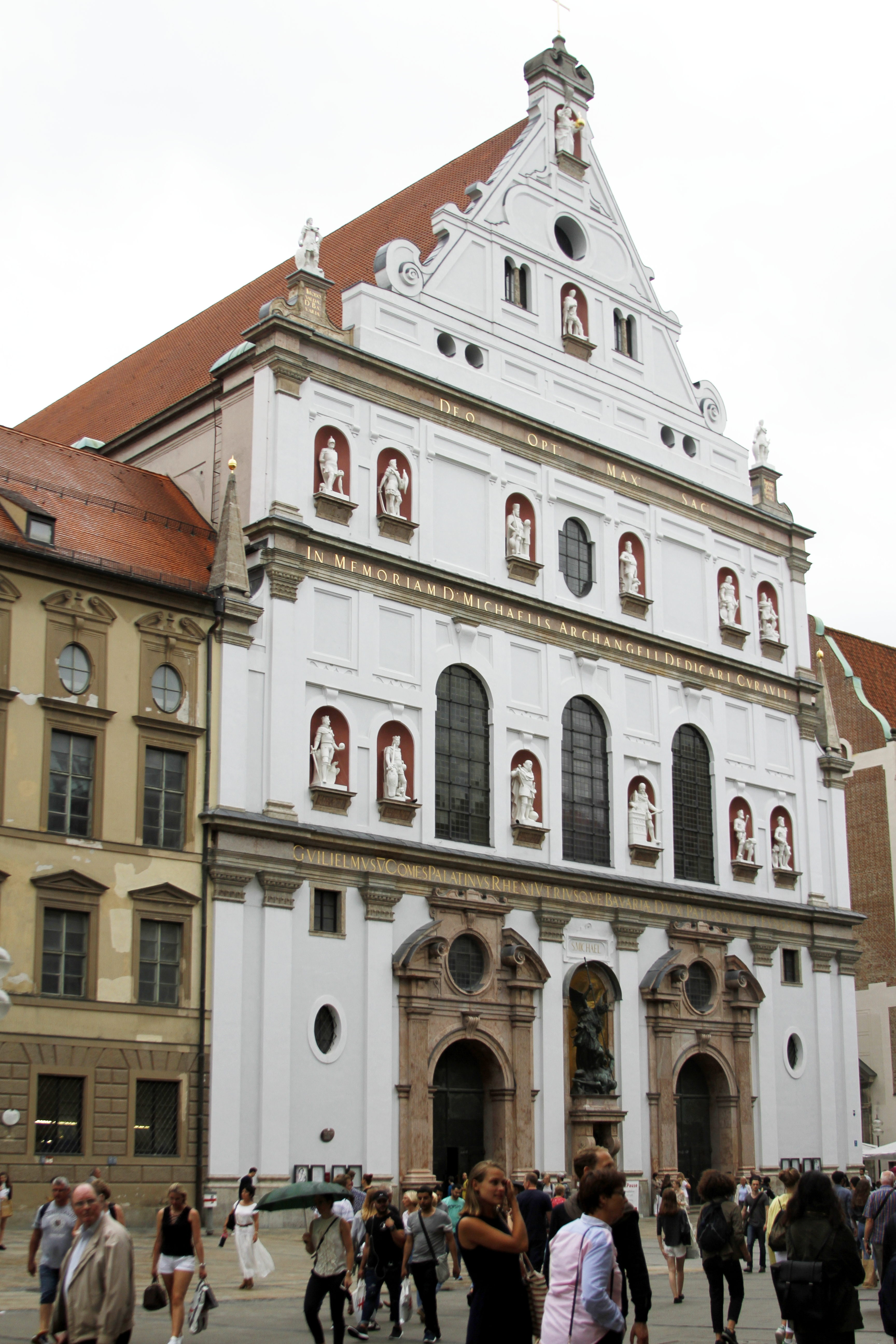
Fassade der Michaelskirche in München

Mit Figurenensembles werden hier Denkmalverbünde bezeichnet, die anhand einer übergreifenden Zielsetzung und gegebener Auswahlkriterien umgesetzt wurden. Ein Beispiel ist die Fassade der Michaelskirche in München, die von Herzog Wilhelm V. als „architektonisches und programmatisches Denkmal“ erbaut wurde. Die Fassade, die als „Denkmalwand“ gestaltet war, war sowohl künstlerisch als auch von ihrer politischen Programmatik her wegweisend. Das Figurenprogramm sollte den Kampf der Kirche um ihre Existenz in der Welt symbolisieren. Aufgenommen wurden Könige, Kaiser und Bayernherzöge des Hauses Wittelsbach (durchweg Männer), die sich im Krieg, in der Frömmigkeit und in der Religion hervorgetan hatten.
Es gibt zahlreiche in Deutschland in den letzten Jahrhunderten umgesetzte Figurenensembles, die absichtsvoll oder unwillkürlich ausschließlich männliche Persönlichkeiten aufgenommen haben. Ein Beispiel ist die inzwischen zerstörte Ruhmeshalle im Zeughaus zu Berlin (1891–1945), welche die preußische Herrschaft fast ausschließlich durch deutsche Fürsten und ihr Militär darstellte.
Im Folgenden werden jene Figurenensembles mit ihrer Programmatik vorgestellt, die weibliche Persönlichkeiten in ihr Skulpturenprogramm integriert haben.

### Naumburger Stifterfiguren (13. Jahrhundert)

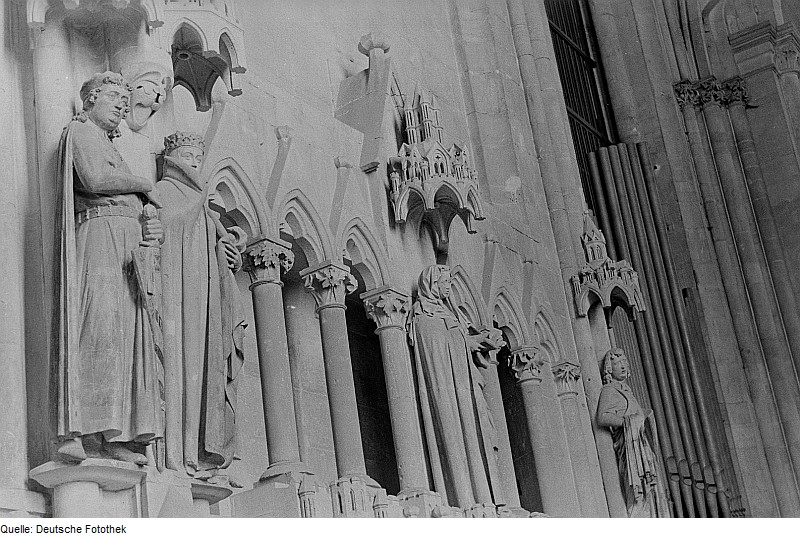
Ein Teil der Naumburger Stifterfiguren: von links Ekkehard, Uta, Berchta, Dietrich

Siehe Berchta / Gepa, Gerburg, Reglindis und Uta in Liste
Die Naumburger Stifterfiguren im Westchor des Naumburger Doms wurden von einem als „Naumburger Meister“ bezeichneten Sandsteinbildhauer Mitte des 13. Jahrhunderts geschaffen und gelten als die bekanntesten und künstlerisch gelungensten Beispiele für Denkmäler der Stauferzeit, die an den sakralen Innenraum gebunden sind. Die zwölf Stifter, vier Frauen und acht Männer, waren zu diesem Zeitpunkt bereits mehr als 150 bis 200 Jahre tot, trotzdem wirken ihre individuell gestalteten Gesichter wie Porträts und vermitteln innerliche Emotionen. Sie sind im zeitgenössischen höfischen Stil der Entstehungszeit gekleidet.
Obwohl die Identifizierung der einzelnen Figuren, die weltliche Personen und nicht Heilige oder biblische Gestalten darstellen, schwierig und in der Forschung zum Teil umstritten ist, sind feste Zuordnungen zu bestimmten historischen Personen gebräuchlich. Bei den beiden in der Anordnung besonders hervorgehobenen Stifterpaare soll es sich um das Markgrafenpaar Hermann I. und Reglindis sowie um das Markgrafenpaar Ekkehard II. und Uta handeln. Weitere Figuren werden allgemein als Berchta oder Gepa, Konrad, Dietmar, Sizzo, Wilhelm, Thimo, Gerburg und Dietrich aufgefasst. Diese Identifizierung beruht zu weiten Teilen auf einer von Bischof und Domkapitel 1249 ausgestellten Urkunde, in der die Erststifter der Domkirche aufgeführt werden.
Dieses Figurenprogramm zeigte den Ausgang eines Machtkampfs zwischen weltlicher und kirchlicher Macht, in der sich der Wettiner Markgraf Heinrich III. von Meißen durchgesetzt hatte und daher die Schwerpunkte bestimmte. Die adeligen Stifter aus der Zeit der Verlegung des Bischofssitzes im 11. Jahrhundert unterstrichen den Anspruch der herrschenden Adelsfamilien auf Beteiligung an der obersten Gerichtsgewalt im Bistum.
Über viele Jahrhunderte stießen die Stifterfiguren auf kein erhöhtes Interesse. Noch im 19. Jahrhundert wurden sie wenig beachtet, da sie nicht dem Ideal klassischer Skulpturen entsprachen und zudem bemalt waren. Dies änderte sich erst ab 1914, die Figuren wurden nun als beispielhaft für deutsches Volkstum und Kunst präsentiert. Im Laufe der folgenden zwanzig Jahre wurden sie für nationales Denken immer mehr vereinnahmt, wobei dieses sich immer mehr auf die Figur Uta konzentrierte.

### Mattielli-Statuen der Katholischen Hofkirche in Dresden (18. Jahrhundert)

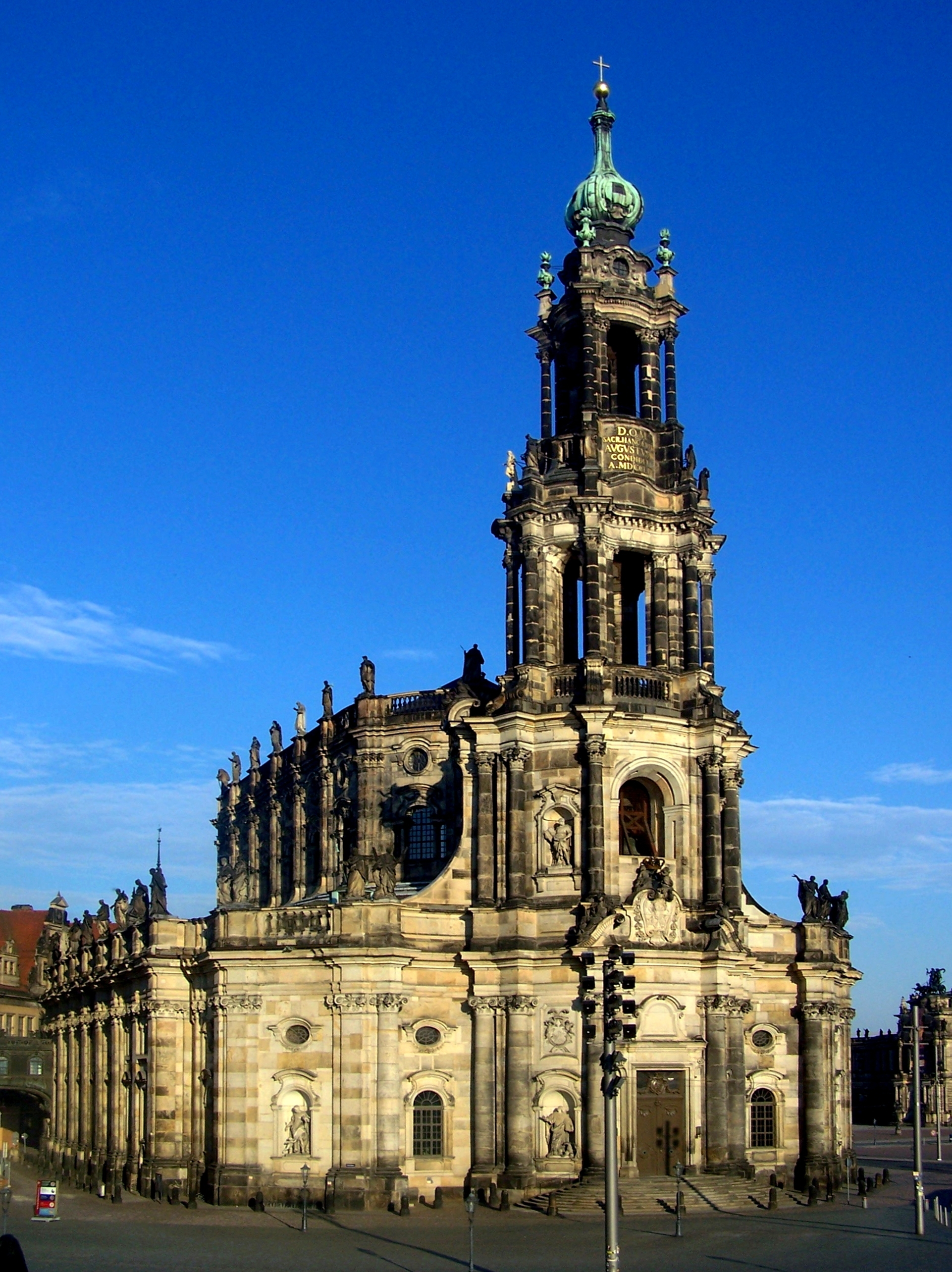
Die Katholische Hofkirche in Dresden

Siehe Agnes von Rom, Apollonia von Alexandria, Barbara von Nikomedien, Cäcilia von Rom, Ida von Toggenburg, Irene von Thessaloniki, Katharina von Alexandrien, Klara von Assisi, Lucia von Syrakus, Maria Magdalena von Pazzi, Rosalia und Teresa von Ávila in Liste
Das Äußere der zwischen 1739 und 1754 erbauten Katholischen Hofkirche in Dresden ist mit 78 monumentalen Heiligenfiguren versehen, die von Lorenzo Mattielli zwischen 1738 und 1746 geschaffen wurden. Maria Josepha, Kurfürstin von Sachsen und Königin von Polen, die streng religiös erzogen worden war, wählte gemeinsam mit dem Jesuitenpater Ignaz Guarini die darzustellenden Heiligen nach einem festumrissenen Bildprogramm im Sinne barocker Ikonografie aus und legte auch den Standort der Heiligenfiguren fest. Das Bildprogramm besteht aus Aposteln und Evangelisten als Eckstein und Heiligen als Fürbittern und Vermittlern zum Himmel. Die dargestellten Heiligen sind „geschichtlich bezeugte, irdische Menschen, an denen das Werk der Erlösung vollzogen wurde“, für die fast in allen Fällen bestimmte Bezüge hergestellt werden können. Es gibt Gruppierungen von Heiligen, die zusammengehören. Sie wurden entweder nebeneinander oder gegenüberstehend aufgestellt. Mattielli gestaltete die Figuren als Bildsäulen im römisch-barocken Sinn, die sich durch ihre Gesten auszeichnen.
14 der dargestellten Heiligen sind weibliche Figuren. Ida von Toggenburg bildet gemeinsam mit zwei weiteren Schutzheiligen der Jäger eine Gruppe. Als Märtyrerinnen der alten Kirche wurden Katharina von Alexandrien und Apollonia von Alexandria, Schutzheilige der sächsischen Lande bzw. polnischen Gebiete, aufgenommen. Anna, die Mutter Marias, ist Teil einer Gruppe von Figuren, die die heilige Sippe darstellen. Zudem ist sie eine Schutzheilige des sächsischen Bergbaus. Zu einer Gruppe aus Schutzpatronen gegen Krankheit, leibliche und seelische Not gehört Rosalia, Schutzpatronin gegen Pest und Krankheit. Klara von Assisi, Stifterin des weiblichen Zweiges der Franziskaner, Teresa von Ávila, Reformatorin des Karmel und Patronin Spaniens, und Maria Magdalena von Pazzi, eine bekannte Karmelitin, gehören zu einer Figurengruppe von Vertreterinnen und Vertretern des Ordensstandes. Weitere weibliche Figuren sind Lucia von Syrakus, Patronin von mehreren spanisch-habsburgischen Provinzen, Agnes von Rom, Patronin der Sterbenden, Barbara von Nikomedien, Patronin mehrerer habsburgischer Provinzen und der Befestigungsanlagen, Irene von Thessaloniki, Patronin von Lecce in Kalabrien, der Heimat Guarinis, und Maria Magdalena. Es wird angenommen, dass Cäcilia von Rom, Patronin der Musik und der Künste, wegen der Liebe zur Musik und Malerei des Stifters Friedrich August II. aufgenommen wurde. An der Turmfront ist die Caritas als Teil einer Gruppe von drei göttlichen Tugenden und einer Kardinalstugend dargestellt.
Bei der Zerstörung Dresdens 1945 wurden 16 Figuren ganz und 18 schwer – darunter die Figur der heiligen Lucia – zerstört, weitere wurden beschädigt.

### Oranierrondell (um 1747)

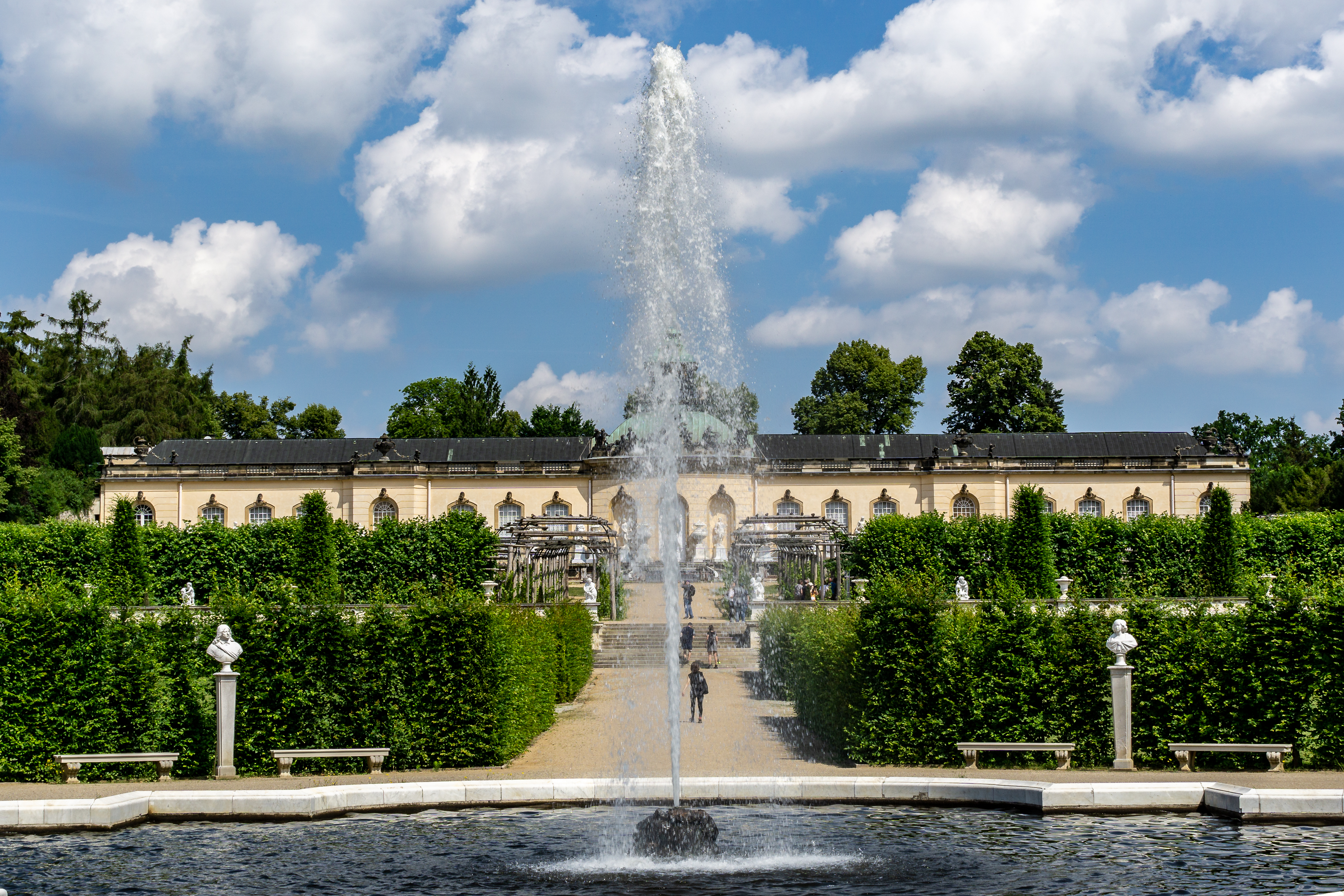
Oranierrondell, 2019

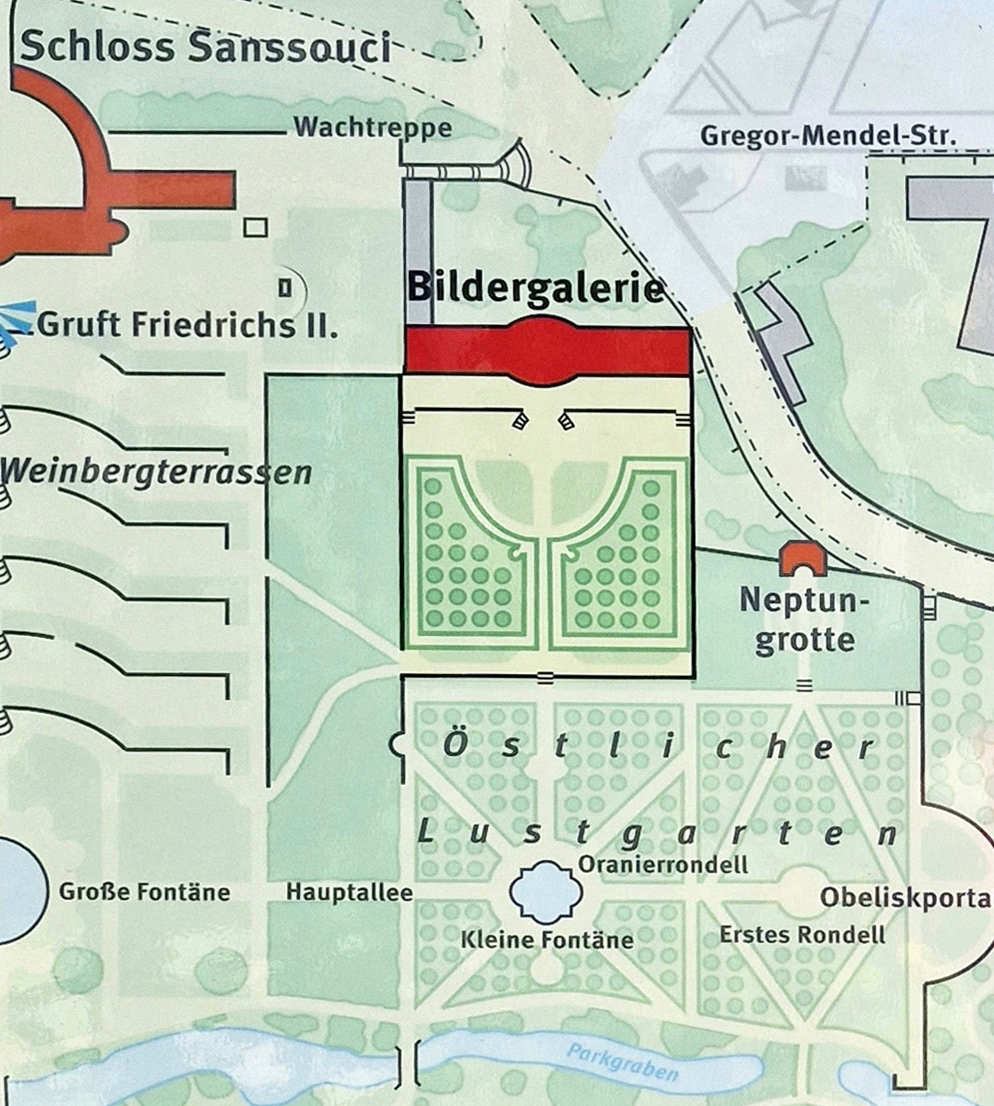
Oranierrondell auf Karte des Parks von Sanssouci

Siehe Amalie von Solms-Braunfels, Luise Henriette von Oranien und Maria Henrietta Stuart in Liste
Um 1747 ließ Friedrich der Große unterhalb der Bildergalerie in den Östlichen Lustgärten des Schlosses Sanssouci das Oranierrondell anlegen. Das Rondell besteht aus einem Rundplatz mit Fontänenbecken, an dessen Rand acht Marmorbüsten auf Sockeln platziert sind. Die dargestellten Personen gehören alle zur Familie Oranien-Nassau, der Friedrich durch seine Großmutter Luise Henriette von Oranien entstammte. Neben Luise Henriettes Büste gab es die Büsten ihres Ehemannes, des Großen Kurfürsten Friedrich Wilhelm, ihres Sohnes Friedrich I., König in Preußen, ihrer Eltern Prinzessin Amalie zu Solms-Braunfels und Prinz Friedrich Heinrich von Oranien, ihres Onkels Prinz Philipp Wilhelm von Oranien, ihrer Brüder Prinz Wilhelm II. von Oranien und Prinz Moritz von Oranien und ihrer Schwägerin Prinzessin Maria Henrietta Stuart.
Über seinen Großonkel Wilhelm II. war Friedrich der Große mit der englischen Königsfamilie verwandt und hatte einen Platz in der englischen Thronfolge. Das Oranierrondell diente als entsprechender dynastischer Verweis wie auch als politische Allegorie: Friedrich der Große stilisierte sich als Beschützer der verwandtschaftlichen Beziehungen zwischen den Herrscherhäusern, die er als wichtige Stütze der Politik sah.
Für das Oranierrondell verwendete der König Büsten, die teils hundert Jahre früher geschaffen wurden und seit Jahrzehnten im Besitz seiner Familie waren. 1646/47 beauftragte Amalie von Solms-Braunfels bei dem Bildhauer François Dusart ganzfigurige Standbilder von vier Oranierprinzen, die sie im Schloss Huis ten Bosch bei Den Haag aufstellen ließ. Es wird angenommen, dass kurz nach diesen Standbildern Dusart die vier Prinzen-Büsten des Rondells schuf. Diese standen zunächst in den Gartenanlagen des Prinzen Johann Moritz von Nassau-Siegen in Kleve, bevor sie der Große Kurfürst 1652 von diesem erwarb. Die Büsten von Luise Henriette und Friedrich Wilhelm schuf Dusart 1652 während seines Aufenthalts in Berlin. Auch Maria Stuarts Büste wird Dusart zugeschrieben. Zur Entstehung der Büste von Amalie ist nichts bekannt.
1828 wurden die Büsten aus dem Rondell in die Bildergalerie versetzt. 1850 wurden sie wieder im Park aufgestellt, wenn auch nicht an den ursprünglichen Orten. Amalies Büste wurde 1855 von Eduard Stützel kopiert. Das Original ist verloren. Die Büsten des Großen Kurfürsten und von Luise Henriette standen 1929 in der Bildergalerie, danach in der Kleinen Galerie des Schlosses Sanssouce. Alle Oranier-Büsten wurden zwischen 1992 und 1998 von verschiedenen Bildhauerinnen und Bildhauern kopiert. Im Oranierrondell stehen heute die Kopien. Die Originale befinden sich seit 2019 im Orange-Saal des Schlosses Oranienburg.

### Walhalla in Donaustauf (ab 1842)

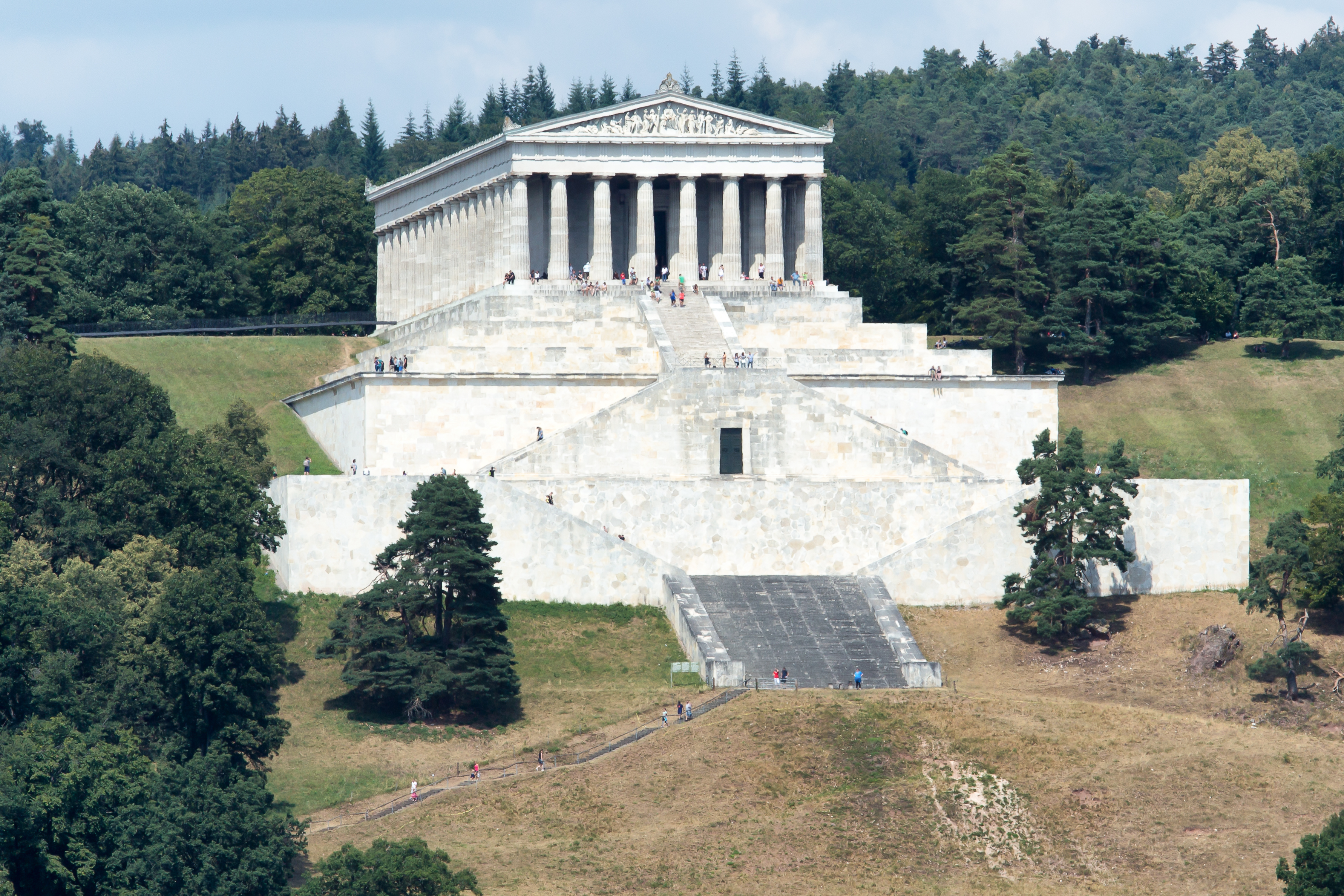
Die Walhalla in Donaustauf

Siehe Amalie Elisabeth von Hanau-Münzenberg, Karoline Gerhardinger, Katharina II., Käthe Kollwitz, Maria Theresia, Sophie Scholl-Walhalla und Edith Stein in Liste
Vermutlich ab 1807 trug sich der spätere König Ludwig I. mit dem Gedanken, eine „collection des hommes illustres de l’Allemagne“ zusammenzustellen. Er beschloss, die Büsten direkt fertigen zu lassen, doch mit dem Ausstellungsbau für die spätere Präsentation wegen der damit verbundenen Kosten zu warten, bis er König geworden war. Das „ideologische Ziel“ der Sammlung war, durch die „Vereinigung aller Deutschen Helden in einer Büstensammlung, den verloren gegangenen Nationalstolz des Deutschen Volkes durch einen Rückblick auf die ruhmvolle Geschichte des Landes wieder aufleben zu lassen“.
Ludwig I. schloss aus, lebende Persönlichkeiten in seine Sammlung aufzunehmen. Als wesentliches Auswahlkriterium legte Ludwig I. die Deutschsprachigkeit der Geehrten fest, doch „kein Stand, auch das weibliche Geschlecht nicht“ sollte ausgeschlossen werden. Schon 1808 schrieb der Kronprinz an den ihn beratenden Schweizer Historiker Johannes von Müller: „Auch die Namen der Frauen, die groß zu nennen, die Anspruch darauf haben, als Regentinnen oder als Künstlerinnen oder ihrer Gelehrsamkeit und anderer Eigenschaften wegen, die dazu sie würdigen.“ Neben dem Rat Müllers holte Ludwig die Meinungen weiterer Historiker ein und bat sie, Namenslisten für ihn zu erstellen.
Ludwig sah schließlich vier Frauen für die Ehrung vor (Maria Theresia, Amalie Elisabeth von Hanau-Münzenberg, Katharina II. und Angelika Kauffmann). Die Büste für Kauffmann ließ er zwar anfertigen, doch dann schließlich nicht in Walhalla aufstellen. Zusätzlich ließ er Gedenktafeln für sechs Frauen anbringen (Velleda, Teutelinde, Mechthilde, Roswitha, Elisabeth die Heilige und Hildegard die Heilige). Bei der Ausführung waren die Hermenbüsten für Walhalla im Allgemeinen nackt gestaltet. Aus Gründen der Schicklichkeit wurde bei den weiblichen Büsten darauf verzichtet.
Mit dem Bau der Walhalla wurde 1830 begonnen. 1842 war die Einweihung. Seit 1962 werden die ursprünglich 96 Büsten in Abständen von fünf bis sieben Jahren weiter ergänzt. Die Auswahl dafür erfolgt durch den bayerischen Ministerrat auf Empfehlung der Bayerischen Akademie der Wissenschaften.

### Ruhmeshalle in München (ab 1853)

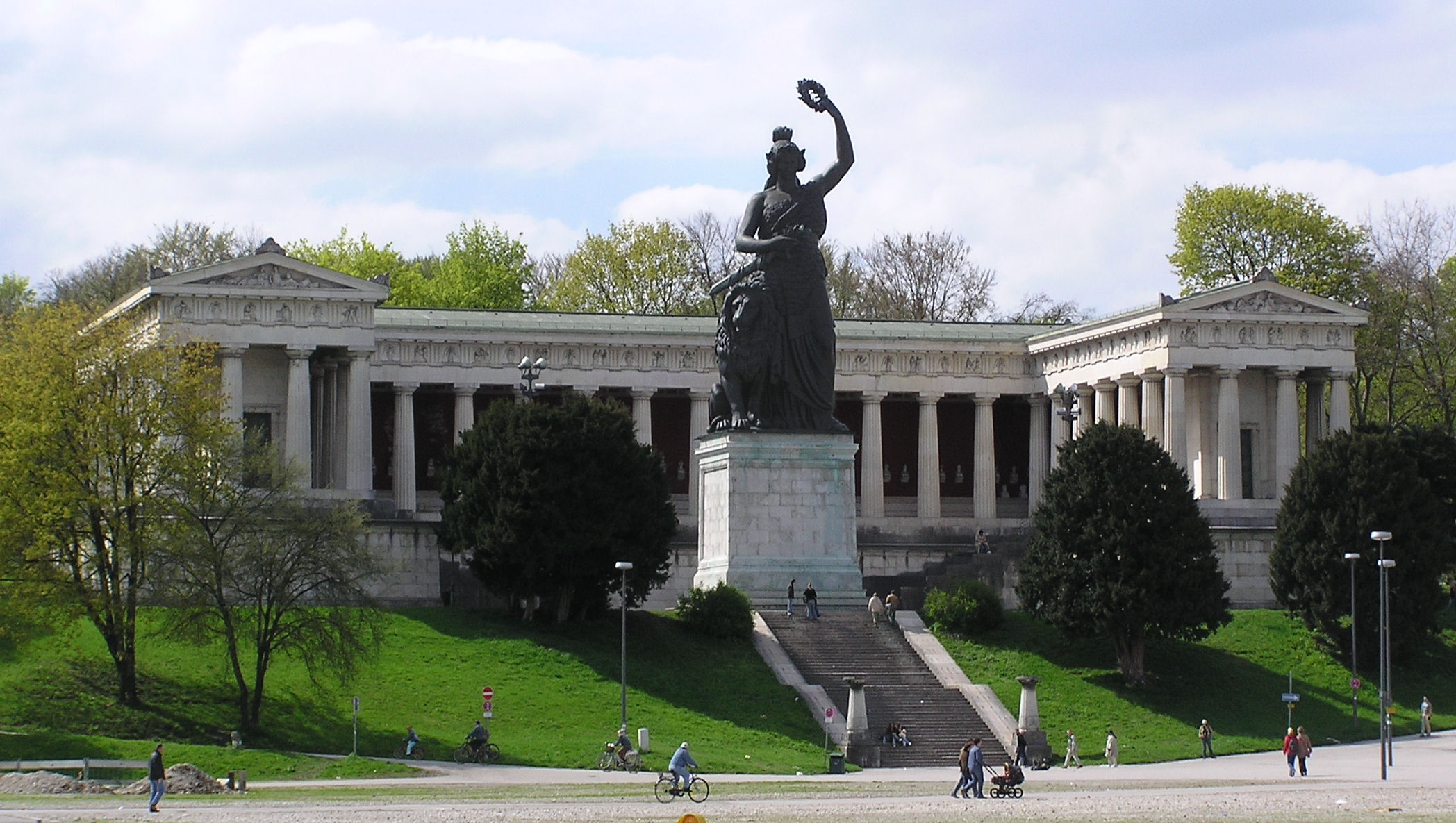
Ruhmeshalle mit Statue der Bavaria

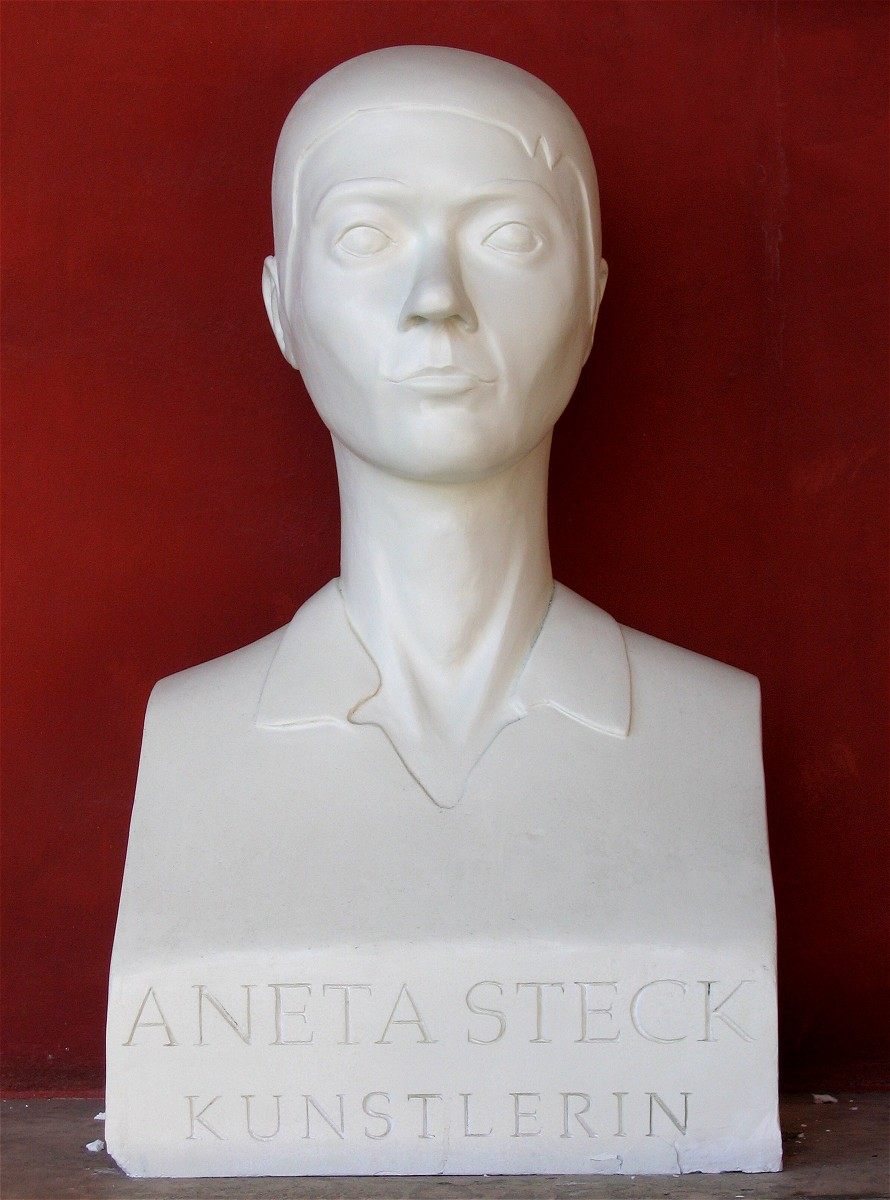
Aneta Steck, Ruhmeshalle München

Siehe Therese von Bayern, Lena Christ, Emmy Noether und Klara Ziegler in Liste
Ludwig I. begann 1842, im Jahr der Einweihung von Walhalla, mit der Errichtung der Ruhmeshalle in München. Die Zielsetzung war mit der von Walhalla vergleichbar, nur diesmal auf Bayern beschränkt. So wurden dort bayerischer Persönlichkeiten mit Büsten geehrt, die sich aus Sicht des Königs um ihr Land, um Wissenschaft und Kunst besonders verdient gemacht hatten. Der Kunsthistoriker Helmut Scharf urteilte über Ludwigs Ruhmeshalle und seine anderen Projekte, sie zeigten „Abbilder der regressiven Wunschträume eines gescheiterten Regionaldynasten von einer nationalen Politik im neoabsolutistischen Gewande“.
1966 beschloss der Bayerische Ministerrat, in die Ruhmeshalle weiterhin Persönlichkeiten aus Bayern, die sich um Volk und Staat verdient gemacht haben, durch Aufstellung ihrer Büsten zu ehren. Seit der Wiederherstellung der Ruhmeshalle von 1965 bis 1972 kamen so zu den erhaltenen 67 Büsten des 19. Jahrhunderts insgesamt 31 neue hinzu. 2000 wurden erstmals Frauen geehrt: die Schriftstellerin Lena Christ und die Schauspielerin Clara Ziegler. Aktuell sind insgesamt vier Frauen vertreten.
Im Rahmen ihrer Diplomarbeit und aus Protest gegen die „Vorherrschaft“ männlicher Büsten modellierte die Kunststudentin Aneta Steck im November 2006 ihre eigene Büste in Gips und stellte diese heimlich in der Ruhmeshalle auf. Der Verwaltung fiel dies erst nach sieben Monaten auf, nachdem in den Medien darüber berichtet wurde, und ließ daraufhin die Büste entfernen.

### Reformationsfiguren an Nordfassade von Dom St. Marien in Zwickau (1889–1891)

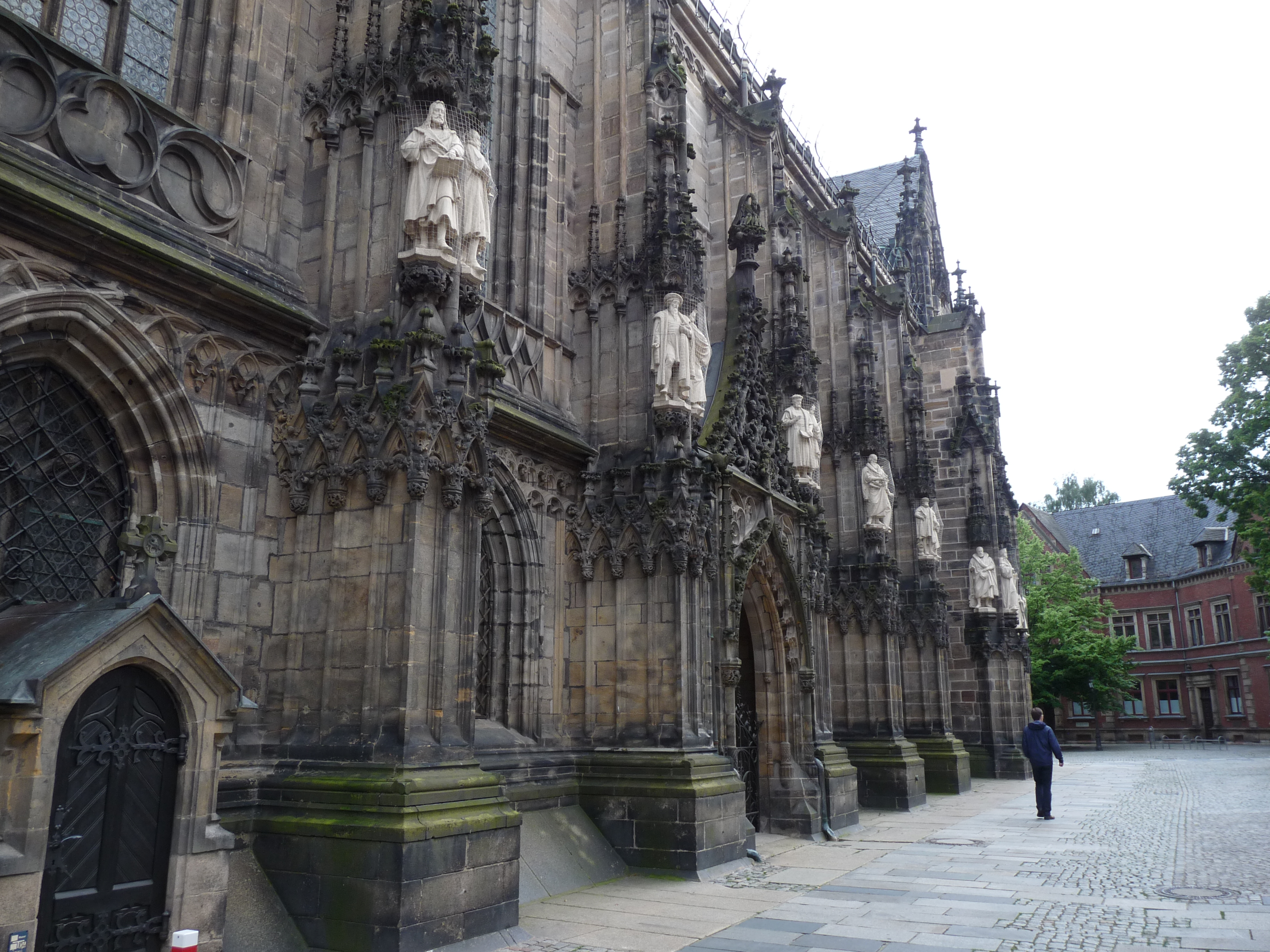
Nordfassade von Dom St. Marien mit restaurierten Reformationsfiguren, 2016

Siehe Anna von Dänemark, Margarete Blarer, Katharina von Bora, und Barbara Uthmann in Liste
Die um 1180 entstandene Zwickauer Marienkirche wurde ab 1839 umfassend restauriert, wobei die schwer geschädigte Fassade zunächst ausgespart wurde. Das wurde zwischen 1887 und 1891 unter Leitung des Leipziger Baumeisters Oskar Mothes im Geist des Historismus nachgeholt, wobei die Voraussetzung für ein Skulpturenprogramm aus 25 Figuren geschaffen wurde. Das Programm wurde vom Superintendenten Meyer wie folgt definiert: In den Strebepfeilern des Chores sollten die Propheten, auf der Südseite die Apostel und auf der Nordseite Vertreter der Reformation dargestellt werden. Die Umsetzung erfolgte nach Entwürfen sächsischer Bildhauer in französischem Kalkstein (Savonnières).
Die Bauherren wollten mit den Reformationsfiguren dem kirchlichen Umbruch des 16. Jahrhunderts Tribut zollen, mit dem sich die evangelische Kirche in Zwickau etablierte. Neben den „Vätern“ der Reformation – Martin Luther, Philipp Melanchthon und Johannes Bugenhagen – wurden dafür auch Reformations-Förderer (wie Kurfürst Friedrich der Weise, Hermann Mühlpfort und Nikolaus Hausmann) sowie zeitgenössische humanistische Künstler (wie Hans Sachs und Lucas Cranach), Juristen (wie Hans von der Planitz) und Theologen (wie Martin Butzer und Martin Chemnitz) aufgenommen. Bemerkenswert ist, dass auch vier Frauen im Bildprogramm berücksichtigt wurden. Sie sollen, so Silvia Teichert, für das neue Frauenbild stehen, welches sich im Zuge der Reformation im 16. Jahrhundert herausgebildet hatte. Zur sittsamen Jungfrau war die ehrsame und fürsorgliche Ehefrau und Mutter hinzugekommen. So führten Katharina von Bora und Kurfürstin Anna große Haus- und Hofwirtschaften, Barbara Uthmann ein Unternehmen und Margarete Blarer engagierte sich in Heilkunde, Fürsorge und Nächstenliebe. Daneben waren sie geachtete Hausfrauen.
Im Rahmen der Luther-Dekade wurden alle 25 Reformationsfiguren der Marienkirche von 2011 bis 2012 saniert.

### Kölner Ratsturmfiguren (ab 19. Jahrhundert)

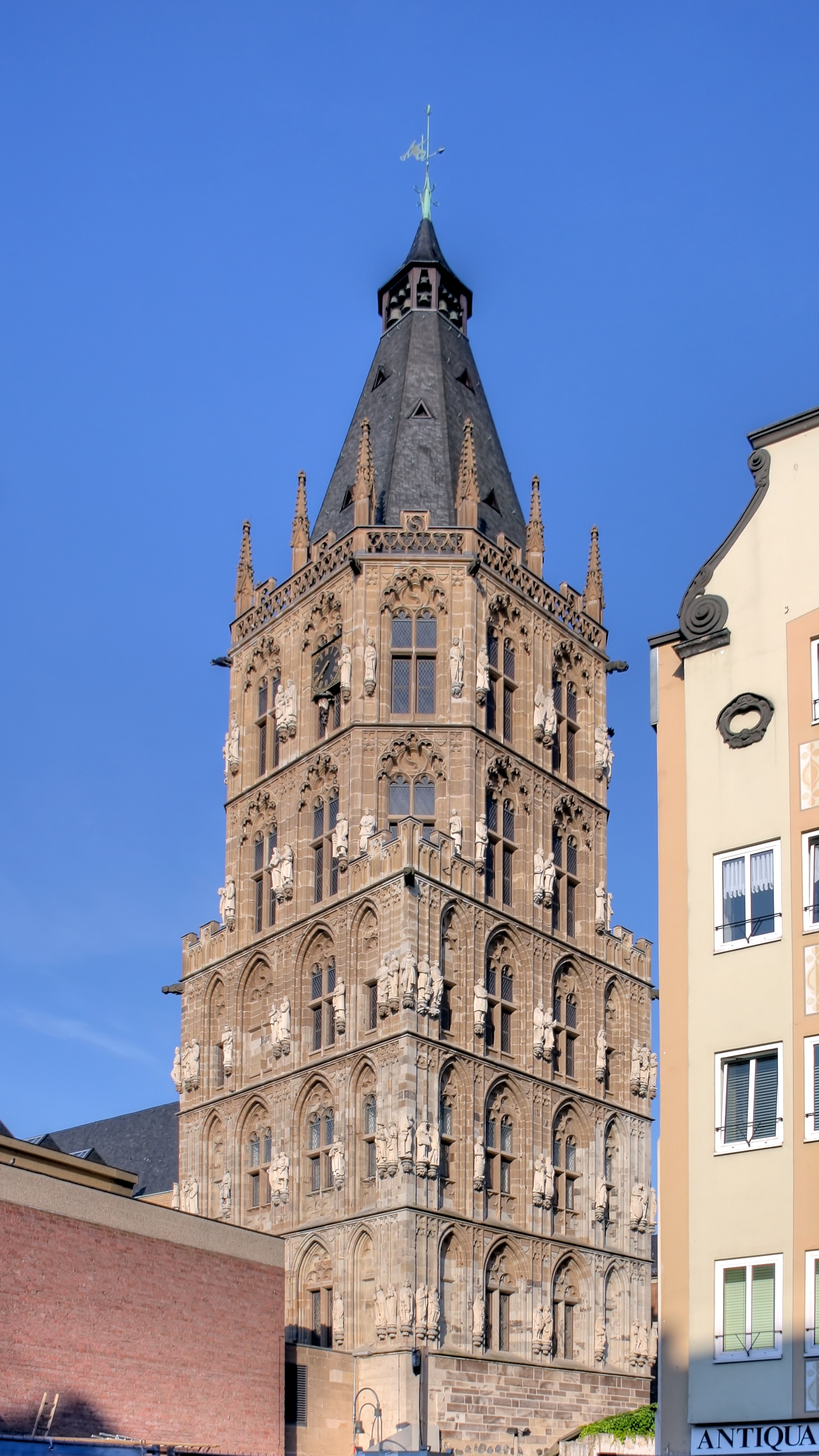
Kölner Ratsturm von Nordost aus gesehen

Siehe Agrippina die Jüngere, Mathilde Franziska Anneke, Anna Maria de Heers, Katharina Henot, Ida, Sela Jude, Irmgard Keun, Hertha Kraus, Amalie Lauer, Fygen Lutzenkirchen, Maria Clementine Martin, Plektrudis, Anna Maria von Schürmann, Edith Stein, Theophanu, Christine Teusch in Liste
Die Figuren aus der Erbauungszeit (1407–1414) des Kölner Ratsturm sind nicht bekannt. Zu Beginn des 19. Jahrhunderts waren sie bis auf wenige Reste verwittert und herabgefallen.
Anlässlich der Renovierung des Ratshauses wurde 1891 ein neues Figurenprogramm für den Rathausturm beschlossen, mit der die geschichtliche Größe Kölns im Mittelalter verherrlicht werden sollte. Es wurde zwischen 1892 und 1902 umgesetzt. Drei der insgesamt 80 Figuren stellten Frauen dar, bei denen es sich um eine biblische Figur und zwei Heilige handelte: Maria, die Heilige Ursula und die Heilige Cordula.
Der Ratsturm wurde durch Bombenangriffe während des Zweiten Weltkriegs fast zerstört. Danach waren von den Ratsturmfiguren nur noch wenige erhalten, darunter Teile der Figur der Heiligen Ursula.
1975 war die Restaurierung des Rathausturms abgeschlossen, allerdings ohne die Figuren. Am Turm war Platz für 124 Figuren vorhanden. Eine 1982 eingesetzte Historikerkommission unter Leitung der Kölner Stadtkonservatorin Hiltrud Kier präsentierte am 24. Januar 1983 eine Liste für das Ratsturm-Figurenprogramm, das sich an der Kölner Stadtgeschichte orientierte und 116 Personen umfasste, darunter sieben Frauen: Agrippina die Jüngere, Plektrudis, Theophanu, Heilige Ursula, Maria von Medici, Berta Fischer und Edith Stein. Am 14. Oktober 1986 legte die Historikerkommission dem Kulturausschuss der Stadt Köln eine Liste mit 124 Personen vor, die nur noch fünf Frauen aufführte. Maria von Medici und Berta Fischer waren weggefallen. Der Kulturausschuss nahm die Liste wohlwollend auf. Bei der Ratssitzung am 12. März 1987, in der das Figurenprogramm beschlossen werden sollte, kritisierte die Fraktion der Grünen die Auswahl unter anderem wegen der geringen Anzahl berücksichtigter Frauen, weshalb der Rat die Liste zur erneuten Diskussion in den Kulturausschuss verwies.
In den folgenden Monaten diskutierten Mitglieder der Historikerkommission und eines parteiübergreifenden Arbeitskreises von Ratsfrauen unter Vorsitz der Bürgermeisterin Gepa Maibaum „mit großer Emotion und kämpferischem Beharrungswillen“ die Vorschlagsliste. Die Ratsfrauen ließen sich von den Historikerinnen Irene Franken und Petra May beraten. Als Ergebnis wurden 13 weitere Frauen aufgenommen: Äbtissin Ida, Sela Jude, Fygen Lutzenkirchen, Katharina Henot, Mater Anna Maria Augustina de Heers, Anna Maria van Schurman, Maria Clementine Martin, Mathilde Franziska Anneke, Amalie Lauer, Mathilde von Mevissen, Christine Teusch, Hertha Kraus und Irmgard Keun. Dafür wurde die gleiche Anzahl Männer aus dem geplanten Figurenprogramm gestrichen. Die Liste enthielt nun 18 Frauen und 106 Männer. Hugo Stehkämper, der Leiter des Historischen Archivs der Stadt Köln, erklärte daraufhin seinen Austritt aus der Historikerkommission, da er das Figuren-Programm nicht mittragen könne, da es nicht mehr dem „methodisch abgesicherten Erkenntnisstand der Geschichtswissenschaft entspreche.“
Der Rat der Stadt Köln bestätigte am 28. Januar 1988 den Vorschlag als Vorgabe für das Figurenprogramm des Rathausturms, deren Finanzierung durch Stiftungen erfolgen sollte. Noch vor dem offiziellen Beschluss wurden Figuren gestiftet, darunter 1987 drei Frauenfiguren (Agrippina die Jüngere von der Agrippina-Versicherung, Katharina Henot von Hiltrud Kier, Edith Stein vom Erzbistum Köln).

### Siegesallee in Berlin (1901)

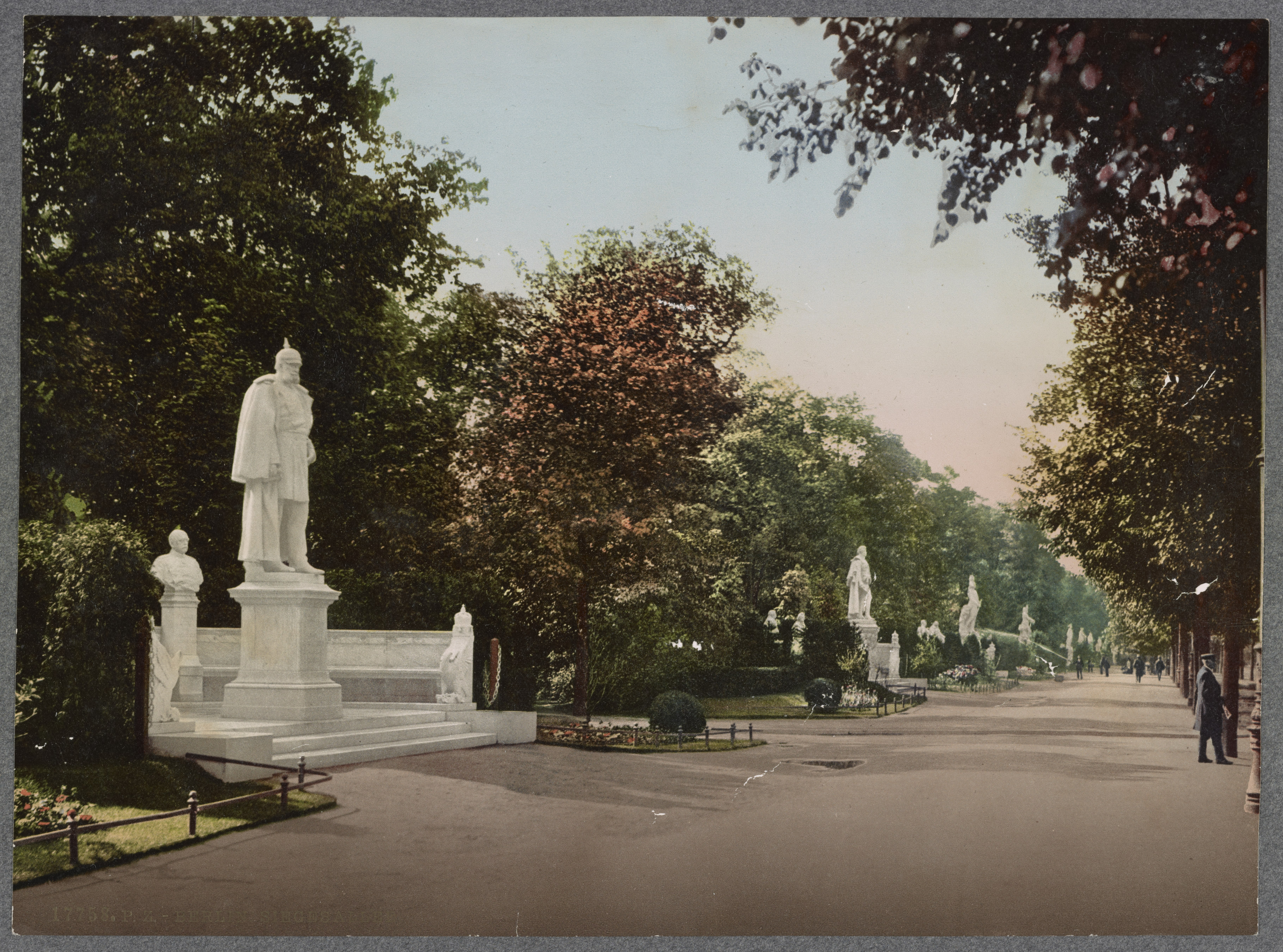
Ansicht der Siegesallee in Berlin vom Königsplatz aus gesehen, um 1901

Siehe Elisabeth von Bayern-Landshut und Victoria von Großbritannien und Irland in Liste
Die Siegesallee war ein von Kaiser Wilhelm II. 1895 in Auftrag gegebener und finanzierter Prachtboulevard im östlichen Teil des Tiergartens in Berlin, der 1901 vollendet wurde. 32 Denkmäler aus Marmor stellten sämtliche Markgrafen und Kurfürsten Brandenburgs und Könige Preußens zwischen 1157 und 1888 dar. Den Hauptfiguren standen je zwei Büsten von Personen zur Seite, die im Leben oder in der Zeit der jeweiligen Herrscher eine wichtige Rolle spielten.
Welche Figuren in das Ensemble aufgenommen werden sollten, wurde zwischen 1895 und 1897 unter starken Vorgaben des Kaisers ausgearbeitet. Die Vorgaben wurden im Stiftungserlass für die Allee und in der Ansprache des Kaisers genannt. Dazu gehörte, dass als charakteristische Zeitgenossen nur Männer berücksichtigt werden sollten. Der Stadthistoriker Ernst Friedel, dessen Meinung eingeholt wurde, bedauerte den Ausschluss von Frauen, da er sonst gerne die „edle, kluge und schöne Gemahlin Ottos“ vorgeschlagen hätte. Letztendlich wurde die Kurfürstin Elisabeth als einzige Frau aufgenommen – als Relief in der Bank am Denkmal Friedrichs I. Es wird angenommen, dass die Ausnahme in der besonderen Verehrung für die Stammmutter der Hohenzollern begründet war. Es war jedenfalls bemerkenswert, dass auch die populären Königinnen Sophie Charlotte und Luise nicht berücksichtigt wurden.
Wilhelm II. ließ die Ahnengalerie, die die Siegesallee darstellte, bewusst mit seinem Großvater Kaiser Wilhelm I. enden. Sein Vater Kaiser Friedrich III. war damit im Bildprogramm nicht enthalten, was politisch als Absage an den Liberalismus verstanden wurde und zu Irritationen in der Bevölkerung führte. Da der Zweck der Siegesallee Propaganda („Réclame Royale“ laut der Kunsthistorikerin Uta Lehnert) war, reagierte der Kaiser mit zwei zusätzlichen aber von der Siegesallee separaten Denkmälern, die er seinem Vater und seiner Mutter Kaiserin Victoria am Brandenburger Tor errichten ließ.
Im Zuge der Erweiterung der damaligen Charlottenburger Chaussee zur Ost-West-Achse und der Umsetzung der Siegessäule an den Großen Stern wurde die Siegesallee abgeräumt und die 32 Denkmäler in die heutige Große Sternallee versetzt. Im Zweiten Weltkrieg wurden viele Figuren beschädigt. Ein Teil (4 von 32) ist verschollen. Einige wurden an neuen Plätzen aufgestellt. Die Allee wurde eingeebnet und die übrigen Denkmäler im Park des Schlosses Bellevue vergraben. Die 1978 wieder ausgegrabenen Figuren werden in der Zitadelle Spandau gelagert, konserviert und restauriert.

### Skulpturen am Außenbau der Lambertikirche in Münster (ab 1905)

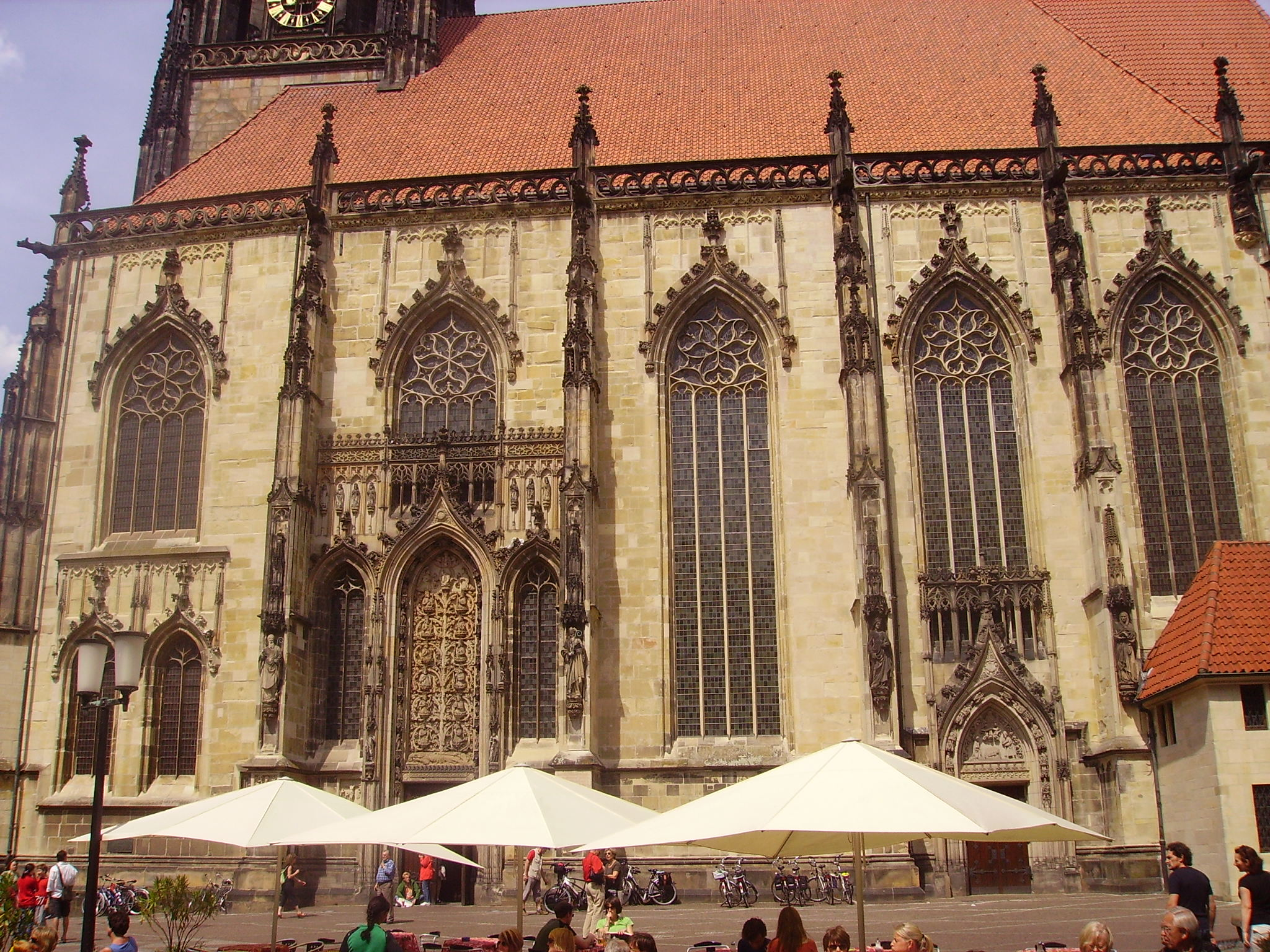
Südansicht der Lambertikirche mit Skulpturen an Strebepfeilern

Siehe Gertrud von Nivelles, Ida von Herzfeld, Katharina von Alexandrien, Klara von Assisi und Kunigunde von Luxemburg in Liste
Anfang des 19. Jahrhunderts war wegen fortschreitendem Steinzerfall die Erneuerung aller Bauformen des Außenbaus der Lambertikirche notwendig geworden. Diese wurde ab 1901 vom neuen Pfarrer der Kirche, Bernhard Müer, vorangetrieben. 1903 erhielt der Architekt Hilger Hertel hierfür den Auftrag.
Teil der Außenrestaurierung war die Ausstattung der Strebepfeiler des Außenbaus mit einem geschlossenen Zyklus großfiguriger Statuen. Von den Statuen des Strebepfeilerzyklus aus dem 17. Jahrhundert hatten sich nur zwei erhalten (Lambertus und Katharina). Das neue ikonographische Programm, das vermutlich von Müer entworfen wurde, umfasste Heilige, die in einem näheren Kontext mit der Kirche selbst oder dem Bistum Münster standen. Das Programm ist also primär kirchengeschichtlich ausgerichtet und neben der theologischen auch eine historisch-regionale Aussage. Die Auswahl einiger Figuren folgte jedoch nicht diesem Programm, unter anderem Kunigunde von Luxemburg, Klara von Assi und Johanna von Orleans. Dies erklären sich wohl durch Stiftungen, bei denen die Stifter die Wiedergabe ihres jeweiligen Namenspatrons zur Bedingung gemacht hatten. Die Aufträge für die Statuen wurden an verschiedene in Münster tätige Bildhauer vergeben, die teils schon andere Restaurierungsarbeiten an der Kirche durchgeführt hatten. 1905 wurde mit der Ausarbeitung begonnen, die Mehrzahl der Statuen wurden erst 1908/09 geliefert.
Sechs der Figuren des Programms sollten weibliche Persönlichkeiten darstellen, darunter Johanna von Orleans. Doch der Stifter der Figur war mit der Umsetzung durch August Schmiemann nicht zufrieden. Hierbei ging es weniger um künstlerische Mängel als um geänderte Vorstellungen zu sakraler Kunst. Müer nahm dem Bildhauer die Figur zwar ab, doch wurde sie nie aufgestellt. Ihren Platz an der Nordwestecke nahm stattdessen die Figur Gottfried von Cappenbergs ein, dessen ursprünglicher Platz am Pfeiler über der Nordsakristei deswegen leer blieb.

### Straße der Erinnerung (ab 2001)

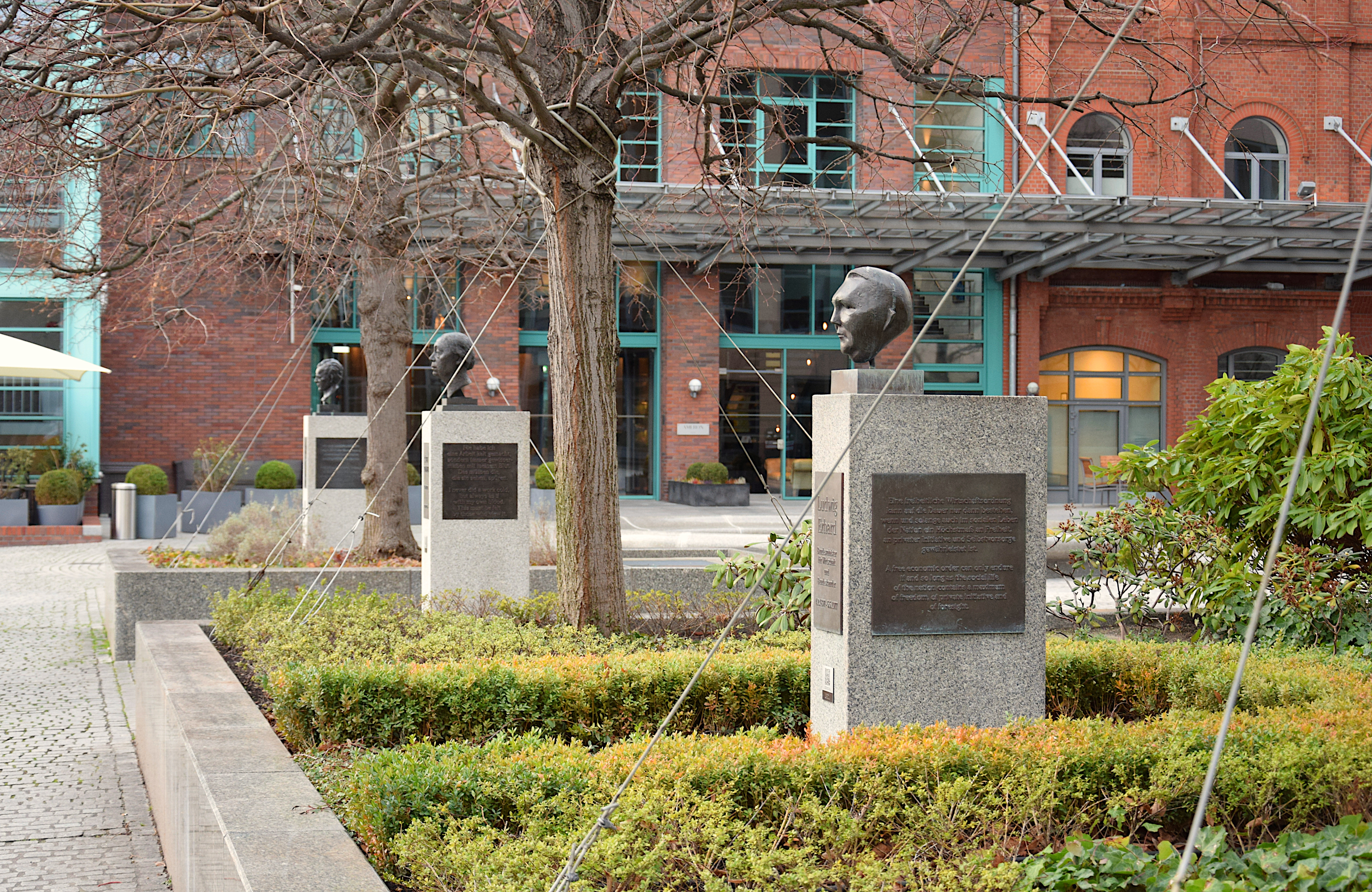
Straße der Erinnerung, hier mit Büsten von Ludwig Erhard, Käthe Kollwitz und Georg Elser

Siehe Käthe Kollwitz, Edit Stein in Liste
Die Straße der Erinnerung ist ein öffentlich zugängliches Denkmal im Spree-Bogen im Berliner Ortsteil Moabit. Die 1994 gegründete Ernst Freiberger-Stiftung will mit dem Denkmal Persönlichkeiten ehren, die sich im 20. Jahrhundert durch herausragende wissenschaftliche Leistungen, besondere Beiträge zur künstlerischen Kultur Deutschlands oder durch mutiges Eintreten für Freiheit und Menschenrechte hervorgetan haben. Der Stifter Ernst Freiberger will damit zeigen, dass es in Deutschland in der ersten Hälfte des 20. Jahrhunderts auch positive Helden („Helden ohne Degen“) gegeben hat. An der Straße wurden zwischen 2001 und 2018 Skulpturen von 12 Persönlichkeiten (zehn Männer, zwei Frauen) aufgestellt. 2009 kam das Denkmal „Wir sind das Volk“ als Erinnerung an die friedliche Revolution von 1989 hinzu.

### Gießener Köpfe (2006–2011)

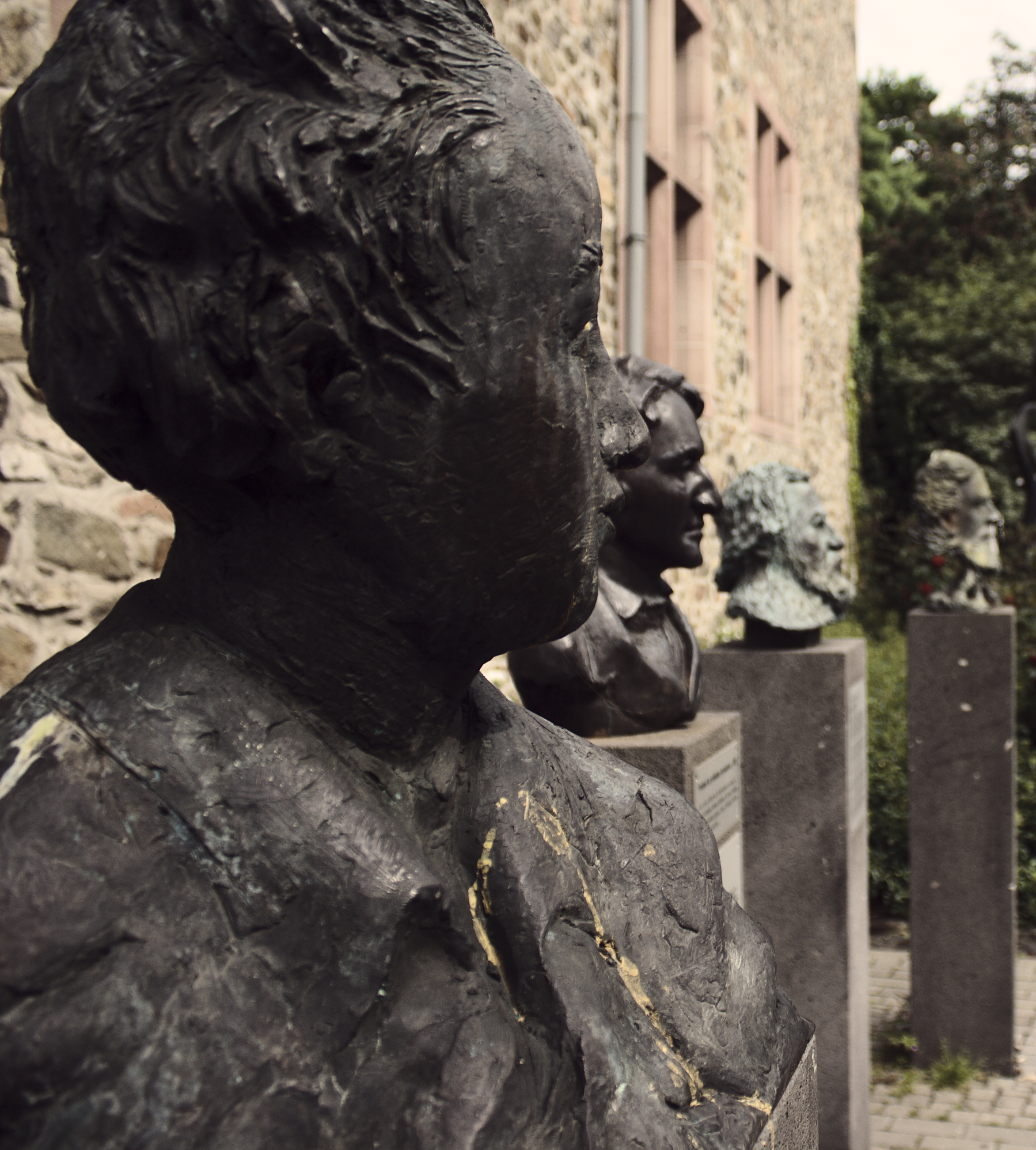
Die ersten Gießener Köpfe vor dem Alten Schloss 2006/7: Nur Männer wurden geehrt.

Siehe Margarete Bieber, Hedwig Burgheim, Helge Pross und Agnes von Zahn-Harnack in Liste
2006 initiierte der Kulturdezernent Reinhard Kaufmann der Stadt Gießen die so genannten Gießener Köpfe. Dabei handelt es sich um Büsten, die in Gedenken an Persönlichkeiten, die entweder aus Gießen stammten oder deren Wirken eng mit der Stadt verknüpft ist, in Grünanlagen, Plätzen oder Straßen der Stadt aufgestellt werden. Ausführliche Texttafeln weisen jeweils auf das Lebenswerk der geehrten Personen hin. Zwischen 2006 und 2007 wurden sieben Männer – der Dichter Georg Büchner, der Dirigent Hermann Levi, der Baumeister Hugo von Ritgen, der Schriftsteller Ludwig Börne, der Politiker Wilhelm Liebknecht, der Maler Hein Heckroth und der Naturwissenschaftler Carl Vogt – vor dem Alten Schloss und im Theaterpark mit Büsten geehrt. 2009 führte die Stadt die Reihe mit Büsten für drei Frauen fort, die gemeinsam in der Plockstraße aufgestellt wurden: für die Archäologin Margarete Bieber, die Pädagogin Hedwig Burgheim und die Lehrerin und Frauenrechtlerin Agnes von Zahn-Harnack. Noch im gleichen Jahr wurde die Reihe, privat finanziert, um einen 11. Kopf (für den Komponisten Toni Hämmerle) ergänzt. Als Geschenk des Soroptimist International Club Gießen an die Stadt wurde 2011 eine Büste für die Soziologin Helge Pross in Ergänzung der Reihe auf dem Gelände der Universität Gießen am Neuen Schloss aufgestellt.

### 11 Frauen – 11 Jahrhunderte (2021)
Siehe Anna von Hessen, Louise von Bose, Christine Brückner, Elisabeth von Hessen-Kassel, Auguste Förster, Luise Greger, Sophie Henschel, Elisabeth Mara, Malwida von Meysenbug, Sara Nussbaum und Elisabeth Selbert in Liste
Beim 1000-jährigen Kasseler Stadtjubiläum im Jahr 2013 zeigte ein Projekt die Leistungen und Verdienste von Frauen auf, die in den letzten elf Jahrhunderten in Kassel gewirkt haben. Unter dem Titel „ehe die Spuren verwehen…“. 11 Frauen – 11 Jahrhunderte erschien damals ein projektbegleitendes Buch. Diese Veröffentlichung regte die US‐amerikanische Künstlerin Linda Cunningham an, eine Skulptur zu Ehren der elf Frauen zu erschaffen. Ihr Projekt wurde vom Verein Kassel-West e.V. ab 2018 tatkräftig unterstützt. Die Gesamtkosten von 45.000 € sind größtenteils spendenfinanziert. Die Skulptur besteht aus sechs beidseitig bedruckten trapezförmigen Glasflächen, die splitterartig gezackt und teils bis 2 m hoch sind. Sie wurde schließlich im Mai 2021 in der Grünfläche südlich der Friedrich-Ebert-Straße auf dem Platz der 11 Frauen aufgestellt. Am 7. Juli 2021 wurde sie eingeweiht.

## Frauen mit mehreren Denkmälern
Im Folgenden sind mehrfach mit Denkmälern bedachte weibliche Persönlichkeiten aufgeführt. Dabei ist zu beachten, dass die Denkmalliste nicht vollständig ist, hier also nur Tendenzen sichtbar werden.
- 10×:
  - Käthe Kollwitz: 1953 Güstrow – Berlin – 1965 Hamburg – 1969 Nordhausen – 1971 Berlin – 1979 Weimar – 1988 Magdeburg – 2013 Berlin – 2015 Müncheberg – 2019 Donaustauf
  - Rosa Luxemburg: 1959 Weimar – 1971 Leipzig – 1974 Erfurt – 1977 Berlin – 1979 Zwickau – 1987 Berlin – 1991 Dresden – 1991 Berlin – 1998 Graal-Müritz – 1999 Berlin

- 9×:
  - Luise von Mecklenburg-Strelitz: 1811 Gransee – 1823 Berlin – 1829 Berlin – 1880 Berlin – 1891 Neustrelitz – 1901 Magdeburg – 1910 Hannover – 1912 Saarbrücken – 1913 Berlin

- 7×:
  - Edith Stein: 1992 Köln – 1996 Münster – 1999 Köln – 2009 Berlin – 2009 Donaustauf – 2013 Bad Bergzabern – 2015 Göttingen – unbekanntes Jahr Schifferstadt
  - Elisabeth von Thüringen: 1524 Marburg – 1587 Kassel – 1928 Eisenach – 1970/80? Eisenach – 2007 Eisenach – 2012 Eisenach – 2013 Eisenach
  - Walburga: 1711 Eichstätt – 1746 Eichstätt – 1965 Merzig – 1995 Wolframs-Eschenbach – 2000 Ehrenbürg – 2005 Werl – unbekanntes Jahr Werl

- 5×:
  - Katharina von Alexandrien: um 1410–20 Erfurt – 1639 Hamburg – 1738–1746 Dresden – 1908/09 Münster – 1999 Hamburg
  - Luise Henriette von Oranien: um 1747 Potsdam – 1858 Oranienburg – 1904 Moers – 1988 Berlin – 1988 Berlin
  - Clara Zetkin: 1957 Dresden – 1967 Leipzig – 1971 Neubrandenburg – 1975 Wiederau – 1999 Berlin

- 4×:
  - Augusta von Sachsen-Weimar-Eisenach: 1892 Baden-Baden – 1895 Berlin – 1896 Koblenz – 1903 Köln
  - Katharina von Bora: 1884 Neukieritzsch – 1889–1891 Zwickau – 1992 Ludwigshafen – 1999 Wittenberg
  - Annette von Droste-Hülshoff: 1896 Münster – 1896 Burg Hülshoff – 1898 Meersburg – 2007 Meersburg
  - Kunigunde von Luxemburg: 1235 Bamberg – 1750 Bamberg – 1880 Bamberg – 1908/09 Münster
  - Sophie Scholl: 1992 München – 2003 Donaustauf – 2005 München – 2016 Ruhland
  - Clara Schumann: 1999 Baden-Baden – 2003 Düsseldorf – 2008 Schmorsdorf – 2022 Düsseldorf

- 3×
  - Barbara von Nikomedien: um 1410–1420 Erfurt – 1716 Mainz – 1738 Dresden
  - Bertha Benz: 1991 Wiesloch – 2008 Pforzheim – 2010 Neulingen
  - Hildegard von Bingen: 1981 Bingen am Rhein – 1980er Berlin – 1998 Rüdesheim am Rhein
  - Karoline Gerhardinger: 1998 Donaustauf – 2002 Freising – unbekanntes Jahr München
  - Sophie Henschel: 1924 Kassel – 2007 Kassel – 2021 Kassel
  - Liselotte Herrmann: 1976–81 Berlin – 1988 Großleinungen – 1988 Stuttgart
  - Hrotsvit: 1962 Bad Gandersheim – 1973 Bad Gandersheim – 1978 Bad Gandersheim
  - Pauline Christine Wilhelmine zur Lippe: 1911 Lemgo – 1956 Detmold – 1995 Bad Meinberg
  - Gertrud von Nivelles: 1896 Berlin – 1908/09 Münster – 1929/30 Berlin
  - Auguste Viktoria von Schleswig-Holstein-Sonderburg-Augustenburg: 1910 Bad Homburg vor der Höhe – 1912 Berlin – 1984 Marl
  - Barbara Uthmann: 1886 Annaberg – 1889–1891 Zwickau – 1910 Elterlein
  - Wilhelmine von Preußen: 1771–73 Potsdam – 1998 Bayreuth – 2012 Bayreuth

- 2×
  - Adelheid von Burgund: um 1260–1270 Meißen – 1766–67 München
  - Alexandrine von Preußen: 1907 Schwerin – 2003 Ludwigslust
  - Lale Andersen: 1981 Bremerhaven – 2004 Langeoog
  - Anna von Dänemark, Kurfürstin von Sachsen: 1889–1891 Zwickau – 1869 Dresden
  - Anna von Hessen: 1596 Heidelberg – 2021 Kassel
  - Bettina von Arnim: 1997 Berlin – 1998 Berlin
  - Klara von Assisi: 1738–1746 Dresden – 1908/09 Münster
  - Bertrada die Ältere: 2002 Prüm – 2011 Prüm
  - Louise von Bose: 1896 Kassel – 2021 Kassel
  - Else von Carlberg: 1985 Dortmund – 2012 Worpswede
  - Lena Christ: 1999 Glonn – 2000 München
  - Caroline Mathilde: 1784 Celle – Ende 18. Jahrhundert Celle
  - Dorothea Christiane Erxleben: 1993 Quedlinburg – 1994 Halle (Saale)
  - Anne Frank: 1960 Berlin – 1988 Duisburg
  - Katharina Heinroth: 1954 Berlin – 1989 Berlin
  - Juliane zu Hessen-Kassel: 1862 Itzehoe – 2008 Itzehoe
  - Elly Heuss-Knapp: 1955 Stuttgart – 1962 Stuttgart
  - Maria Crescentia Höss: 1877 Kaufbeuren – unbekanntes Jahr Kaufbeuren
  - Katharina II.: 1831 Donaustauf – 2010 Zerbst
  - Emma von Lesum: 1977 Bremen – 2009 Bremen
  - Maria Theresia: 1842 Donaustauf – 1987 Bad Saulgau
  - Sophie von der Pfalz: 1878 Hannover-Herrenhausen – 1913 Hannover
  - Scholastika von Nursia: um 1721 Prüm – um 1738 Paderborn
  - Tisa von der Schulenburg: 2010 Dorsten – 2022 Dorsten
  - Corona Schröter: 1782 Tiefurt – 1905 Guben
  - Elisabeth Selbert: 2021 Kassel – 2021 Kassel
  - Christina von Stommeln: 1879–1881 Köln – 1999 Stommeln
  - Victoria von Großbritannien und Irland: 1902 Bad Homburg – 1903 Berlin
  - Adelheid von Vilich: 17. Jahrhundert Bonn – 2015 Bonn